# Abteikirche Mozac

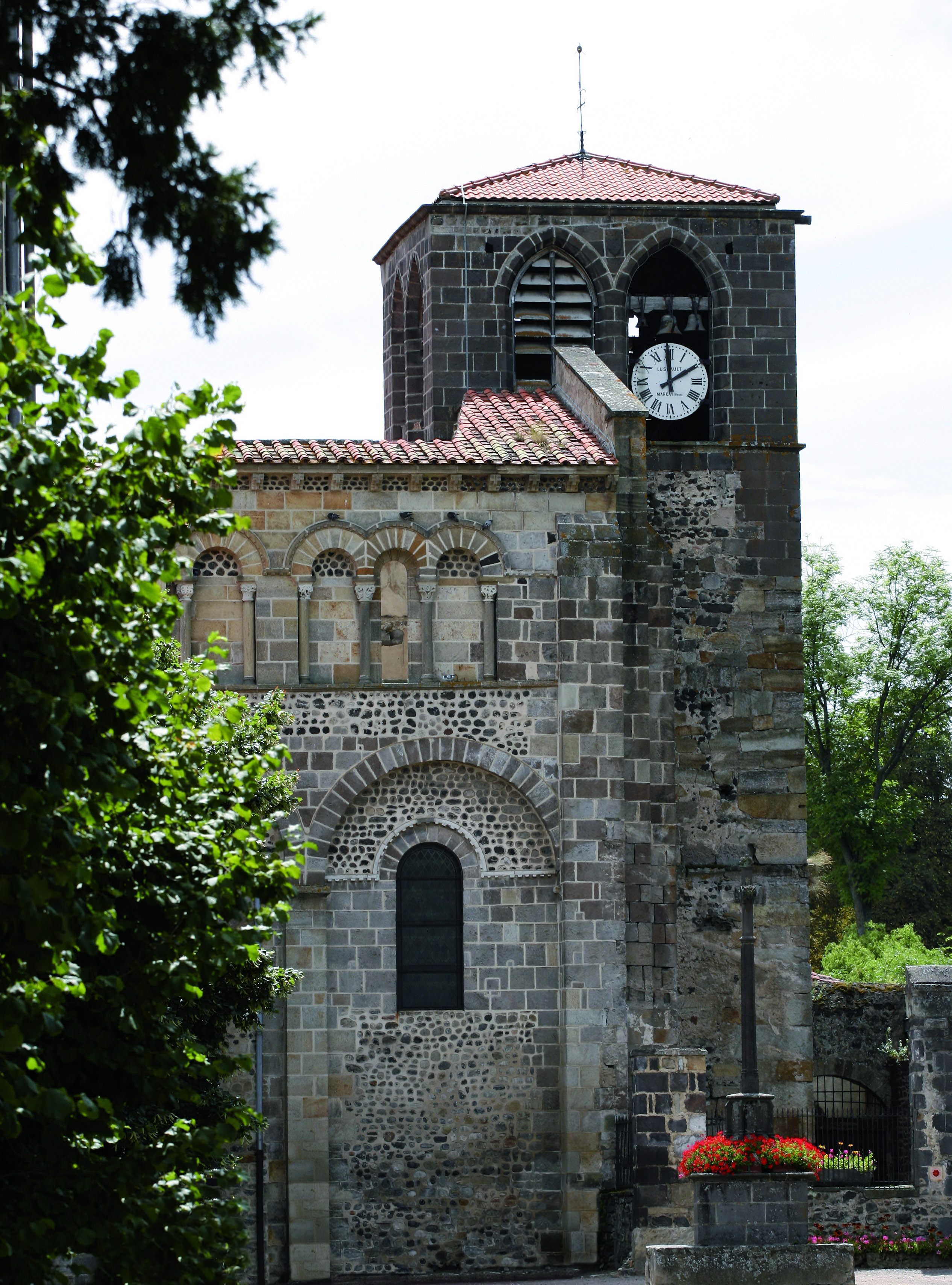
Mozac, Langhaus und Westwerk, von N

Die ehemalige Abteikirche Saint-Pierre und Saint-Caprais (französisch Abbaye Saint-Pierre et Saint-Caprais de Mozac) liegt inmitten der Ortschaft Mozac (auch Mozat), einem unmittelbaren Vorort westlich von Riom in der Region Auvergne-Rhône-Alpes im Département Puy-de-Dôme, etwa zwanzig Kilometer nördlich von Clermont-Ferrand.

## Würdigung

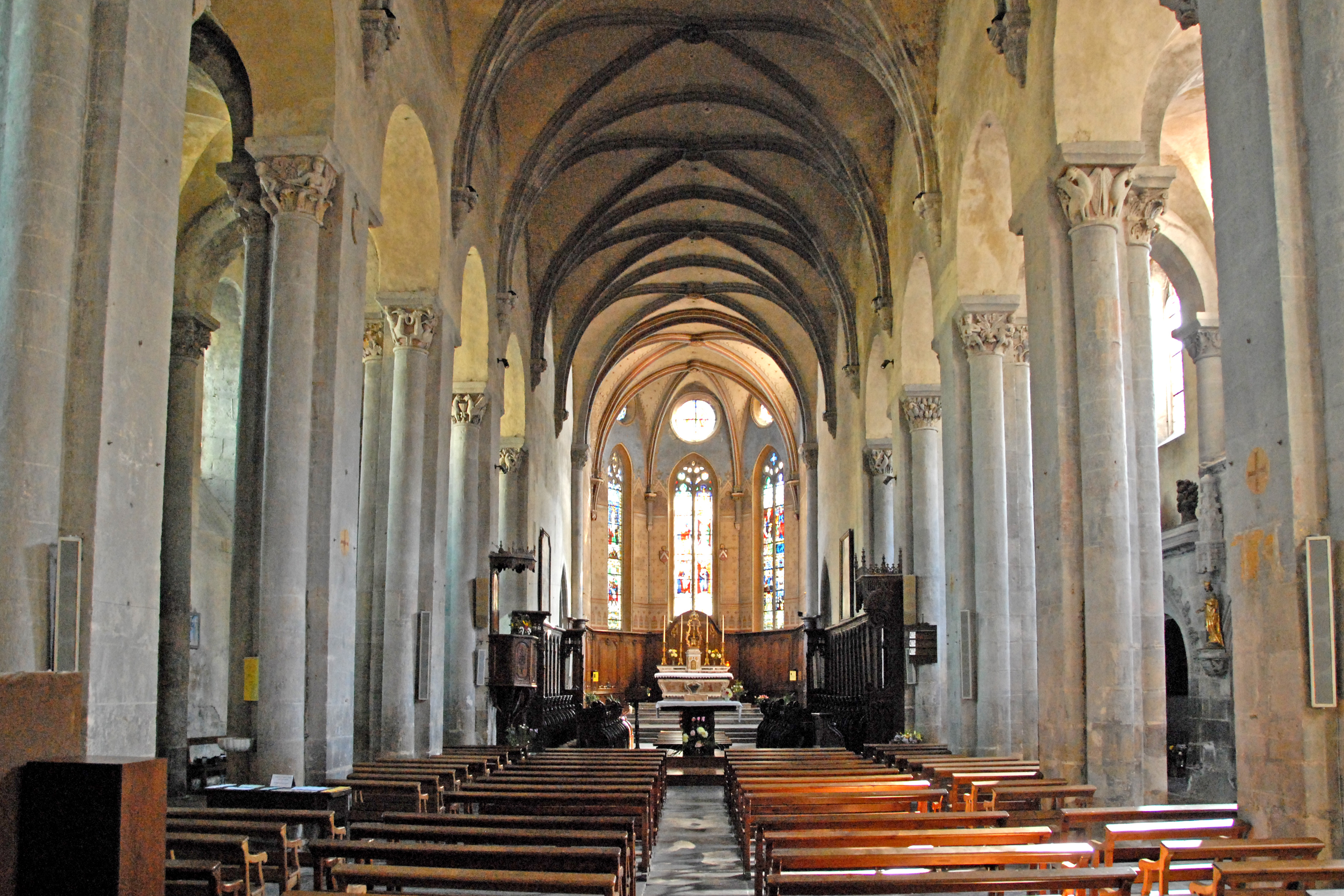
Langhaus zum Chor

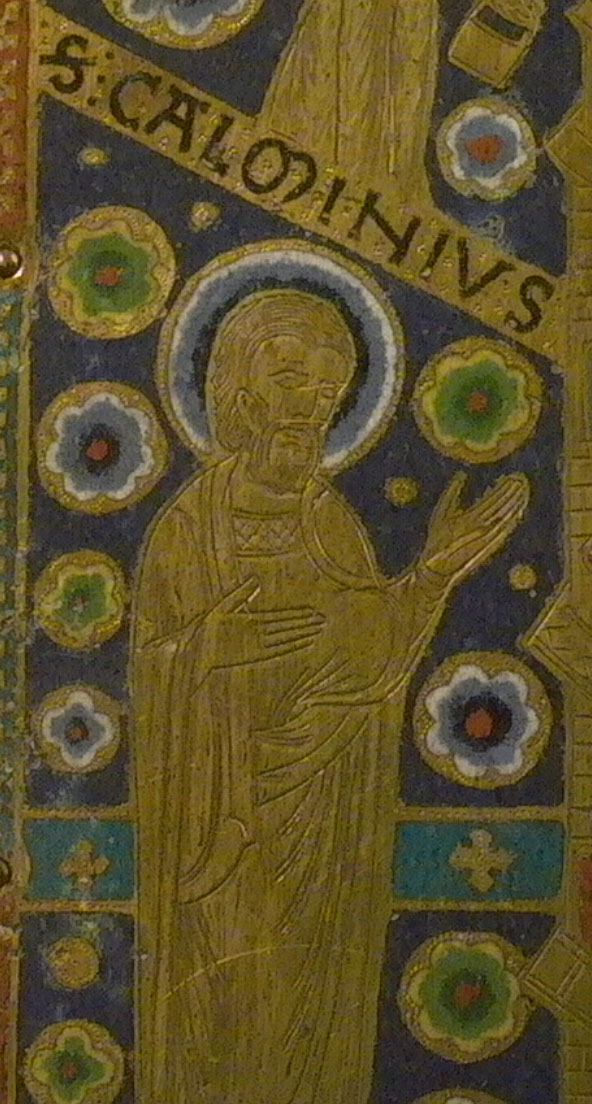
St. Calmin auf dem Schrein des St. Calmin und der Ste. Namadie (XIIe siècle), in Emaille von Limoges, bewahrt in der Abtei von Mozac

Vor ihrem umfangreichen Verfall und ihrer nicht fachgerechten Restaurierung stand hier sicher eine der schönsten romanischen Kirchen der Auvergne, ein außerordentlicher Höhepunkt im künstlerischen und handwerklichen Schaffen der romanischen Baumeister. Offensichtlich nicht ausreichend tragfähige Fundamentierungen führten bei den Erdbeben des 15. Jahrhunderts zu den Zerstörungen. Betroffen waren vor allem das gesamte Chorhaupt, bis hinunter in die ehemalige Krypta, das Querhaus, bis auf einige Mauerreste, und die oberen Teile des Mittelschiffs und die Obergeschosse der Seitenschiffe. Diese Bauteile wurden danach gänzlich abgebrochen. Von der romanischen Kirche sind heute die Mittelschiffpfeiler, ihre Arkaden, die Seitenschiffe inklusive ihrer Gewölbe, Teile der Krypta und die antike Turmvorhalle und die „Fassade“ erhalten.
Obwohl die Kirche großen Schaden genommen hat, zählt sie immer noch zu den Hauptkirchen der Basse-Auvergne oder der Limagne. Das hat sie nicht zuletzt der hohen künstlerischen Qualität und Vielzahl ihrer Kapitelle zu verdanken. Von ehemals 48 Kapitellen des Langhauses befinden sich immerhin 43 in situ. Trotz der vollständigen Zerstörung des Chorhauptes sind noch einige der Chorkapitelle in hervorragendem Zustand erhalten und im Mittelschiff in Augenhöhe aufgestellt worden, sicherlich die schönsten der Kirche. Im Musée Lapidaire, in Nachfolgebauten der ehemaligen Abtei, können noch weitere 32 Kapitelle besichtigt werden, die im Mauerwerk des 15. Jahrhunderts als Mauersteine Wiederverwendung gefunden hatten, und später entdeckt worden sind. Sie sind deshalb weitgehend nicht unbeschädigt erhalten.
Die Kirche ist den Hll. Simon Petrus und Caprasius von Agen geweiht.

## MozacoderMozat?
Der Name der Ortschaft kannte im Laufe der Jahrhunderte unterschiedliche Schreibweisen. Aus dem römischen Mauziacum, was „Inmitten von Wasser liegend“ bedeutete, wurde Mozac. Später wurde in der ganzen Basse-Auvergne aus der lateinischen Endung -acum die französische at, also Mozat. Heute herrscht allerdings die Schreibweise Mozac vor. Das „c“ bleibt aber bei der Aussprache stumm.

## Geschichte

### Gründung der Abtei
Die Geschichte der Abtei von Mozac reicht bis in das Ende der merowingischen Epoche zurück. Gegründet wurde sie gegen Ende des 7. Jahrhunderts(?) durch eine Persönlichkeit mit Namen Calminius (frz. Calmin). Er lebte unter der Regentschaft von König Thierry (wahrscheinlich Thierry III. 673–691). Er gründete ebenfalls die Abteien Laguenne in der Nähe von Tulle (Corrèze) und Monastier-Saint-Chaffre (Département Haute-Loire). Die Gründungsurkunde ging verloren. Früheste Dokumente aus dem 11. Jahrhundert geben Hinweise auf die Gründungszeit, darin wird eine Sainte-Namidia als Mitgründerin genannt.
Ein Hagiograph Thomas, der über das Leben Saint-Calminius im siebzehnten Jahrhundert schrieb, ließ ihn Herzog von Aquitanien und Graf der Auvergne sein. Diese Titel gab es erst viel später. Auch Namidia, sicher eine großzügige Wohltäterin der Abtei, lebte weder zur selben Zeit, noch weniger war sie seine Ehefrau.
Die Geschichte des Lebenslauf Calmins teilen sich historische Wahrheit mit der Legende:
Calminus stammte aus einer Familie römischen Ursprungs, die sich in Arvernis (heutiges Clermont-Ferrand) niedergelassen hatten. Er wurde wahrscheinlich deshalb als „sehr vornehmer Senator der Römer“ bezeichnet. Zu Beginn seiner Laufbahn war er ein „Mann des Krieges“, der sich später der Strenge eines religiösen frühchristlichen Lebens zuwandte. Er war offensichtlich zu ansehnlichem Reichtum gelangt, sonst hätte er nicht seinen Wunsch in die Tat umsetzen können, drei Klöster zu erbauen.
Er begann im gebirgigen Velay mit dem Bau eines Oratorium s im Dorf Le Villars, mit dem ursprünglichen Namen Calminiacum oder Calmery (beide von Calminius). Er lebte eine Zeit lang mit einer kleinen Schar seiner Anhänger in einer Höhle oberhalb des Dorfes. Aus dem Oratorium entstand das Kloster, einer Gemeinschaft benediktinischen Koinobitentums. Das Kloster wurde später Saint-Chaffre Monastier genannt. Im französischen Artikel Le Monastier-sur-Gazeille (Die Ortschaft des Klosters) gründete Saint Calmin das Kloster bereits im 5. Jahrhundert, was sehr bezweifelt werden muss.
Eine weitere Wirkungsstätte war im Bistum von Limoges, wo er das karge Leben eines Einsiedlers führte. In der Nähe von Tulle (Corrèze) gründete er sein zweites Kloster, mit dem Namen Laguenne. Damit war bereits der größte Teil seines Wunsches in Erfüllung gegangen. Nach der „vox populi“ galt er bereits als heilig.
Danach lebte er nur noch in Mozac in der Auvergne, einem Ort der Meditation und Ruhe, und reich an Wasser. Schon im Ruf eines Heiligen gründete er dort seine dritte und letzte Abtei. Die Abtei von Mozac gewann an Wohlstand, vor allem durch die Freigiebigkeit und außergewöhnlichen Aktivitäten seines Gründers.
Vor Beginn der Bauarbeiten in Mozac begab sich Calmin nach Rom, um die Konsekration seines ersten Klosters Carmery im Velay zu beantragen. Auf seiner Rückreise besuchte er auf den Îles de Lérins die berühmte Abtei Lérins, die er bewunderte und deshalb noch einige Monate in ihr verbrachte. Er lernte dort die Regeln des heiligen Benedikt kennen und nahm das Angebot des Abtes an, etwa zwanzig Mönche nach Mozac zu entsenden, um beim Bau des Klosters behilflich zu sein und das Klosterleben zu unterstützen.
Nach Fertigstellung des Bauwerks verließ er noch einmal seine Anhänger, um in Rom den Papst aufzusuchen, und ihm über die Erfüllung seines Lebenswunsches infolge seiner Stiftungen zu berichten. Der Papst bot als besonders wertvolle Reliquie einen Teil des Schädels des heiligen Petrus. Auf dem Rückweg machte er Station in Agen, wo er die Armreliquie des heiligen Caprais beschaffen konnte. Beide Reliquien führten zur Namensgebung der Abtei Saint-Pierre und Saint-Caprais.
Die Rückkehr von Calmin wurde in Mozac mit großem Aufwand gefeiert. Kurze Zeit später starb Calmin, dem der „Geruch der Heiligkeit“ anhing. Er wurde in der Krypta am Tag nach der Himmelfahrtsoktave bestattet. Das Jahr seines Todes ist unbekannt.
Der Reliquienschrein des heiligen Calmin und der heiligen Namadie aus Emaille des Limousins ist der größte derartige erhaltene Schrein des Mittelalters. Die Reliquien der Heiligen für einen Pilgeransturm auf die erste Abteikirche.
Im Mittelalter gab es an einem Feldweg zwischen Riom und Mozac eine Kapelle mit dem Namen Saint-Calmin, zu Ehren des Gründers der Abtei Saint-Pierre und Saint-Caprais in deren unmittelbarer Nähe. Die Kapelle wurde lange vor der Revolution zerstört. Man kennt weder ihre Architektur noch ihre genaue Lage.

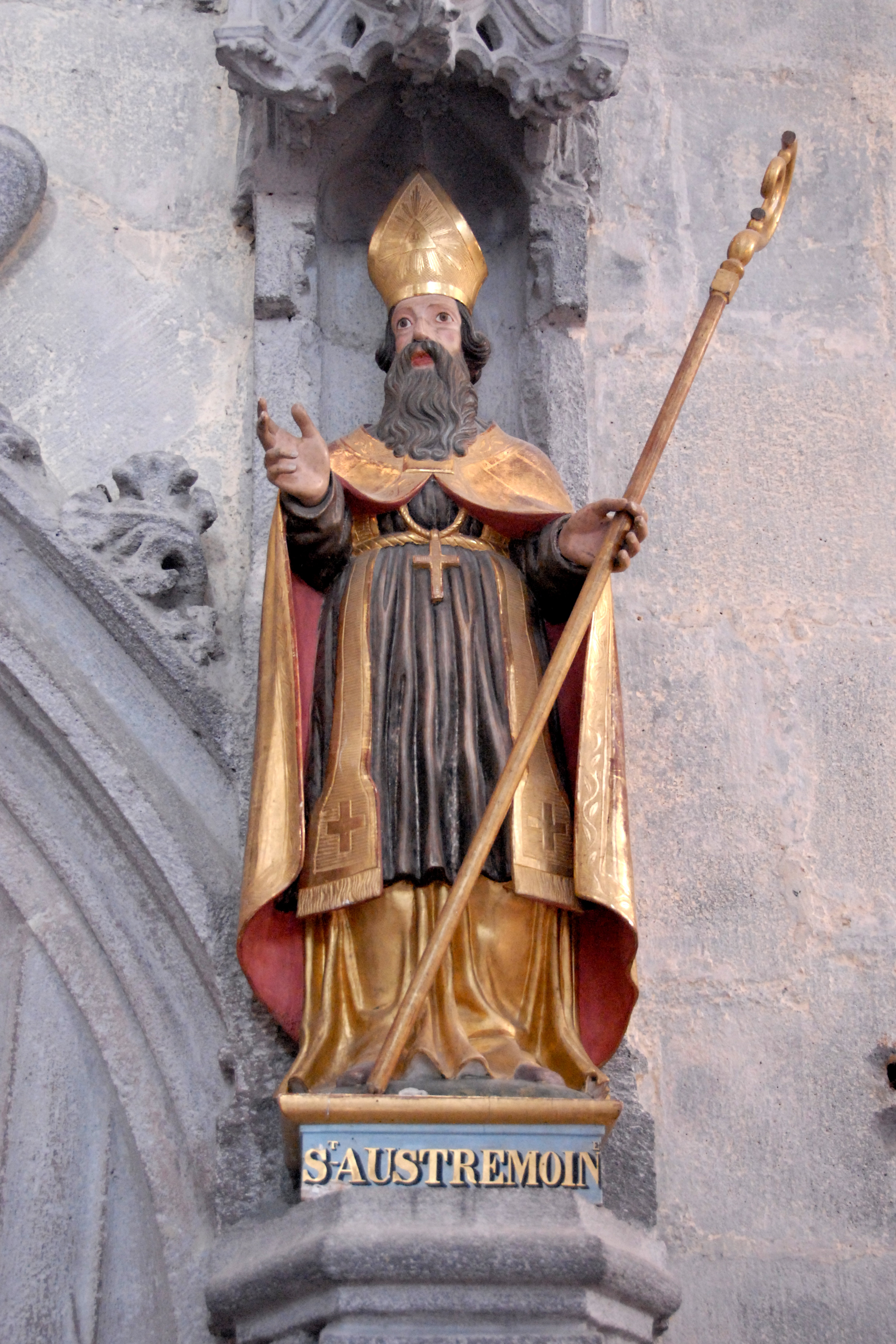
Skulptur des hl. Austremonius

### Überführung der Reliquien des heiligen Austremonius
Man glaubte längere Zeit, dass die Überführung der Reliquien des heiligen Austremonius, des ersten Evangelisten der Auvergne, nach Mozat, auf Anordnung von Phippin dem Kurzen, dem Vater Karls des Großen, gegen 764 stattgefunden hat. Man konnte vor der Revolution zwei Gemälde betrachten, von denen eins den heiligen Calminius, und das andere Pippin den Kurzen, den Restaurator von Mozac darstellte. In Wirklichkeit gelangten die Reliquien jedoch unter Pippin II. von Aquitanien (828–848), wahrscheinlich im Jahr 848 nach Mozac. Sie wird daraufhin königliche Abtei, was durch die Präsenz der Fleur de Lys (Lilienblume) auf dem Wappen des Klosters demonstriert wurde. Mit diesen Reliquien wurde Mozat schon weit vor den Strömen der Jakobspilger ein bedeutendes Ziel in der Auvergne für christliche Pilger.

### Anschluss an Cluny
Durand, Bischof von Arvernis und ehemaliger Abt von La Chaise-Dieu, beunruhigten die gegen Ende des 11. Jahrhunderts eingetretenen Lockerungen klösterlicher Disziplin, und er unterstellte Mozac im Jahr 1095 der Hoheit Clunys, in Abstimmung mit Robert, Graf der Auvergne und Inhaber der weltlichen Macht über die Abtei. Mozac konnte aber durch Aufrechterhaltung des Titels Abtei seine Bedeutung erhalten. Im selben Jahr rief Papst Urban II. auf der Synode von Clermont zum ersten Kreuzzug auf. Im Jahr 1102 wurde Hugo von Semur, ein Neffe des heiligen Hugo, Abt in Mozac. Ihm folgte später Eustachius von Montboissier, der das Amt im Jahr 1131 und noch 1147 bekleidete. Er war ein Bruder des amtierenden Abts von Cluny, Petrus Venerabilis.

### Netzwerk von Abhängigkeiten
Die Bulle Papst Alexanders III. von 1165, bestimmt für den Abt von Mozac, Pierre II. de la Tour, enthält die endgültigen Liste der Besitztümer von Mozac: 38 Kirchen, 13 Kapitel und 14 Burgen standen unter seiner Lehnsherrschaft.
Die Mönche von Mozac erhielten zur Bestätigung und Sicherung ihres Vermögens Briefe in den Jahren 1169 von Louis VII., 1217 von Philippe Auguste, 1224 von Louis VIII., 1269 von Louis IX., 1460 von Charles VII. und 1490 von Charles VIII..
Das Kloster Mozac besaß bis zu vierzig Priorate, Pfarrvikarien und andere religiöse oder zeitliche Abhängigkeiten, im Wesentlichen in der Basse-Auvergne, auch im Bourbonnais und entlang der Straße zur Abtei von Cluny, von der es seit 1095 abhängig war. Die ältesten Abhängigkeiten der Abtei Mozac stammten aus einer königlichen Schenkung von Pippin dem Kurzen oder Pippin II. von Aquitanien. Diese erste Urkunde zählt sechzehn Orte auf, die zum Erbe der Abtei gehören:
In einem Dokument von 1633 werden die Abhängigkeiten (Priorate) der Abtei von Mozac als „königlichen Stiftungen“ bezeichnet.

### Die romanische Kirche und ihre Vorgänger
Ohne Berücksichtigung der umfangreichen Veränderungen im 15. Jahrhundert sind offensichtlich auf derselben Stelle drei Kirchenbauwerke hintereinander gefolgt:
- Mozac I: Die erste Kirche geht auf die merowingische Gründung Calmins gegen Ende des 7. Jahrhunderts(?) zurück. Von ihr existieren Überreste in der Krypta und in der vorromanischen Turmvorhalle.
- Mozac II: Die zweite entspricht der Klostererneuerung im 9. Jahrhundert und der mit der Überführung der Reliquien des heiligen Austremonius verknüpften Stiftungen Pippins von Aquitanien. Ob diese Kirche einen Chorumgang besaß ist unklar. Der westliche Vorhallenturm ist wahrscheinlich Mozac II zuzuordnen.
- Mozac III: Die dritte ist die eigentliche romanische Kirche, die auf die Zeit kurz nach 1095 datiert werden kann, nach dem Anschluss an Cluny, das heißt im Wesentlichen in der ersten Hälfte des 12. Jahrhunderts.

### Das ehemalige Bauwerk der romanischen Abteikirche, gegen Mitte des 12. Jahrhunderts

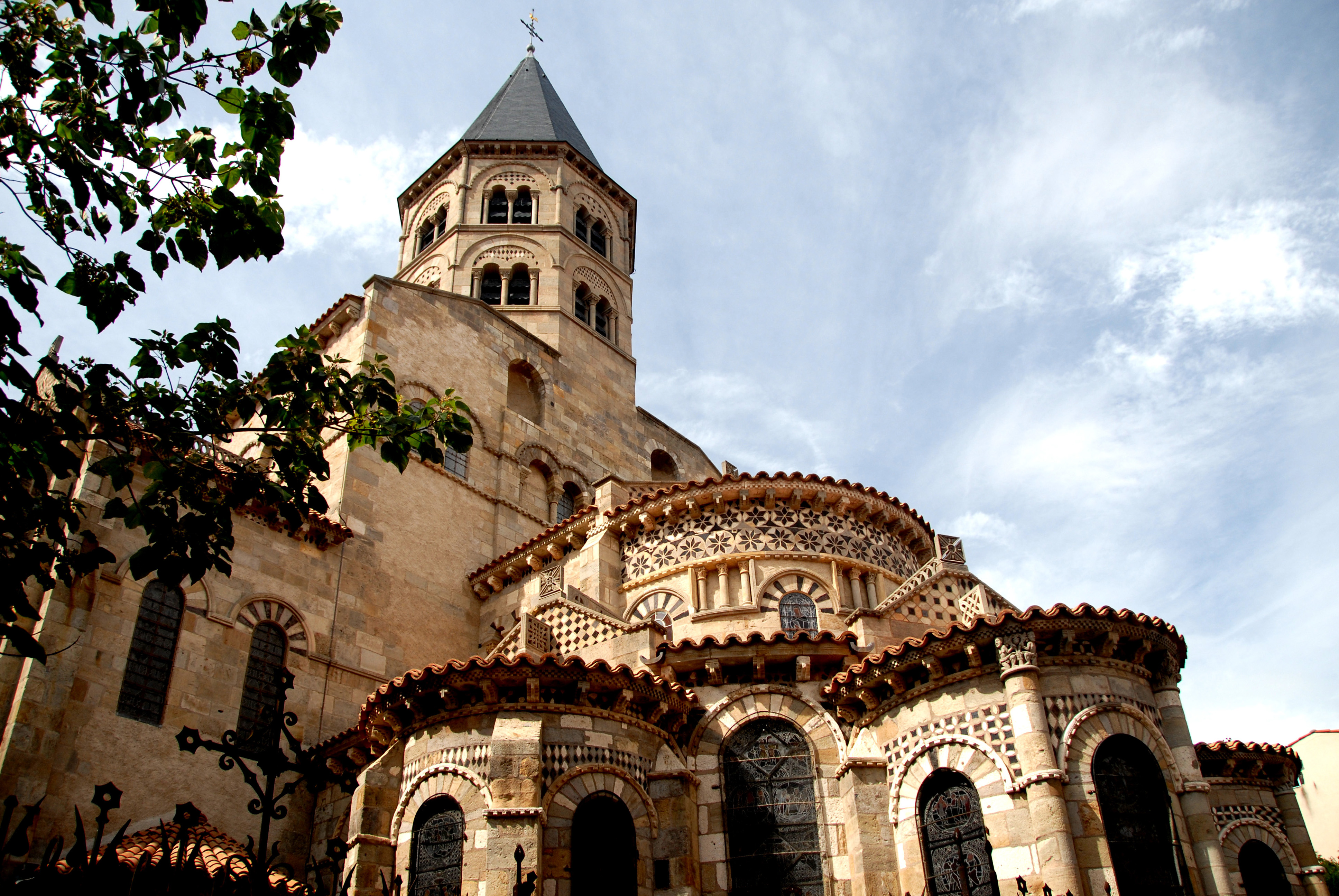
So etwa sah auch das Chorhaupt von Mozac III aus; Foto von Notre-Dame du Port

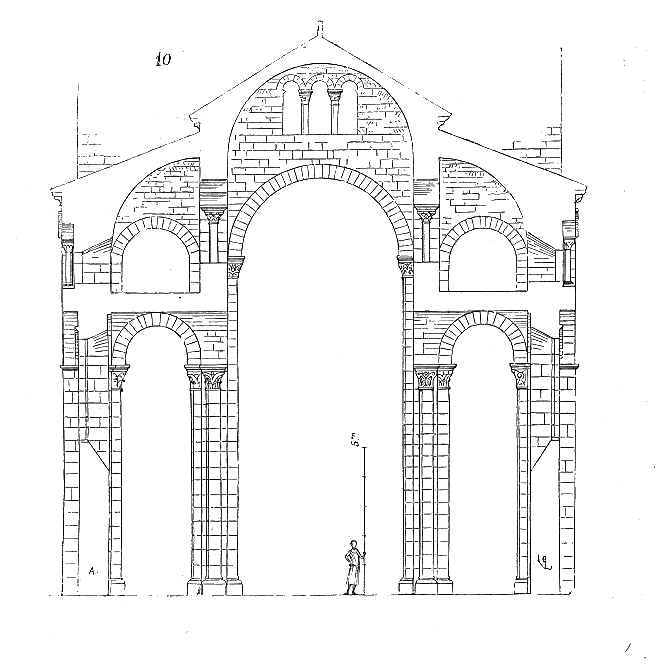
N.-D. du Port, Aufriss Langhaus, Mitte 19. Jh., Viollet-le-Duc, vermutlich ähnlich dem von Mozac

Die Architektur dieser Kirche entsprach weitgehend der anderer Hauptkirchen der Basse-Auvergne, abgesehen von dem Westwerk mit dem merowingischen aus der Fassade vortretenden Vorhallenturm. Ihre Größe liegt etwa zwischen der Notre-Dame du Port und Issoire. Um- und Aufriss kamen vermutlich denjenigen der Stiftskirche Notre-Dame du Port am nächsten.

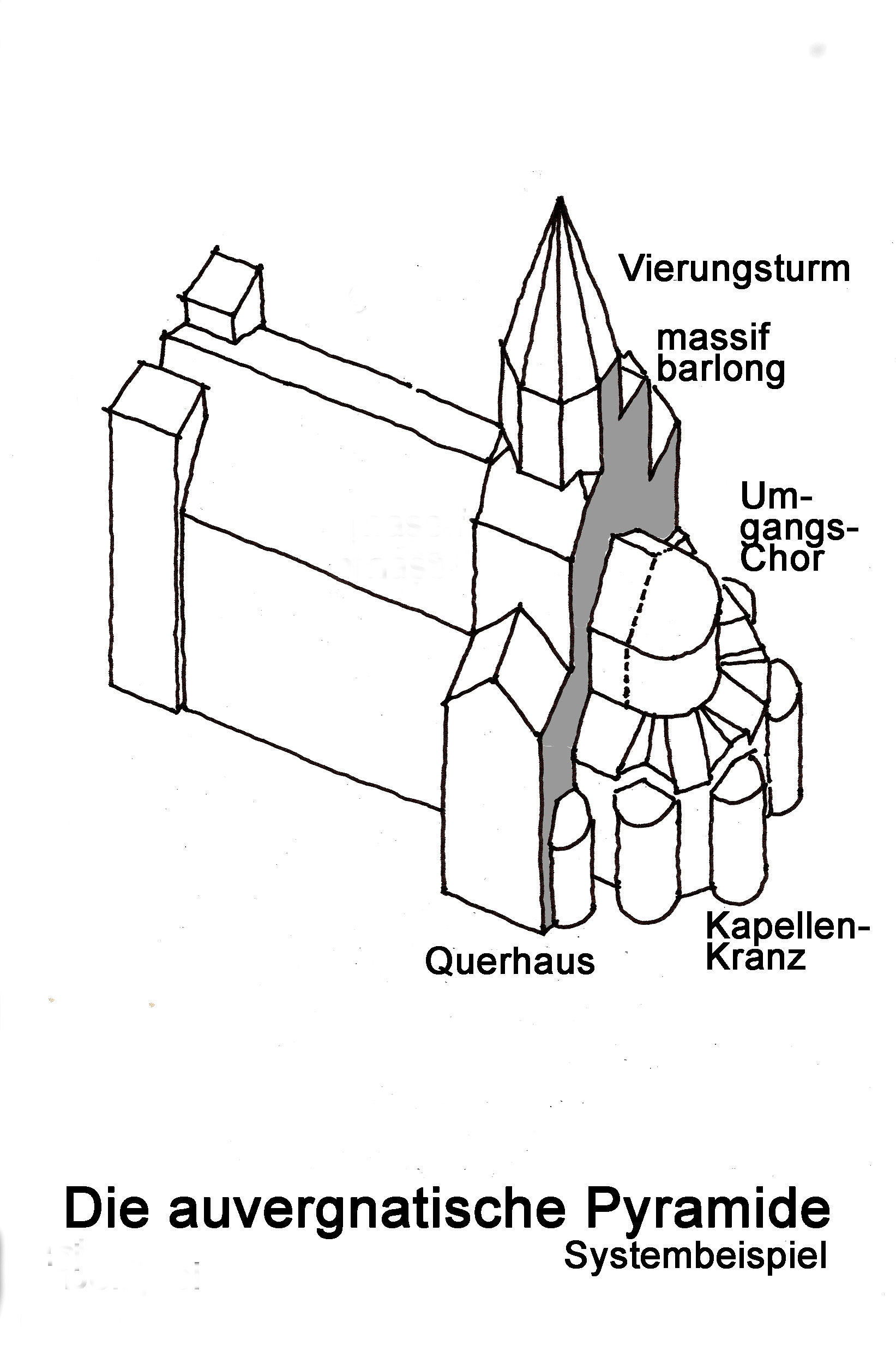
„Auvergnatische Pyramide“

Die Kirche war eine dreischiffige Emporenbasilika Aufriss, mit einem Mittelschiff mit Tonneneinwölbung, vermutlich ohne Gurtbögen, den Seitenschiffen mit Kreuzgratgewölben und Gurtbögen und den Emporengeschossen mit halben Tonnengewölben zur Abtragung der Schubkräfte des Mittelschiffgewölbes. Über wenige kleine Fenster fiel etwas Licht in die Emporenräume, von dem durch die inneren Arkaturen der Emporen im Mittelschiff kaum noch etwas ankam. Möglicherweise waren die Dächer der Schiffe untereinander leicht höhenversetzt, besaßen dort aber keine Obergaden.
Das Querhaus hatte über die Langhausseitenwände hinaus reichende Arme, deren Traufhöhen derjenigen der zweigeschossigen Seitenschiffe entsprach. Die Trompenkuppel der quadratischen Vierung reichte noch ein gutes Stück weiter hinauf, etwa bis in Höhe des Mittelschifffirstes. Die Querhausarme wurden von Wänden mit Schwibbögen unterteilt, in Verlängerung der Seitenschiffaußenwände. Die beiden Raumabschnitte zwischen diesen Wänden und der Vierung ragten bis über die Vierungskuppel hinauf und bildeten dort, zusammen mit dem Turmsockel, den regional typischen „massif barlong“. Darüber ragte der Vierungsturm mit achteckigem Grundriss auf.
Das Chorhaupt bestand aus dem zentralen Chor mit halbrunder Apsis, fast so hoch wie das Mittelschiff, dem deutlich tiefer überwölbten Chorumgang und vier Radialkapellen, seitlich ergänzt durch zwei Querhauskapellen. Diese Bauteile waren äußerlich untereinander rhythmisch abgestuft. Man spricht von der auvergnatischen Pyramide.

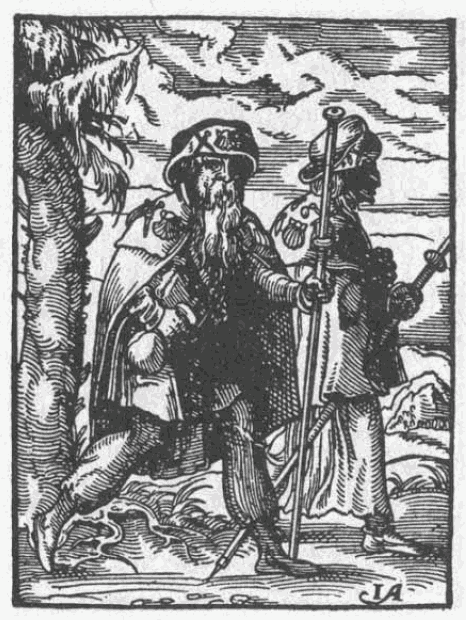
Jakobspilger, Holzschnitt von 1568

### Mozac am Jakobsweg
Das 11. und 12. Jahrhundert war die absolute Blütezeit der Wallfahrten, insbesondere für den Südwesten Frankreichs, in dem jährlich zu Hunderttausenden Jakobspilger nach Santiago de Compostela zogen. Mozac liegt an einer Nebenroute des Jakobswegs, auf der Strecke zwischen Nevers und dem heutigen Clermont-Ferrand, etwa mittig zwischen den Hauptrouten der Via Lemovicensis (Start in Vézelay) und der Via Podiensis (Start in Le Puy-en-Velay). Gerade zu dieser Zeit baute man eifrig an Mozat III. Sehr wahrscheinlich hat man Mozat II in solchen Abschnitten abgebrochen, wie die Abschnitte des Neubaus fertig wurden und man die Gottesdienste dorthin verlegen konnte. Wie die anderen Hauptkirchen der Limagne war auch Mozat III als typische Pilgerkirche mit Umgangschor und Kapellen konzipiert, und so groß, wie man sie für die angewachsenen Pilgerströme brauchte. Mit bedeutenden Reliquien war man schließlich schon lange versorgt und konnte sie in immerhin sechs Kapellen und auf weiteren Altären zur Verehrung darstellen. Zum Leidwesen der Mönche gingen die Pilgerbewegungen ab Mitte des 12. Jahrhunderts, beginnend mit dem „Gezänk“ zwischen Frankreich und England um Aquitanien, zurück. Die Kriege des 13. und 14. Jahrhunderts brachten dramatische Einbrüche der Pilgerfahrten im Südwesten des heutigen Frankreichs, die erst in unseren Zeiten wieder auflebten.

### Zerstörungen und Wiederherstellungen in der 2. Hälfte des 15. Jahrhunderts
In den Jahren 1437, 1476, 1478 und 1490 erschütterten heftige Erdbeben die Gegend und führten nach 1450 zu schweren Gebäudeschäden. Auch die Abtei von Mozac wurde weitgehend zerstört. Betroffen waren vor allem das Chorhaupt inklusive der Verschüttungen des Kryptaumgangs, das Querhaus mit der Vierung und dem Vierungsturm, die oberen Bereiche des Mittelschiffs, inklusive der Wölbung, die Emporengeschosse der Seitenschiffe und der Kreuzgang mit den ihn umschließenden Konventsgebäuden.
Der Abt Raimond von Marsenat (1459–1470) veranlasste umfangreiche Wiederherstellungsarbeiten, auf die das heutige Aussehen der Kirche zurückgeht. Es ist wohl heute ein Glück, dass seine Mittel damals recht bescheiden gewesen sein mussten. Andernfalls hätte er sicher ein vollständig neues Bauwerk errichtet, und die wertvollen Kapitelle könnte man nicht mehr bewundern.
Die durch das Erdbeben geschädigten Bauteile der Abteikirche, des Klosters und der Konventsgebäude mit dem Kreuzgang wurden weitgehend niedergerissen und insoweit erneuert, dass ein geordneter Betrieb des Gottesdienstes und des Klosterlebens wieder stattfinden konnte. Für die Erneuerung orientierte man sich an dem neuen Baustil der Gotik. Auf den kräftigen Mauern des zentralen Raumes der ehemaligen Krypta wurde ein Chor errichtet, ohne Umgang, mit einem Kreuzrippengewölbe. Der eingestürzte Umgang der Krypta wurde mit Einsturzschutt aufgefüllt. Die ehemaligen Radial- und Querhauskapellen entfielen und wurden teilweise ersetzt durch drei Kapellen im südlichen Seitenschiff. Das Querhaus, in seiner ursprünglichen Form, gab es nicht mehr. Die ehemalige ausgeschiedene Vierung mit Kuppel und Turm war nur noch eine Verlängerung des Mittelschiffs. Die Seitenwände der Vierung (Nord und Süd) wurden bis auf kleinere Durchlässe zugemauert und die so isolierten Querhausarme mit niedrigen Kreuzrippengewölben überdeckt. Das Mittelschiff erhielt ebenso ein Kreuzrippengewölbe. Da die Emporengeschosse der Seitenschiffe aufgegeben wurden, sind auch die inneren Arkaturen der Emporen verschwunden. Bei der Erneuerung von Mauerwerk wurde sicher häufig Steinmaterial aus den zerstörten Bauteilen verwendet, ohne besondere Rücksicht auf skulptierte Bauteile. Der Kreuzgang wurde nicht mehr erneuert.

### Die Moderne
1516 erfolgte die Einführung der Abtei in die Commende, der Bestellung des Abts unmittelbar durch den König.
27. Juni 1783: Nach einem heftigen Sturm floss ein Strom von Schlamm durch die Anlage der Abtei und führt zum teilweisen Einsturz einer Mühle im Süden des Anwesens und an mehreren Stellen der Wehrmauern. Als Folge des Unwetters, war ein großer Teil des Gebiets überschwemmt und die Ernten (Weinberge, Weizen und andere) zerstört.
In der Revolution (1789) und ihren Folgejahren wurden die bis dahin noch weitgehend erhaltenen Konventsgebäude mit dem Kreuzgang zum „Volksgut“ erklärt und auf Abbruch verkauft.
1790 mussten die letzten sechs Mönche das Kloster verlassen. Die Kirche wurde bald die einzige Pfarrkirche der Gemeinde der Ortschaft Mozac.
Der heutige „Klosterhof“ südlich der Kirche ist deutlich größer als der ehemalige Kreuzgang und wird auf der Ost- und Südseite, teils auch auf der Westseite von „modernen“ Gebäuden umschlossen. In ihnen ist das Refektorium des 15. Jahrhunderts integriert, wie auch ein Rest eines Kellers aus römischer Zeit. In Teilen der Gebäude ist das Musée-Lapidaire untergebracht, mit einer bedeutenden Sammlung von immerhin noch 32 Kapitellen und verschiedenem Inventar der romanischen Kirche.

## Bauwerksabmessungen

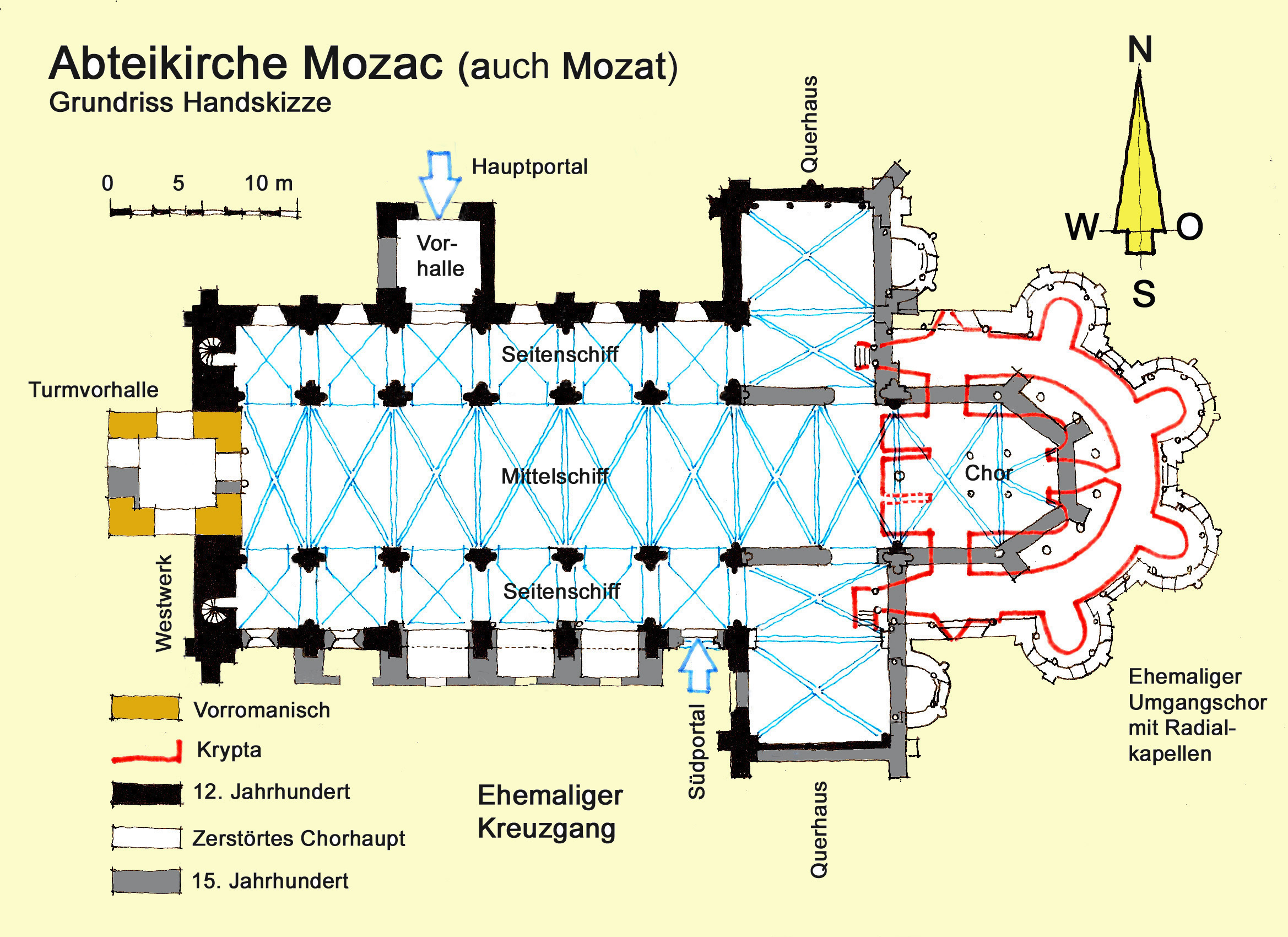
Abteikirche Mozac, Grundriss, Handskizze

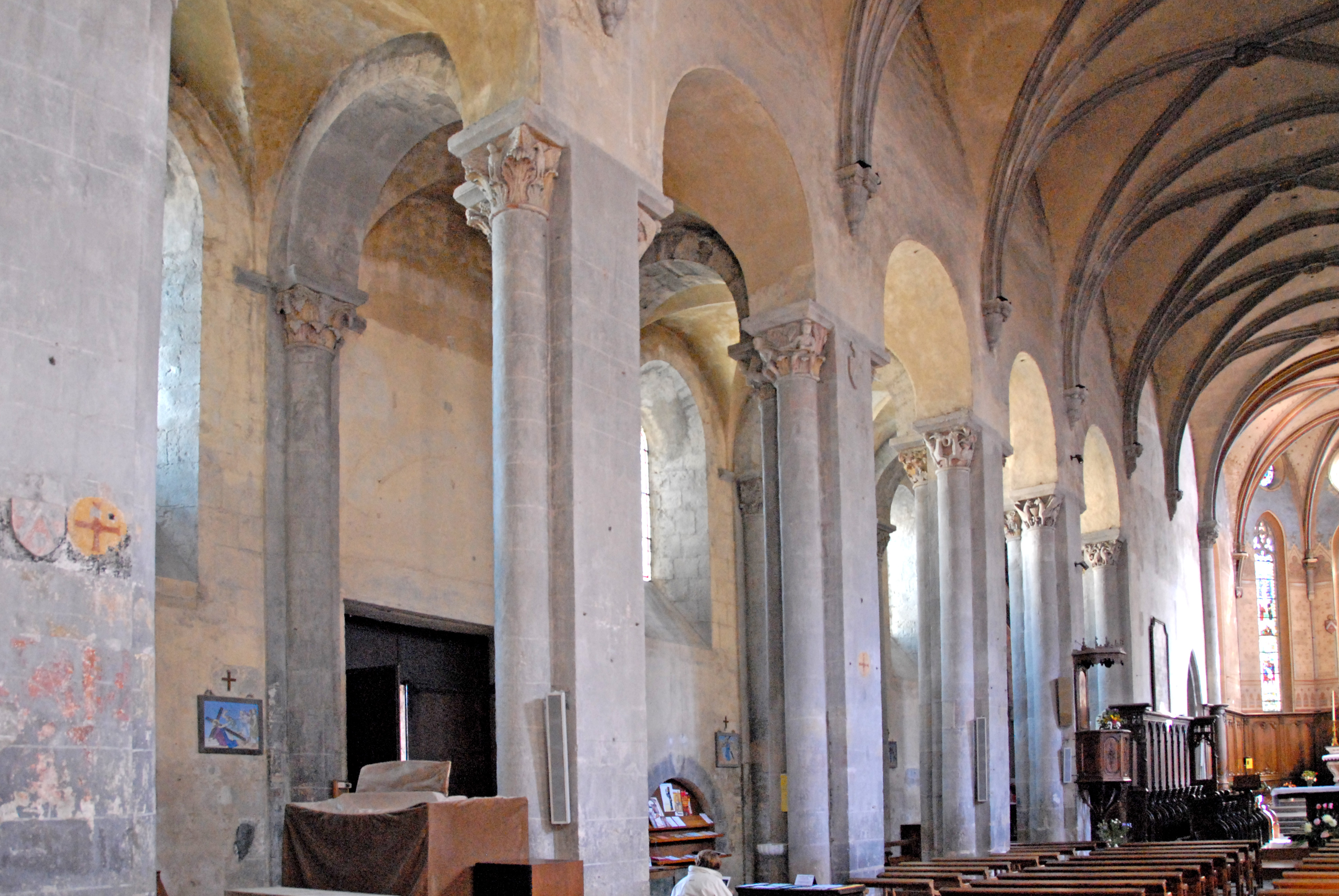
Nördl. Langhausseite

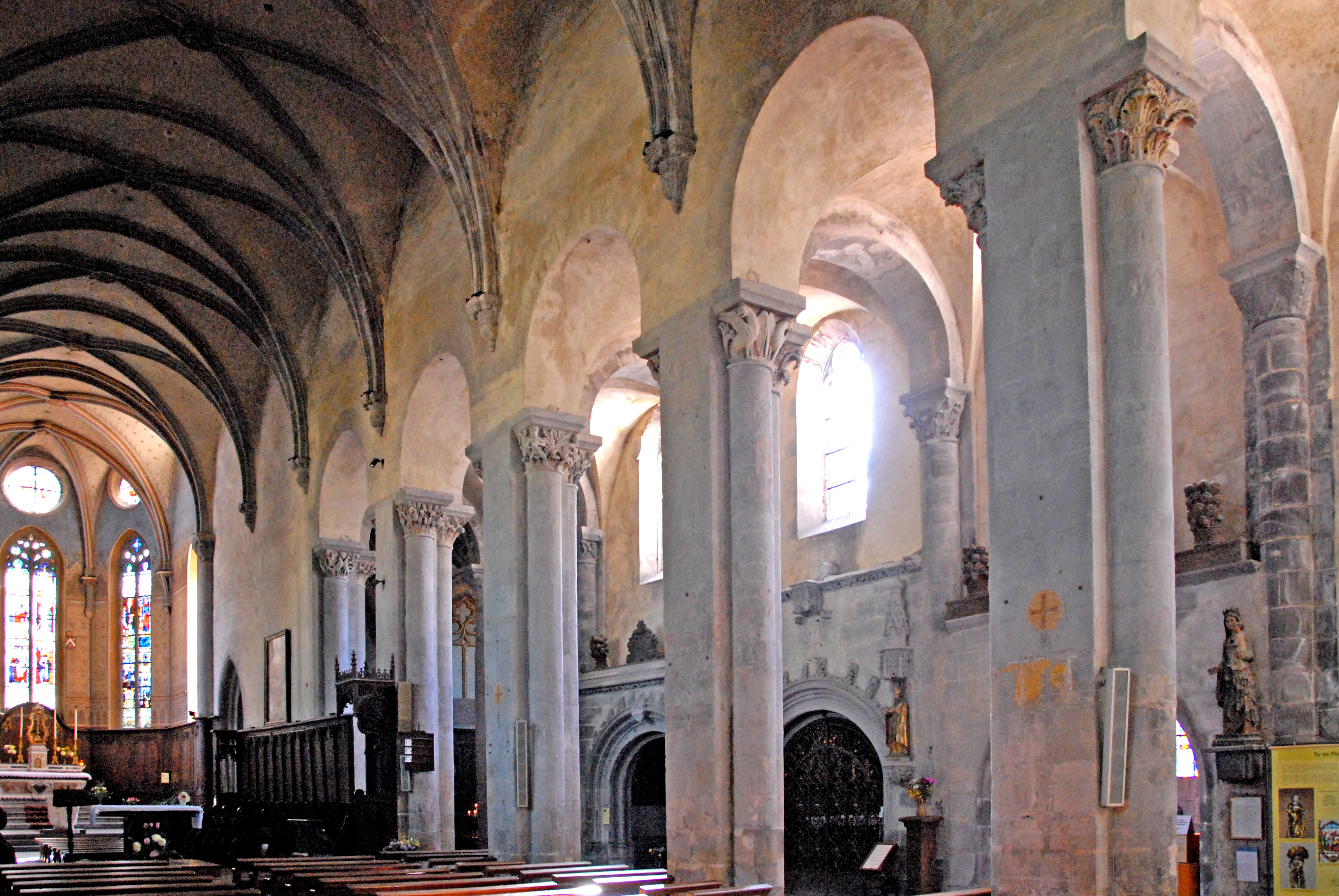
Südl. Langhausseite

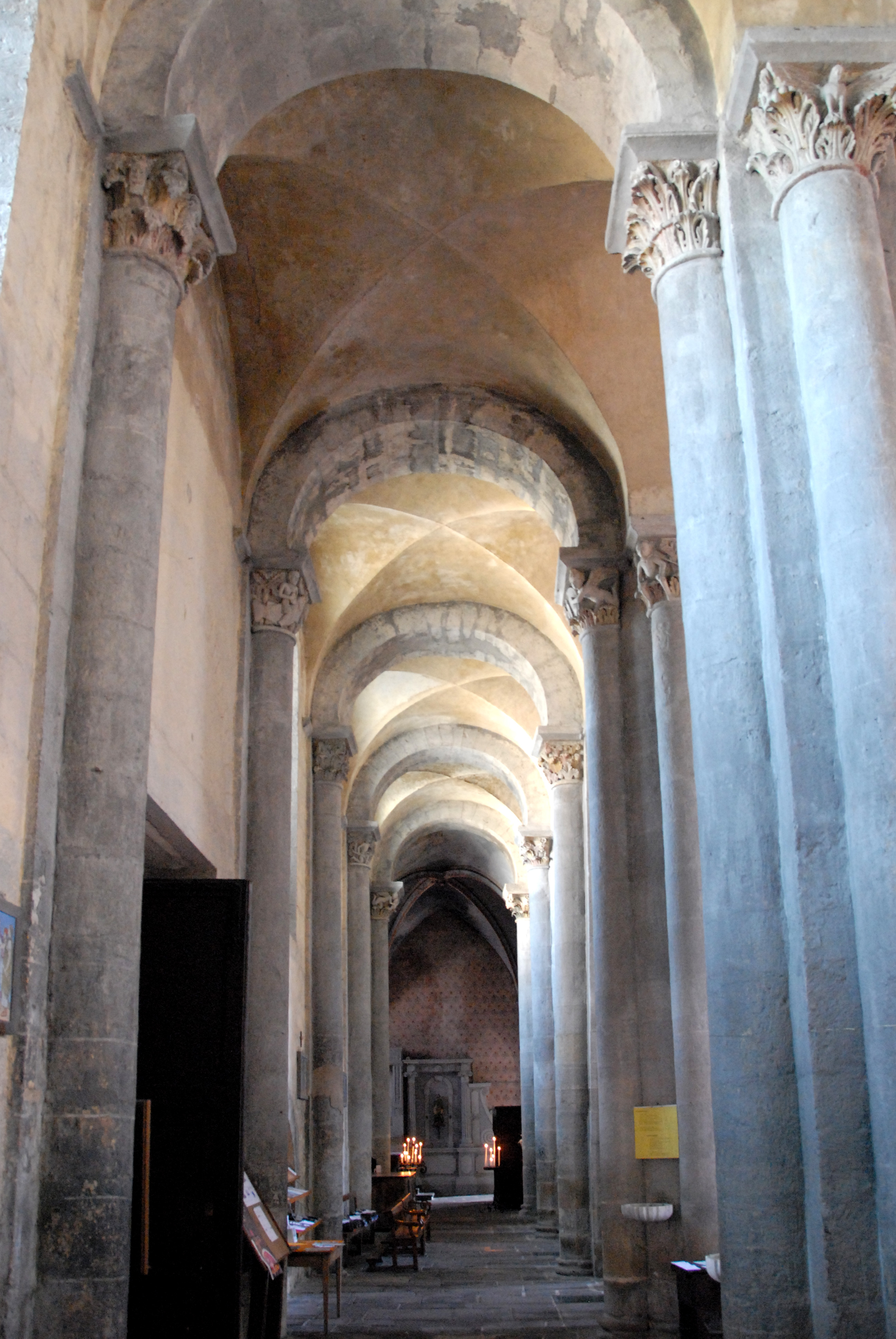
Nördl. Seitenschiff

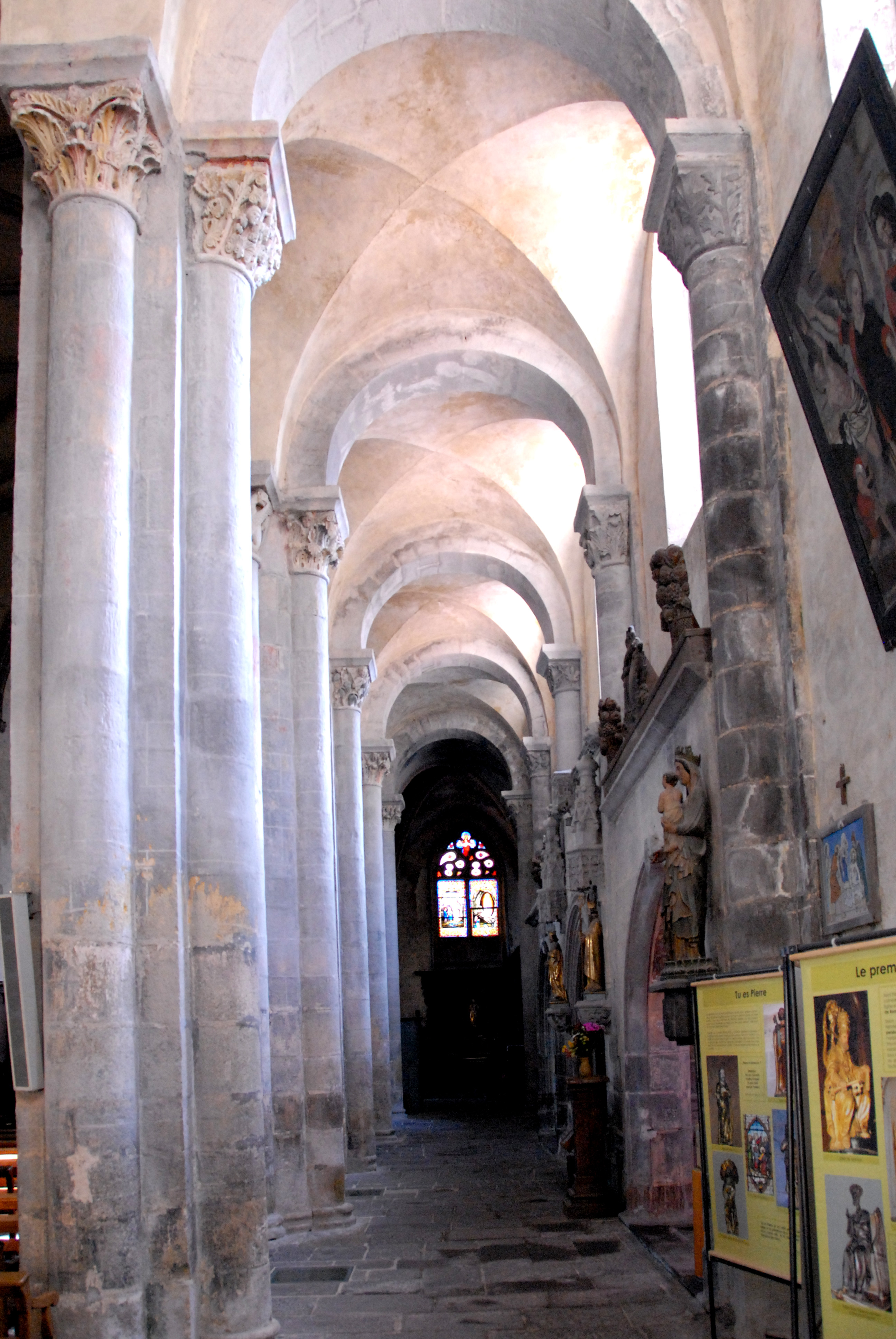
Südl. Seitenschiff

Maße in Meter, aus Zeichnung entnommen (circa):
| Bauteil                          | Mozac III | heute   |
| Gesamtlänge über alles, außen    | 59,50 m   | 52,40 m |
| Langhauslänge, außen             | 28,60 m   | 28,60 m |
| Langhauslänge, innen             | 26,30 m   | 35,70 m |
| Langhausbreite, außen            | 18,60 m   | 18,60 m |
| Langhausbreite, innen            | 16,30 m   | 16,30 m |
| Umgangschortiefe, außen          | 15,10 m   | —       |
| Chortiefe, außen                 | —         | 10,20 m |
| Umgangschorbreite, außen         | 17,40 m   | —       |
| Chorbreite, außen                | —         | 09,50 m |
| Querhauslänge, außen, über alles | 30,70 m   | 30,70 m |
| Querhauslänge, innen, über alles | 29,00 m   | 29,00 m |
| Querhausbreite, außen            | 09,50 m   | 09,50 m |
| Querhausbreite, innen            | 07,60 m   | 07,60 m |
| Mittelschiffbreite, innen        | 7,70 m    | 7,70 m  |
| Seitenschiffbreite innen         | 03,50 m   | 03,50 m |

## Heutiges Bauwerk

### Gebäudeinneres

#### Nördlicher Narthex
Beim Besuch der Kirche kommt man zuerst in die romanische Vorhalle im Joch drei auf der Nordseite des Langhauses. Sie besaß vermutlich auf ihrer West- und Nordseite offene Durchlässe. Eine Inschrift, auf den Bogensteinen der Archivolten des Portals zur Kirche ruft die Besucher der Kirche auf, den Blick zu erheben und ad sublima, mit Ehrerbietung die Schwelle zu überschreiten, sofern er eines Tages in den himmlischen Palast gelangen will. Interessant ist die Inschrift, weil sie besonders klar die tiefe Symbolik der Kirche verkündet, wie sie im Mittelalter verstanden wurde, und zwar als Ort, der als Wohnstätte Gottes auf Erden und gleichzeitig Vorhof des himmlischen Jerusalems war. Eine Symbolik, die sich in besonderer Weise in der Liturgie der Kirchenweihe entfaltete. Die Inschrift wurde erstmals 1842 vom Abt Cohadon entziffert. Ihre im zweiten Teil falsche Lesart wurde von allen, die über Mozac geschrieben haben, übernommen, hat sich aber, nachdem sich herausragende Kunsthistoriker, wie Bréhier, dafür verbürgte haben, letztendlich durchgesetzt. Korrekt ist offensichtlich folgender Text: INGREDIENS TEMPLUM REFERAT AD SUBLIMA VULT(US): INTRATURI AULAM VENERASQUE LIMINA XPI und nicht venite in solemnia Christi. Der erste Teil lässt sich leicht übersetzen: „Indem man den Tempel mit erhobenem Blick betritt“. Der zweite Teil bereitet wegen der hier verwendeten Symbolik mehr Schwierigkeiten: Dem Ausdruck ingrediens templum des ersten Verses, der auf die irdische Kirche verweist, steht intraturi aulam des zweiten Verses gegenüber. Welches auf den zukünftigen Eintritt in die himmlische Wohnstätte Christi hinweist. Eine unermessliche Ehrerbietung venerans que soll also den ergreifen, der die Kirchenschwelle (limina) überschreitet. So ist Christus selbst das Tor (limina Christi), zu einem Wortspiel im letzteren Begriff: „Durch Christus allein gelangt man ins Himmelreich“. Die allgemeine Bedeutung ist offensichtlich und gleichzeitig sehr tiefsinnig.

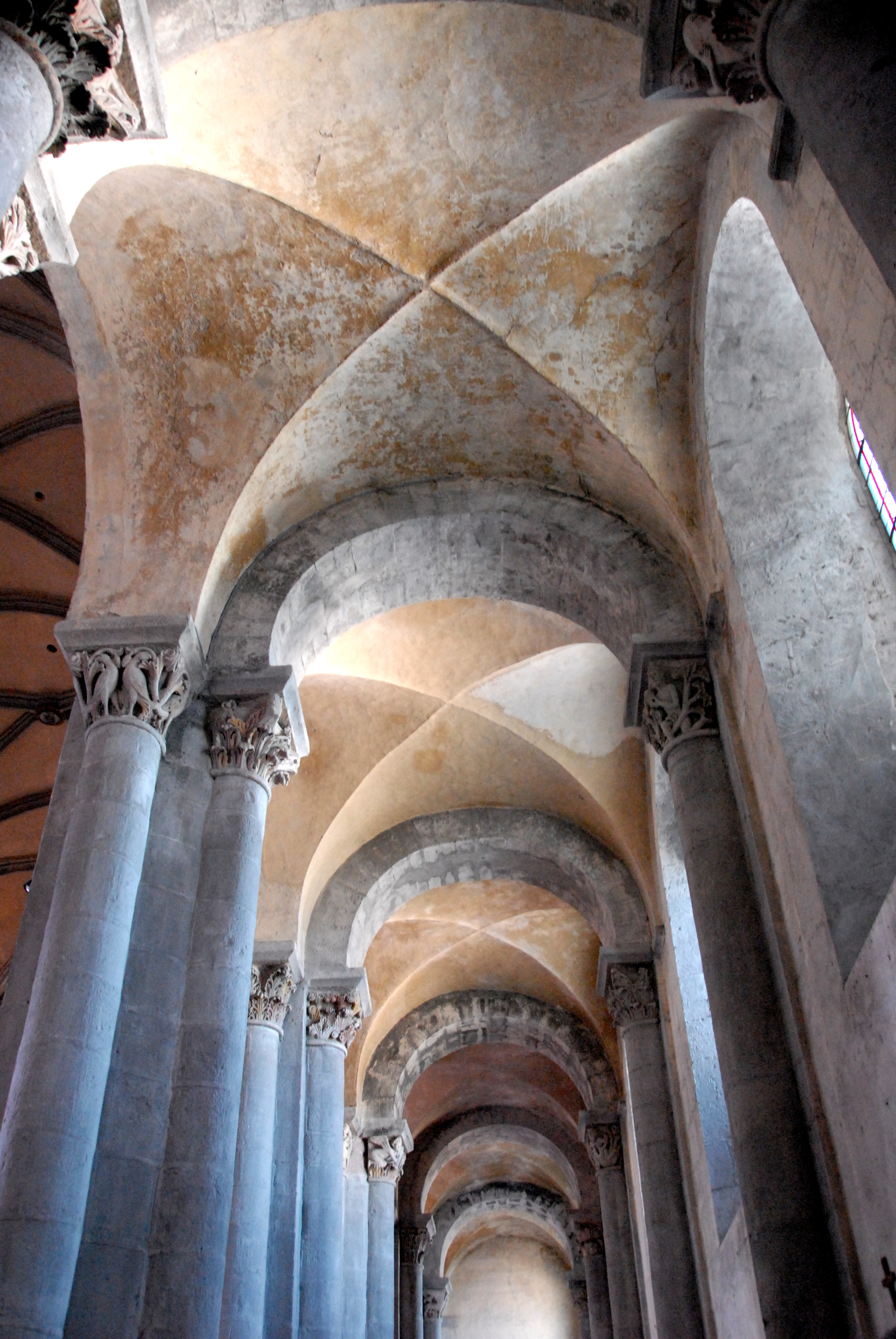
Kreuzgratgewölbe, nördl. Seitenschiff

#### Langhaus
Durch dieses Hauptportal gelangt man nicht mehr in „eine der schönsten Paradiesvorhallen, die je auf dem Boden der Basse Auvergne existiert haben“, sondern in eine beschädigte notdürftig ausgebesserte Kirche. Von der einst bewunderungswürdigen Architektur stehen, wenn auch nicht mehr ganz lotrecht, die Arkaden und Bündelpfeiler zwischen den sechsjochigen Schiffen.

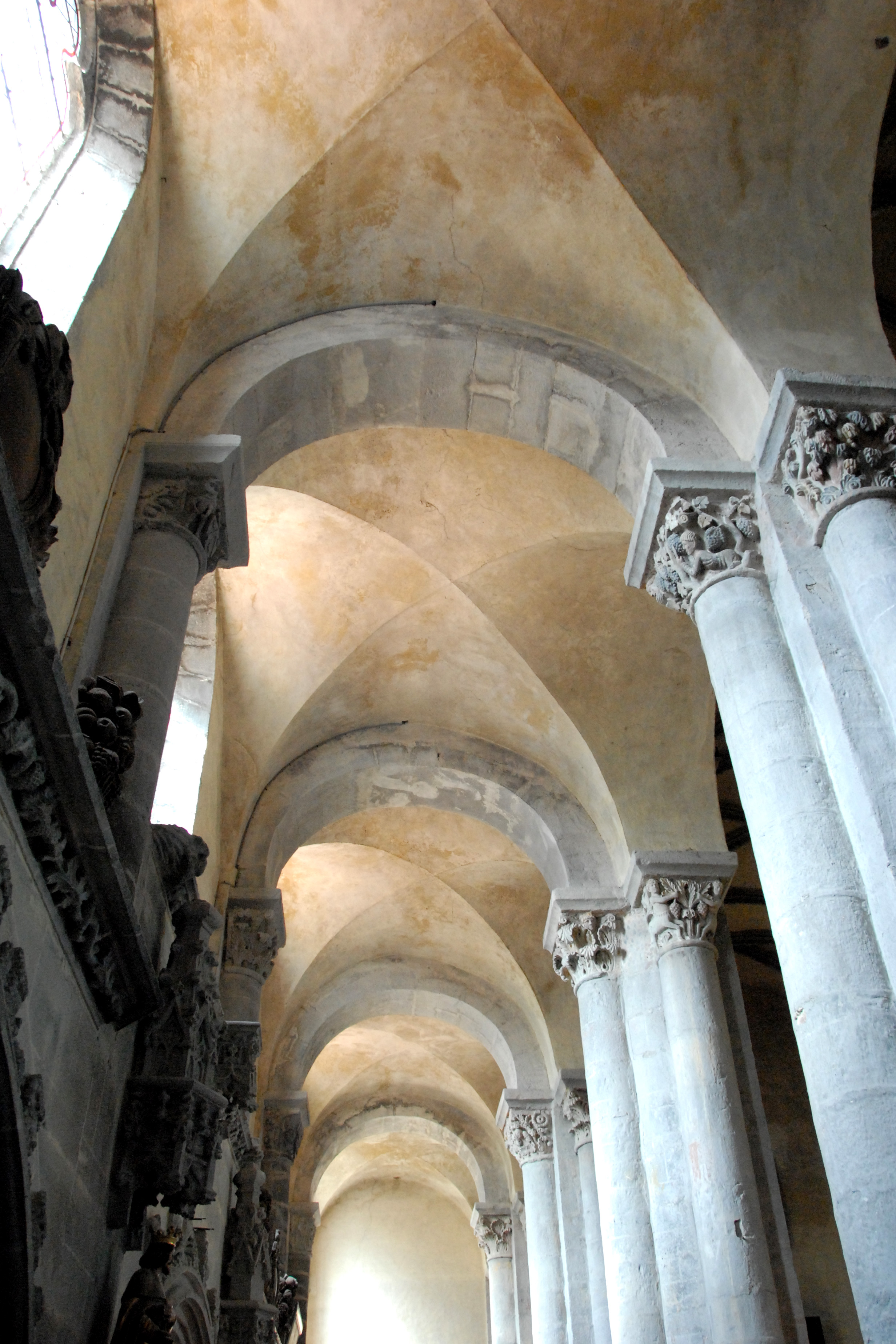
Kreuzgratgewölbe, südl. Seitenschiff

Die Bündelpfeiler bestehen aus quadratischen Kernen, die auf drei Seiten, außer der zum Mittelschiff weisenden, mit dreiviertelrunden alten Diensten bekleidet sind, die von Kapitellen, mit hervorragender Skulptur (siehe separater Abschnitt), und mit profilierten weit ausladenden Kämpfern ausgerüstet sind. Bei fünf Bündelpfeilern sind die Kanten der Kerne zwischen den Diensten in Breite der Zwischenräume abgeschrägt, dabei leicht ausgerundet. Das lässt den Kern zur Hälfte kreisrund erscheinen. Auf den Diensten stehen die Arkadenbögen und Gurtbögen der Seitenschiffe auf, deren Kanten einfach rechtwinklig ausgebildet sind. Auf der Gegenseite, an den Außenwänden, stehen diese Gurtbögen auf ebensolchen Diensten mit gleicher Ausrüstung, die aus flachen rechteckigen Wandpfeilern hervortreten. Zwischen den Gurt- und Arkadenbögen und den Außenwänden der Seitenschiffe sind fast quadratische Kreuzgratgewölbe eingezogen, die einmal die nicht mehr vorhandenen Emporengeschosse getragen haben. Die zum Mittelschiff weisenden tonnenförmigen Gewölbezwickel gehen nahtlos in die Innenseiten der Arkadenbögen über.
Die Gewölbe der sechs Seitenschiffjoche gehören zur Substanz der romanischen Kirche Mozac III, wie auch die fünf hoch gestreckten rundbogigen Fenster im nördlichen Seitenschiff, mit abgeschrägten Gewänden. Ihre Scheitel reichen bis kurz unter die außenwandseitigen Gewölbezwickel.
Die Außenwand des südlichen Seitenschiffs ist erheblich von den Umbauten des 15. Jahrhunderts im Stil der Spätgotik betroffen. In den Jochen 3 bis 5 öffnen sich in ganzer Jochbreite drei im Grundriss rechteckige Kapellen, die mit Kreuzrippengewölben überdeckt sind. In deren Außenwänden ist je ein kleines spitzbogiges Fenster ausgespart, im 4. Joch ist es rechteckig. Im 2. Joch gibt es noch einen solchen Raum, als Abstellraum, aber mit einer Tür zum Hof. Im 6. Joch ist eine rechtwinklige Öffnung mit einer zweiflügeligen Tür angeordnet, die einmal in den Kreuzgang führte. Die Tür wird von einem schlanken steinernen Sturzbalken überdeckt, über dem sich ein halbkreisförmiges Oberlichtfenster öffnet. Die Tür gehörte möglicherweise zu Mozac III. In allen sechs Jochen ist im oberen Wandbereich oberhalb der Kapellen je ein spitzbogiges Fenster ausgespart, mit abgeschrägten Gewänden und gotischem Maßwerk. Diese Fenster sind durch Umbau der ehemals romanischen Fenster entstanden.
Die sechs rechteckigen Joche des Mittelschiffs sind von den im 15. Jahrhundert entstandenen vierteiligen Kreuzrippengewölben überdeckt. Sie werden von jochteilenden Rippenbögen getrennt, mit dem gleichen Profil wie das der Kreuzrippen. Seine Scheitelhöhe ist deutlich niedriger angeordnet, als die des ehemaligen romanischen Tonnengewölbes. Jeweils drei Rippen stehen gemeinsam auf den Kämpferplatten der Kragkonsolen, genau mittig über den wandbündigen Pfeilern, um die Lasten der Gewölbe in die Wände einzuleiten. Die Konsolkörper verjüngen sich abgestuft abwärts, ihr unteres Ende liegt etwa auf Höhe der Scheitel der Arkadenbögen. Im Scheitelpunkt der Kreuzrippen treffen sich die Rippen an kreisrunden Schlusssteinscheiben mit angeformten Rippenansätzen. Sie sind alle in verschiedenen Formen skulptiert, häufig mit Wappenmotiven.

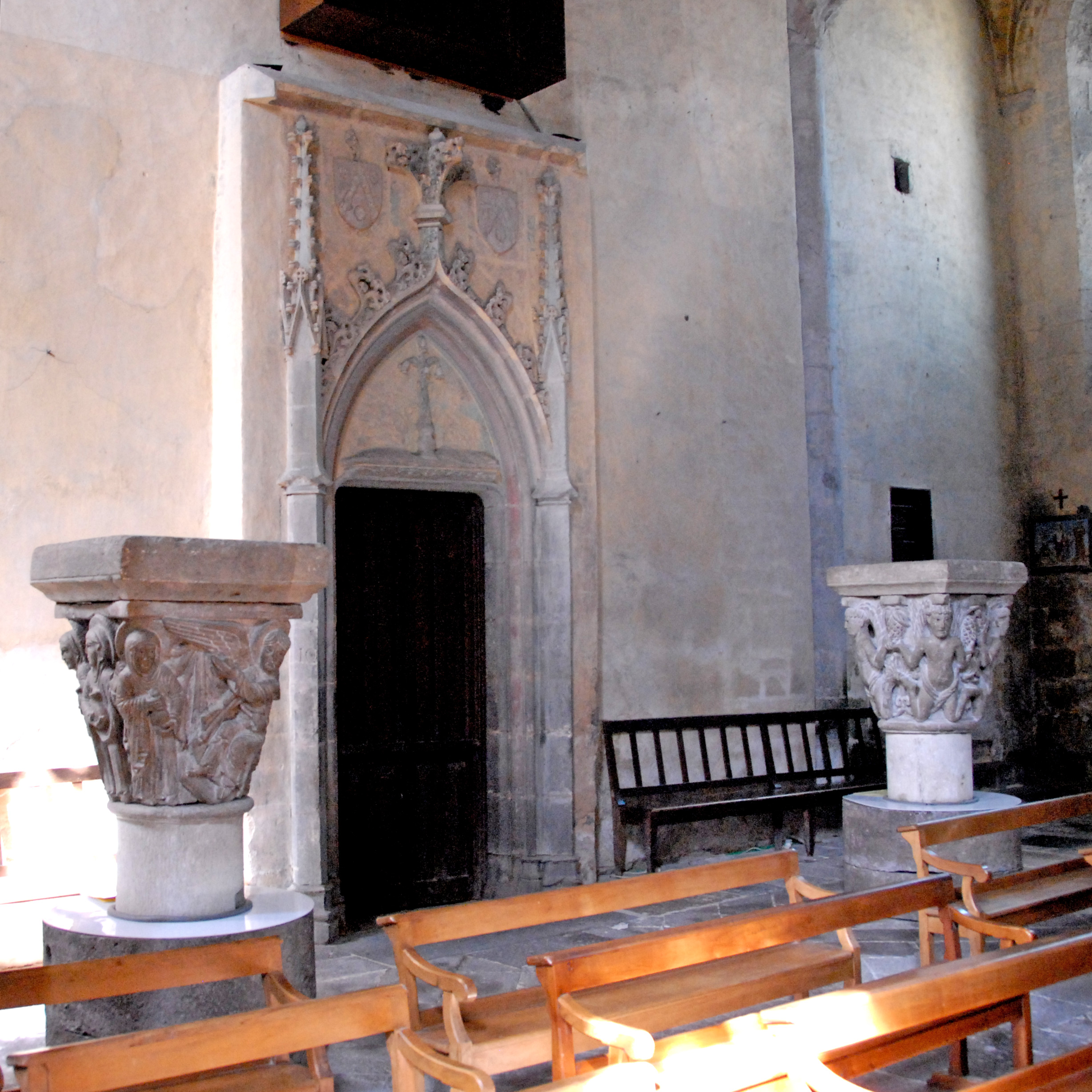
Westwand in Joch 1

Die Westwand wird vertikal in drei Abschnitte unterteilt, entsprechend den drei Schiffen. Der mittlere Bereich tritt gegenüber den seitlichen etwas hervor, was mit der Berücksichtigung des älteren Vorhallenturms beim Bau von Mozat III zusammenhing. Vermutlich war diese Vorhalle einmal der Hauptzugang der romanischen Kirche(?). Die einflügelige rechteckige Tür wird von einer Mauerwerkaufdickung um knapp 20 Zentimeter eingefasst, welche die Tür seitlich um gut einen halben Meter und oben um knapp zwei Meter überragt. Die so entstandene Mehrtiefe der Türleibung wird für ihre seitliche Einfassung mit mehrfachen Rundstäben genutzt, die über der Tür zu einem Spitzbogen zusammentreffen, der darüber mit einer Kreuzblume abgeschlossen wird. Beidseitig der Tür stehen schlanke im Querschnitt dreieckige Pfeilervorlagen, die in Höhe des Türsturzes verjüngt werden, um mit reich skulptierten Fialen in Höhe der Kreuzblume zu enden. Aus den Bogenprofilen wachsen aufwändig skulptierte „Krabben“. Im Bogenfeld ist das Relief eines lateinischen Kreuzes untergebracht, zwischen Kreuzblume und den Fialen erkennt man zwei flache Wappenreliefs. Die Türeinfassung kann dem spätgotischen Flamboyantstil zugeordnet werden.
Die heutige Fassung der Bauteile des Langhauses hält sich dezent mit zarten Farbtönen zurück. Die Grundfarbe der Wände und Gewölbeflächen ist ein helles Beige, leicht ins bräunliche changierend, die Gewölberippen sind dunkler abgesetzt, waren vielleicht einmal polychrom gefasst, wie die des Chores. Die Pfeiler, Dienste und Gurtbögen bedecken ein helles Grau. Die Schlusssteine sind polychrom gefasst.

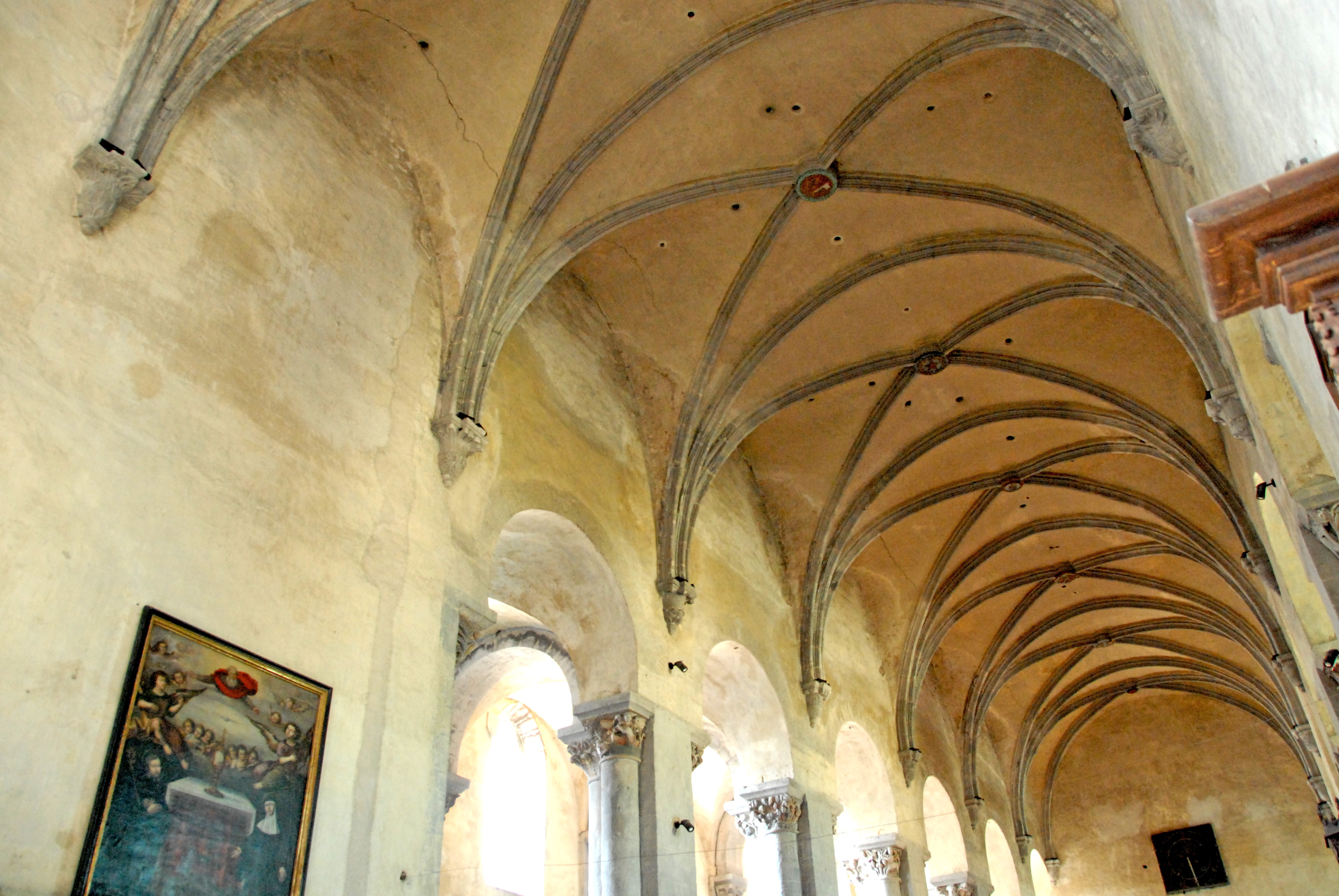
südl. Mittelschiffseite, Joch 7–1
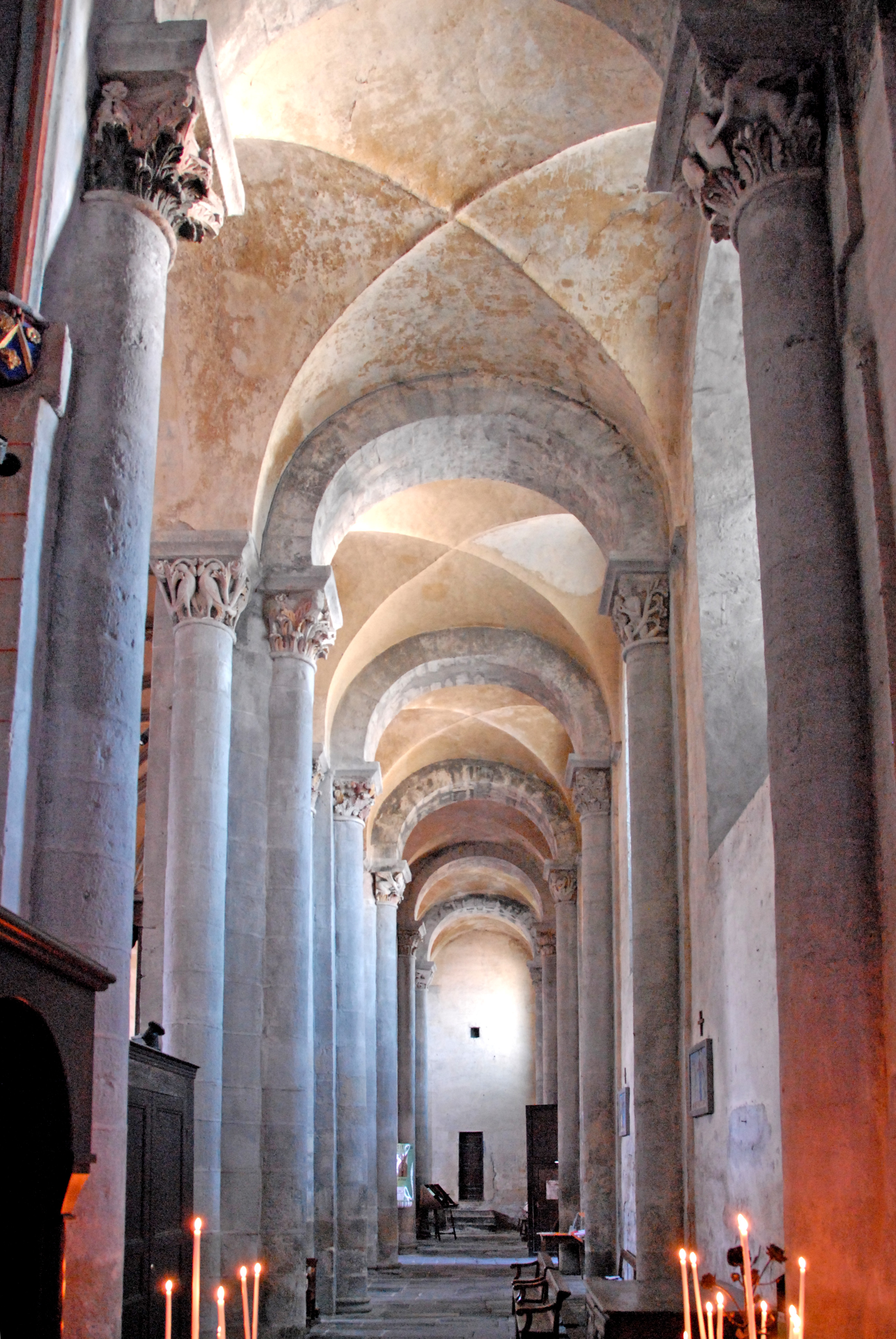
nördldl. Seitenschiff nach hinten
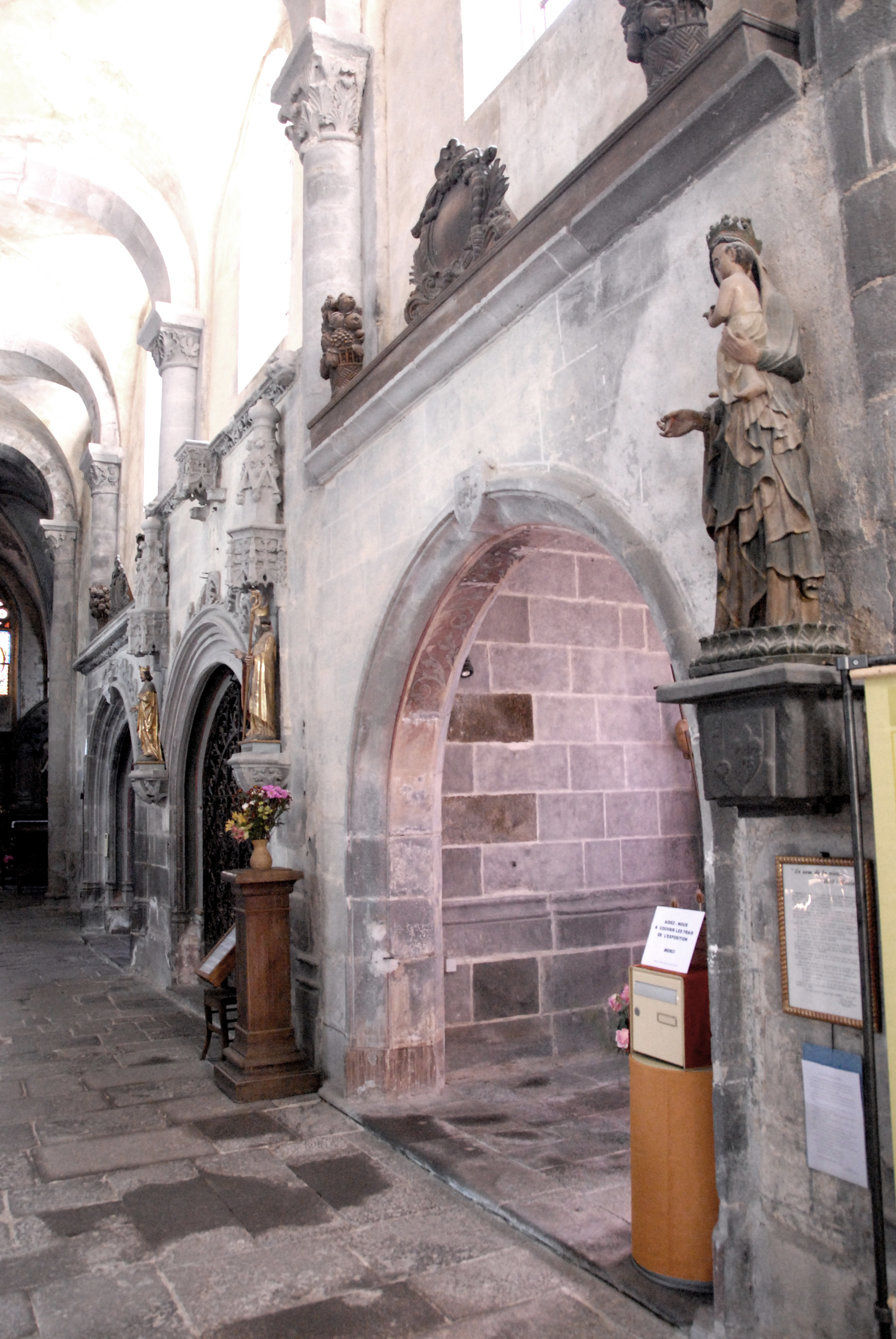
3 Kapellen in südl. Seitenschiff
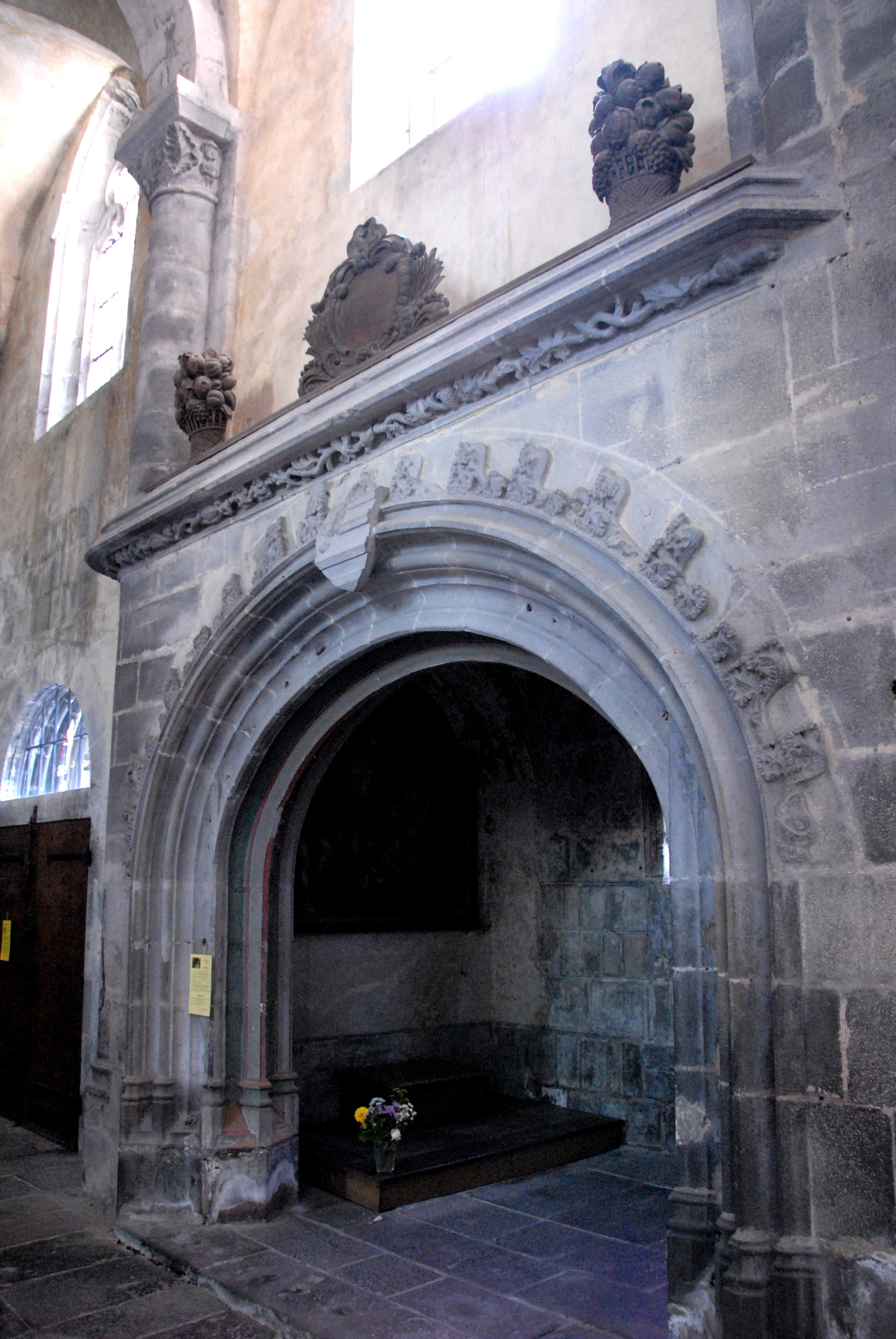
Kapelle Joch 5
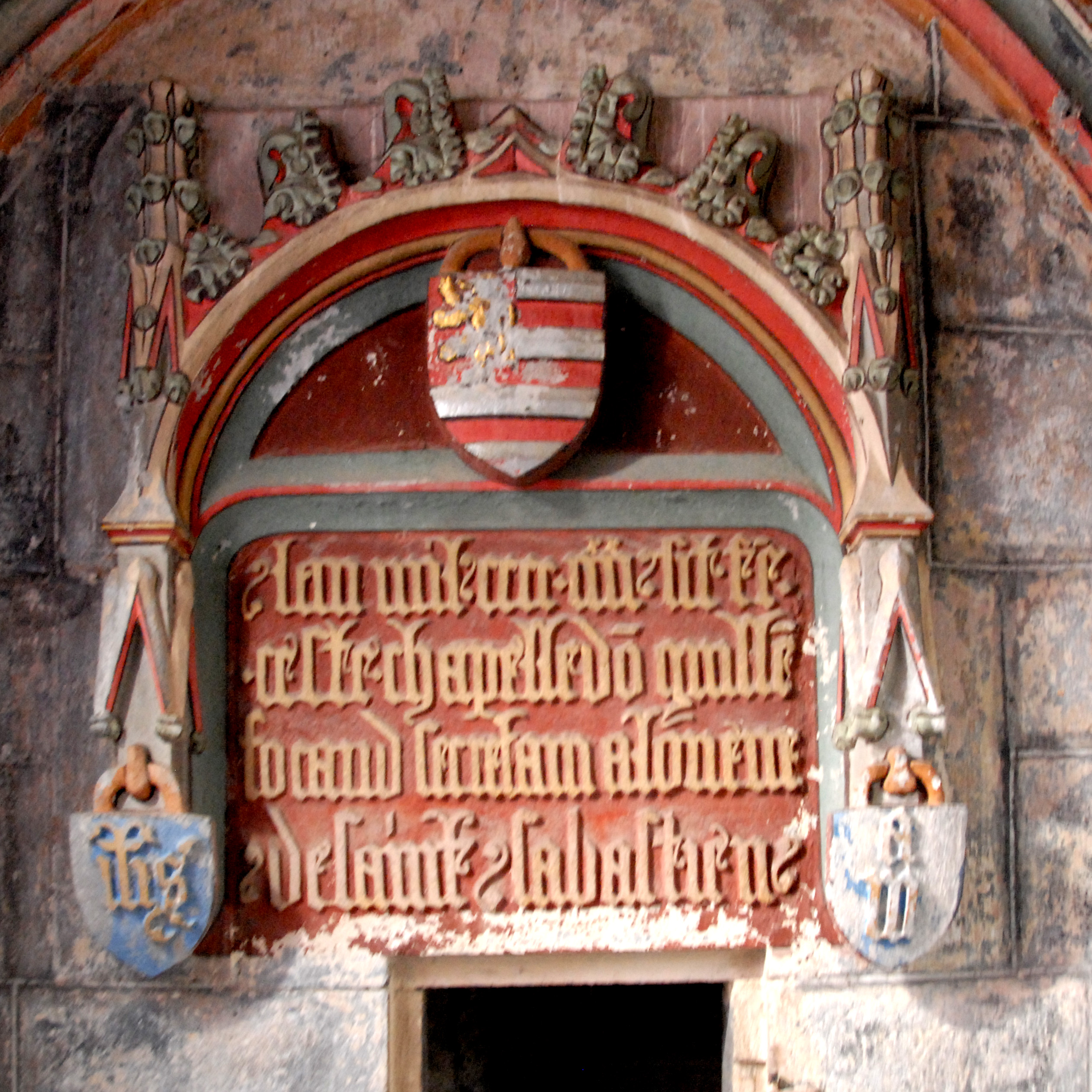
Erinnerungstafel an Stifter
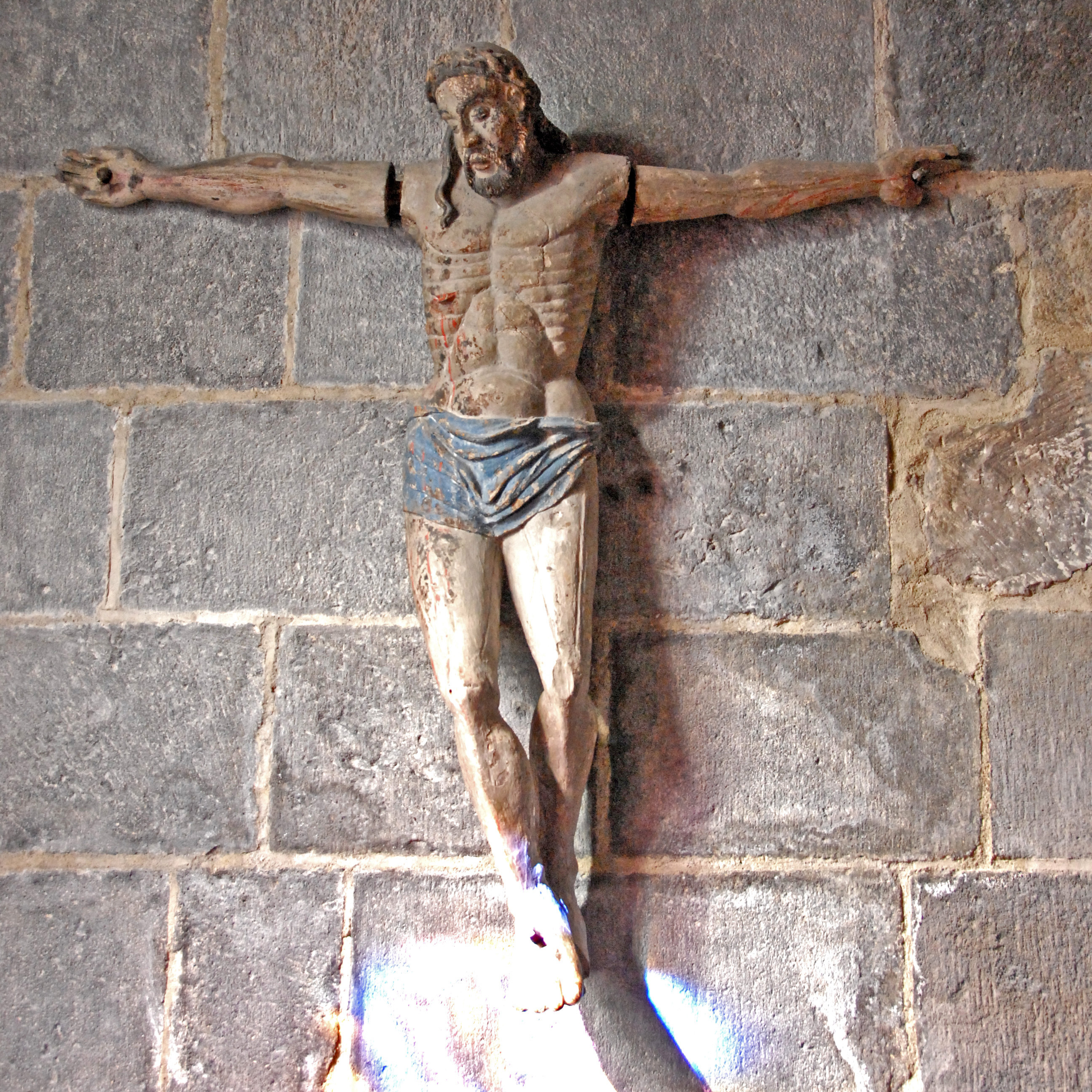
Korpus Christi, ohne Kreuz, in Kapelle
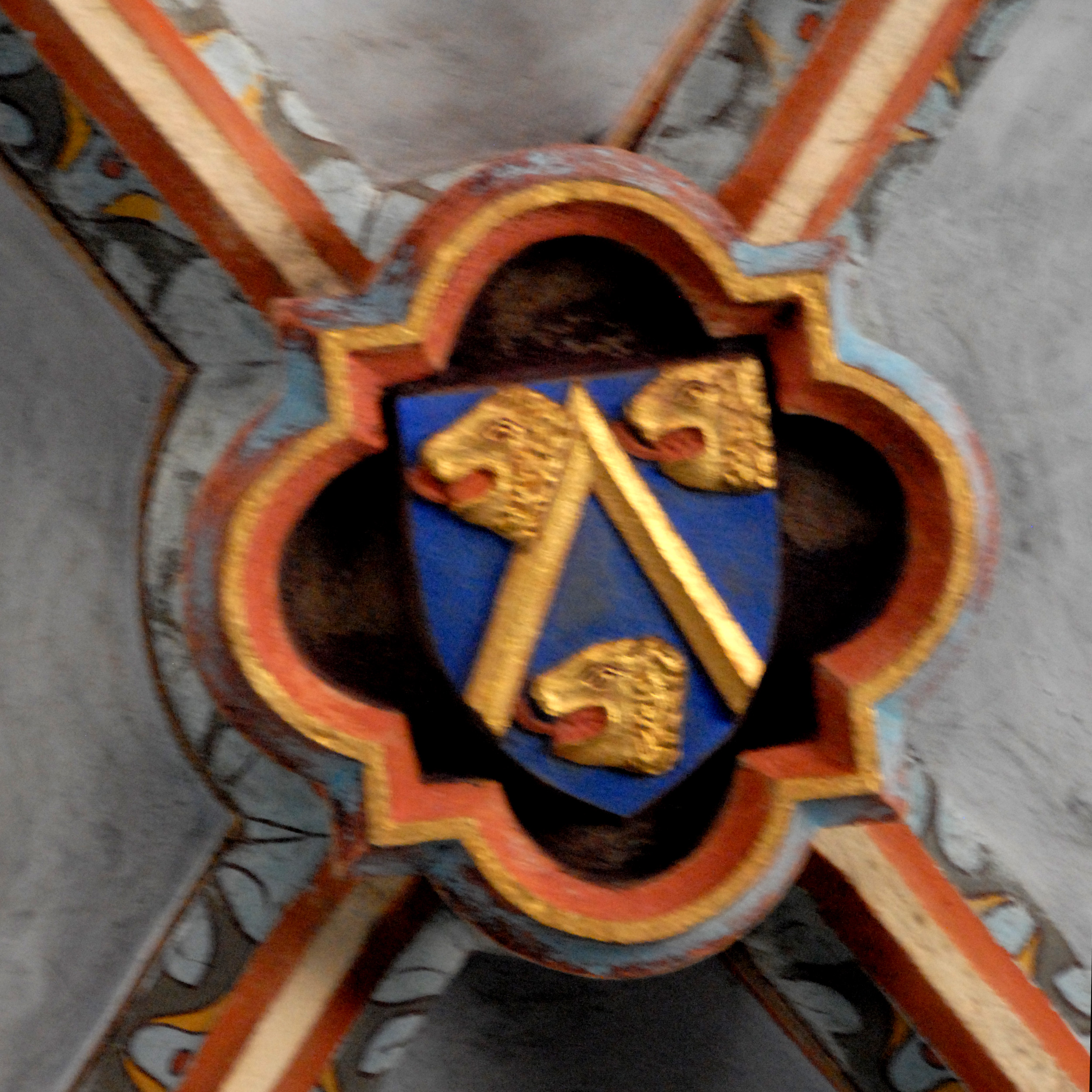
Schlussstein, Kreuzrippengewölbe

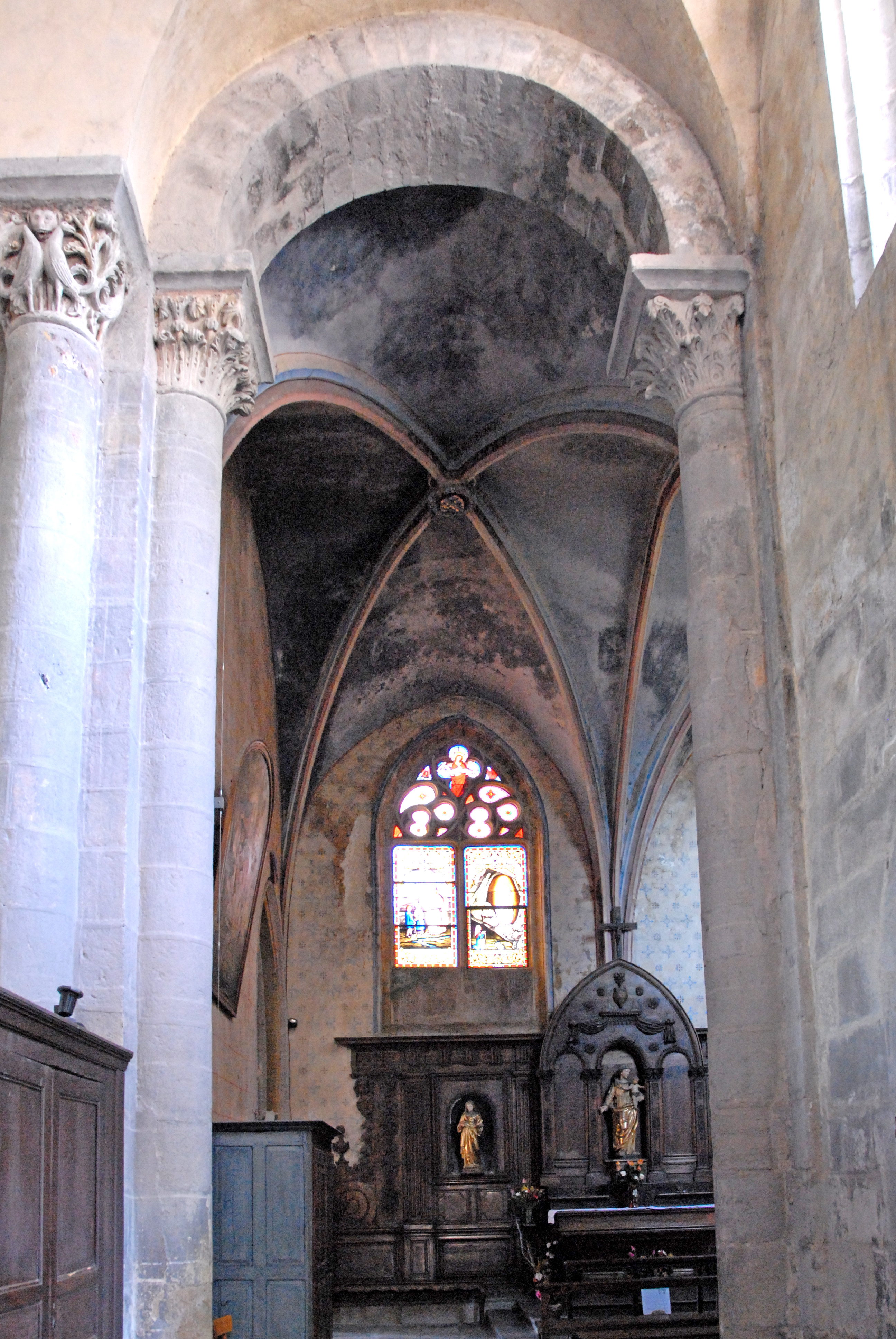
„Querhaus“ aus südl. Seitenschiff

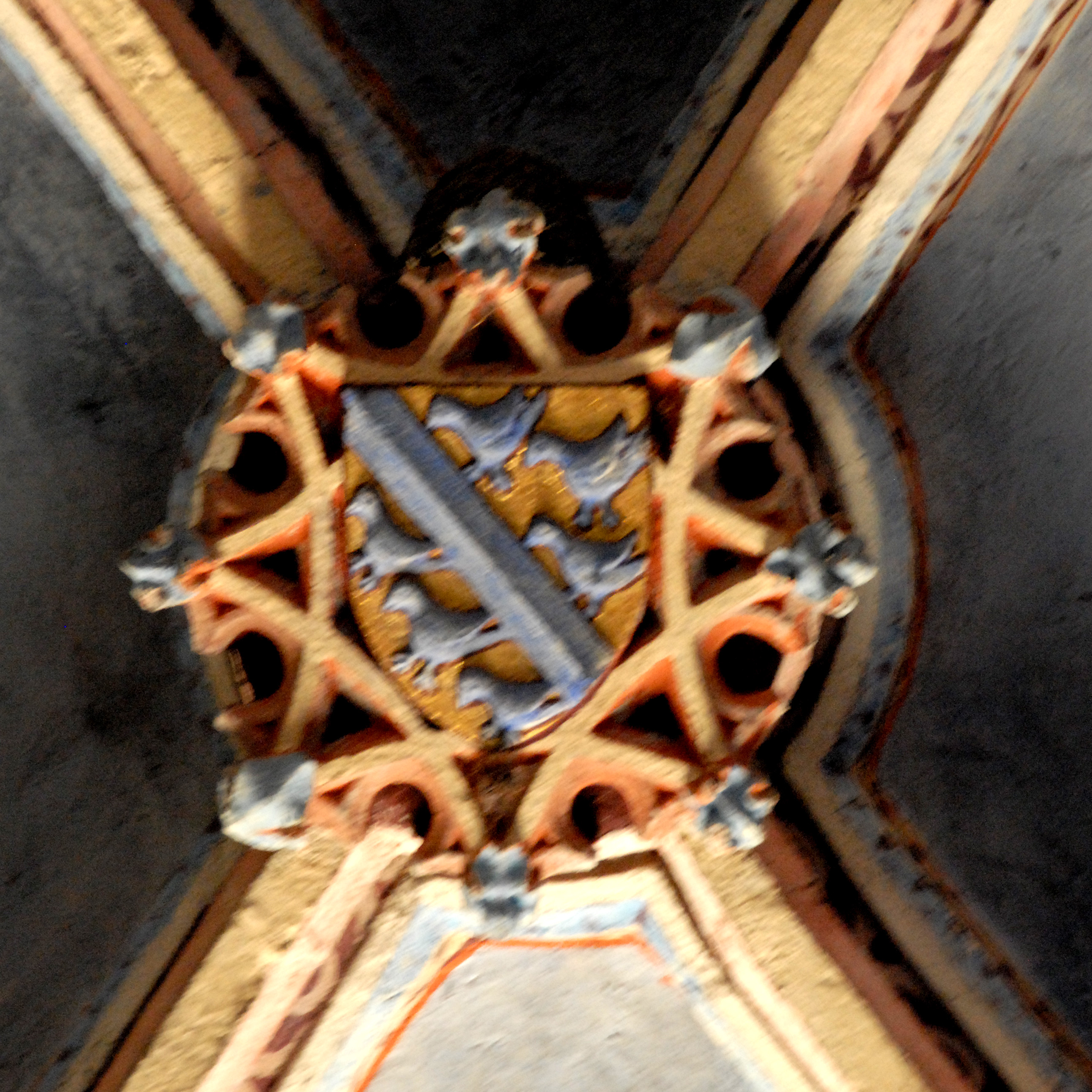
Schlussstein, Kreuzrippengewölbe

#### Querhaus
Das Querhaus ist eigentlich keins mehr, steht auf dem gleichen Grundriss wie das romanische Querhaus. Von ihm wurden auch noch einige erhaltene Teile integriert, so die West- und Nordwand des nördlichen Querhausarms und die Westwand und Reste der Südwand des südlichen Querhausarms. Die Vierungsbündelpfeiler sind, bis auf ihre oberen Abschnitte, gänzlich erhalten, sind aber zum Teil in jüngere Wände eingemauert. Von den westlichen Pfeilern gibt es noch je drei freie Seiten mit zwei Diensten und Kapitellen (19, 20, 25, 26), von den östlichen sind nur die zum Mittelschiff weisenden Seiten mit Diensten und Kapitellen (22, 23) erhalten. Das Mittelschiff wurde mit zwei zusätzlichen Jochen 7 und 8 verlängert, bis zu den ehemaligen vorderen Vierungspfeilern, und mit denselben Kreuzrippengewölben in gleicher Höhe überdeckt. Die ehemaligen seitlichen Vierungsarkaden wurden bis auf zwei kleinere Durchlässe im neuen 8. Joch zugemauert.

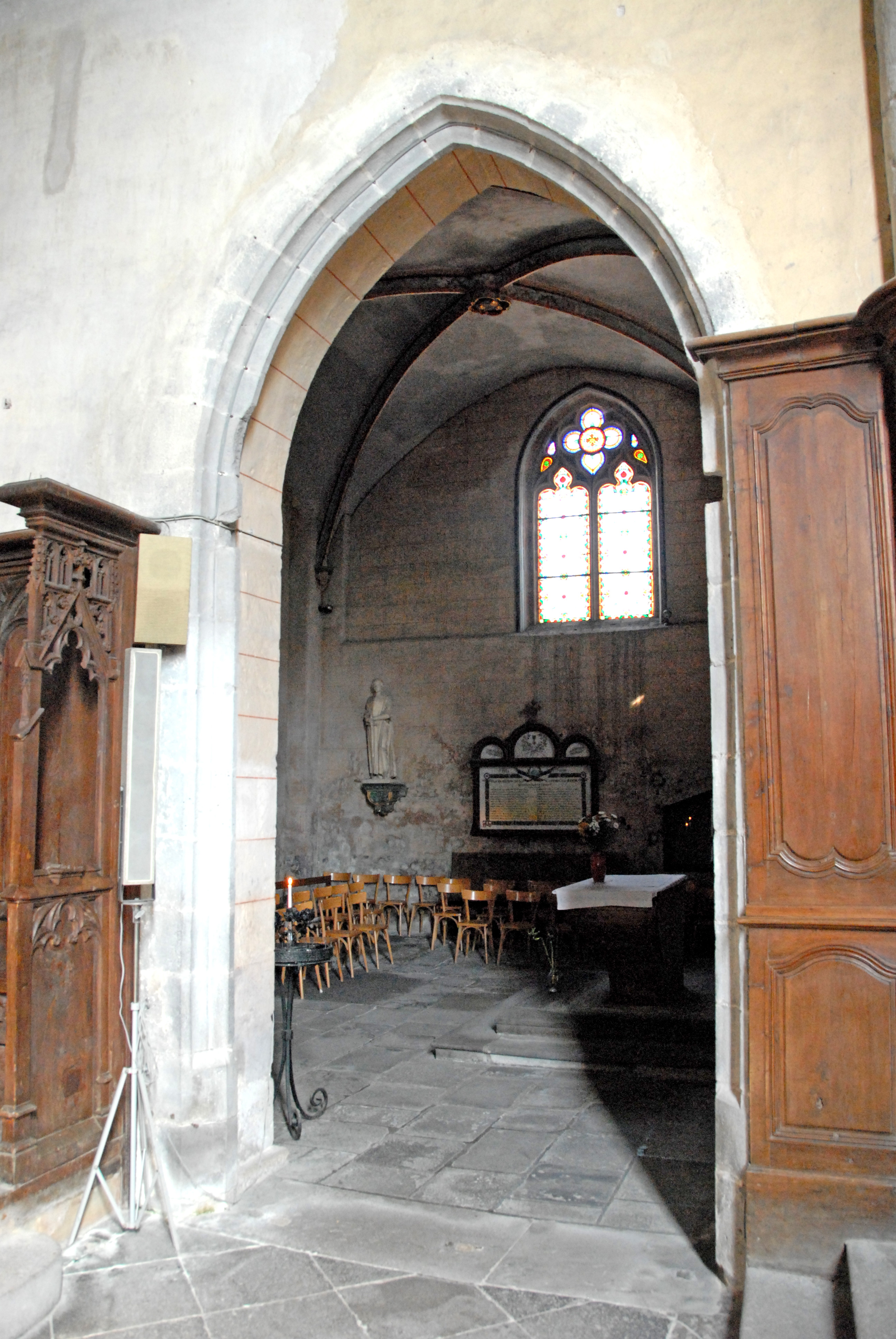
Nördl. Querschiff aus Mittelschiff (ehem. Vierung)

Diese neuen Wände hat man genutzt, um daran ein reich geschnitztes Chorgestühl mit hoch reichenden Rückenlehnen aufzustellen.
Die Querhausarme werden nicht mehr durch Wände mit Schwibbögen unterteilt, sind aber vom Mittelschiff durch die Vermauerung der großen Arkaden fast ganz abgetrennt. Aus dem 15. Jahrhundert stammen auch die Ostwände der „Querhausarme“ und die äußere Schicht der Giebelwand im südlichen Querhausarm. Dort, wo die Querhauskapellen und die Umgangseingänge waren, sind spitzbogige Fenster ausgespart. Im Giebel des nördlichen Querhausarms befindet sich ein weiteres Fenster, das von einem Spitzbogen überdeckt ist. Die Kreuzrippengewölbe der Querhausarme sind deutlich tiefer als die ursprünglichen angeordnet, werden dort, wo der alte Schwibbogen stand, von je einem Rippenbogen in ein kleineres und ein größeres Gewölbefeld aufgeteilt.
Die „Querhausarme“ besitzen vermutlich noch die farbige Ausgestaltung in gotischer Art. Die Flächen der Gewölbezwickel sind uni schwarzgrau und teilweise abgeblättert, waren vielleicht einmal heller. Die Gewölberippen sind polychrom gefasst. Die Wandflächen zeigen auf einem graubeigen Untergrund feingliedrige blaue sich wiederholende Ornamente.

#### Chor

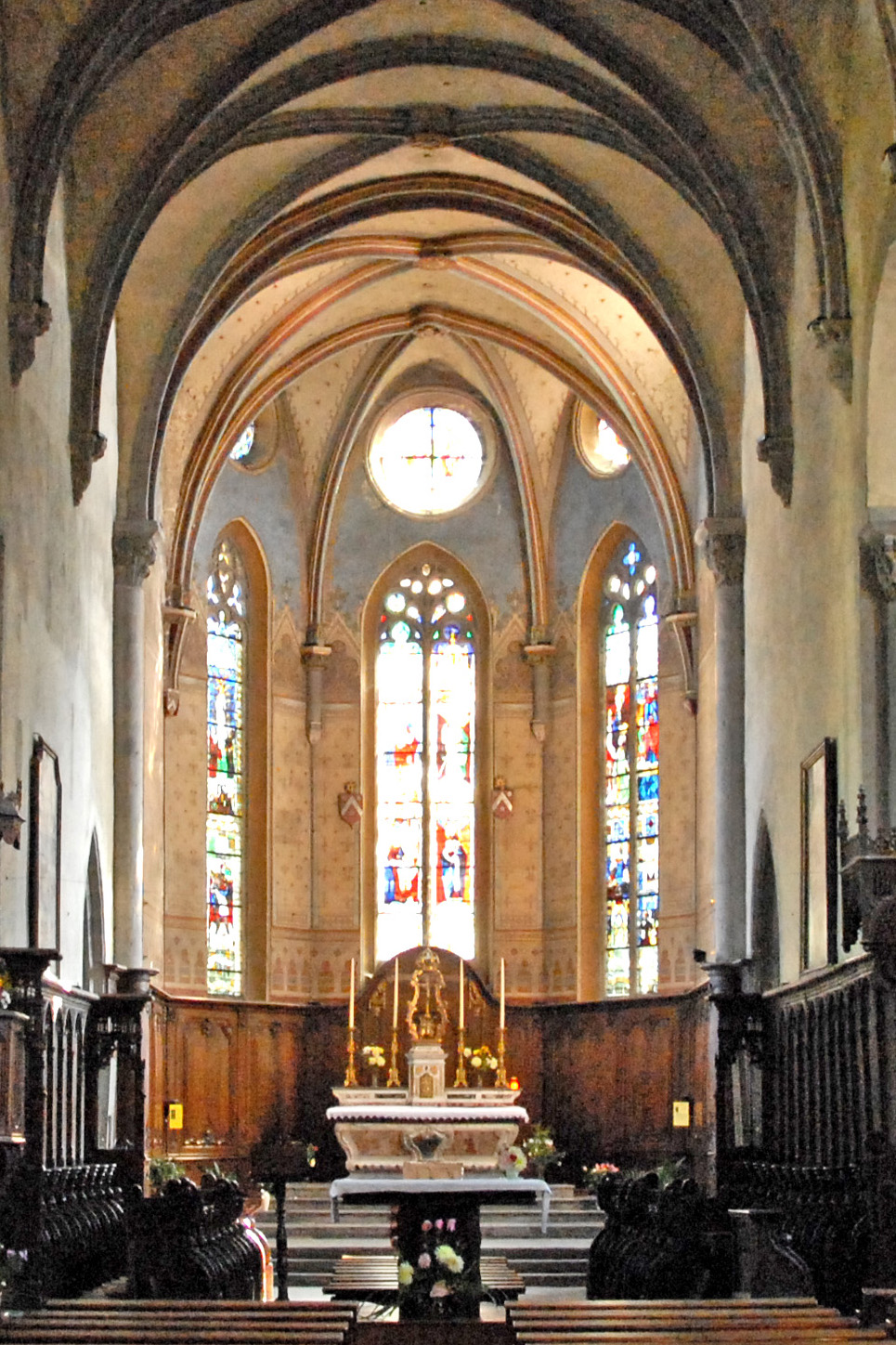
Chor

Dem Chor fehlt die Großartigkeit des romanischen Umgangschores mit seinem Umgang und den Radialkapellen. Er ist gleich breit, aber etwas kürzer, als der „alte“ Chor mit halbrunder Apsis. Er wird vom gleich hohen Mittelschiff durch einen etwas kräftigeren Rippenbogen abgetrennt. Der innere Grundriss steht auf einem rechteckigen Chorjoch mit einer „Apsis“ in Form eines halben Achtecks. Das Chorjoch wird von einem zusätzlichen Kreuzrippengewölbe, ähnlich denen des Mittelschiffs, überdeckt. Von ihm wird die Apsiswölbung durch einen Rippenbogen abgetrennt, die von zwei halben Rippenbögen in drei Gewölbezwickel unterteilt werden, deren zur Wand weisende Ränder sehr steil ansteigen und spitz gewölbt sind. In den Wandabschnitten des Chorjochs und den drei Apsisseiten ist je ein großes schlankes und spitzbogiges Fester ausgespart, kurz darüber gefolgt von einem kreisrunden Okulus, beide mit kaum abgeschrägten Leibungen. Das runde Fenster berührt fast das Gewölbesegment. Der Chor ist deutlich heller erleuchtet als das Mittelschiff, besonders gegenüber dem Bereich der ehemaligen Vierung.
Die Gewölberippen sind wieder polychrom gefasst. Ihre Zwickelflächen besitzen einen hellbeigefarbenen Untergrund, der mit einem etwas dunkleren gerasterten Muster bemalt ist, an den Rändern mit einer lebhaften Bordüre. Die Wände sind oberhalb der Fensterbrüstungen mit einem Muster in beigen bis braunen Tönen bemalt, mit Arkaturen, Giebeln und Kreuzblumen, die etwas höher als die Ansätze der Gewölberippen hinaufreichen. Darüber wechseln die Wandflächen in ein helles Blaugrau. Die Laibungen der Fenster sind bräunlich abgesetzt.

### Vorromanische Überreste

#### Krypta

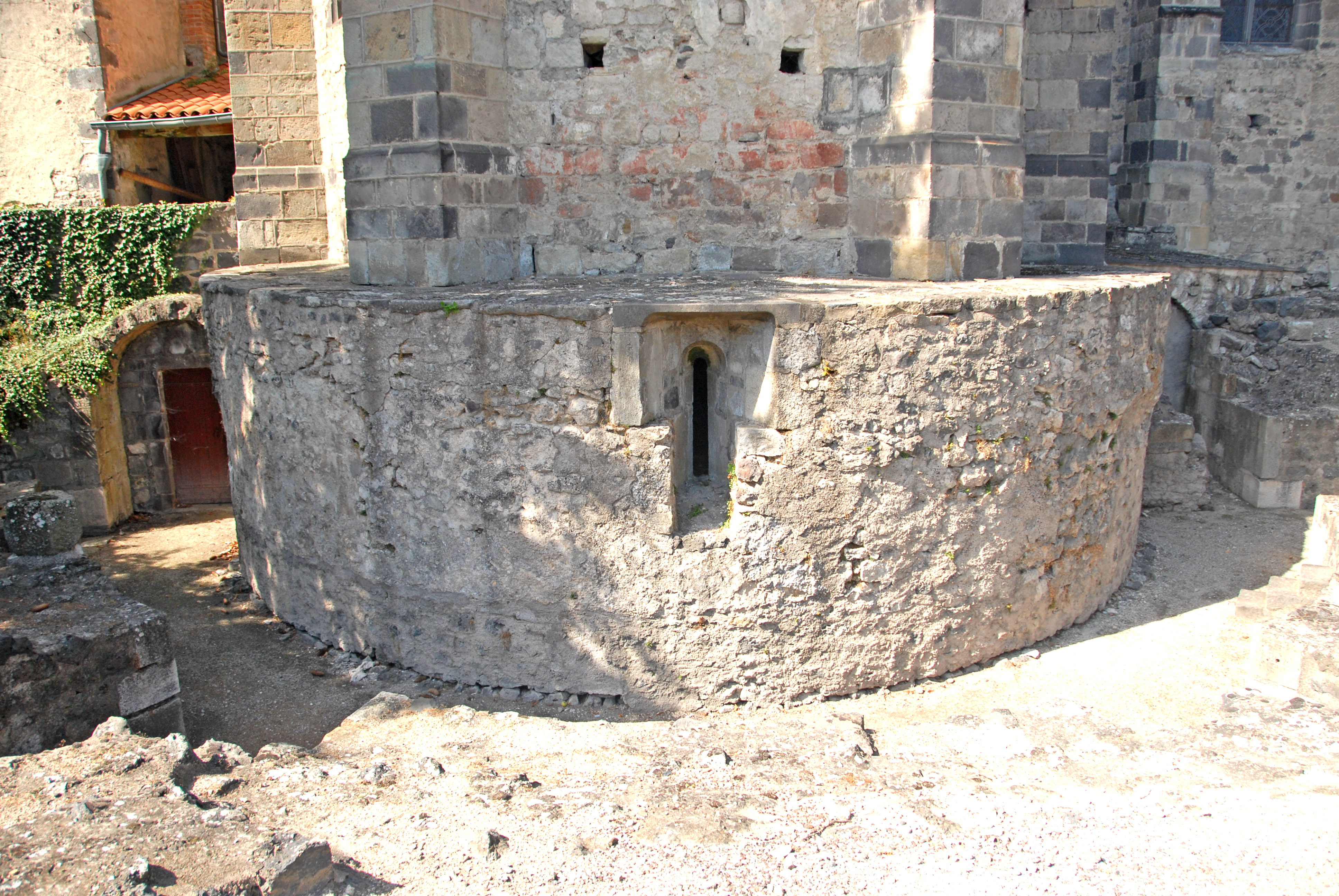
Krypta, beidseitig Ansätze Umgangsgewölbe

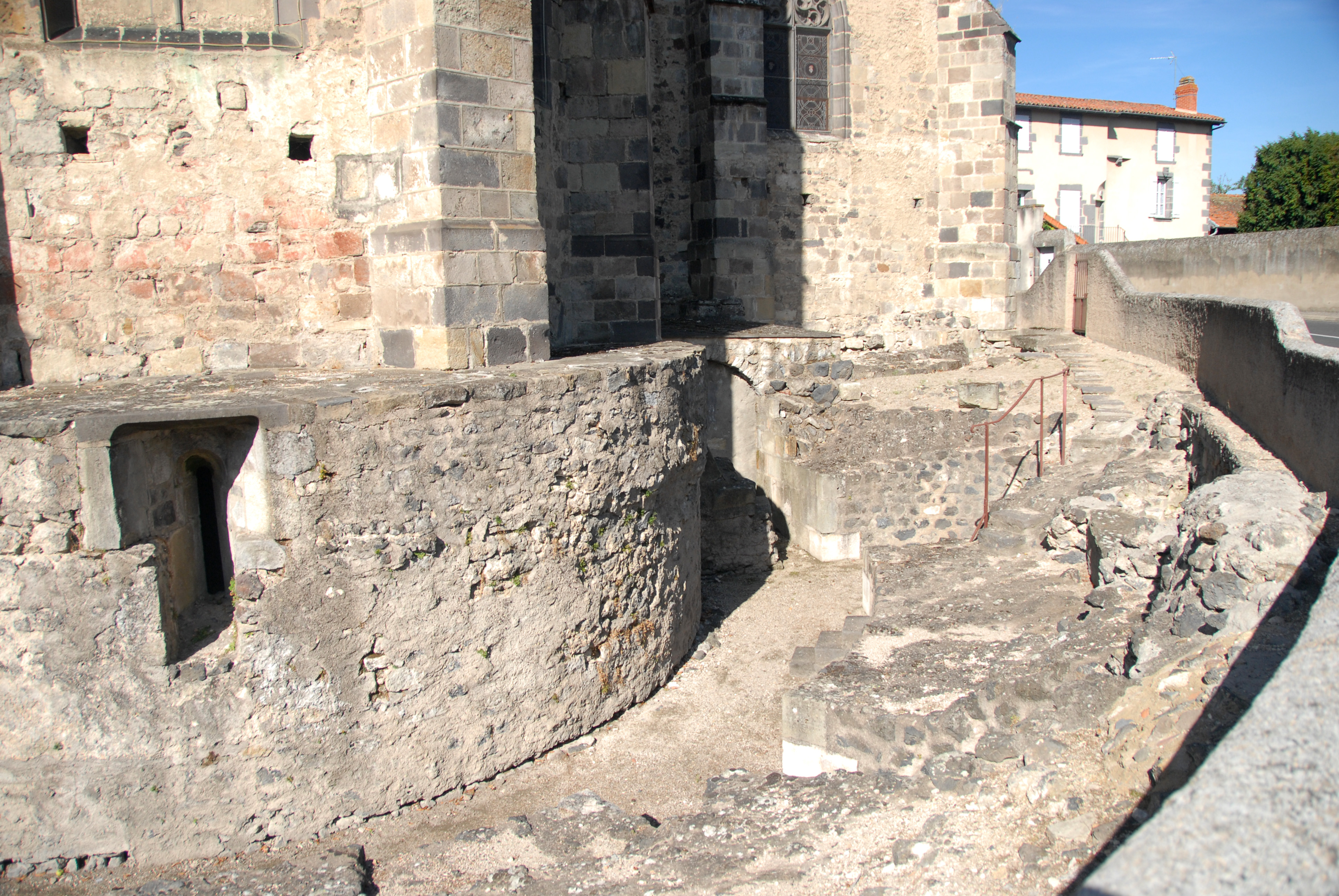
Kryptaumgang, nördl. Querhausarm

Die Krypta war nach dem Einsturz der Ostteile von Mozat III im 15. Jahrhundert gänzlich zugeschüttet. Im 17. Jahrhundert wurde sie durch den Bau eines Grabgewölbes (Beinhaus?) stark verändert. In der zweiten Hälfte des 19. Jahrhunderts wurde sie von Mallay teilweise freigelegt und nach dem Geschmack der Zeit restauriert. Mallay ist bekannt für seine nicht immer mit der denkmalpflegerisch notwendigen Zurückhaltung durchgeführten Restaurierungsarbeiten.
Die in den 1960er-Jahren durchgeführten vollständigen Ausgrabungen haben die wuchtigen Mauern des Kryptaumgangs und dessen Radialkapellen ans Tageslicht gebracht. Der Umgang war mit einem ringförmigen Tonnengewölbe überdeckt, die Radialkapellen mit halbkuppelförmigen Kalotten.
Der zentrale rechteckige Raum unter dem Chor wird heute nicht der Öffentlichkeit gezeigt. Die Quellen berichten, dass der gesamte Grundriss der Krypta heute gut bekannt und etwa dem des romanischen Vorgängers der Kathedrale von Arvernis vergleichbar ist. Wie bei dieser weist sie einen von dicken Wänden umschlossenen rechteckigen Saal auf mit zwei seitlichen Zugängen aus dem Umgang. Diesen Grundriss haben die romanischen Baumeister in der Basse Auvergne sonst nirgendwo verwendet. Überwiegend ersetzen anderenorts wuchtige Säulen die hier verwendeten dicken Wände unter den Säulen der Chorapsis.

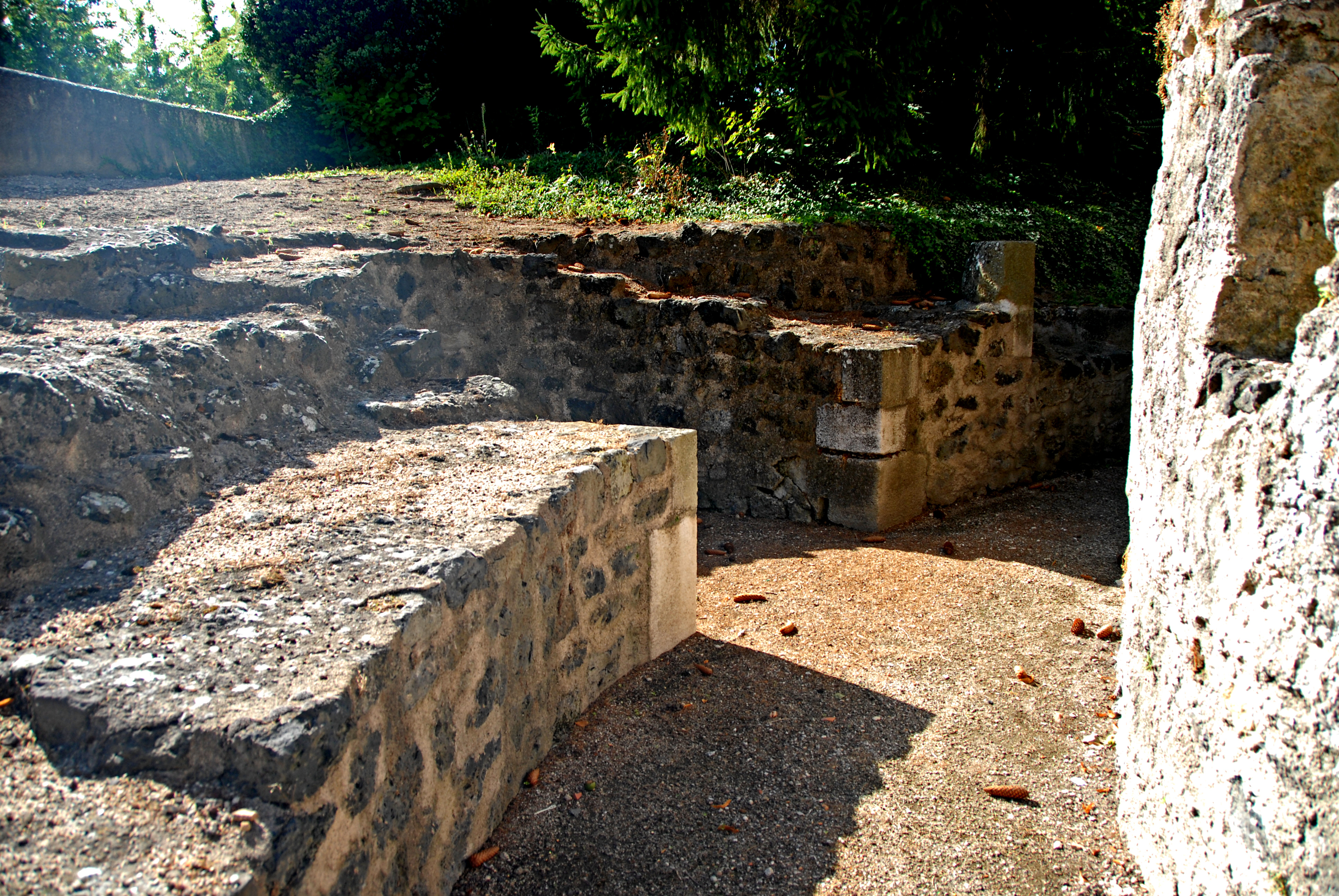
Krypta, Umgangskapelle

Nicht nur der Grundriss, sondern auch die Bauweise des Westteils ist archaisch. Das Mauerwerk ist aus Großquadern gefügt. Es befinden sich darunter bis 1,50 Meter lange Steine, die ohne Zweifel aus römischen Bauten stammten. Damit ist zu vermuten, dass im Zuge der Errichtung von Mozac III und dem damit verbundenen Umbau und der Vergrößerung der Krypta, kurz nach 1095, Überreste der Vorgängerkrypta von Mozac II Wiederverwendung fanden. Diese hätte damit etwa die gleichen Ausmaße besessen wie die spätere romanische Kirche.
Anders ist das bei dem Ostteil der Krypta, im Umgangsrund und in den Radialkapellen. Hier trifft man das oben genannte zyklopische Mauerwerk nicht an. Das ließe vielleicht den Schluss zu, dass Mozac II keinen Umgang gehabt hat(?).
Zurück zum Saal der Krypta. An der Ostseite öffnen sich drei Apsiden, die mittlere etwas tiefer reichend, mit einem schlitzförmigen Fensterchen in den Umgang, das heute von außen zu sehen ist. Auf der gegenüber liegenden älteren Westseite öffnen sich drei tief reichende Nischen, das so genannte Martyrion. Hier wurden die wertvollsten der Kirche gehörenden Reliquien hinter Gittern verschlossen aufbewahrt. Früher gab es in den Treppenstufen darüber eingelassene Öffnungen, durch die man die für die Reliquien aufgestellten Lichter wahrnehmen konnte. Diese Form des Krypta erhöhte die Kapazität einer Pilgerkirche beträchtlich.

#### Turmvorhalle
Dieses recht gut erhaltene Zeugnis vorromanischer Architektur in der Auvergne kommt heute fast gar nicht zur Geltung. Der als Abstellraum genutzte Innenraum ist öffentlich nicht zugänglich, und von außen reicht die Nachbarbebauung nahe an die Westseite heran. Man kann es nur aus einiger Entfernung von der Nordseite aus durch ein Gitter betrachten.
Das Erdgeschoss, die eigentliche Turmvorhalle, ist recht gut erhalten und weist auf den der Außenseiten rundbogige Öffnungen auf, zur Kirche hin eine rechteckige. Auf einem nahezu quadratischen Grundriss mit 6,50 × 6,85 Metern Seitenlänge stehen Mauern in einer Dicke von 1,40 Meter aus gewaltigen Steinen, zwei von ihnen messen außenseitig 1,94 × 0,56 Meter. Auch die Bogensteine weisen Abmessungen ungewöhnlicher Größe auf: Nur 11 bis 12 Bogensteine kommen auf eine halbkreisförmige Öffnung von 2,07 Metern Breite. Die Steine wurden öfters zugerichtet. Ihr antiker Schnitt lässt sie leicht von dem des Mittelalters unterscheiden, der verhältnismäßig grob und unregelmäßig ist. Die Kämpfer an den Bogenansätzen sind gleichermaßen beeindruckend geformt. Sie werden von breiten Kartuschen geschmückt. Mindestens einer der Kämpfer wurde wieder verwendet, man erkennt es daran, dass auch die in der Wand eingelassenen Seite behauen ist.
Die umfangreiche Verwendung antiker Großquadersteine, die zahlreichen Füllungen, der Steinschnitt mit dem Steinschlaghammer, die sehr breiten Fugen, die mit Voluten im Kerbschnitt versehenen Kämpfer, all das sind zumindest Anzeichen auf die anlässlich der Überführung der Reliquien des heiligen Austremonius gegen 848 erbauten Kirche Mozac II. Jedenfalls sind Kämpfer „aus zweiter Hand“ wiederverwendet worden, die vermutlich aus der von Calminius veranlassten Bau der ersten Kirche Mozac I stammen, gegen Ende des 7. Jahrhunderts(?).
Die beiden in der Westwand des Langhauses verborgenen Spindeltreppen führten hinauf zu den ehemaligen Emporengeschossen, eine davon auch auf das Obergeschoss des Turms: Es wurde ehemals von zwei Fenstern mit nicht abgeschrägten Leibungen erhellt, die heute zugemauert sind. Zugemauert ist auch die einstige Drillingsöffnung zum Mittelschiff der Kirche, deren Bögen nicht auf Säulchen, sondern auf kleinen Pfeilern mit Kämpfern standen.

### Äußere Erscheinung

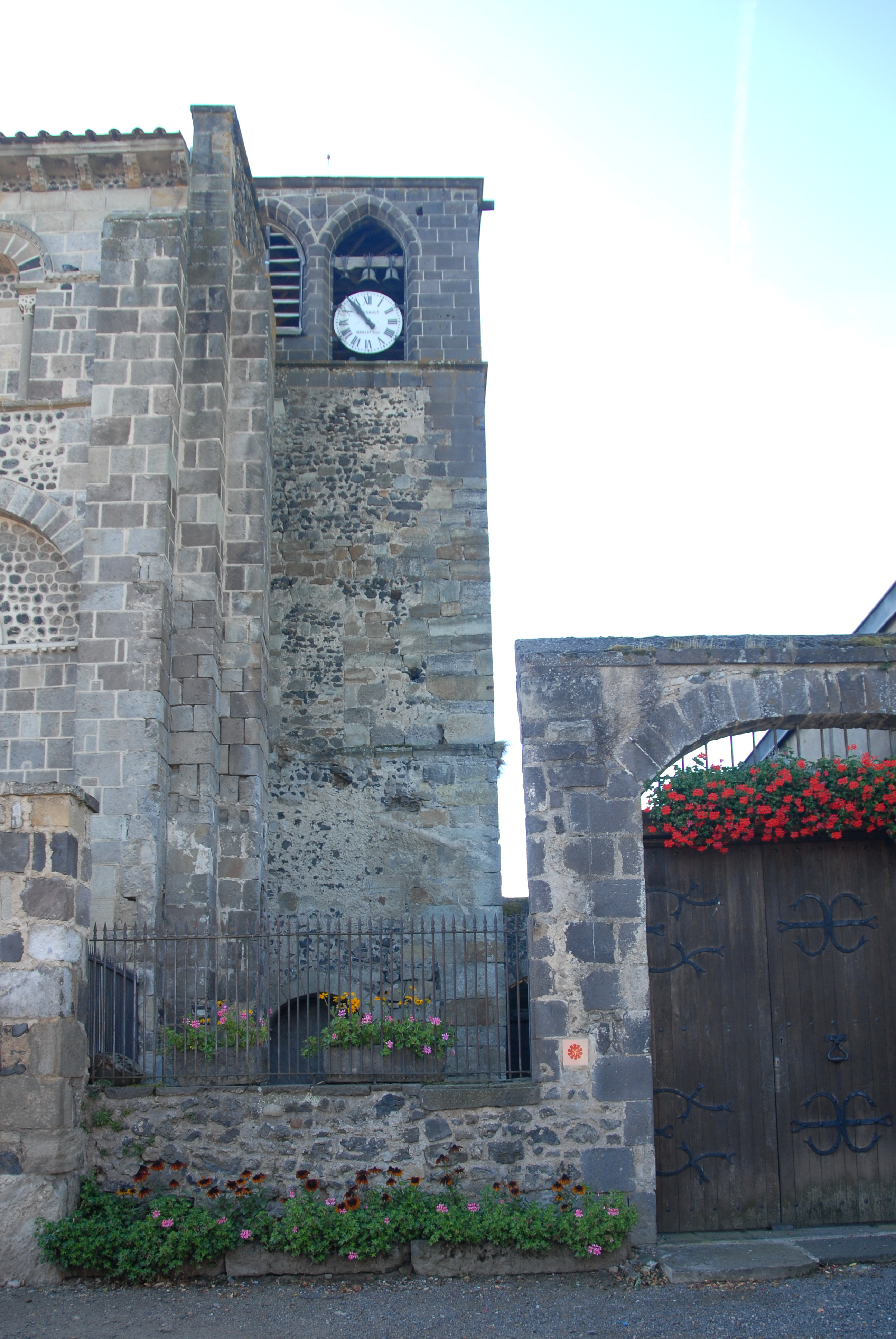
Westwerk von N

#### Westwerk
Die „Fassade“ besteht aus den westlichen etwa 2,20 Meter dicken Giebelwänden der Langhausseitenschiffe und dem dazwischen eingefügten vortretenden Glockenturm, über der im vorstehenden Abschnitt beschriebenen Turmvorhalle. Die geschlossenen Giebelwände besitzen auf dem nördlichen Abschnitt der Fassade fast noch die ursprünglichen Höhe, die von den damals existierenden Emporengeschossen über den Seitenschiffen bestimmt wurden. Das hängt vor allem damit zusammen, dass in den ersten beiden Jochen die nördliche Außenwand des Emporengeschosses noch besteht, oder rekonstruiert wurde, an welche die Fassadenwand über Eck anschließt. Unmittelbar dahinter hat man einen schmalen Streifen des ehemaligen Dachs des Emporengeschosses rekonstruiert. Auf dem südlichen Abschnitt ist die Giebelwand teilweise abgetragen worden. Ihre Oberseite beginnt etwas über der jetzigen Traufe und steigt um circa 45 Grad Neigung bis gegen den Turm hinauf. Einzige Struktur der Fassadenwände sind die Wandpfeiler in Verlängerung der Langhausaußenwände, etwas von der Gebäudeecke eingerückt und oberseitig steil abgeschrägt.

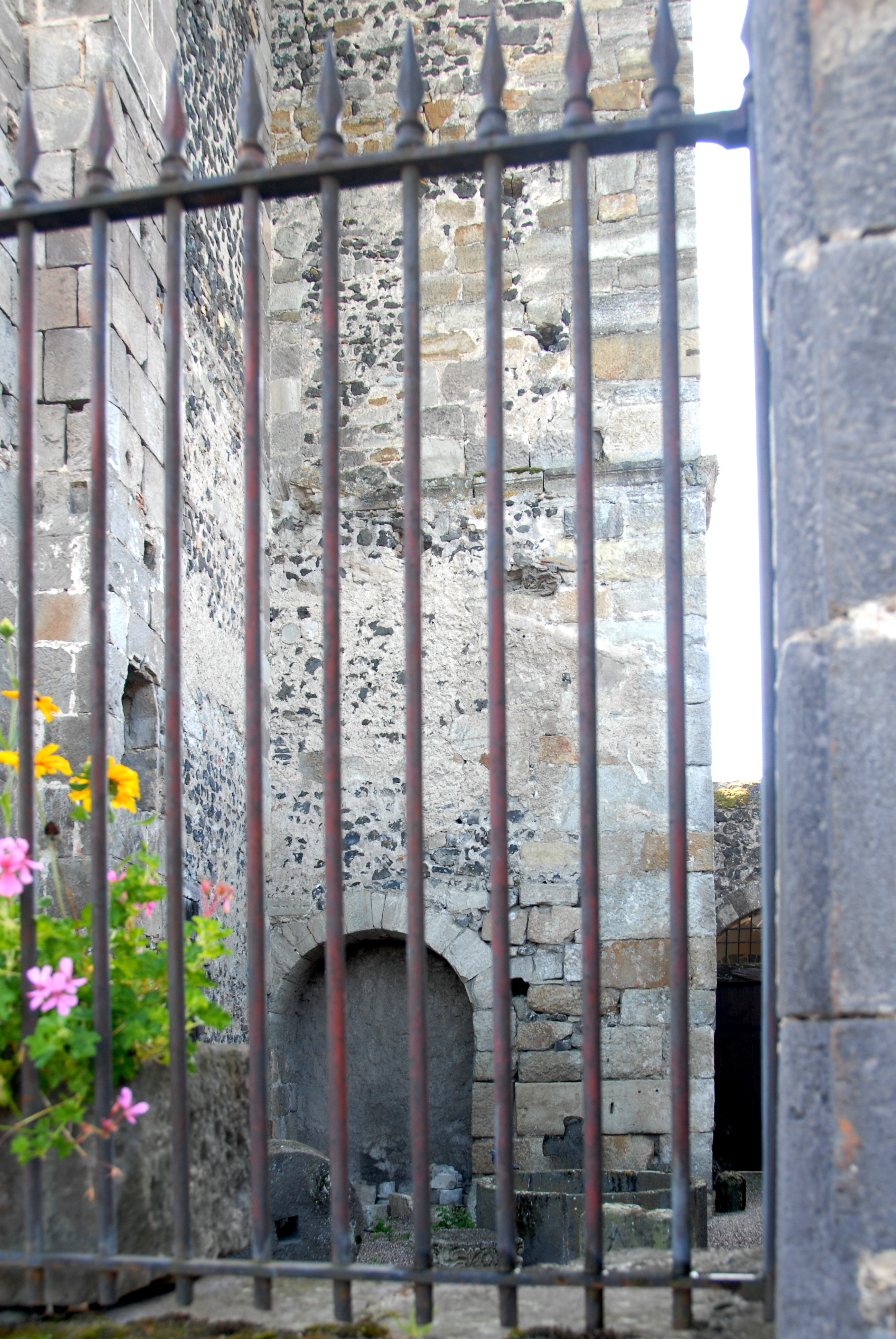
Turmvorhalle, unterer Bereich von N

Der zentrale Turm erhebt sich mit demselben Umriss über zwei etwa gleich hohen „Geschossen“ bis knapp über den heutigen Satteldachfirst des Mittelschiffs. Die Unterteilung der Geschosse erfolgt durch ein kräftiges profiliertes Kraggesims aus Kämpfersteinen die nicht besonders gut zueinander passen und einige Lücken aufweisen. Das lässt auf eine Wiederverwendung schließen. Das zweite Geschoss schließt ein profiliertes Gesims ab, das für diesen Zweck hergestellt wurde. Darüber steht leicht eingerückt ein letztes Geschoss, kaum halb so hoch wie die unteren Geschosse, das von einem profilierten Traufgesims abgeschlossen wird. Das Glockengeschoss wird überdeckt von einem flach geneigten Pyramidendach mit roter Hohlziegeleindeckung. Auf allen Seiten sind spitzbogige Zwillings-Schallluken ausgespart, mit leicht abgeschrägten Gewänden.
Der Turm muss einmal auf der Nord- und Südseite nicht so weit oder gar nicht abgedeckt gewesen sein, wie es die Giebelwände von Mozac III tun. Die auf diesen Seiten zur Vorhalle ausgesparten rundbogigen Durchlassöffnungen beginnen von außen betrachtet unmittelbar neben der anschließenden Wand und sind deutlich aus der Wandmitte verschoben. Im Grundriss erkennt man aber, dass diese Öffnungen exakt in der Achse des Turmes stehen, sowohl auf dessen Außen- wie auch Innenseiten. Genau axial über diesen Durchlässen gab es einmal schlanke rundbogige und recht hohe Fensteröffnungen, die unmittelbar auf dem die Höhe unterteilenden Kämpfergesims aufstanden. Man erkennt sie erst bei genauerem Hinsehen, weil die nachträgliche Ausmauerung sich in Struktur und Farbe den Turmwänden anpasst. Das Aufsitzen der Fenster und Schallluken auf den Gesimsen, lässt darauf schließen, dass die Geschossböden tiefer angeordnet sind. Auf der Westseite der Vorhalle bestand ein deutlich größerer rundbogiger Durchlass, als die beiden seitlichen.
Das zyklopenhafte Mauerwerk aus antikem Steinmaterial ist im vorstehenden Abschnitt näher beschrieben und datiert worden. Man findet es überwiegend an den Turmkanten bis über die Hälfte des zweiten Geschosses, und um die Öffnungen der Durchlässe und Fenster. Die großen Werksteine weisen überwiegend helle Blaugrautöne auf. Sie wechseln sich zu geringerem Anteil mit Steinen in hellbeigen bis hellbraunen Tönen ab. Zur Mitte der Turmwände hin findet man überwiegend kleinformatige graue bis anthrazitfarbene Basaltbruchsteine beliebiger Formen, die ohne Schichten in wildem Verband aufeinander getürmt sind. Es gibt allerdings auch andersfarbenen Einsprenglinge. Dieses Konglomerat ist mit einem hohen Mörtelanteil verfüllt, man kann kaum von Fugen sprechen. Der Mörtel überdeckt oft flächig ganze Partien, aus denen nur dunkle Punkte oder Streifen der Steine hervorschauen.
Erst kurz unter dem Glockengeschoss hört dieses „primitive“ Mauerwerk auf und wechselt in exakt gefügtes graues Werksteinmauerwerk des Glockenturmgeschosses. Dieser Turmkopf ist wohl erst nach dem Wegfall des Vierungsglockenturmes entstanden.
Das Mauerwerk der beiden Giebelwände neben dem Turm stammt wahrscheinlich vom Kirchenbauwerk Mozac III, was nicht eine Wiederverwendung von Steinmaterial ausschließt. Die Bauteilecken mit den heraustretenden Wandpfeilern ist aus grauen Werksteinen sauber im Verband gefügt. Das Mauerwerk der Wände weist Ähnlichkeiten mit denen des Turms auf. Auch hier ist kleinformatiges fast schwarzes Steinmaterial mit hohem Mörtelanteil dominierend. Man erkennt allerdings ein Bemühen um Steinschichtenbildung.

#### Langhaus

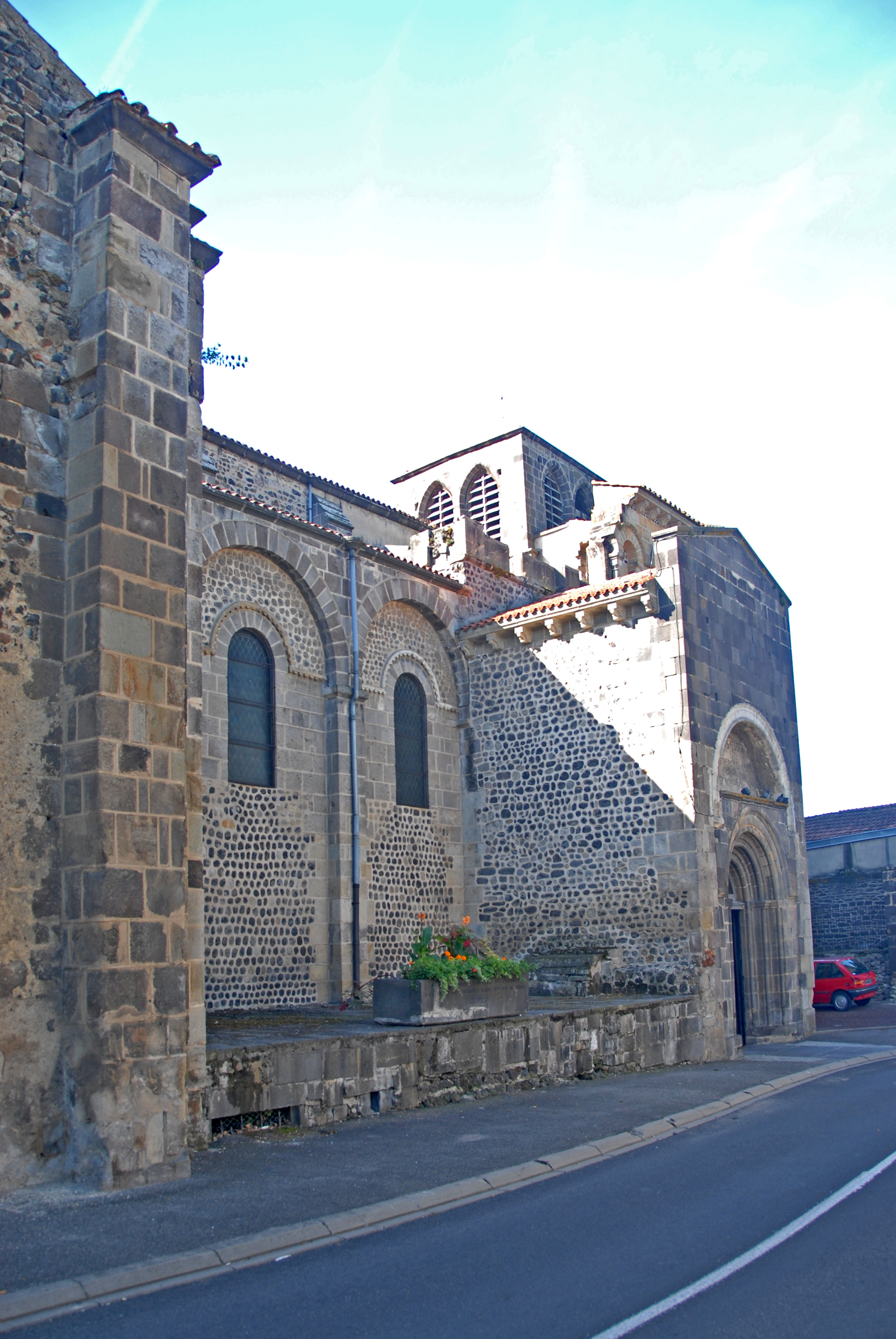
Langhausmitte Nordseite, von NO

Das dreischiffige Langhaus besitzt seit dem 15. Jahrhundert einen starken Höhenversatz zwischen dem schwach geneigten Satteldach des Mittelschiffs und den ebenso geneigten Pultdächern der Seitenschiffe. Das ist vor allem dadurch entstanden, dass die ehemaligen Emporengeschosse der Seitenschiffe, bis auf kleine Reste, nach den Schäden etlicher Erdbeben nicht wieder aufgebaut worden sind. Heute überdecken die Pultdächer gerade die erhaltenen Gewölbe der Seitenschifferdgeschosse. Auch das Satteldach des Mittelschiffs befindet sich heute in geringerer Höhe, weil sich die Höhenlage des Gewölbes ebenfalls verringert hat.
Die Obergadenwände sind geschlossen. Ihnen sind aber im Rhythmus der Joche gering ausladende Strebepfeiler mit oberseitigen Abschrägungen vorgelagert, was auf geringe Schubkräfte aus dem Gewölbe hinweist. Die Wand der Nordseite besteht aus Bruchsteinmauerwerk in wildem Verband, die der Südseite ist glatt verputzt. Die Traufen der Nordseite sind mit einem gering ausladenden Kraggesims mit profilierten Sichtkanten bestückt. Ein hinter dem Gesims angeordnete von unten nicht sichtbare Regenrinne wird über Regenfallrohre entwässert. Auf der Südseite ragen flache Gesimskragplatten deutlich weiter aus, das Regenwasser tropft aber von ihnen frei ab. Die Dächer sind mit roten Hohlziegeln in römischer Form eingedeckt, die auch Mönch-Nonnenziegel genannt werden.

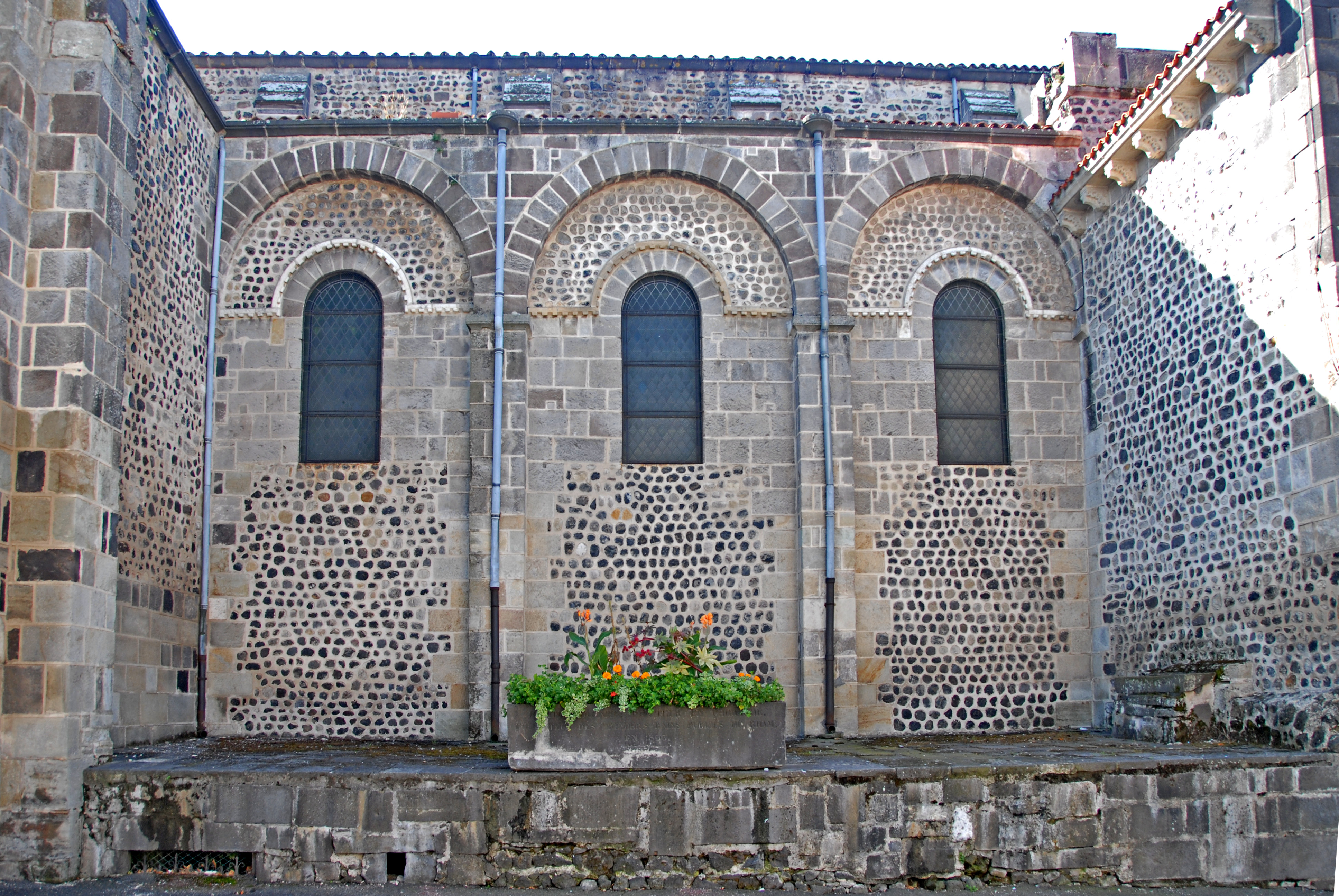
Langhaus Nordseite, Joche 4–6

Die Außenwand des nördlichen Seitenschiffs in den Jochen 4–6, zwischen den weit ausladenden Anbauten des nördlichen Querhausarms und des nördlichen Narthex, sind mit einer Blendarkatur aus drei großen Arkaden bekleidet. Halbkreisförmigen Arkadenbögen aus markanten Bogensteinen, in wechselnden Farbtönen, zwischen Graubraun und Graublau, treffen sich auf gering ausladenden, fast doppelt so breiten Wandpfeilern, die von schlichten Kämpferplatten untereinander getrennt werden. Die äußeren Pfeiler der Joche 4 und 6, gehen im Mauerwerk der Anbauten auf. Die äußeren Scheitel der Bogensteine reichen bis knapp unter die Traufe. Im oberen Bereich der Arkadennischen sind schlanke rundbogige Fenster ausgespart mit einfachen rechtwinkligen Leibungskanten. Ihre Bogenansätze liegen knapp über der Höhenlage der Kämpfer der Blendarkaden. Die Bogensteine der Fenster werden von Kragprofilen mit Rollenfries überfangen, die in Höhe der Bogenansätze waagerecht abknicken, bis sie gegen die untersten Bogensteine der Arkaden stoßen.

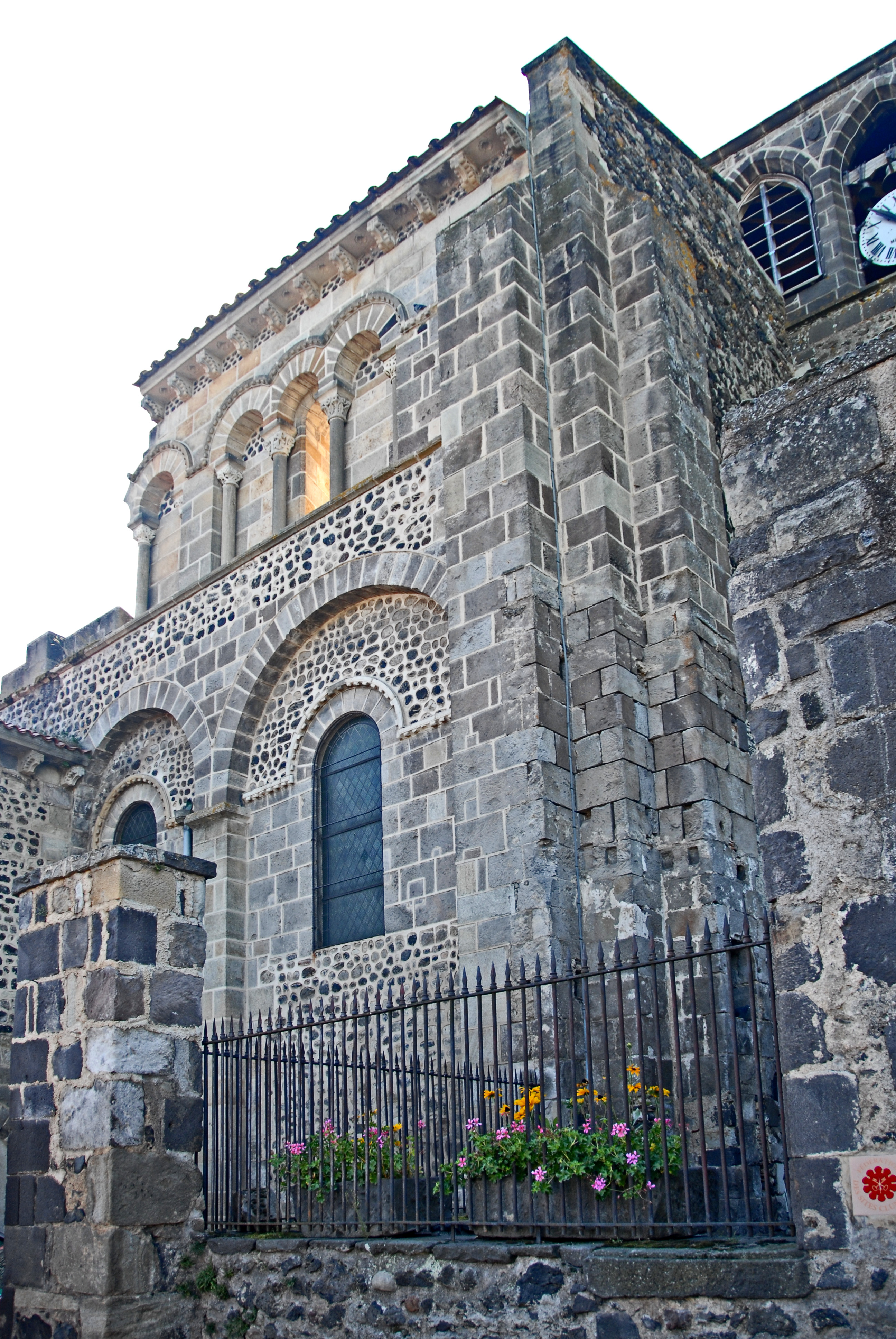
Nördl. Seitenschiff von NW

Die Wände der Arkadennischen bestehen bis in Höhe der Fensterbänke an beiden Rändern neben den Strebepfeilern aus je einem senkrechten Streifen von hellgrauen und hellbeigen Werksteinen, welche die Schichten der Strebepfeilersteine übernehmen, deren Steinlänge aber schichtenweise wechselt, mal kurz mal lang. Das verbleibende Brüstungsfeld wird ausgefüllt mit polygonalen Basaltprismen, wie man sie von Basaltpflastersteinen kennt. Statt waagerechter Schichten findet man hier eine wellenartige Anordnung der Steine. Die Wandstücke beidseitig der senkrechten Fensterleibungen bestehen ganz aus den vorgenannten Werksteinen. Die Bogenfelder oberhalb des Profils mit Rollenfries sind ausgefüllt mit den gleichen dunklen Steinen wie im Brüstungsfeld, allerdings in ungeordnetem Verband.
Vor dem vorstehend beschriebenen Abschnitt der nördlichen Außenwand und in Tiefe der seitlichen Anbauten, ist ein im Mittel circa einen Meter hohes Podest ausgebildet. Die Vorderseite wurde aus großen Werksteinen und kleinen Bruchsteinen in Grautönen in wildem Verband gemauert, die Oberseite ist mit grauen Natursteinplatten abgedeckt. Über seine Bedeutung gibt es keine Information. Eine schlitzartige, flach gestreckte vergitterte Öffnung in der Vorderwand lässt einen Hohlraum vermuten.

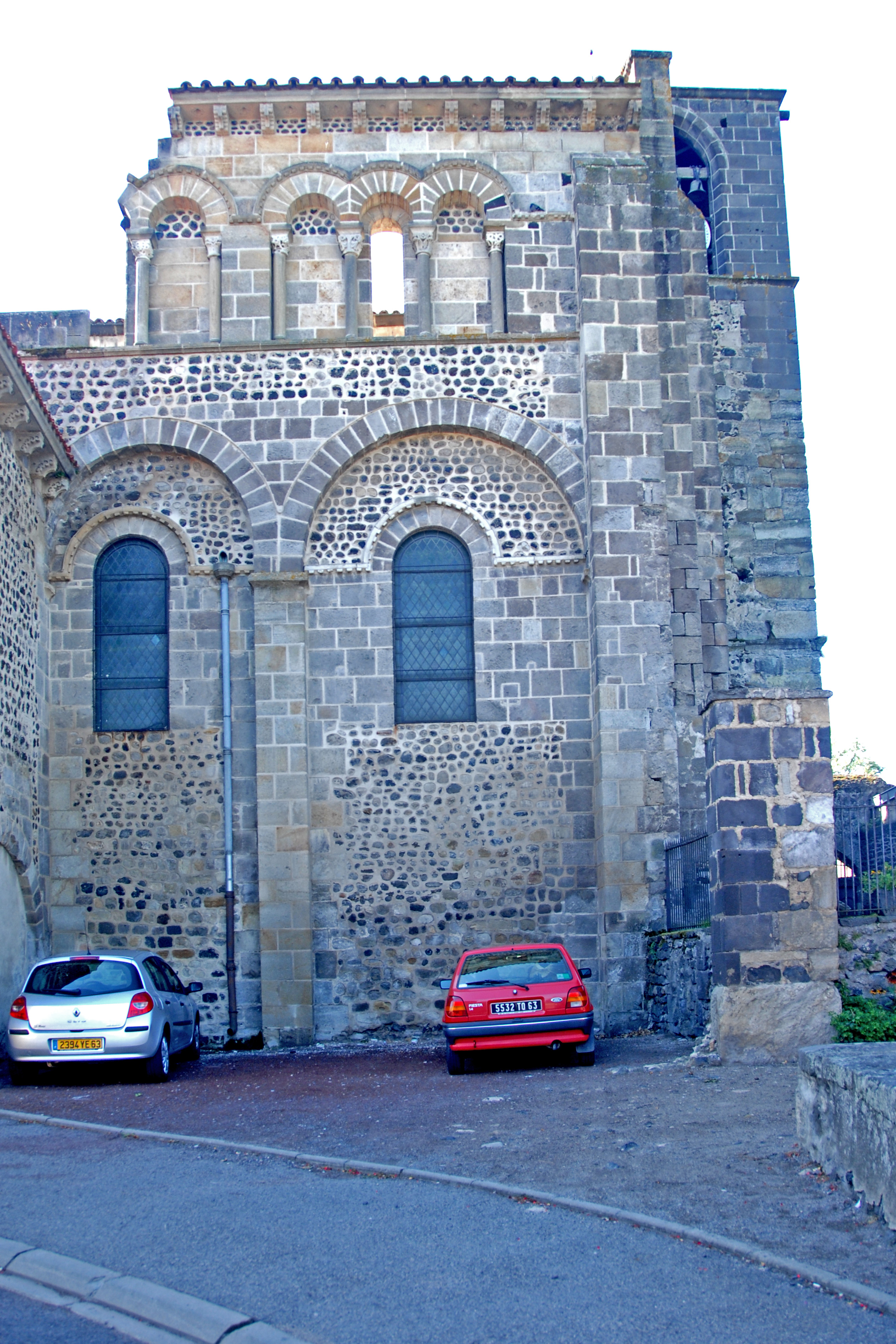
Mozac, Langhausjoche 1 + 2, Rest nördl. Emporengeschoss

Der Außenwandabschnitt in den Jochen 1 und 2 des nördlichen Seitenschiffs, zwischen der Gebäudeecke und dem nördlichen Narthex, weist im Erdgeschoss fast die gleiche Textur auf, wie im vorstehend beschriebenen Abschnitt, allerdings mit nur zwei großen Blendarkaden. Auch ist der Abstand zwischen den Bogensteinscheiteln und dem darüber befindlichen Kraggesims etwas höher. Außerdem fällt auf, dass die Breiten der Arkadennischen recht unterschiedlich sind und die Fenster nicht genau zentriert sind, wie es aber im Gebäudeinnern der Fall ist. Die äußeren Verschiebungen sind auf die Anordnung der Narthexwand und die des Strebepfeilers an der Gebäudeecke zurückzuführen.
Oberhalb des Kraggesimses ragt ein Stück der Außenwand des ehemaligen Emporengeschosses auf, von der Gebäudeecke bis etwa Mitte des 2. Jochs, das sich ursprünglich über die ganze Ausdehnung des Langhauses erstreckte, mit dem dahinter befindlichen Emporengeschoss. Da die Quellen über diesen Wandabschnitt keine Informationen geben, ist zu vermuten, dass er erst in jüngster Zeit als Rekonstruktion errichtet worden ist. Sein „neuwertiger“ Erhaltungszustand bestätigt diese Vermutung.

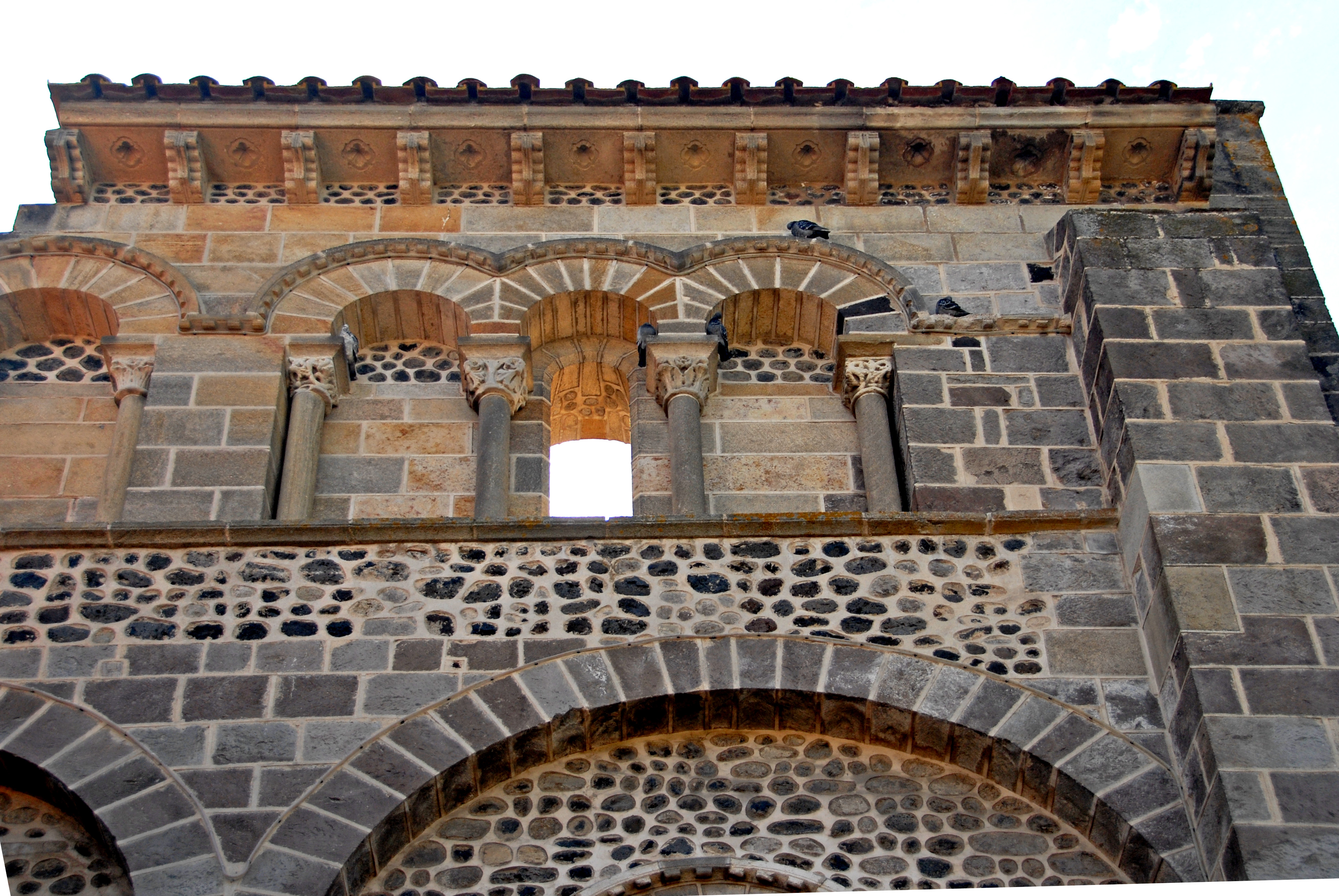
Nördl. Emporengeschoss, Außenwand Joch 1, Detail

Die Gestaltung entspricht ziemlich genau derjenigen der Stiftskirche Notre-Dame du Port im nahen Clermont-Ferrand. Im oberen Wandabschnitt, zwischen dem Kraggesims und den Kragsteinen der Traufen, waren Blendarkaturen in Dreiergruppen in Wandnischen eingelassen, die von Wandpfeilern in unterschiedlichen Breiten getrennt waren. Von ihnen wird hier nur noch eine ganze Drillingsarkade und eine einzelne Arkade gezeigt. Ihre Bogensteine schließen außen oberflächenbündig mit der Außenwand ab. Die drei Bögen stehen auf vier Säulchen, die mit pflanzlich skulptierten Kapitellen, profilierten Kämpfern und Basen ausgerüstet sind. Sie werden von einem Kragprofil mit Rollenfries überfangen, das in Höhe der Bogenansätze waagerecht abknickt und bis zur nächsten Gruppe oder dem Strebepfeiler der Gebäudeecke durchgeführt. Nur in der mittleren Arkade ist ein etwas kleineres rundbogiges Fenster ausgespart.
Die Außenwand des Emporengeschosses einschließlich der Arkaturen ist überwiegend aus hellbeigen bis hellgrauen Werksteinen gefertigt. Die Bogenfelder der Blendarkaden sind mit fast schwarzen Basaltsteinprismen gefüllt. Das gilt auch für die „Brüstung“ zwischen den Bogensteinscheiteln der großen Blendarkaden und dem Kraggesims darüber, allerdings mit versuchten Schichtenbildungen.
Die Traufausbildung besteht aus flach angeordneten Gesimsplatten mit profilierter Sichtkante, die auf Hobelspankragsteinen aufliegen, alle Teile in hellbeigem Farbton. Die Zwischenräume der Kragsteine sind mit kleinen Basaltprismen ausgemauert. Über und hinter dieser Traufe ist ein kurzes Stück der ursprünglichen Dacheindeckung rekonstruiert, die neben der schräg verlaufenden Giebelwand bis hinauf zum Turm geführt ist. Man kann hier den Aufriss des ehemaligen Tribünengeschosses nachvollziehen. Die rote Hohlziegeleindeckung in römischer Form kragt über das Gesims leicht aus, um das Regenwasser frei abtropfen zu lassen.

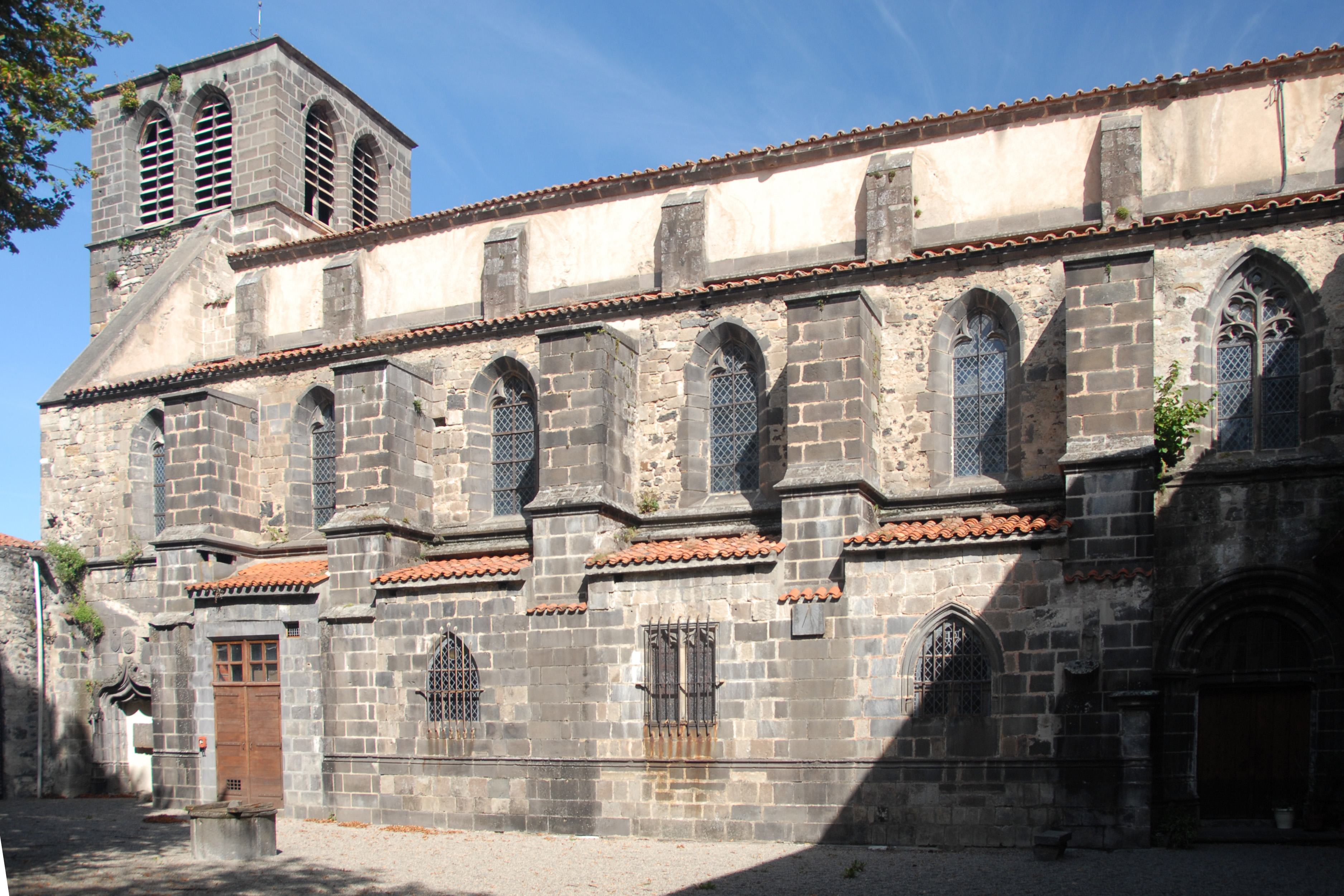
Langhaus von S (Klosterhof), Joche 1–6

Der vorstehend beschriebenen teilweisen Rekonstruktion schließt sich im 3. Joch noch ein weiterer Abschnitt an, dessen Wände aber nur ein Stück über das durchlaufende Kragprofil hoch geführt sind und nur mit Mühe von unten, versteckt durch den Narthex, kaum zu erkennen sind. Innerhalb der Seitenschiffjoche 1 bis 3 gibt es kein Pultdach wie in den drei weiteren Jochen. Hier besteht noch (oder wieder) der Boden des ehemaligen Tribünengeschosses über dem erhaltenen Gewölbe, der als begehbares Flachdach ausgebildet wurde.
Ob die Südwand des Langhauses von Mozac III eine ähnliche Wandstruktur aufweisen konnte, wie die ehemalige Nordwand ist kaum zu vermuten. Die Nord- und Ostseiten der Kirche waren stets die Schauseiten zur Ortschaft hin. Die Südseite lag eher versteckt, wie es heute auch die Westseite erfährt. Das Fehlen des ehemaligen Emporengeschosses gilt auch hier, aber für die ganze Länge.

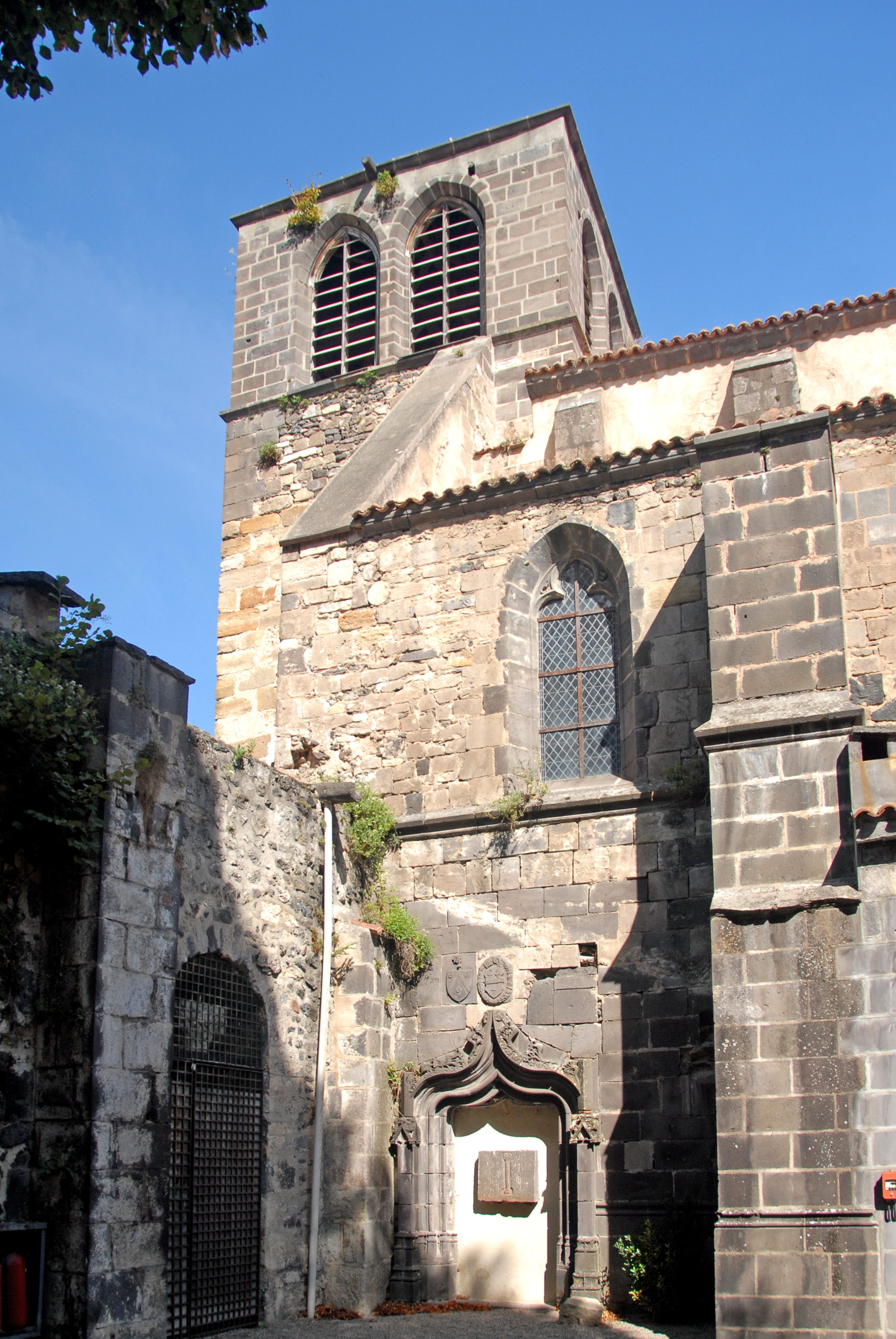
Langhaus, 1. Joch, mit Turm

Von der ehemaligen Substanz der alten Außenwand des südlichen Seitenschiffs ist kaum noch etwas zu sehen. Hier dominieren jetzt fünf gewaltige Strebepfeiler das Bild der Südwand. Sie sind eine nachträgliche Ummauerung in Breite und Vertiefung der ehemals gering auftragenden Strebepfeiler. Sie reichen etwa einen halben Meter unter die Traufe des Seitenschiffs und sind dort oberseitig mit flach geneigten Platten abgedeckt. In circa zwei Drittel ihrer Höhe gibt es auf ihren Außenseiten einen Rückversatz mit dachartiger Abdeckung, die in ein Kragprofil mit unterseitiger Hohlkehle übergeht und sich dann über die ganze Südwand und den Pfeilerseiten hinweg zieht. Die Seitenschiffwände sind in allen sechs Jochen mit spitzbogigen Fenstern ausgestattet, deren Bänke auf dem vorgenannte Kragprofil aufstehen und mit ihren Scheiteln bis knapp unter die Traufe reichen. Sie sind aus den ehemaligen rundbogigen Fensteröffnungen umgebaut worden. Ihre abgeschrägten Leibungen (= Gewände) sind von grauen Werksteinen eingefasst. Zwischen den Einfassung und den umgebenden Baugliedern besteht das Mauerwerk überwiegend aus kaum bearbeiteten Bruchsteinen, ohne Schichtenbildung, das mit viel Mörtel verschmiert wurde. Die Fenster in den Jochen 1 bi 5 sind mit schlichtem gotischen Maßwerk ausgestattet, im etwas breiteren Fenster in Joch 6, ist es im Flamboyantstil wesentlich aufwändiger gestaltet.

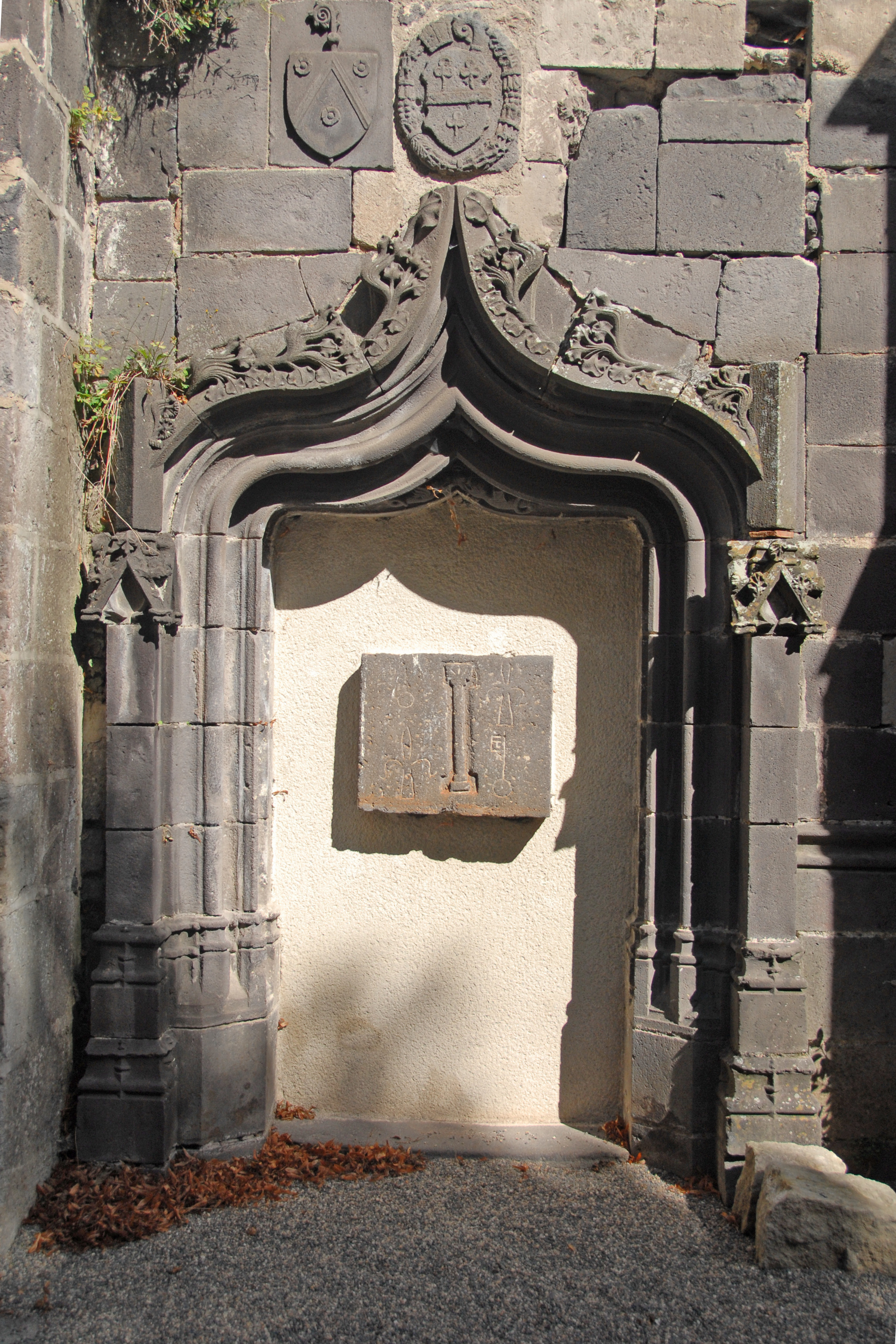
Südseite Joch 1, got. Nische

Zwischen den fünf dicken Pfeilern sind drei Kapellen und ein Abstellraum eingefügt worden, deren Außenwände ein kurzes Stück vor den Pfeilern hindurchgehen. Ihre flach geneigten Pultdächer stoßen unter dem durchlaufenden Kragprofil gegen die Seitenschiffwand. Sie sind mit roten Hohlziegeln eingedeckt. In etwa einem Meter Höhe markiert ein Profil aus zwei Rundstäben einen Sockel. Zwei Kapellen weisen zentriert ein gedrungenes Spitzbogenfenster auf, die dritte ein rechteckiges. Ihre Kanten sind mit mehrfachen Profilen aufgelöst. Der Abstellraum ist von außen über eine rechtwinklige Tür zugänglich.

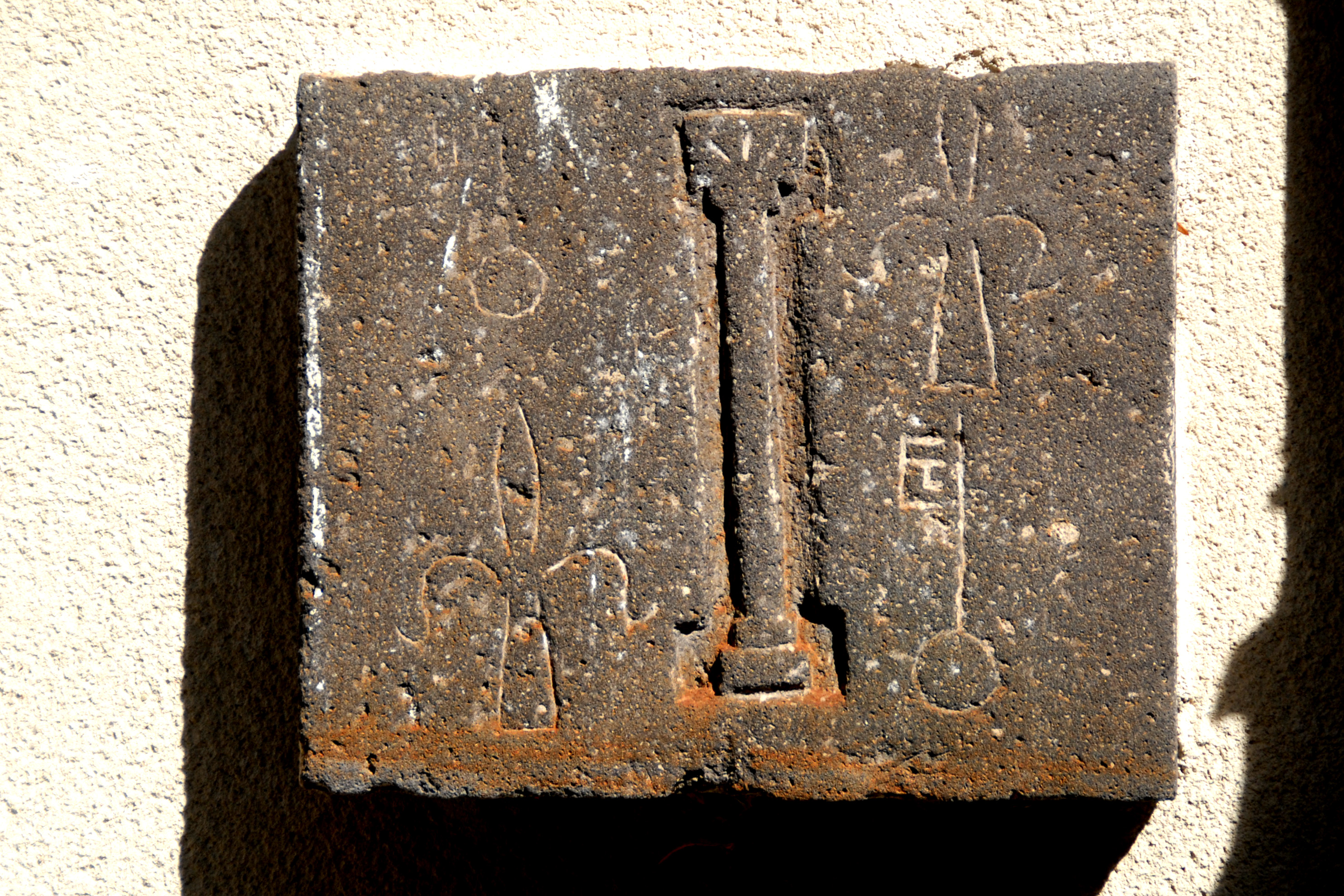
Südseite Joch 1, Tableau in got. Nische

Im 6. Joch ist in die Seitenschiffwand eine zweiflügelige rechtwinklige Tür ausgespart, mit einem schlanken Sturz und darüber mit einem halbkreisförmigen Oberlichtfenster. Der Archivoltenbogen ist aus drei kräftigen Rundstäben und etlichen dünneren Begleitern zusammengesetzt und steht auf einem Gewände aus mehrfachen Profilstäben, das von abgestuften Kämpferplatten abgedeckt ist. Auch der Türsturz ist mehrfach profiliert.

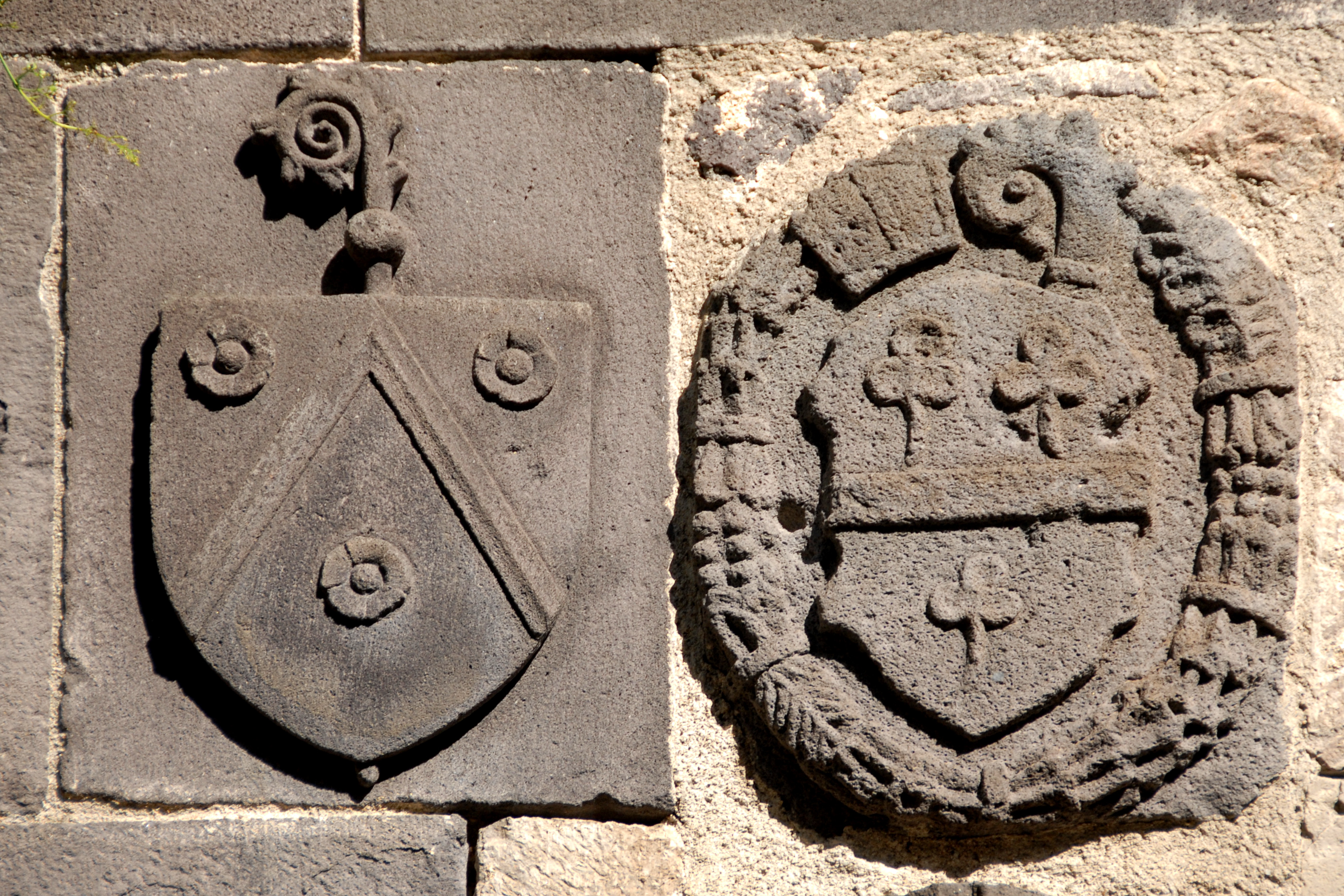
Südseite Joch 1, Wappen über got. Nische

Im 1. Joch des südlichen Seitenschiffs ist eine Nische ausgespart, die mit Stilelementen des gotischen Flamboyant eingefasst ist. Sie ist so niedrig, dass man nicht vermuten kann, es handele sich um einen ehemaligen Türdurchlass. Die rechteckige Nische wird umfangen von mehrfachen Rundstab- und Hohlkehlprofilen, die sich in der Mitte nach doppeltem Schwung zu einer hoch aufragenden Spitze vereinigen. Es handelt sich um eine Gestaltung im Flamboyant-Stil. Die seitlich vorgeblendeten rechteckigen Säulchen schließen mit unvollendeten (zerstörten) Fialen ab. Die Bogenschwünge sind oberseitig mit pflanzlichen Motiven reich dekoriert. Auch die zu erwartende Kreuzblume fehlt (wurde zerstört).
Im Zentrum der Nische ist ein rechteckiges Tableau installiert, mit archaisch dargestellten Motiven. In der Mitte ist eine antike Säule mit Kämpfer, Basis und Plinthe eingraviert. Daneben, unten links und oben rechts, ist die königliche Lilie, die Fleur de Lys, dargestellt, unten rechts ein Schlüssel. Oben links ein Kreis oberseitig mit einem kleinen Kreuz (Reichsapfel?). Die Säule steht möglicherweise für das Abteigebäude, die Lilien und der Reichsapfel(?) für die königliche Herrschaft, der Schlüssel für Petrus, einer der Schutzpatrone der Abtei.
Oberhalb der Nischeneinfassung sind zwei Wappen nebeneinander dargestellt. Das linke mit drei Blüten, die von einem dachartig geknickten Band getrennt werden, das rechte ist mit drei Kleeblättern ausgestattet, wird waagerecht einmal geteilt und von einem dekorativen Kranz umrandet, der oben mit Mitra und Krummstab gekennzeichnet ist.

#### Nördlicher Narthex

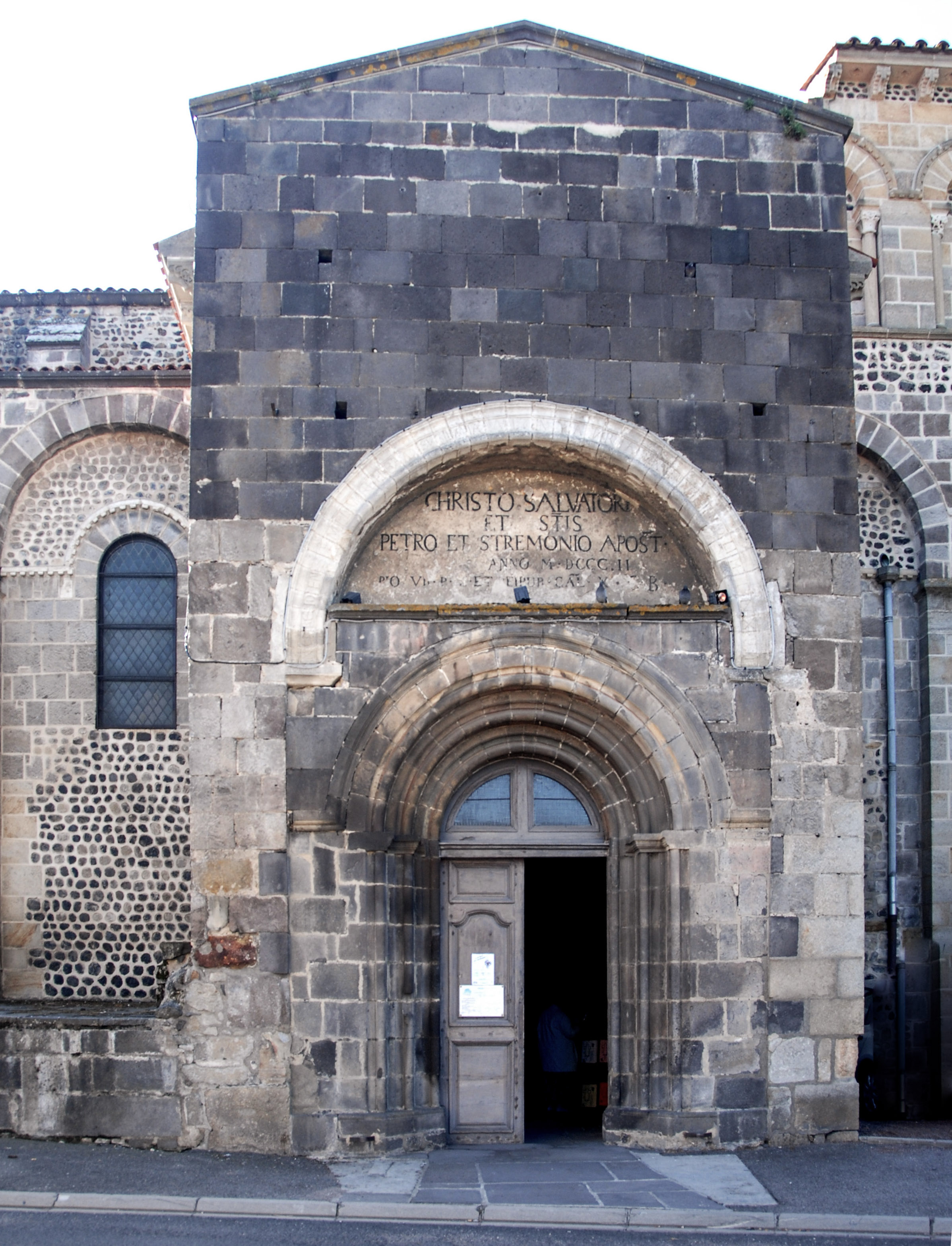
Vorhallengiebel mit Hauptportal

Auf der Nordseite des Langhauses ist im 3. Joch ein im Grundriss fast quadratischer Narthex angefügt worden. Sein First schließt knapp unter der heutigen Traufe des Seitenschiffs an. Das Dach ist leicht geneigt und mit roten Hohlziegeln im römischen Format eingedeckt. Die Traufen sind mit Hobelspankragsteinen ausgebildet. Die seitlichen Wände sind an den Bauwerkskanten mit graubeigen Werksteinen, sonst überwiegend aus Basaltprismen in wellenförmigen Schichten gemauert. Auf der Westwand ist ein großer halbkreisförmiger Bogen angeordnet, der fast die ganze Breite der Wand einnimmt. Er steigt vom anschließenden Terrain geringfügig gestelzt auf und erreicht kaum die Höhe der Portaltür auf der Nordseite. Die zurücktretende verputzte Bogennische wird von Bogensteinen aus hellem Werkstein übergeben. Der Bogen war vermutlich in den Anfängen des Narthex geöffnet, vielleicht gab es dann auch eine solche Öffnung auf der Nordseite(?). Der Narthexgiebel reicht gut einen Meter über seine Dachflächen hinaus und ist oberseitig mit flachen Steinplatten abgedeckt. Seine Fassade besteht gut über die Hälfte seiner Höhe überwiegend aus hellbeigen und hellgrauen Werksteinen, weniger aus solchen in mittel- bis dunkelgrauen Farbtönen. Darüber sind die Werksteine nur dunkelgrau bis anthrazitfarben.

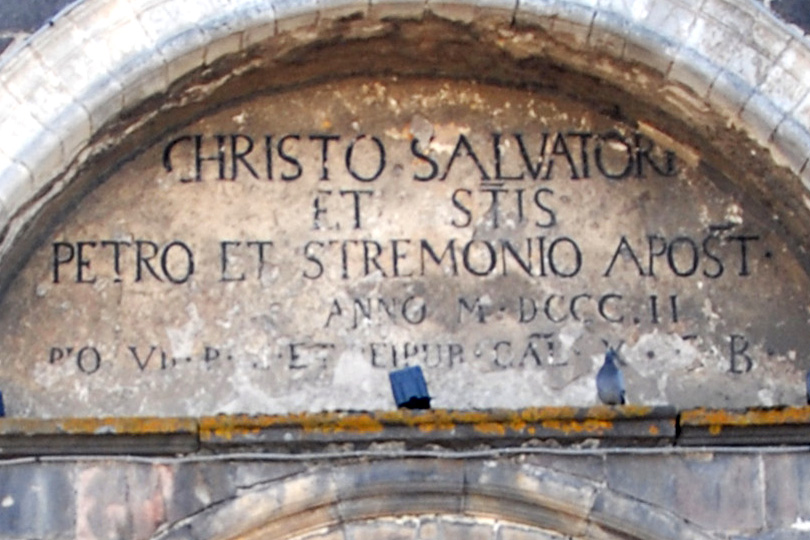
Bogenfeld über Hauptportal in Vorhalle

Das äußere Portal, zentriert in der Narthexgiebelwand, übernimmt heute die Aufgabe des Hauptportals der Kirche. Es ist ein dreistufiges Archivoltenportal, dessen Gewände und Bögen von drei gleich dicken Rundstäben dominiert werden, zwischen denen Kanten von Rückversätzen hervorschauen. In Höhe der Bogenansätze sind kräftige, profilierte und rechtwinklige Kämpferplatten eingeschoben. Der dritte Bogenrundstab wird zusätzlich überfangen von einem Band aus flachen Bogensteinen, an die innenseitig eine schmale eckige Hohlkehle angeformt ist, und als letztes von einem gerundeten Profil umfasst wird, an das innenseitig wieder eine Hohlkehle angeformt ist. Dieses Profil knickt am Bogenansatz ein kurzes Stück waagerecht ab. Die senkrechten Rundstäbe stehen auf einem leicht vorspringenden Sockel. Das Bogenfeld über der zweiflügeligen Holztür ist von einem Oberlichtfenster ausgefüllt.
Oberhalb der Türbögen wurde noch ein großer und breiter halbkreisförmiger Bogen angeordnet, aus breiten Bogensteinen, die aus hellem, fast weißen Werkstein hergestellt sind. Er steht auf zwei profilierten Kämpferplatten, im Mauerwerk der Giebelwand. Der Innendurchmesser des Bogens entspricht, der äußeren Breite des letzten Überfangprofils des Portals. Die Bogensteine werden an beiden Kanten von halben Rundprofilen begrenzt. Ein Stück über den Bogenansätzen ist das deutlich weiter zurücktretende Bogenfeld von einem waagerechten profilierten Kraggesims abgegrenzt. Der Hintergrund der Bogennische und die Bogeninnenseite sind verputzt. Die lateinische Inschrift ist nicht mehr einwandfrei zu entziffern. Die erhaltenen Buchstaben lauten etwa: CHRISTO – SALVATOR / ET STIS / PETRO ET STREMONIO APOST / ANNO M.DCCC.II / PIO VI…. ET…EIPUR – CAL …X…B(?) (siehe dazu das Foto). Sie ist nicht besonders alt und spricht von den Aposteln Petrus und Austremonius (der Auvergne), deren Reliquien schon in den Anfängen der Abtei hier verehrt wurden.
Die Inschrift auf dem Türsturz innerhalb des Narthex ist im Abschnitt „Gebäudeinneres, Narthex“ behandelt.

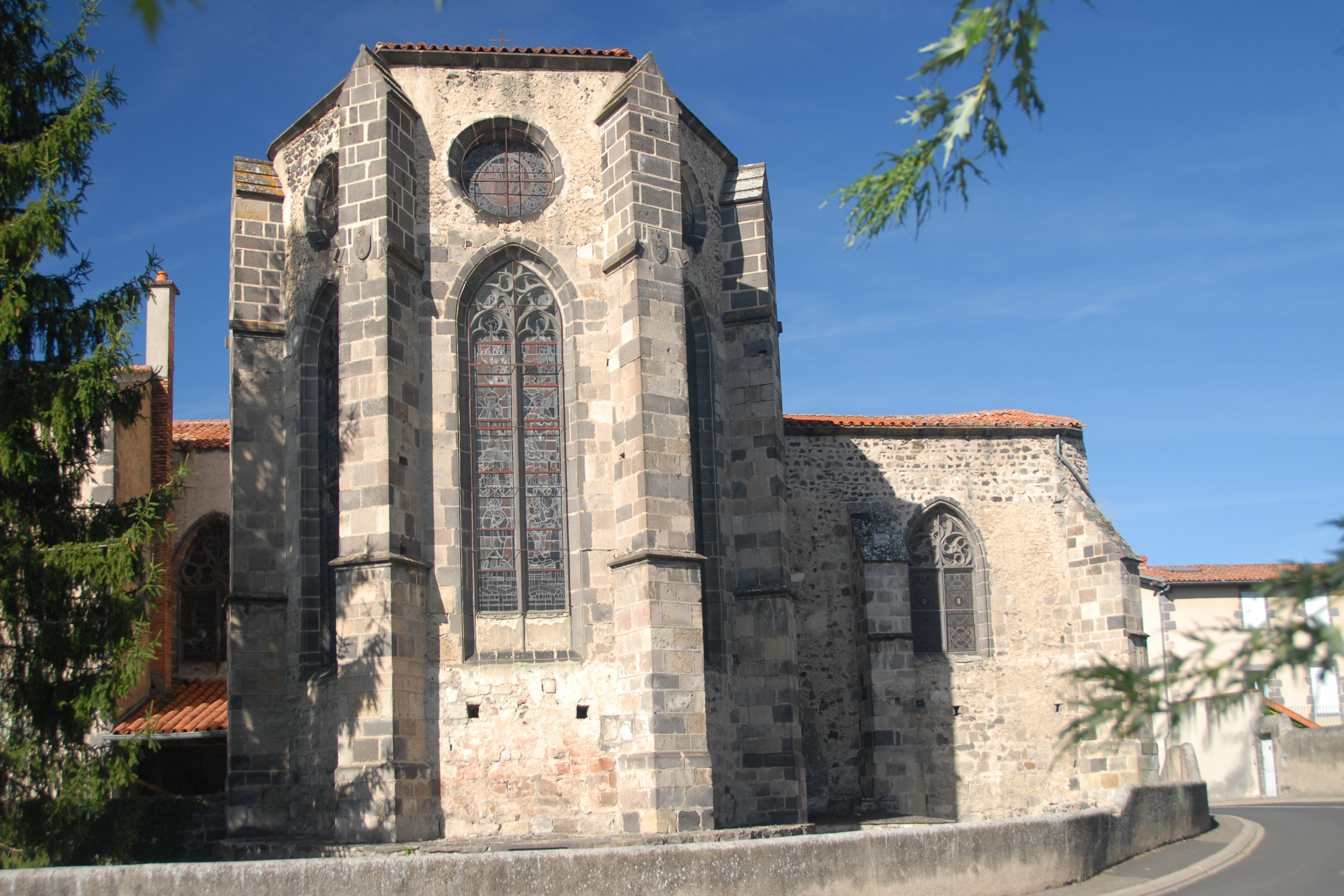
Goth. Chor von O

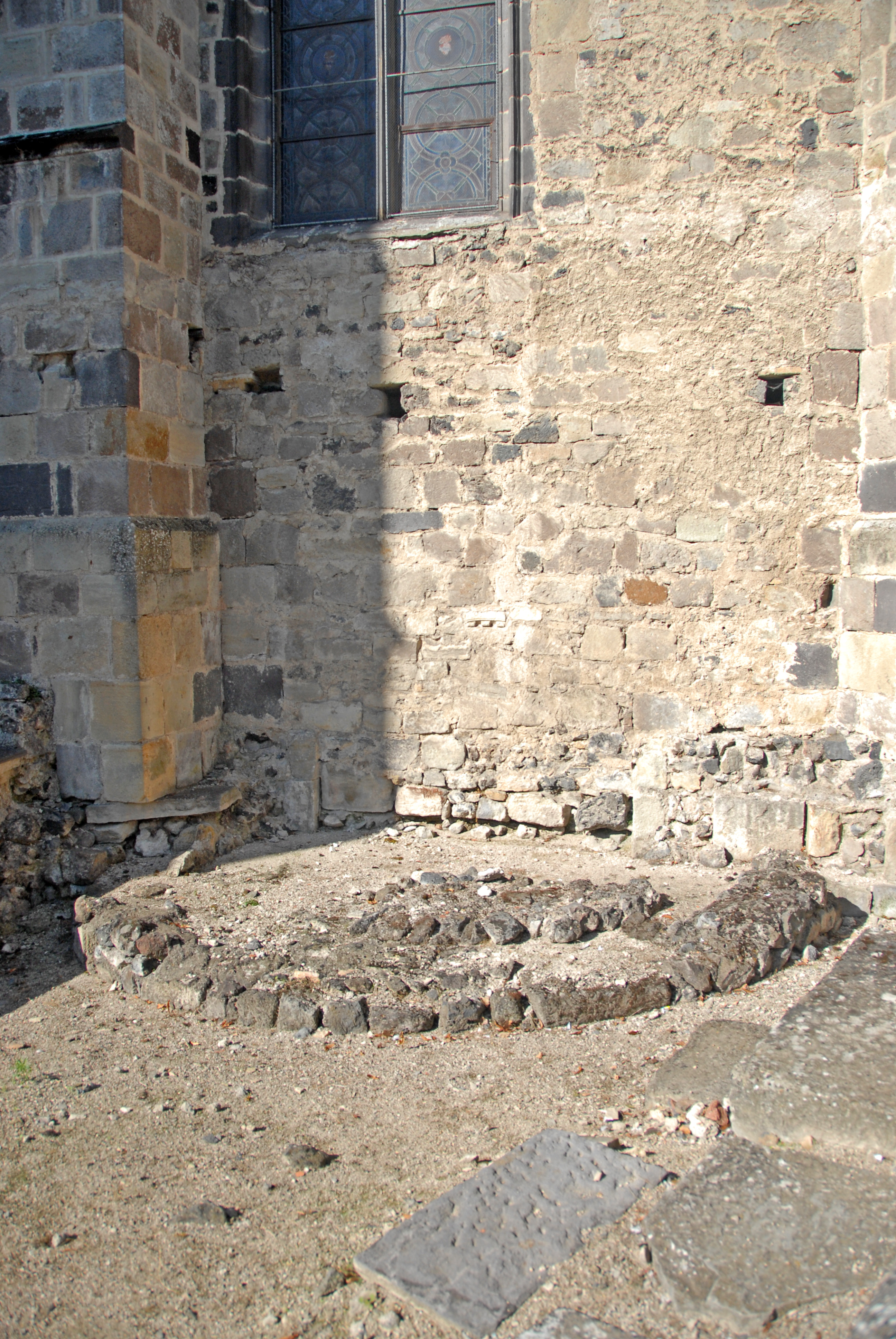
Boden, ehem. Querhauskapelle

#### „Querhaus“ und Chor
Im Bauwerk Mozac III endeten die Dächer des Langhauses hinter dem 6. Joch. Sie wurden begrenzt, durch das „massif barlong“ in Höhe der ehemaligen Vierungskuppel, mit dem aufragenden Glockenturm, und von den Querhausarmen, welche die gleichen Traufhöhen aufwiesen, wie die damaligen Seitenschiffe. All diese Bauteile sind weitgehend verschwunden, bis auf einige Reste des unteren Mauerwerks der Wände und Pfeiler.

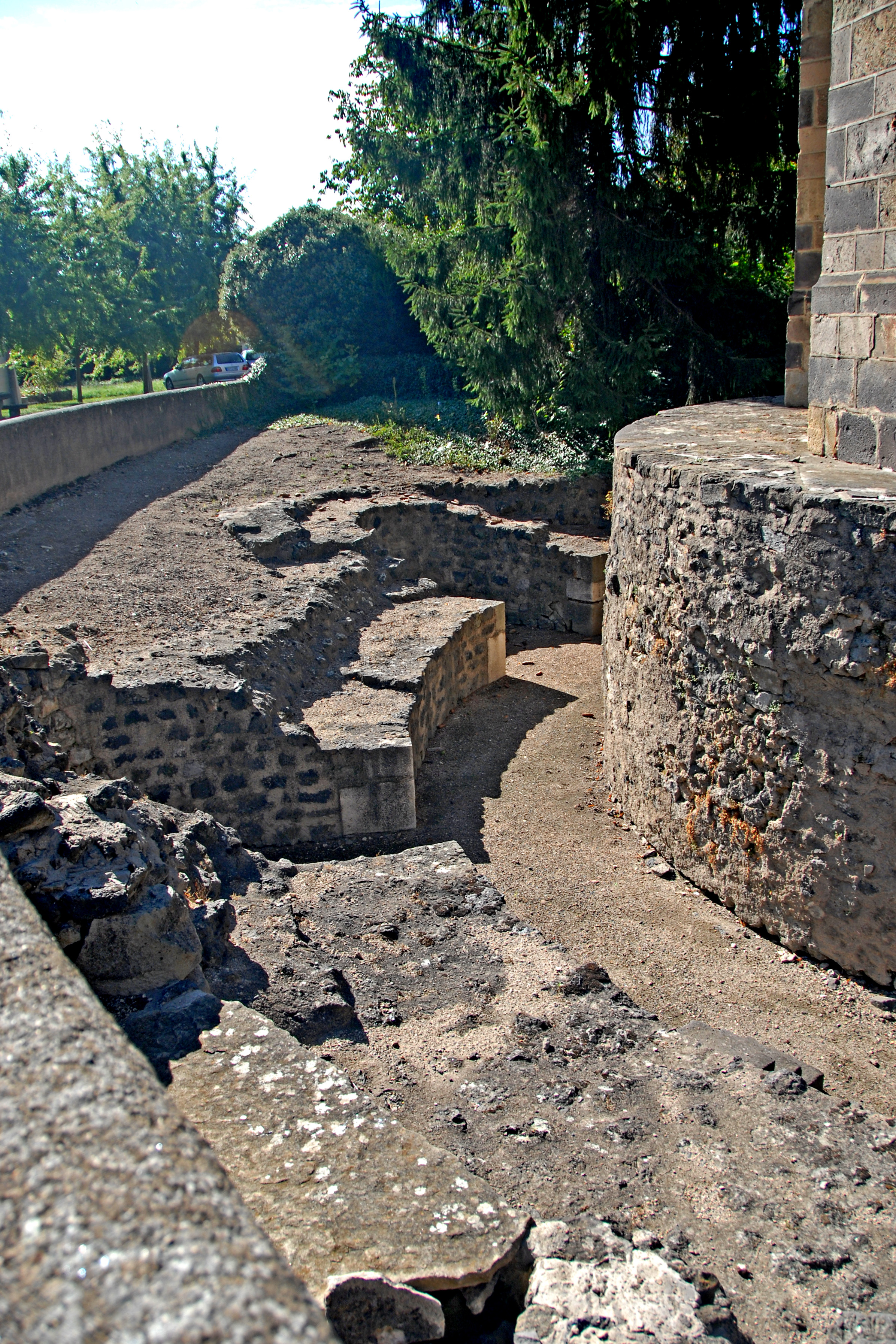
Kryptaumgang, von N

Heute erstreckt sich das Satteldach des Mittelschiffs über die ehemalige Vierung hinweg und reicht im gleichen Aufriss bis zur polygonalen Chorapsis. Die Arme des „Querhauses“ sind mit Satteldächern überdacht, deren Trauf- und Firsthöhen denen der heutigen Seitenschiffe entsprechen. Die westlichen Ecken der Querhausarme konnten ihre Strebepfeiler erhalten, die östlichen bekamen neue, so auch einen solchen fast in der Mitte der östlichen Querhauswand. Die Strebepfeiler der Gebäudeecken sind aus Werksteinquadern in allen bisher vorkommenden Farbschlägen gemauert, ihre Oberseiten sind steil abgeschrägt oder auch mit Dachziegeln eingedeckt. Das Mauerwerk der Wandflächen besteht überwiegend aus kaum bearbeiteten Bruchsteinen in wildem Verband, teils auch in unregelmäßigen Schichten vermauert.
Dort wo sich ursprünglich die Querhauskapellen und die Zugänge zum Chorumgang befanden, wurden im 15. Jahrhundert jeweils spitzbogige Fenster mit Maßwerk im gotischen Flamboyantstil eingebaut, so auch eins in der nördlichen Giebelwand.

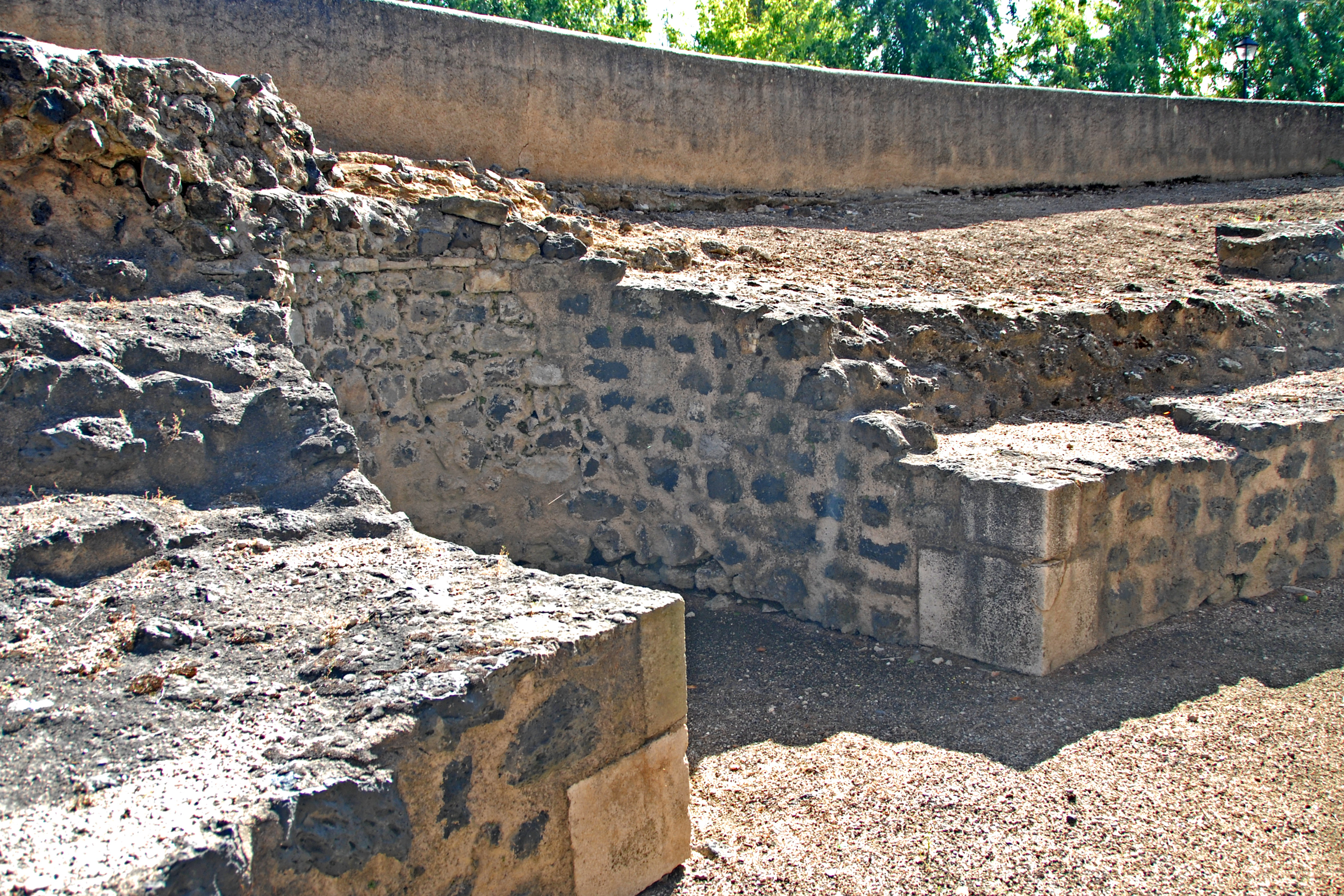
Krypta, Umgangskapelle

Die Gestalt des heutigen Chors hat überhaupt nichts mehr zu tun, mit dem prachtvollen Chorhaupt von Mozac III. Sein Aufriss schließt sich unmittelbar an den der Mittelschiffverlängerung über die ehemalige Vierung hinweg an. Dem rechteckigen Chorjoch schließt sich die Apsis auf dem Grundriss eines halben Achtecks an. Auf den vier Ecken der Apsis sind kräftige im Grundriss rechteckige Strebepfeiler radial angeordnet, die mit den Firsten ihrer dachartigen Abdeckungen knapp unter den Traufen des Chors enden. Letztere sind mit flachen Schindeln eingedeckt. In etwas mehr als ein drittel ihrer Höhe verjüngt sich ihr Querschnitt geringfügig und wird dort von einem ausladenden Kragprofil umschlossen. Von dort noch einmal so hoch, sind auf den Seiten der Strebepfeiler Kämpferprofile eingebaut. Auf den Frontseiten sind in derselben Höhe Werksteine mit erhabenen Reliefs von Wappenschilden eingefügt. In den fünf Wandabschnitten des Chors ist je ein großes und schlankes Spitzbogenfenster ausgespart, deren Leibungen nur geringfügig aufgeweitet, aber kehlenartig ausgerundet sind. Ihre Fensterbänke sind steil abgeschrägt. Das Maßwerk weist Elemente des gotischen Flamboyantstils auf. Nur knapp über dem Bogenscheitel öffnet sich jeweils ein kreisrundes Fenster, ein so genannter Okulus, mit den gleichen Leibungen. Die Steinarten und Verbände entsprechen denen des „Querhauses“.
Bis zur Mitte des 19. Jahrhunderts war das Terrain um den Chor herum gänzlich verfüllt und eingeebnet. Nichts erinnerte dort an die Dimensionen der alten Krypta und des Chorhauptes von Mozac III. Seit den 1960er-Jahren hat man die noch recht gut erhaltenen Mauern des Umgangs der Krypta, in Form eines halben Kreisringes, gänzlich freigelegt und fachkundig restauriert. In den Außenseiten des Umgangs sind vier radial angeordnete Ausbuchtungen angeformt, die einst kleine Umgangskapellen der Krypta waren, und die Lage der darüber angeordneten Radialkapellen des Erdgeschosses markieren.
Von der ehemaligen Ringtonneneinwölbung des Kryptaumgangs sind in Nähe des „Querhauses“ noch komplette Wölbungskonturen zu sehen. Die Ecken der Umgangskapellen sind wieder aus großformatigen Werksteinquadern gemauert, die Umgangswände aber wieder aus Bruchsteinmaterial mit viel Mörtel, die äußeren Mauern auch aus Basaltprismen.

## Skulptur des Kirchengebäudes

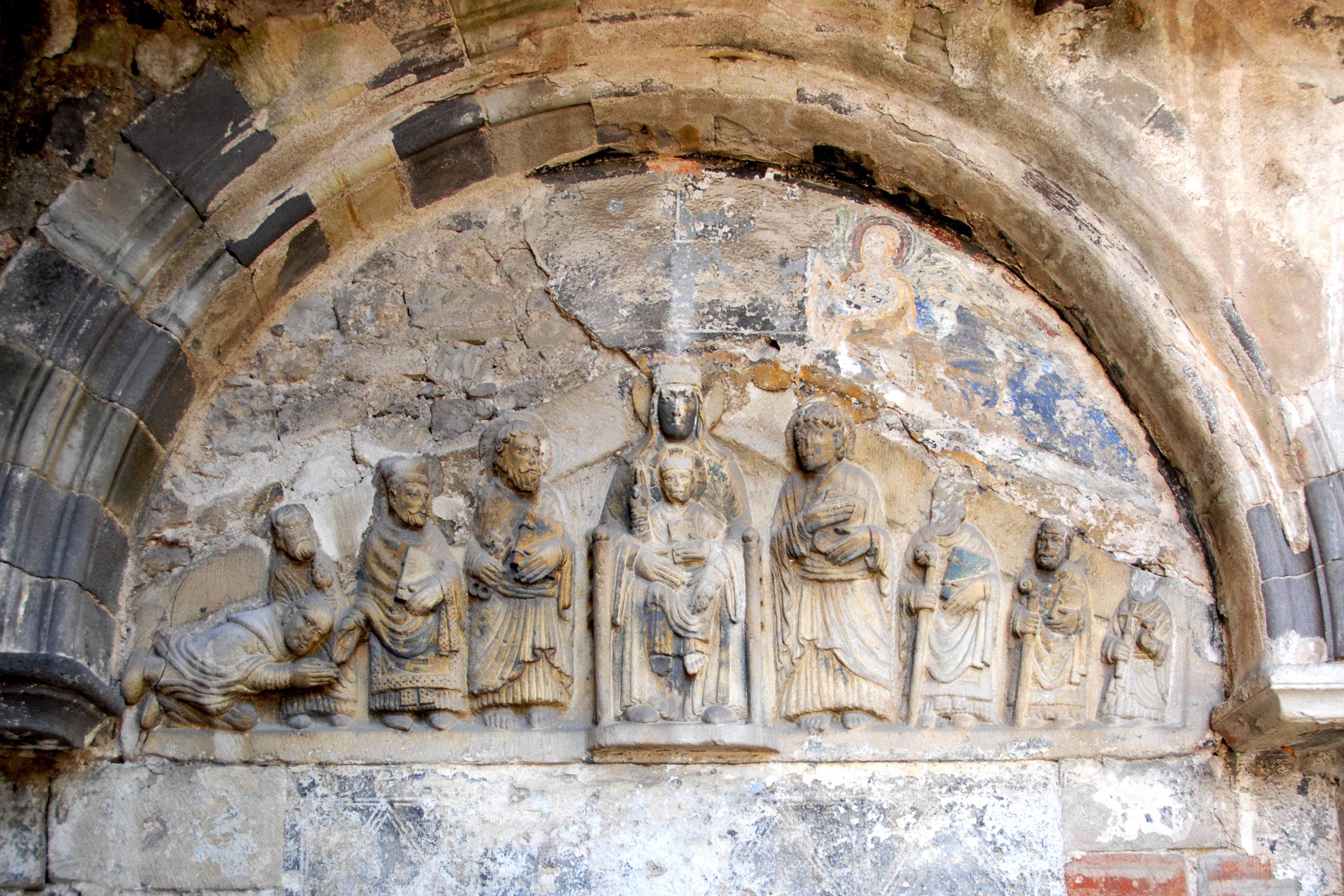
Portalsturz, südl. Querhausarm

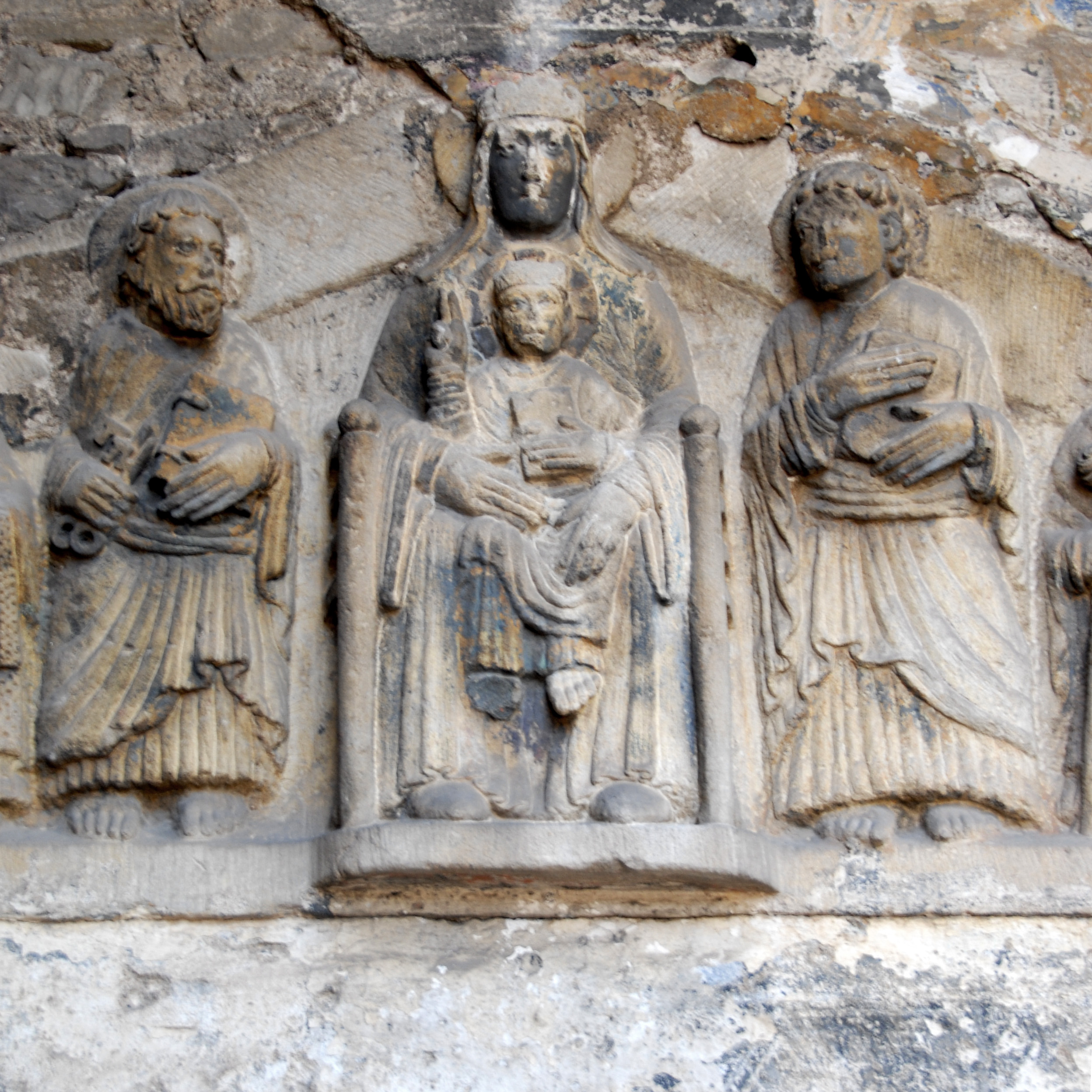
Portalsturz, südl. Querhausarm, Mittelstück

### Tympanon am Portal des südlichen Querhausarms
Die westliche Wand des südlichen Querhausarms wies ursprünglich ein Portal auf, das zum Kreuzgang hinaus führte. Die Portalöffnung wurde im Zuge der Wiederherstellungsarbeiten im 15. Jahrhundert zugemauert. Erhalten blieb allerdings das Bogenfeld, das von stark beschädigten Bogensteinen überfangen wird, die auf ihrer Frontseite mit zwei durch eine Kehle getrennten Rundprofilen dekoriert sind, die von feinen Begleitern flankiert werden. Der Bogen steht auf Kämpferplatten, deren Unterkonstruktionen fehlen. Etwa die untere Hälfte des Bogenfeldes wird von einem monolithischen Türsturz eingenommen dessen Oberseite dachartig nach beiden Seiten um circa 25 Grad geneigt ist.

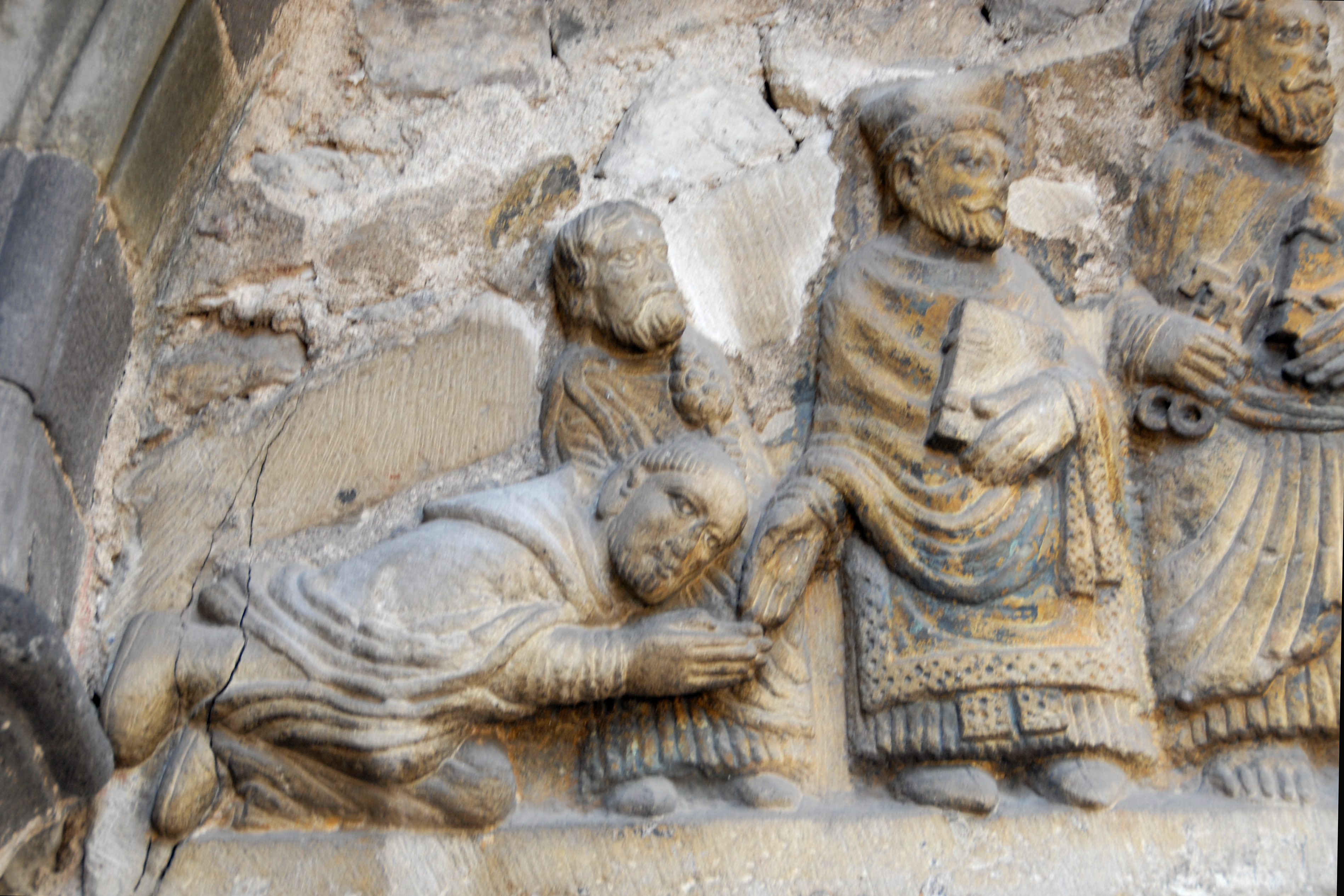
Portalsturz, südl. Querhausarm, links der Mitte

Seine Frontseite ist aufwändig und hochwertig skulptiert, mit Reliefs von zehn Personen, deren Maßstab von innen nach außen abnimmt, der Neigung der Sturzoberkante folgend. Der Bildhauer kam damit einem alten Brauch nach, demzufolge die Maßstabsgröße der Figuren ihrer Bedeutung, oder ihrer Würde entsprach. Die Reliefs zeigen noch Reste einer polychromen Fassung, insbesondere die Goldfarbtöne. Der Sturz wird hintergründig eingerahmt, unten von einem schmalen glatten Band, oben von einem geneigten breiteren Band. Die Figuren stehen mit nackten Füßen auf dem unteren Band, eine fällt darauf demutsvoll auf die Knie. Ihre Körper befinden sich vor der Ebene des oberen Bandes, ihre Häupter überragen es geringfügig mit ihren Nimben.

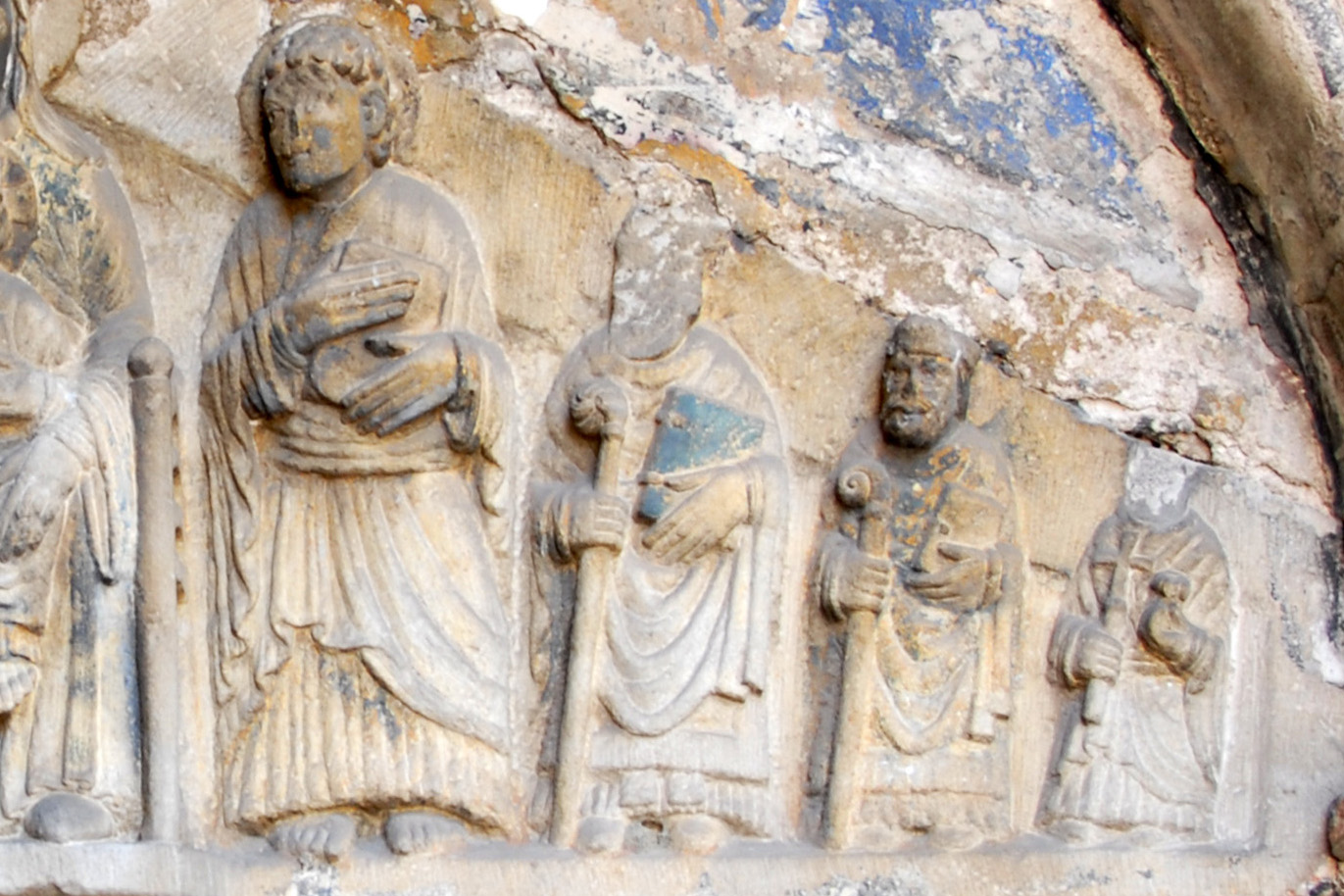
Portalsturz, südl. Querhausarm, rechts der Mitte

Die Mitte dominiert eine thronende Madonna mit nahezu schwarzem Antlitz, die sogar sitzend die anderen Personen überragt. Der Thron ragt mit seinem Sockel und den beiden Lehnen etwas aus dem unteren Band heraus. Das Jesuskind sitzt auf dem Schoß seiner Mutter frontal zum Betrachter und trägt wie sie eine Krone. Es erhebt die rechte Hand zum Segensgruß, mit zwei ausgestreckten Fingern, und drückt eine Tafel, oder ein Buch gegen seine Brust. Beide sind mit Nimben hinter ihren Köpfen gekennzeichnet, das Jesuskind mit einem Kreuznimbus. Beidseitig der Mitte stehen Figuren von Heiligen, an ihren Nimben als solche zu erkennen. Links ist heilige Petrus an den Schlüsseln zu identifizieren, auf der Gegenseite steht der bartlose heilige Johannes, das Buch des Evangeliums mit beiden Händen an die Brust gedrückt. Hinter Petrus folgt vermutlich der heilige Austremonius, der mit seiner Rechten der Jungfrau den betenden den Abt von Mozac empfiehlt, der in demütiger Haltung auf die Knie fällt. Eine vergleichbare demütige Haltung findet man bei der heiligen Fides über dem Portal von Ste-Foy de Conques. Auf gleicher Höhe neben ihm steht ein Heiliger mit einem kleinen Nimbusrest, der in einer Hand eine Art Pinienzapfen trägt. Die nächsten beiden Personen hinter Johannes halten in ihrer Rechten einen Krummstab, in der Linken die heilige Schrift. Die letzte und kleinste Person in dieser Reihe trägt in der Rechten ein Tatzenkreuz auf einem kurzen Stiel. In seiner Linken scheint er eine Blüte an ihrem Stängel empor zu halten. Trotz gewisser Steifheit und Unbeholfenheit einiger Haltungen, zeigt sich der französische Kunsthistoriker Swiechowski von den ausgeprägten Reliefs der Köpfe und von der Skulptur der Augen positiv beeindruckt. Er ordnet den Türsturz derselben Werkstatt zu, die auch das Auferstehungskapitell gestaltet hat.
Der restliche obere Abschnitt des Bogenfeldes war einmal vollständig verputzt und vielfarbig bemalt, von denen nur kümmerliche Reste übrig geblieben sind. Rechts außen findet man noch eine zusammenhängende blau bemalte Putzfläche. Halbrechts ist vielleicht noch ein Engel, mit Nimbus und Flügel zu erahnen, der sich der Mitte zuwendet. Alles andere ist der Zerstörung anheimgefallen.

### Kapitelle
Von ehemals 48 Kapitellen des Langhauses sind immerhin noch 45 in situ erhalten. Die Kapitelle der ehemaligen Vierungspfeiler sind weitgehend im „neuen“ Mauerwerk des 15. Jahrhunderts verschwunden. Auf den acht Säulen des ehemaligen Chorapsis gab es jeweils ein großes allseitig skulptiertes Kapitell. Von denen sind drei großartige Einzelstücke in bestem Erhaltungszustand in der Kirche auf kurzen Säulenstümpfen in Augenhöhe aufgestellt worden, zwei davon im Joch 1 des Mittelschiffs und eines eingangs des Chorraumes.
Liste der Kapitelle von Mozac
Die Lage der Kapitelle sind anhand der Nummerierung in der beigefügten Lageskizze zu entnehmen.
- 1. „Atlanten“
- 2. Auferstehung Jesu
- 3. Männer klettern im Rankenwerk
- 6. Männer

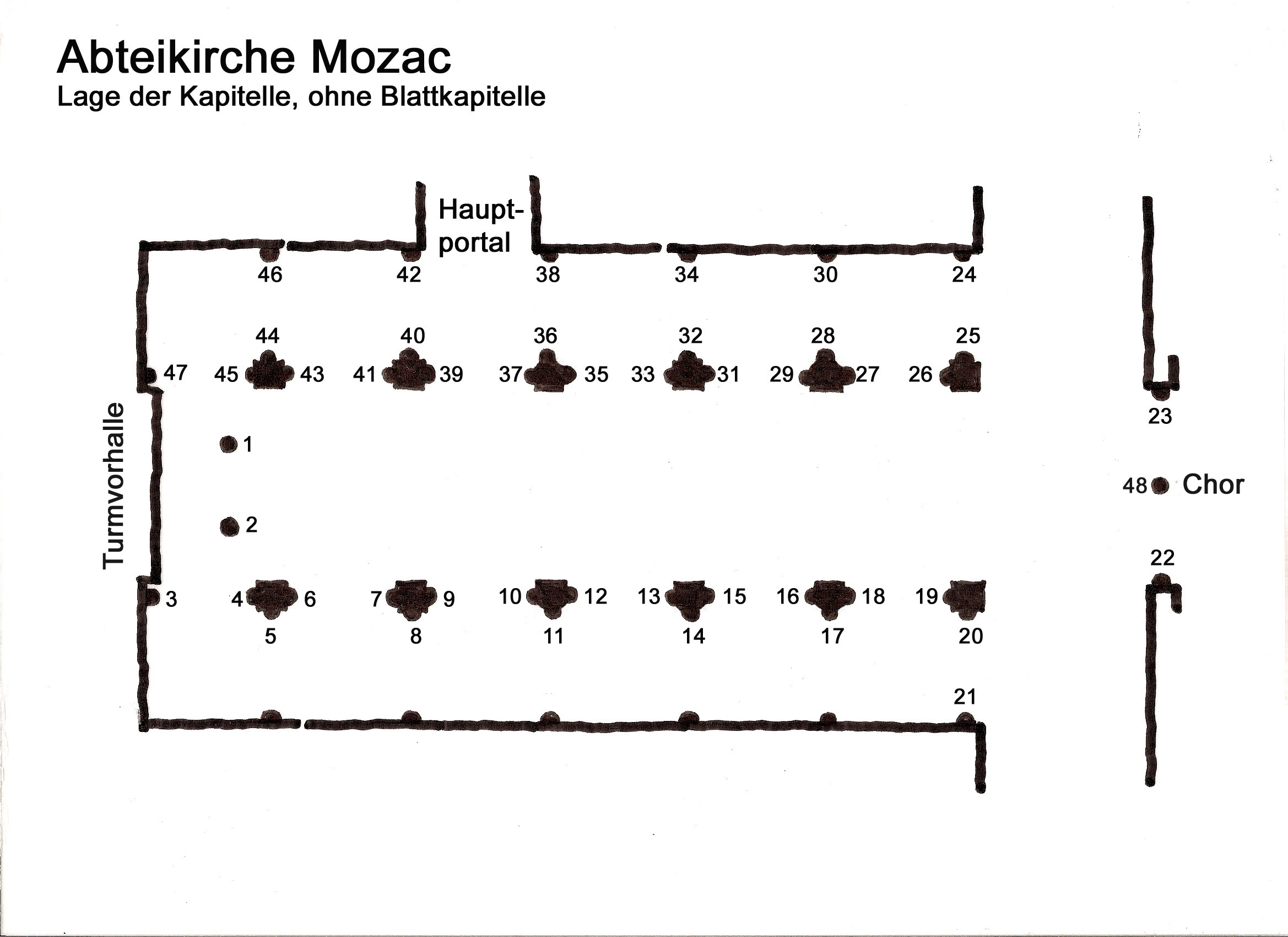
Mozac, Lage der Kapitelle

- 9. Masken in Blattwerk (siehe auch 11 und 42)
- 10. Geflügelte Drachen stehen sich gegenüber (siehe auch 39)
- 11. Drei Masken (siehe auch 9 und 42)
- 12. Kentauren (siehe auch 35)
- 13. Mann und sitzendem Affen
- 14. Dieb im Weingarten, mit Bewacher
- 18. Geschichte von Jonas
- 19. Vögel mit Schwänzen aus Blattwerk (siehe auch 26 und 27)
- 22. Befreiung des heiligen Petrus
- 24. Genien mit Schilden (siehe auch 36)
- 26. Vögel mit Schwänzen aus Blattwerk (siehe auch 19 und 27)
- 29. Greife an einem „Kelch“ (siehe auch 44)
- 30. Nackte Männer, mit einem Knie am Boden
- 33. Männer reiten auf Böcken (siehe auch 43)
- 35. Kentauren (siehe auch 12)

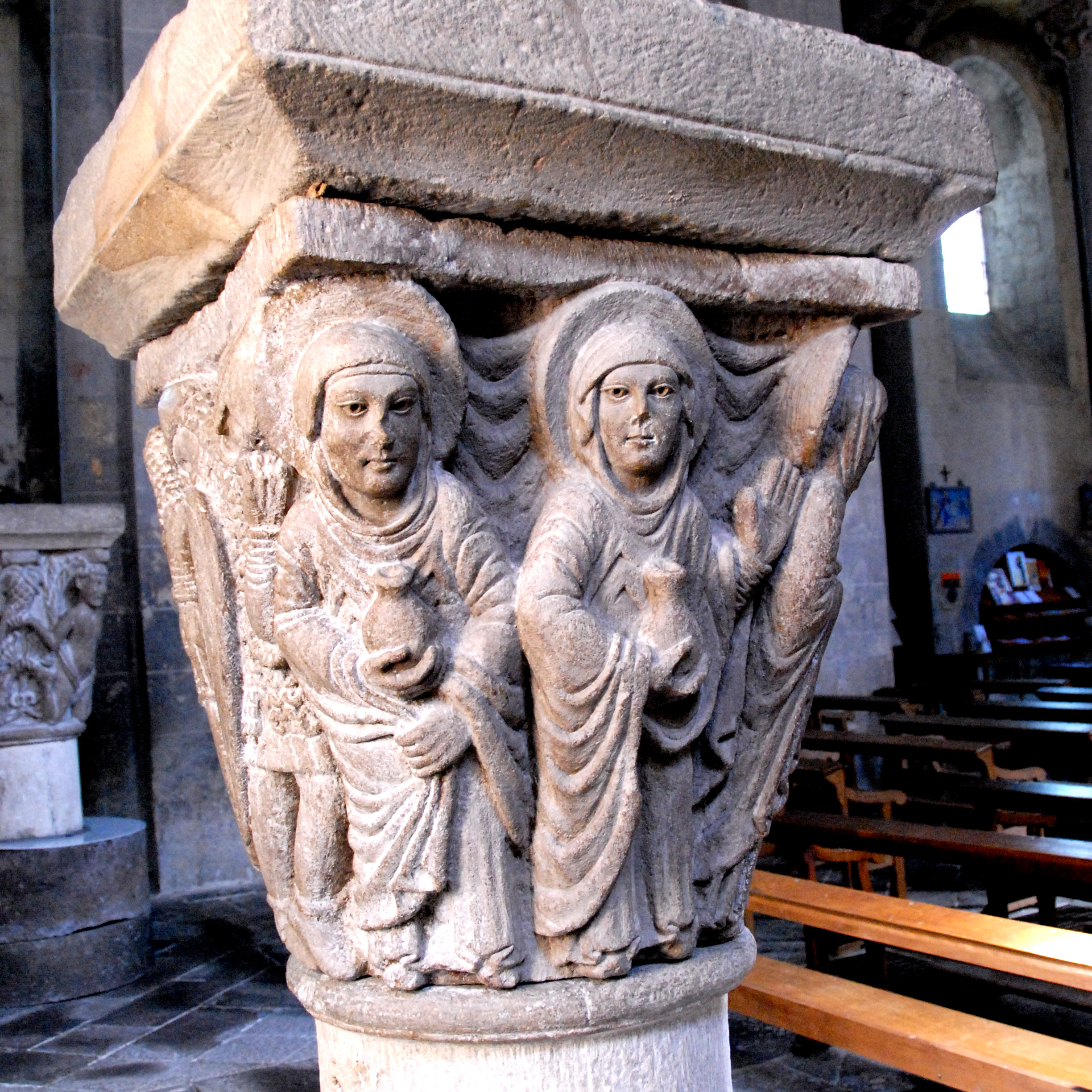
Kapitell 2, Auferstehung, Die heiligen Frauen

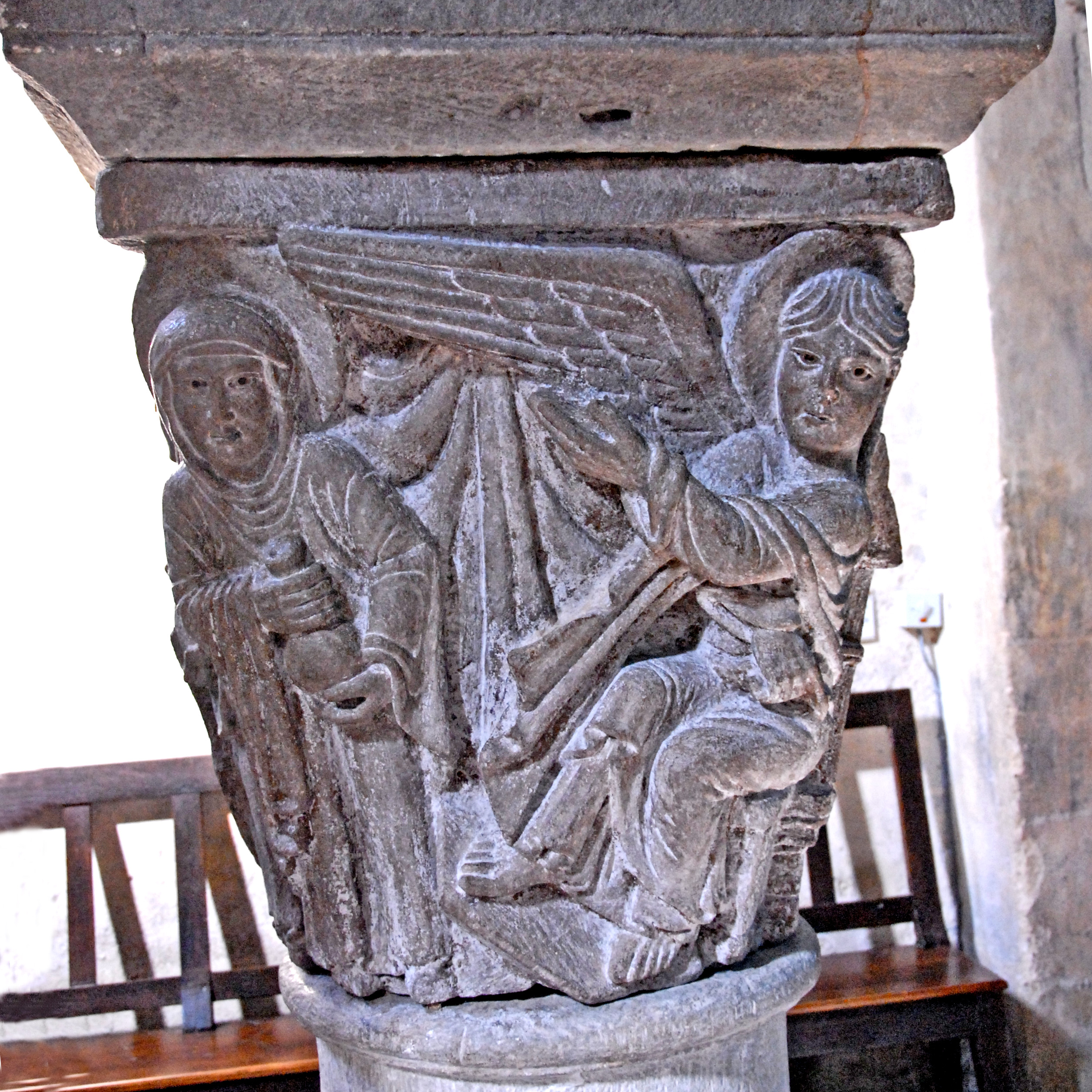
Kapitell 2, Auferstehung, Der Engel

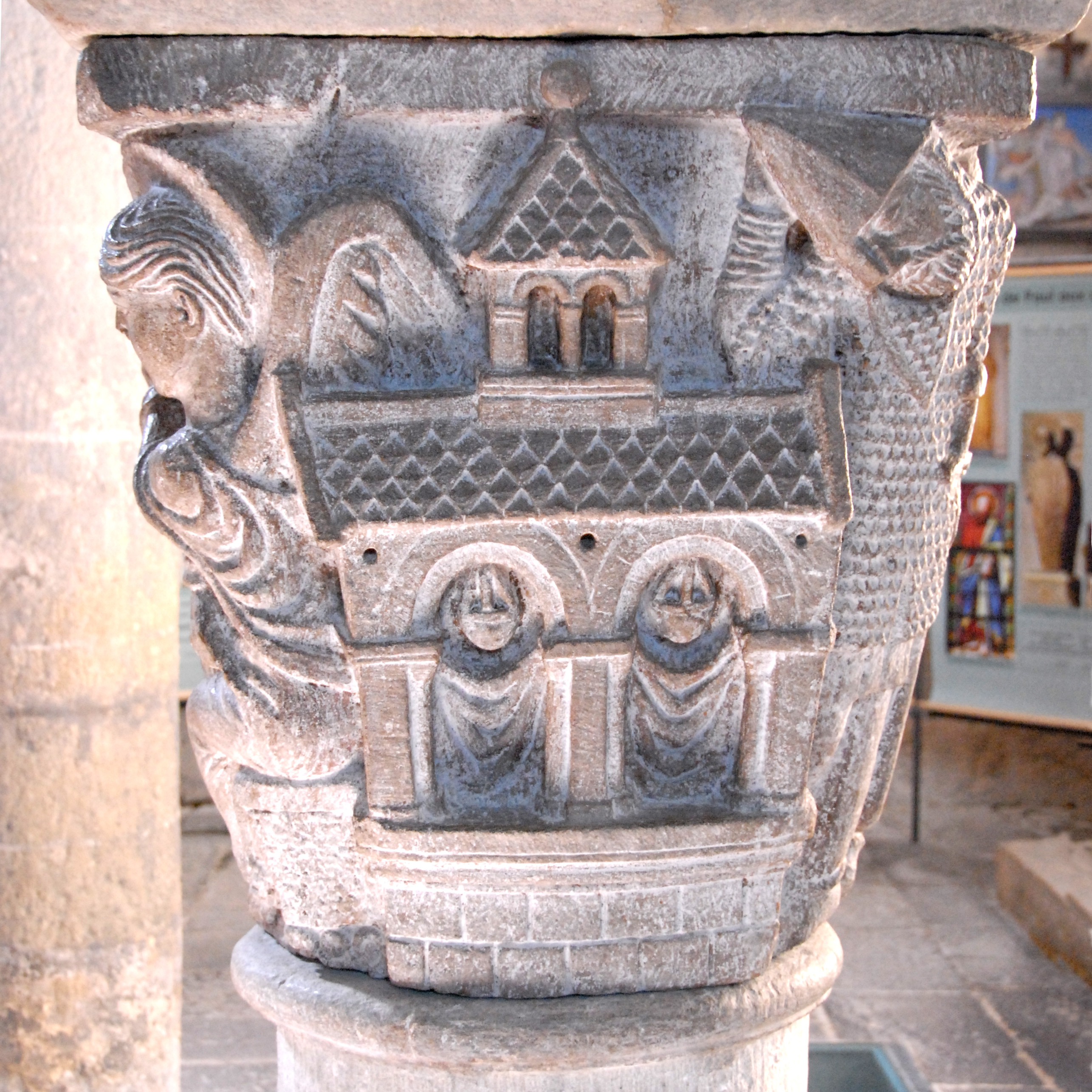
Kapitell 2, Auferstehung „Sarkopheag“

- 36. Genien mit Schilden (siehe auch 24)
- 37. Affe und Gaukler (siehe auch 13)
- 38. Tobias und Samson
- 39. Drachen (siehe auch 10)
- 42. Masken und Akanthusblätter (siehe auch 9 und 11)
- 43. Greife an einem „Kelch“ (siehe auch 29)
- 48. Kapitell der Offenbarung, oder Vier Engel und vier Winde

Blattkapitelle sind nicht erwähnt.

#### Kapitelle des ehemaligen Chors
Kapitell Nr. 2: Die Auferstehung Jesu
Der Meister von Mozac hielt an einer alten Tradition fest, in dem er das Geschehen der Auferstehung nicht direkt, sondern „stellvertretend“ durch die heiligen Frauen darstellt, die am Ostermorgen das Grab besuchten. Die Frauen nähern sich gleichsam einer Prozession in schmerzvoller Trauer und drücken Gefäße mit Spezereien für die Einbalsamierung des Leichnams Jesu an sich. Von einem unwirklich scheinenden Hintergrund einer aufgespannten Draperie mit angedeutetem Faltenwurf, heben sich ihre Gestalten ab. Am leeren Grab sitzt ein Engel. Er verkündet mit ausladender Gebärde die ungeheuerliche Nachricht: „Christus ist nicht mehr hier, er ist auferstanden“. Der großartig gestaltete Sarkophag, an den er sich lehnt, erinnert an eine Kirche, mit Dach, Turm und einem Altarraum mit Lampen. Eine ähnliche Szenerie findet man in Saint-Nectaire
auf den Chorkapitellen Nr. 7 und 8. Die eingeschlafenen Wachsoldaten auf der letzten Kapitellseite ahnen davon nichts.
In der Skulptur der Auvergne wurde eine gallorömische Tradition bei der Darstellung der menschlichen Gestalt gepflegt, die sich stets aus übergroßen Köpfen und kurzen Körpern zusammensetzte. Diese wird hier beim Zug der Frauen vollzogen. Die Frauen besitzen unter ihren langen Gewändern stark verkürzte Beine, ein bewusst angewandter Kunstgriff des Bildhauers, mit Rücksichtnahme auf den Ort der Anbringung, in immerhin fünf Metern Höhe. Deshalb wurden auch die Gesichter vergrößert, auch wenn sie mit größter Sorgfalt komponiert worden sind. Besonders zu bewundern ist diesbezüglich das Gesicht der Maria Magdalena, in der Mitte der Gruppe. Die Bohrung inmitten der Pupillen lassen den Blick besonders lebendig wirken. Die Skulptur der Köpfe hebt sich deutlich vom planen Untergrund der Nimben ab. Mit eindrucksvollen, aber sparsamen Gebärden, vor allem bei Maria Magdalena, wird eine große Zurückhaltung ihrer Ohnmacht und ihre Trauer zum Ausdruck gebracht.
Der jugendliche Engel der Auferstehung mit seinen dunklen Augen wirkt besonders schön. In sitzender Haltung und mit bloßen Füßen auf der Sarkophagplatte empfängt er die Frauen. Sein locker hängender Umhang lässt die Schulter, den gestreckten Arm und die angewinkelten Beine sich deutlich abzeichnen. Hier steht eine besondere Bewegtheit des sitzenden Engels, mit seiner Körperbeugung und seinen Gebärden, dem statisch wirkenden Zug der Frauen gegenüber. Die jugendliche Engelsgestalt in voller Bewegung, symbolisiert schon alleine die ganze Osterfreude. Vollkommen anders stellt sich die gegenüberstehende Seite dar, auf der in humorvoller Art die im Stehen schlafenden Wächter gezeigt werden. Einer ballt sogar seine Fäuste. Die Köpfe mit spitzen Helmen pendeln im Tiefschlaf in verschiedene Richtungen. Sie haben das Bewusstsein verloren.

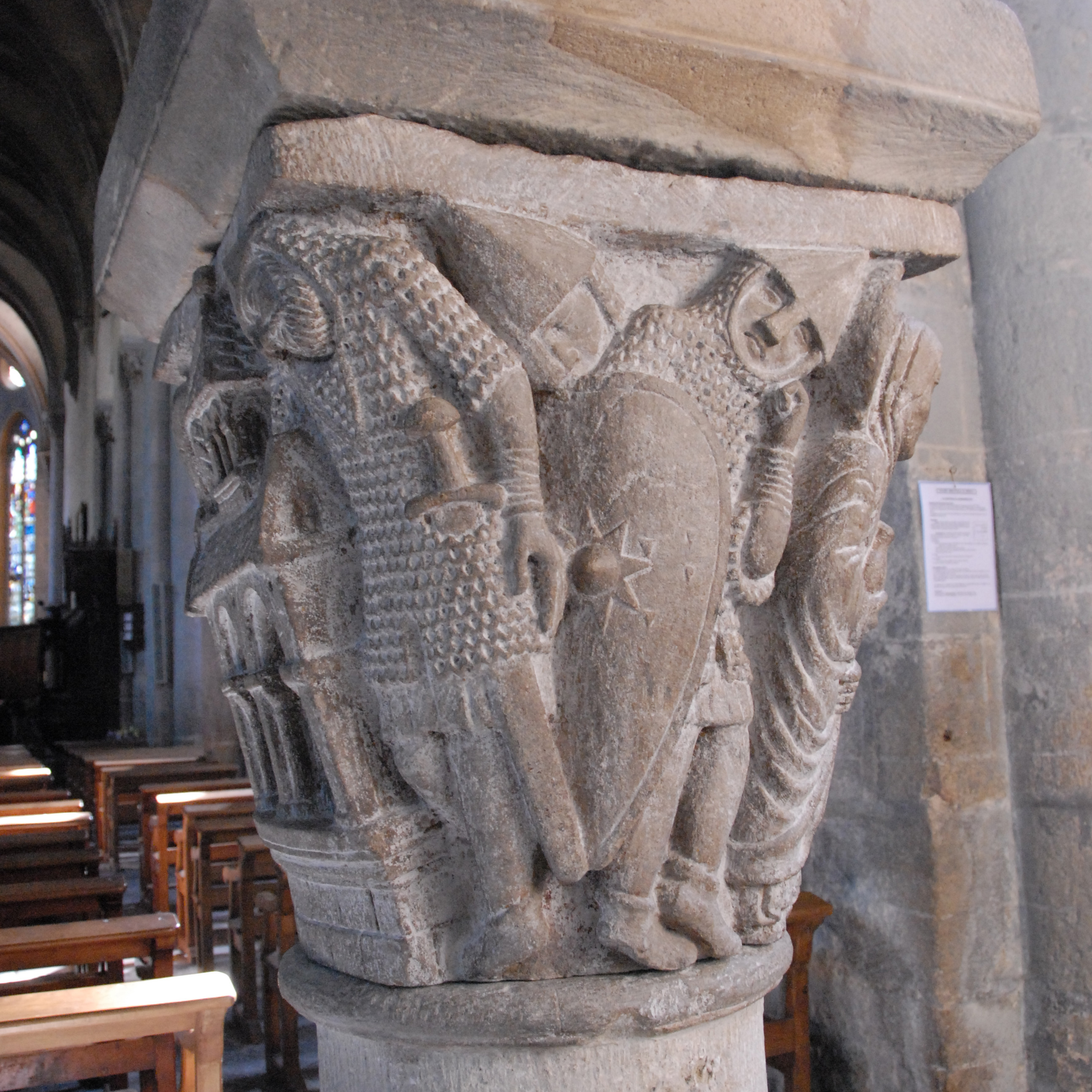
Kapitell 2, Schlafende Wächter

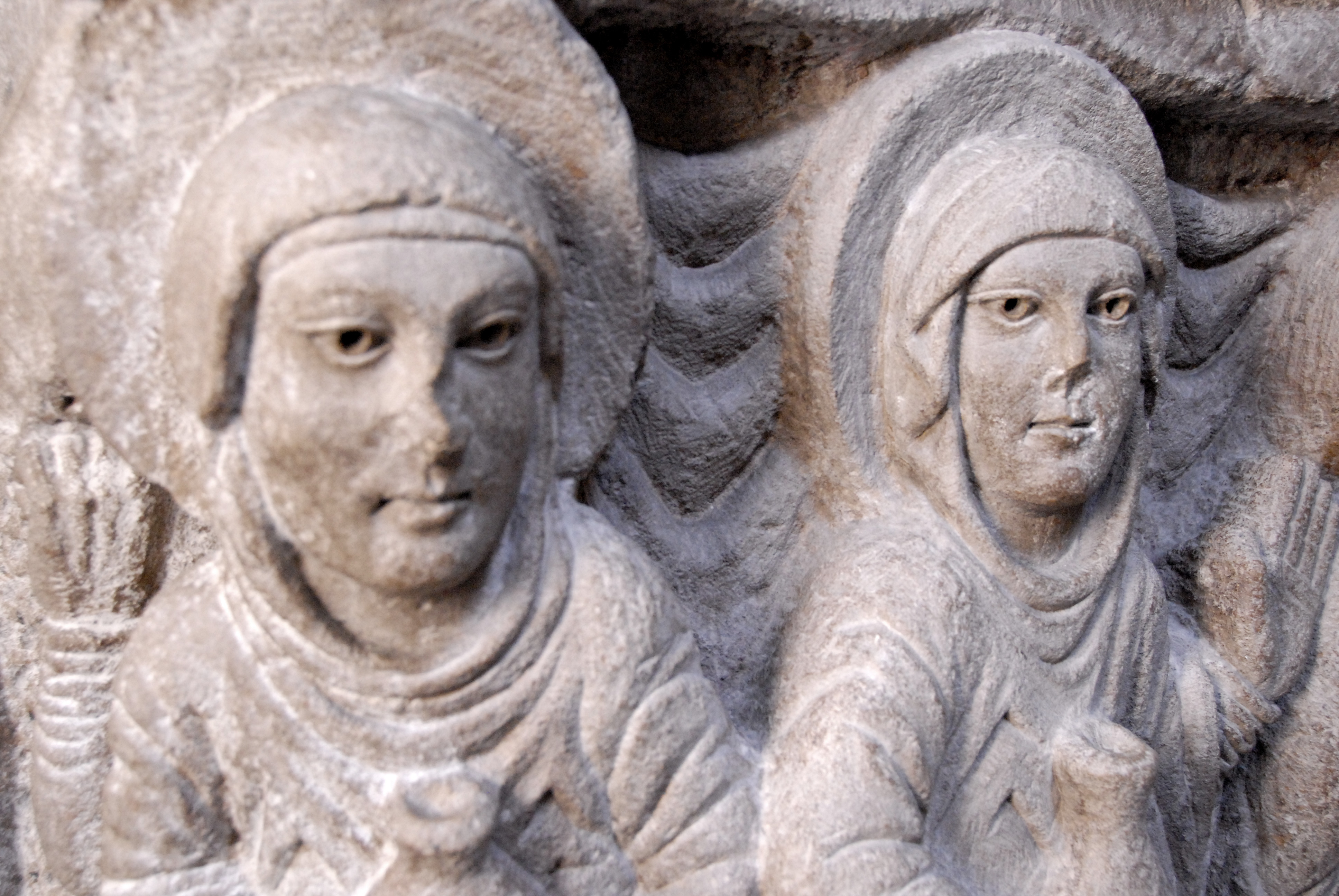
Kapitell 2, Auferstehung, Die Frauen, Detail
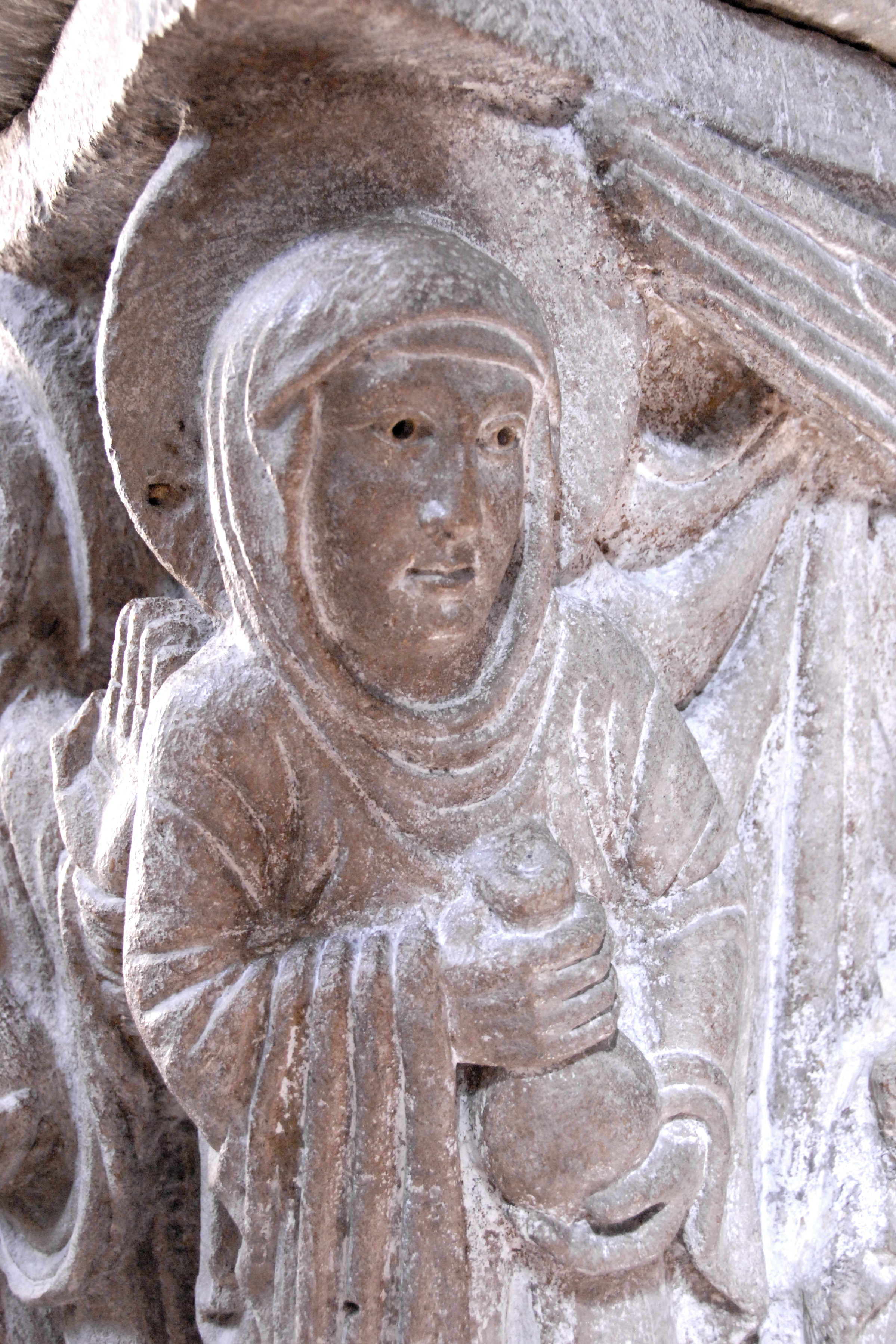
Kapitell 2, Auferstehung, Die Frauen, Detail
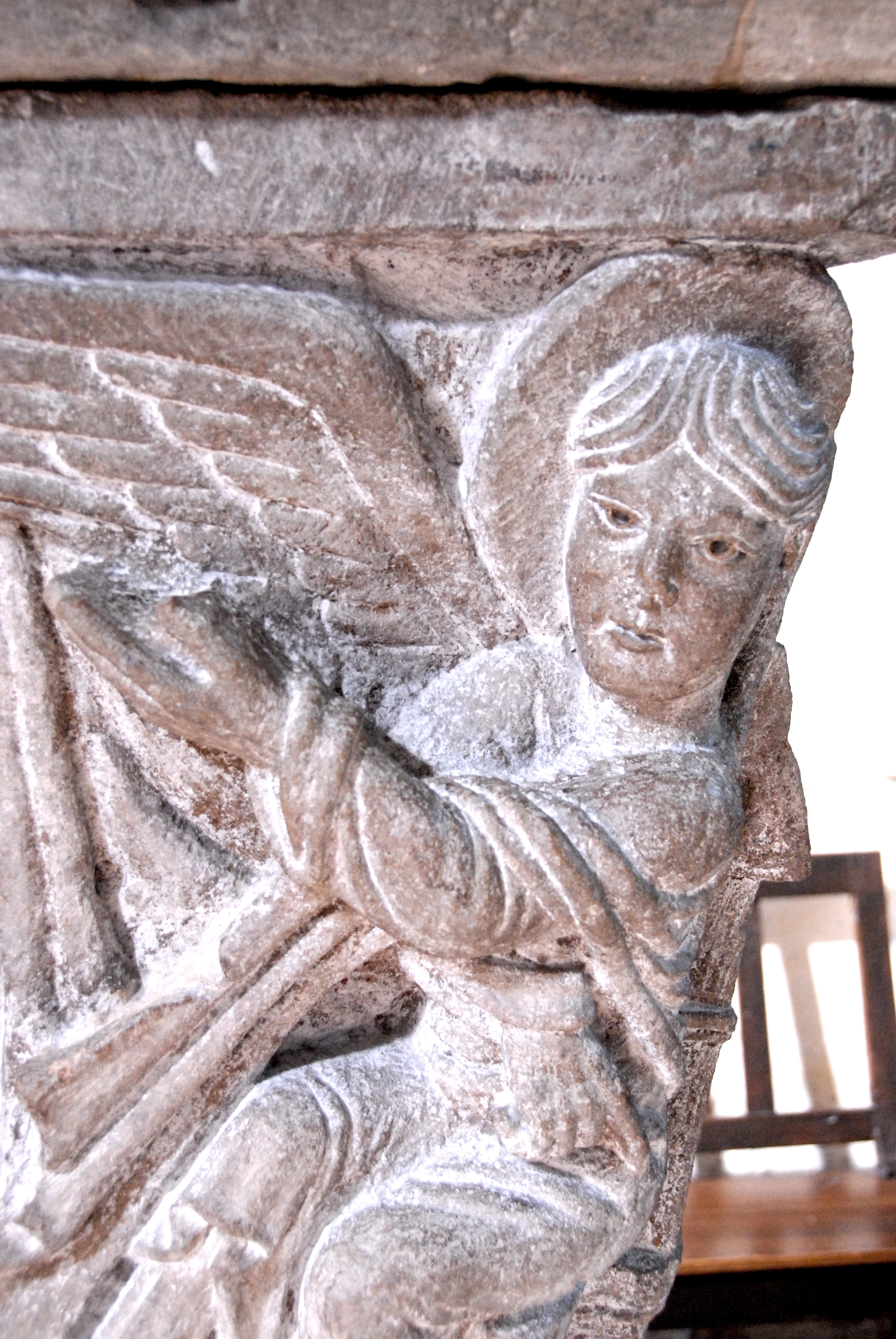
Kapitell 2, Auferstehung, Der Engel, Detail
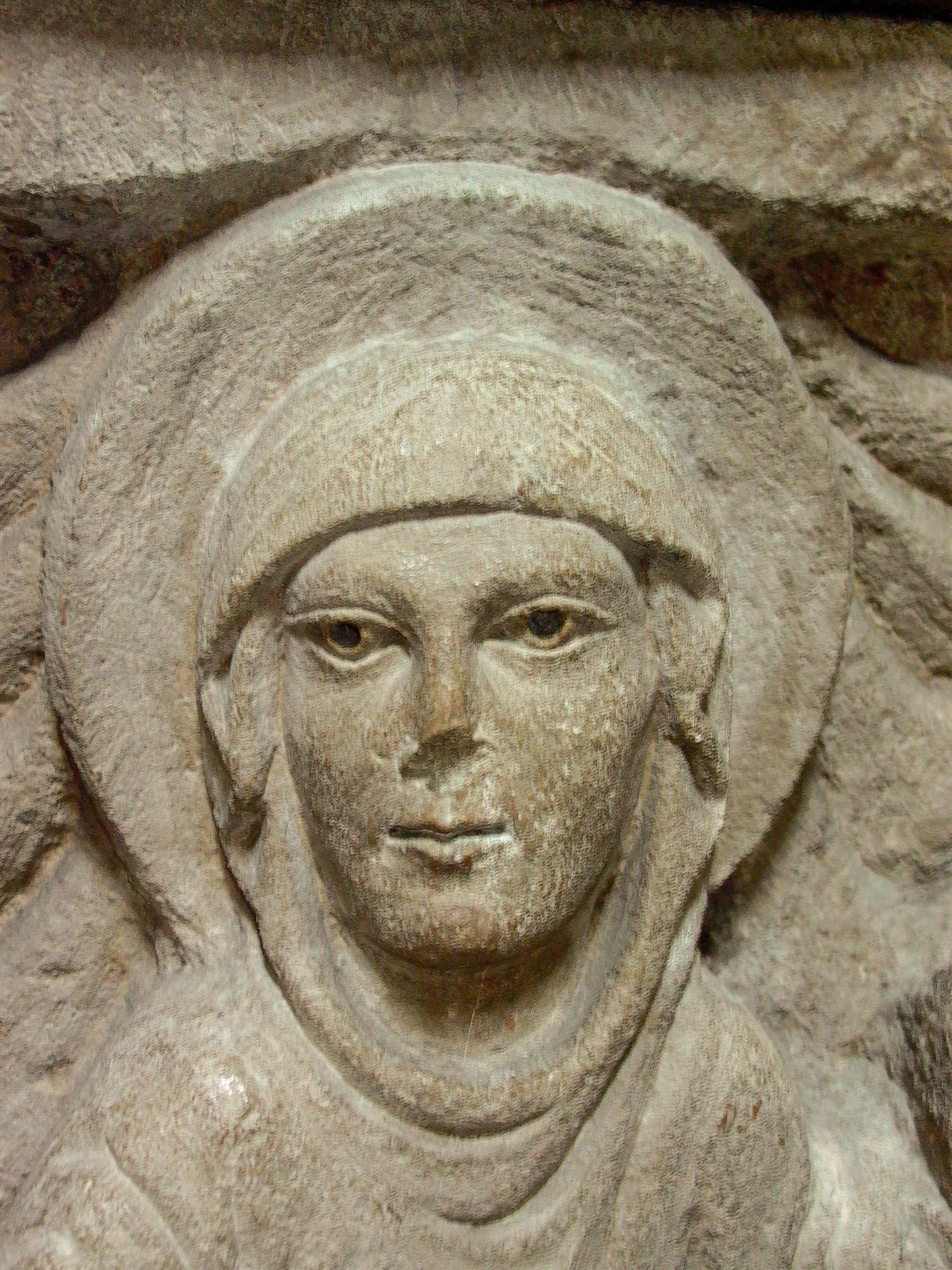
Kapitell 2, Auferstehung, Maria Magdalena (Porträt)

Kapitell Nr. 1„Atlanten“
Der Name „Atlanten“ ist eigentlich unzutreffend, da die Personen gar nichts tragen. Es handelt sich aber um eine großartige künstlerische Komposition. Vier nackte Oberkörper von Männern „stehen“ zentriert auf den Kanten des Kapitells auf ihren Knien, Arme und Unterschenkel aufwärts abgewinkelt, und berühren sich jeweils in Korbmitte. Ihre Skulptur nähert sich der Vollplastik. Schultern und Nacken haben sich vollständig vom Untergrund gelöst. Man verspürt in Körperbau und Gestalt ein Streben nach einer naturnahen Skulptur. Die Gebärden und Gesichter sind je nach Seite unterschiedlich geformt. Die Hände greifen nach Pinienzapfen und bilden eine Girlande, die sich um das ganze Kapitell herumzieht.

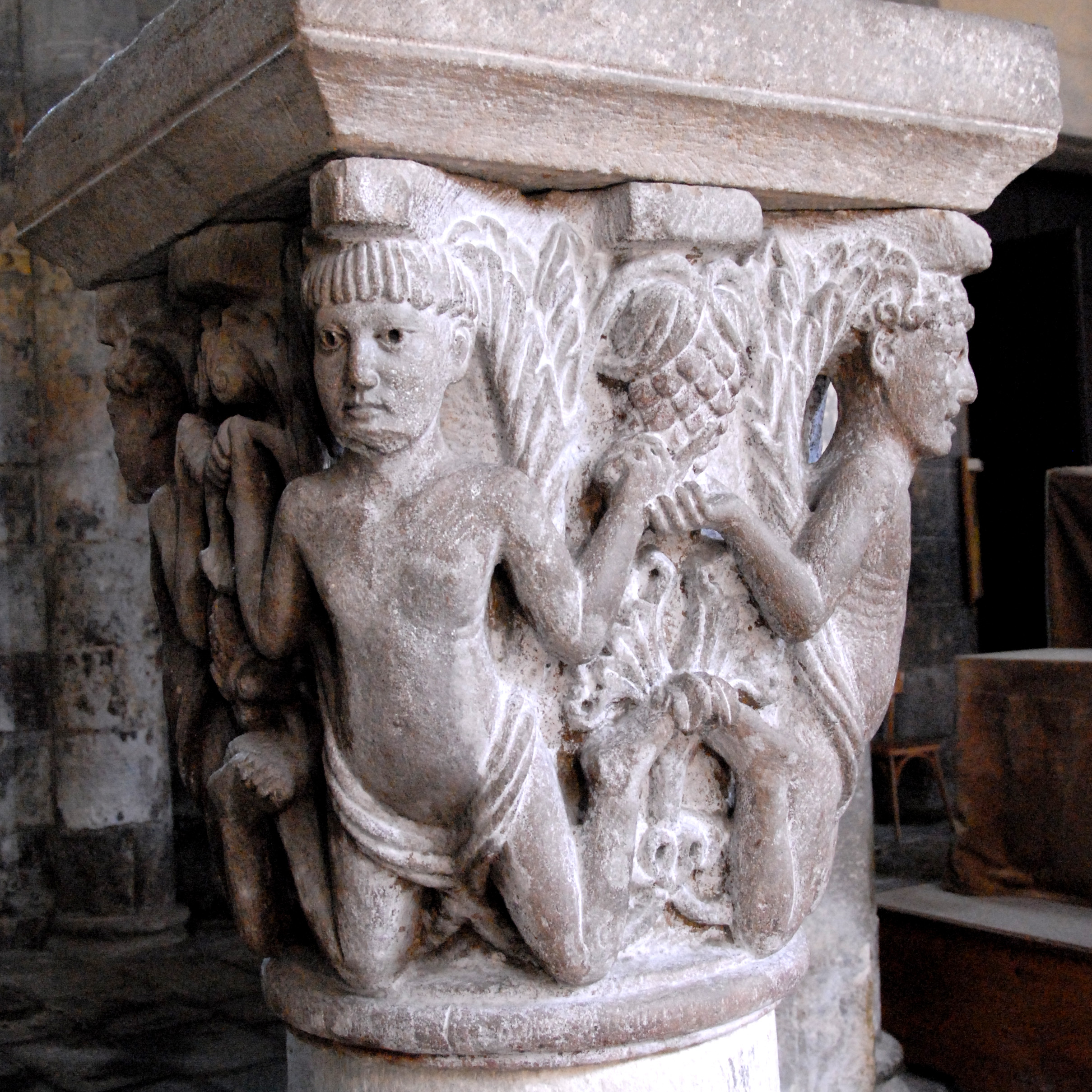
Kapitell 1, Atlanten
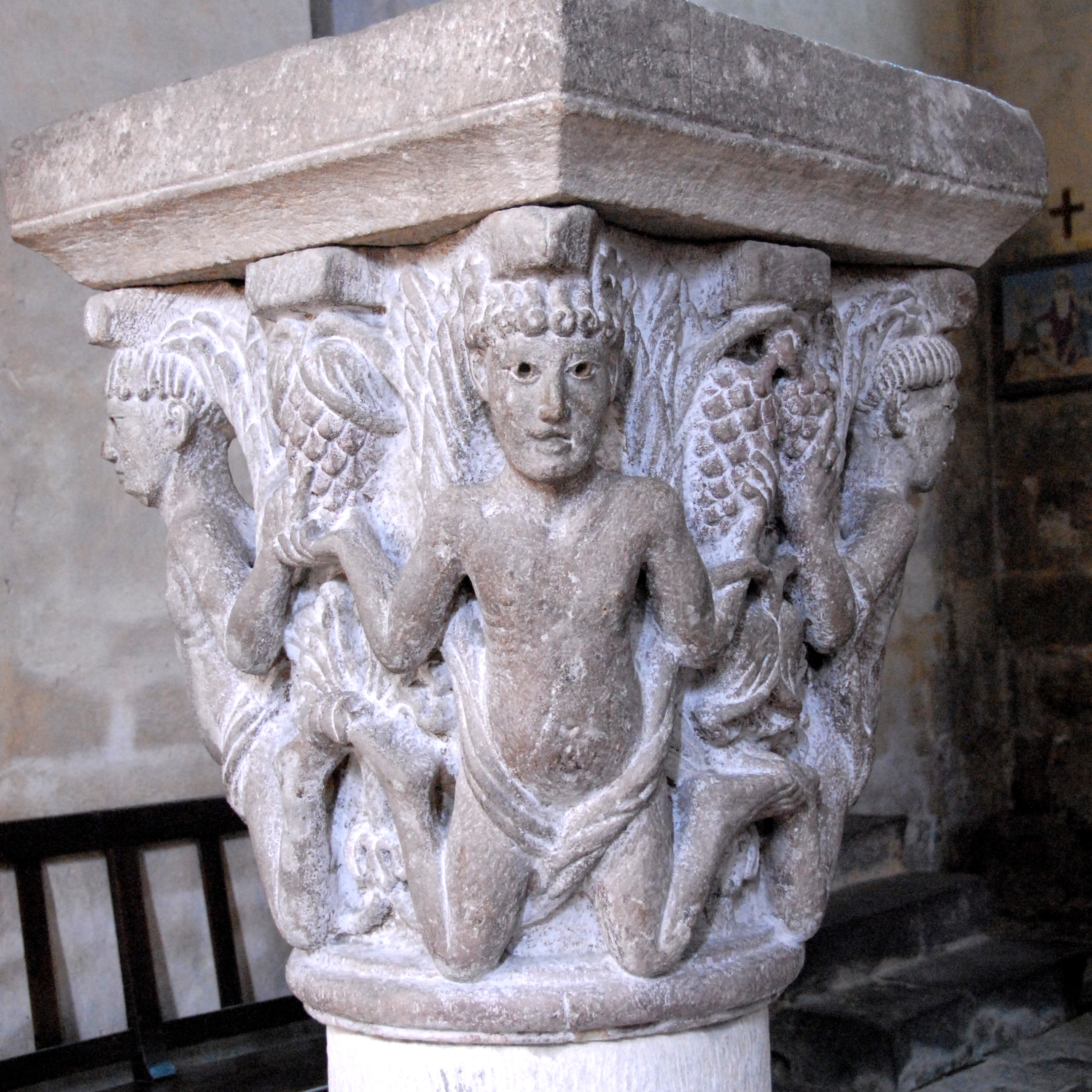
Kapitell 1, Atlanten
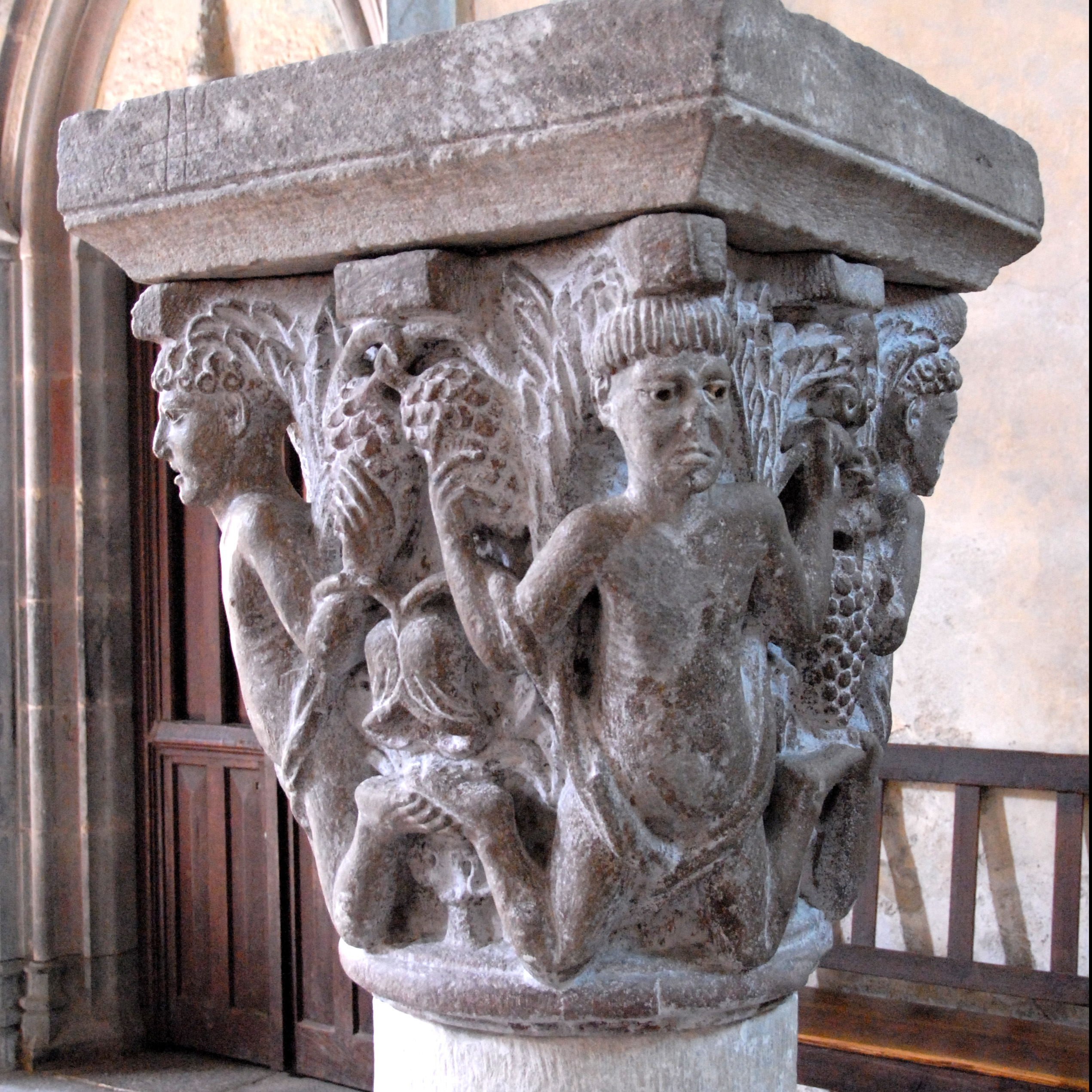
Kapitell 1, Atlanten
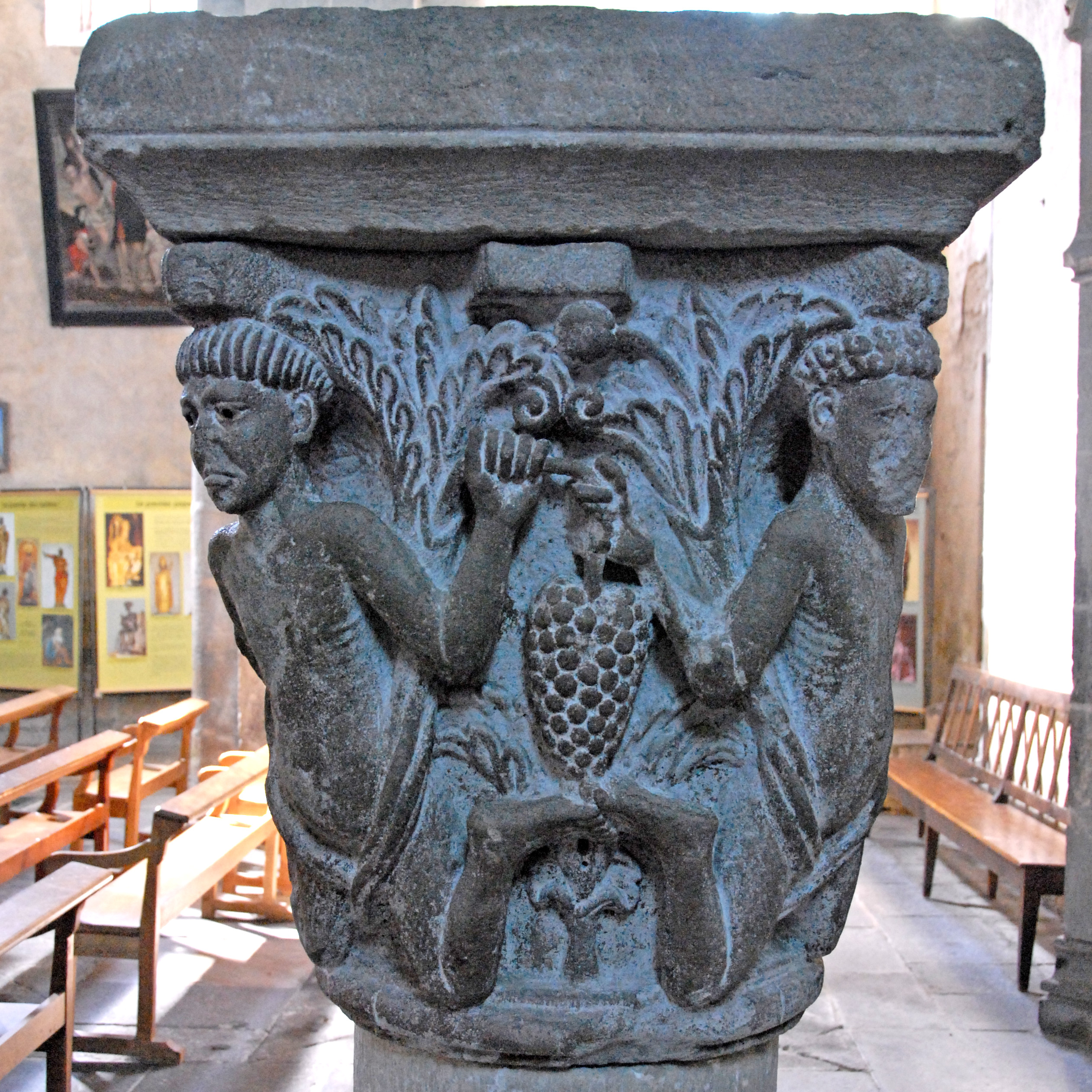
Kapitell 1, Atlanten

Kapitell Nr. 48„Kapitell der Offenbarung“ oder „Vier Engel und vier Winde“
Auf den Kapitellkanten stehen Engel mit leicht abgewinkelten Beinen und ausgebreiteten Flügeln, dem Betrachter zugewandt. Zwischen ihnen hocken teils nackte bartlose Männer mit überkreuzten Beinen und teilweise geöffneten Mündern, etwas zu den links stehenden Engeln gewandt. Die Engel versuchen mit ihrer Linken deren Mund zu schließen, in dem sie Oberkiefer und Kinn umschließen. Einer der Männer hält dabei ein Blashorn in den Mund. Die anderen tragen je ein Blashorn vor der Brust. Die Engel tragen in ihrer Rechten auch je ein solches. Das Kapitell wurde im September 1983 in der Südwand des Chors gefunden.
Diese Ikonographie ist wohl einzigartig in der des christlichen Abendlandes. In Kapitel 7 Vers 1 der Offenbarung des heiligen Johannes verhindern vier Engel, dass aus den vier Himmelsrichtungen der Erde vier Winde blasen.

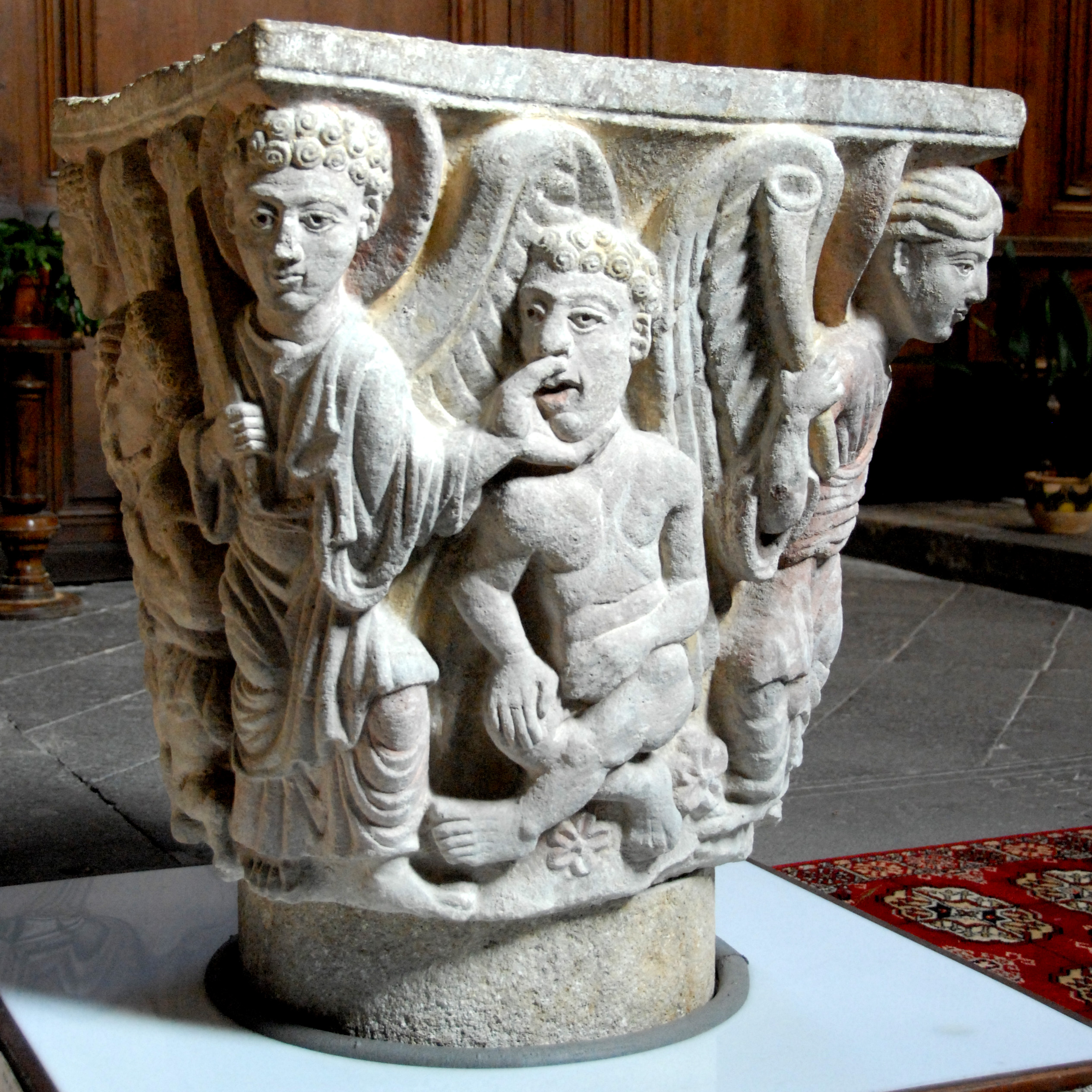
Kapitell 48, Offenbarungskapitell
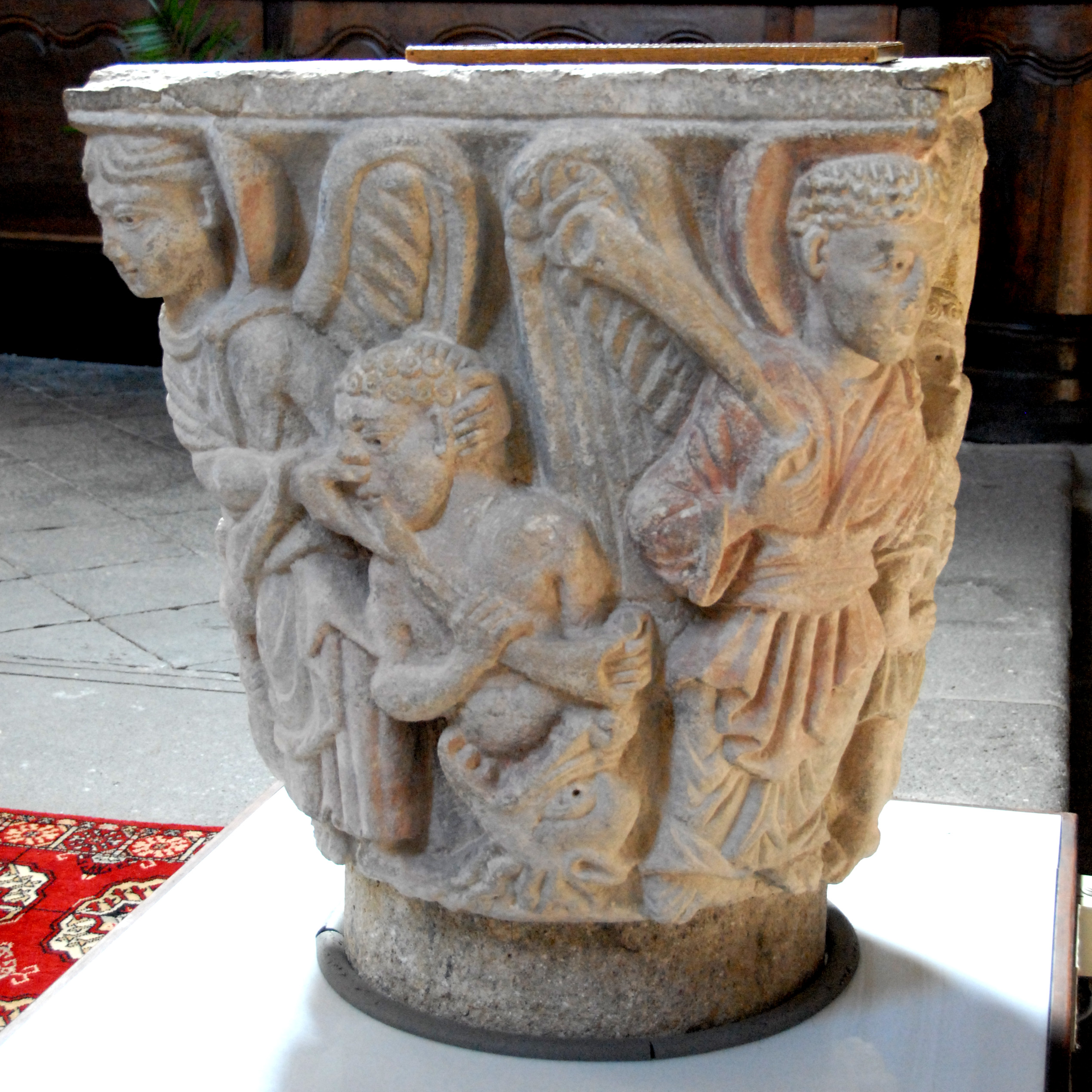
Kapitell 48, Offenbarungskapitell
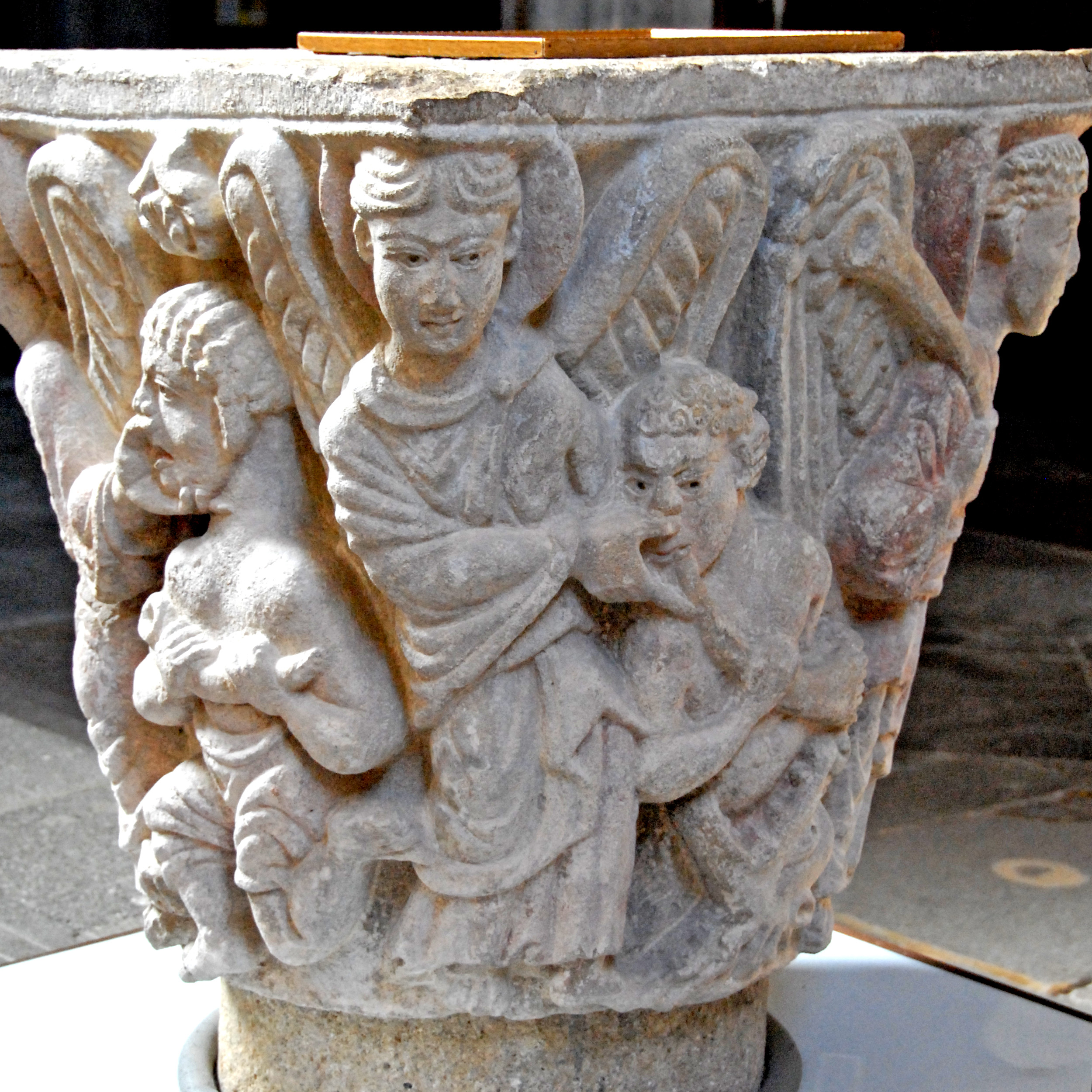
Kapitell 48, Offenbarungskapitell
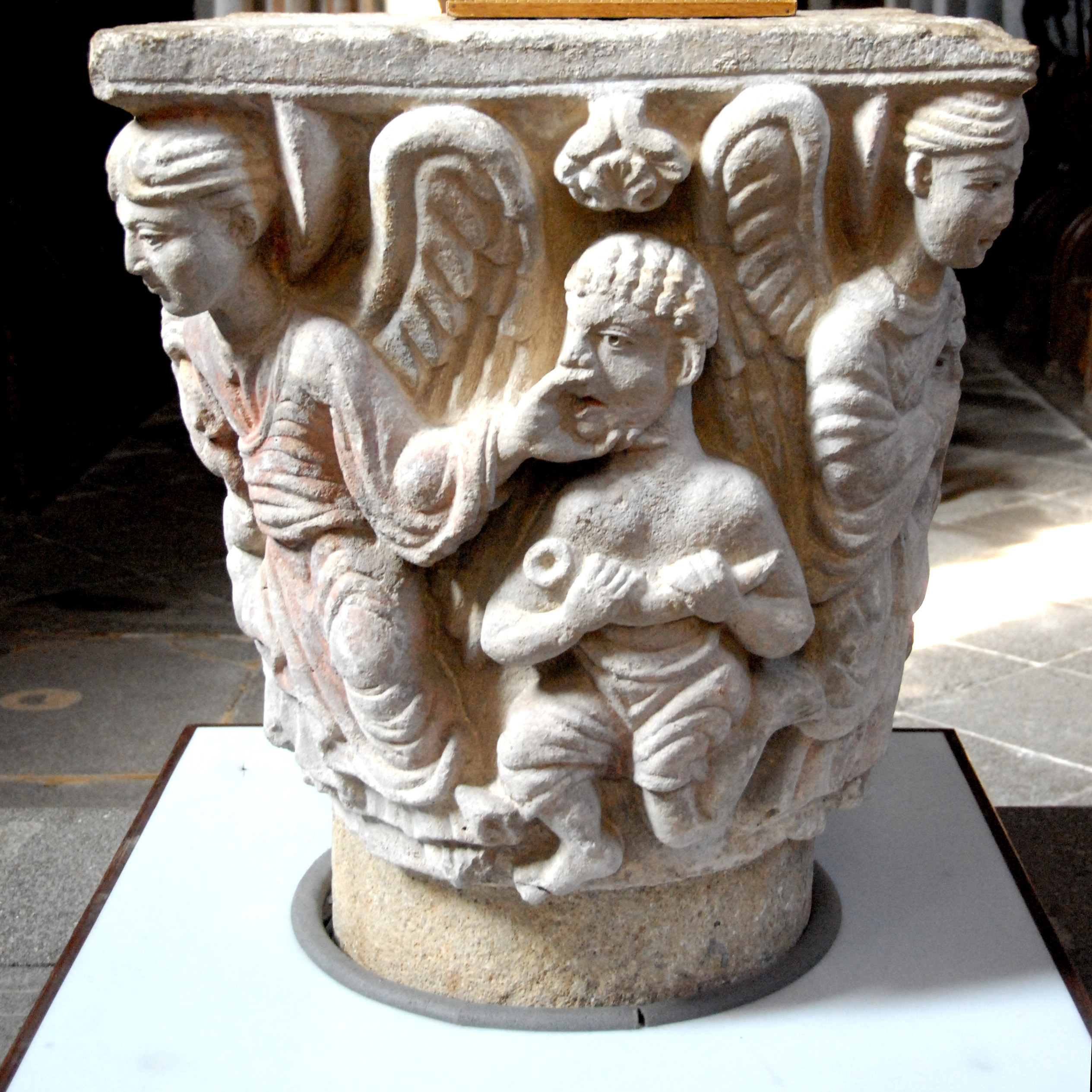
Kapitell 48, Offenbarungskapitell

#### Kapitelle des Langhauses
Ihre große Einheitlichkeit in Stil, Skulptur, und künstlerischem Wert lässt auf denselben Bildhauer schließen. Das setzt allerdings einen ungewöhnlich rasche Ausführung und einen außerordentlichen Gestaltungsreichtum voraus, ganz im Gegenteil von Brioude, wo sich auf etlichen Kapitellen die Handschrift oder der Einfluss der Werkstatt von Mozac abzeichnet.
Die Kapitelle von Mozac unterscheiden sich von den anderen auvergnatischer Skulptur nicht durch besondere thematische Originalität. Ihre Motive stammen aus demselben Bestand, der auf die Antike zurückgeht, mit seinen Kentauren, Siegesgöttinnen, Greifen, Pseudoatlanten, sich gegenüberstehenden Drachen, und Masken inmitten von Blattwerk. Häufig trifft man auf das in der Auvergne weit verbreitete Motiv des Schaustellers mit einem Affen.
Die Skulptur der Langhauskapitelle besitzt nicht zuletzt dadurch seinen Rang, dass dort ein ausgeprägter Sinn für ornamentale Komposition entwickelt worden ist. Die Körbe der Kapitelle sind nicht überladen. Zwei Chimären mit gewundenen Leibern und steifen Flügeln reichen aus, um ein Kapitell zu füllen (Nr. 10). Ihre klaren Umrisse werden durch das auf nahezu alle Kapitelle sanft einfallende Seitenlicht unterstrichen. In der Bildgestaltung wird eine stets lebendige, Symmetrie sichtbar, teils streng, aber auch aufgelockert, so etwa auf dem Kapitell Nr. 33 mit den Böcken, die sich Kopf an Kopf gegenüberstehen. Ein erstaunliches Zusammenwirken zwischen Tier- und Pflanzenwelt schafft eine poetische Sphäre, so etwa eine Krone aus Akanthusblättern, die sich anmutig um den Schaftring eines Kapitells winden, oder es sitzen Schausteller und Affe gemeinsam auf einem Blatt (Nr. 13 und 37). Immer wieder schmücken Fruchtstände und Blätter die Mitte der Körbe, wie auf den Kapitellen (Nr. 12 und 35) mit Kentauren. In fast allen Fällen enden die Schwänze der Tiere, sei es Bock, Kentaur oder Greif, in aufgefächertem Blattwerk. Selbst die Bärte der sich gegenüberstehenden Böcke sind als Akanthusblätter dargestellt. Die diesbezüglich schönsten Kapitelle sind die, mit den Nummern 19, 26 und 27, auf denen einfallsreich abgewandelt Vögel mit Schwänzen aus Blättern dargestellt sind, an sich windenden Ranken mit prachtvollen Blumen und Früchten bestückt, nach denen sie picken.
Nicht zu finden sind auf den Kapitellkanten menschliche Köpfe, mit unbewegtem Ausdruck, wie sie für die Gestaltung des Bildhauers Rotbertus in Notre-Dame du Port typisch sind. Im Langhaus von Mozac waren die Bildhauer darauf bedacht, die menschlichen Proportionen möglichst wirklichkeitsgetreu wiederzugeben. Diesem Umstand entsprechend findet man dort keine stehend dargestellten Figuren, sondern nur sitzende, kniende, auf Böcken oder gar Fischen reitende (Nr. 38), und selbst kriechende Gestalten, wie etwa der Dieb im Weinberg (Nr. 14). Nahezu immer sind es junge bartlose Gesichter, die durchweg vollplastisch gearbeitet worden sind. Arme und Beine lösen sich manchmal vom Untergrund.

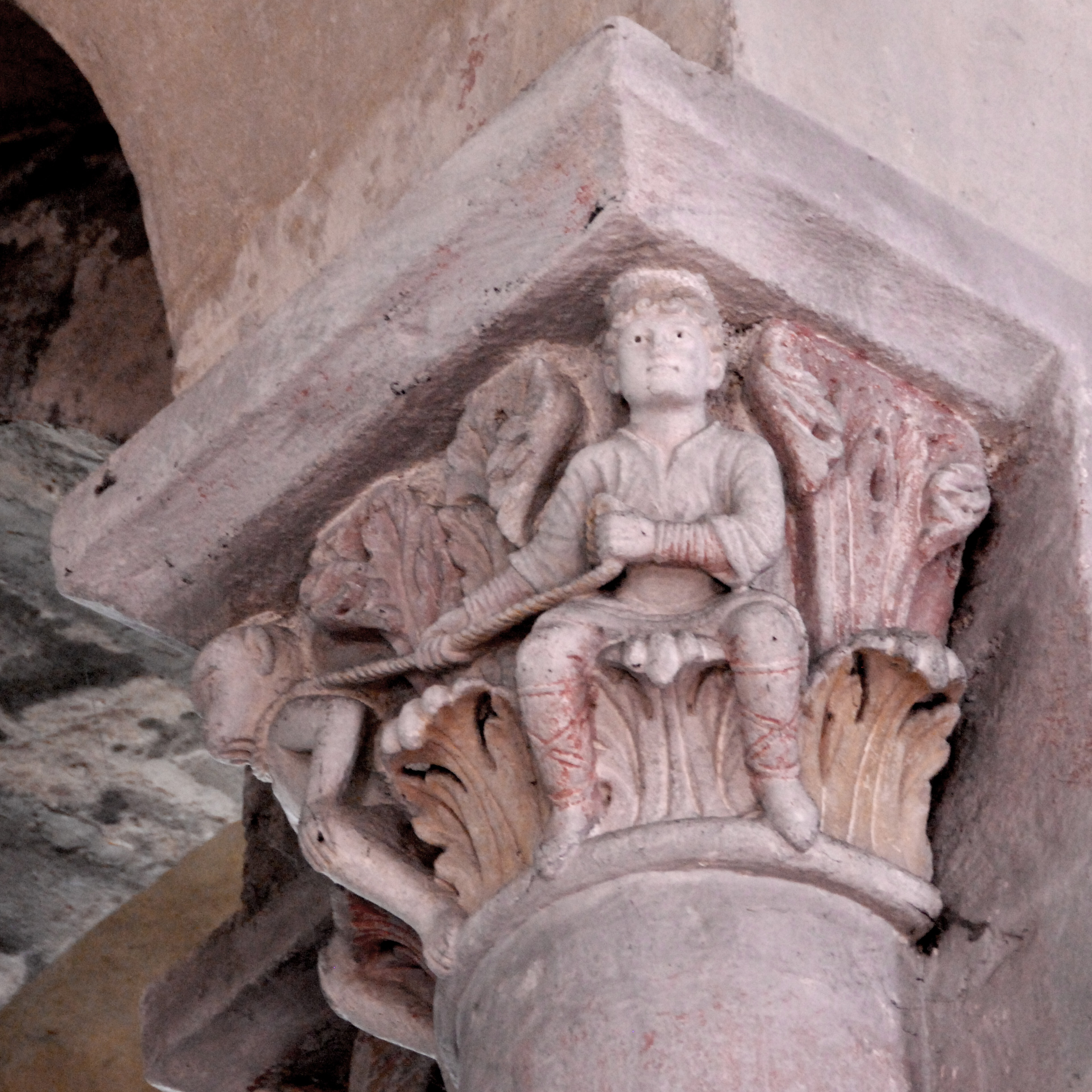
Kapitell 13(auch 37), Gaukler mit einem Affen
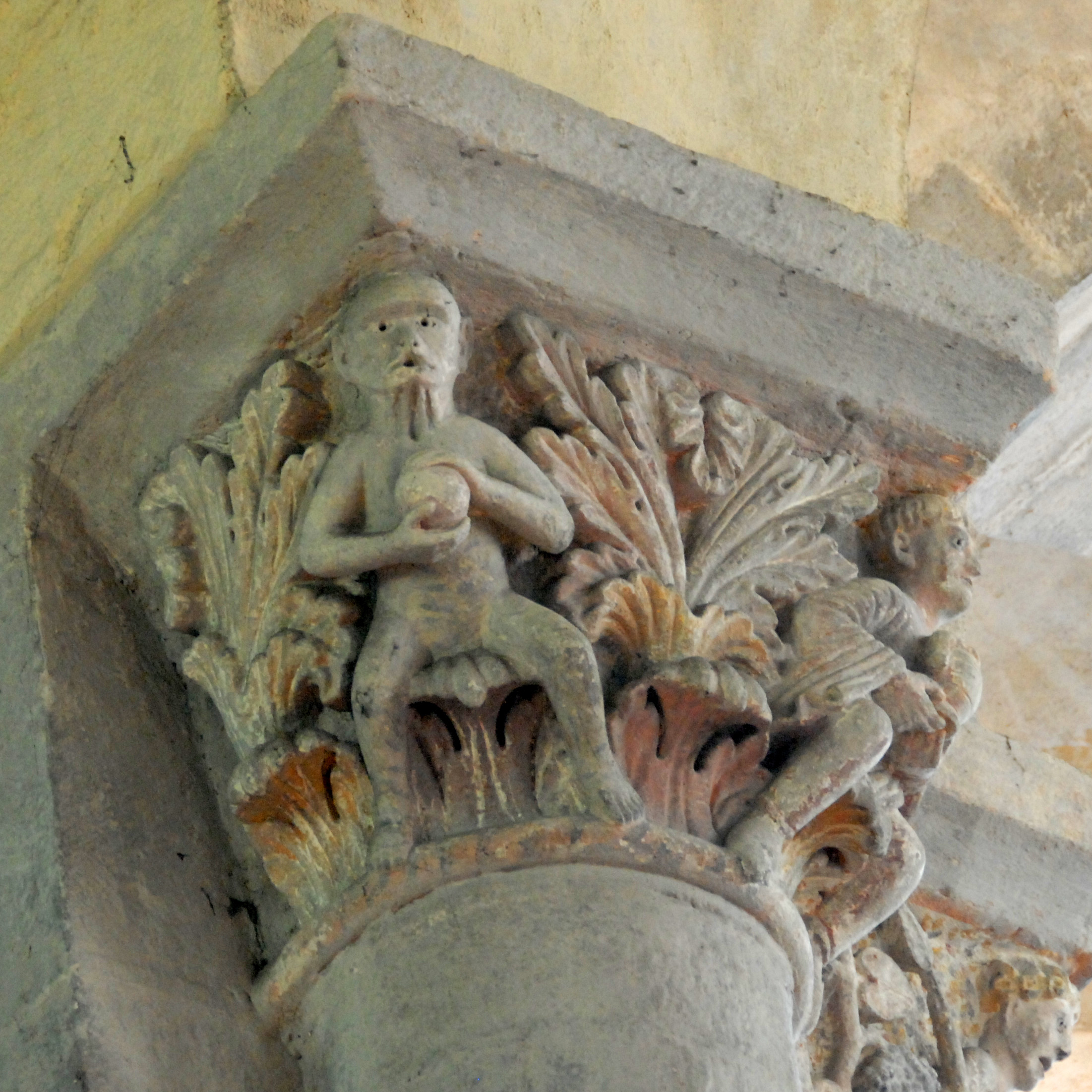
Kapitell 37(auch 13), Gaukler mit Gefäßund einem Affen (mit Kugel)
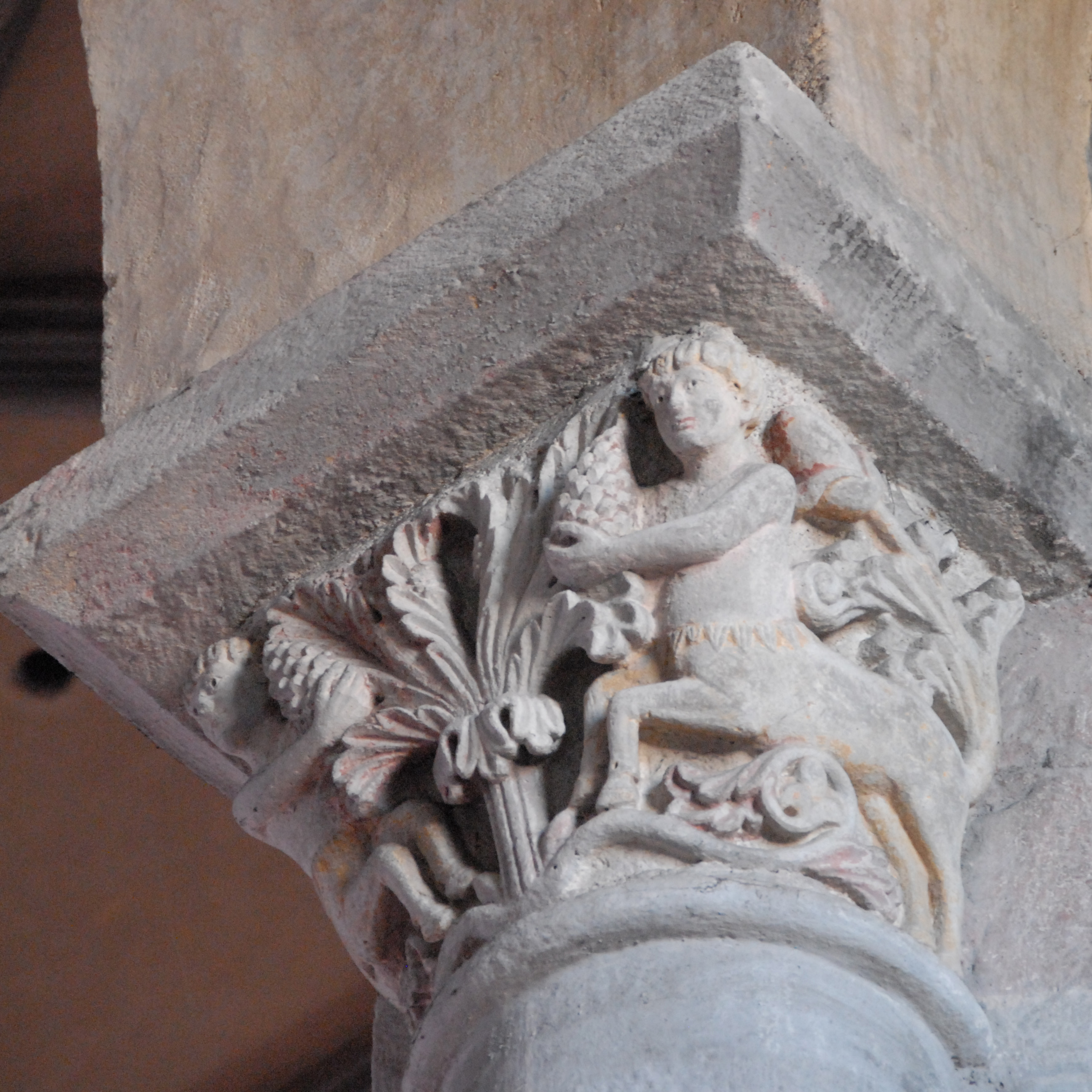
Kapitell 12(auch 35), Kentauren ernten Früchte
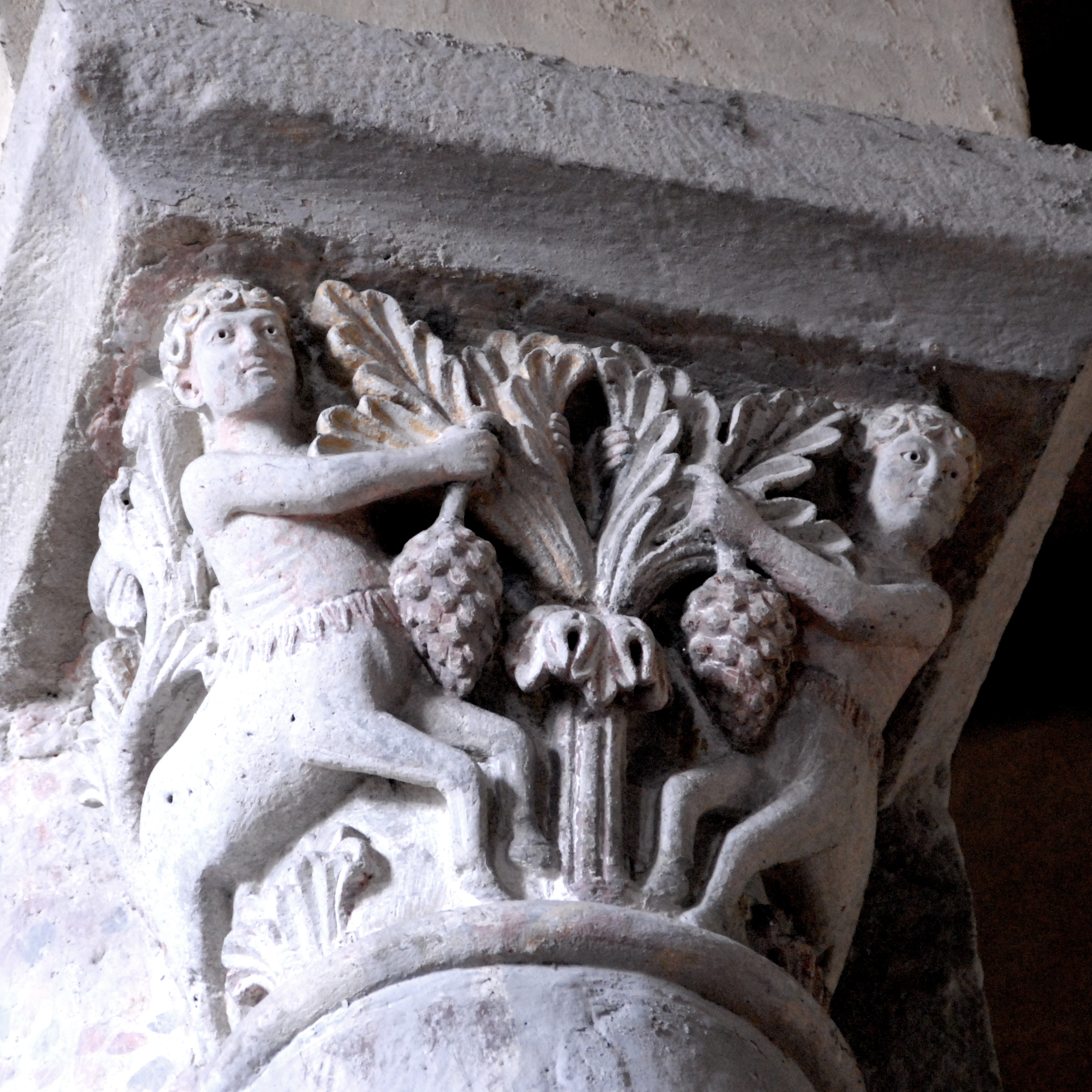
Kapitell 35(auch 12), Kentauren ernten Früchte
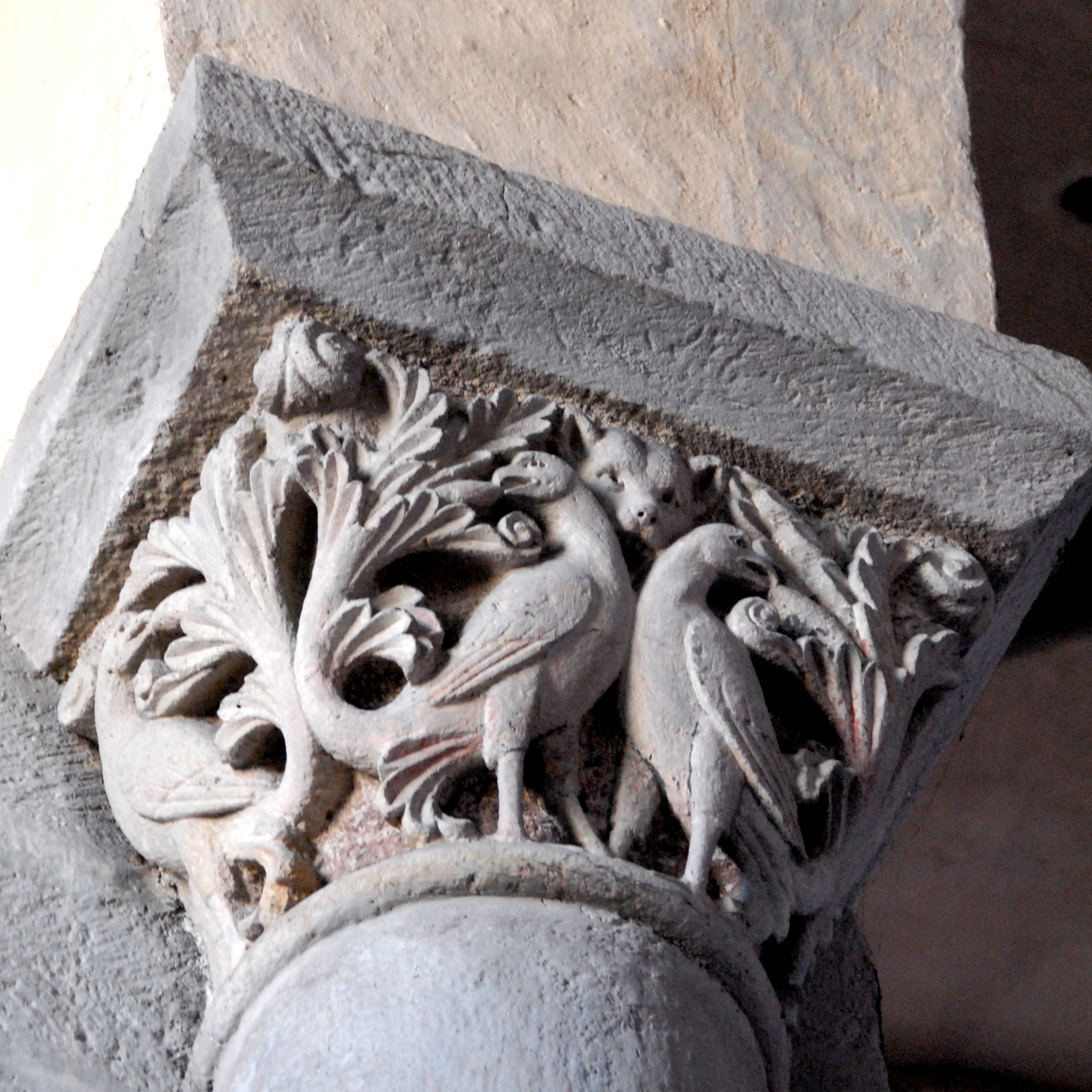
Kapitell 26(auch 19, 27), Vögel mit Schwänzen aus Blattwerk, und Masken
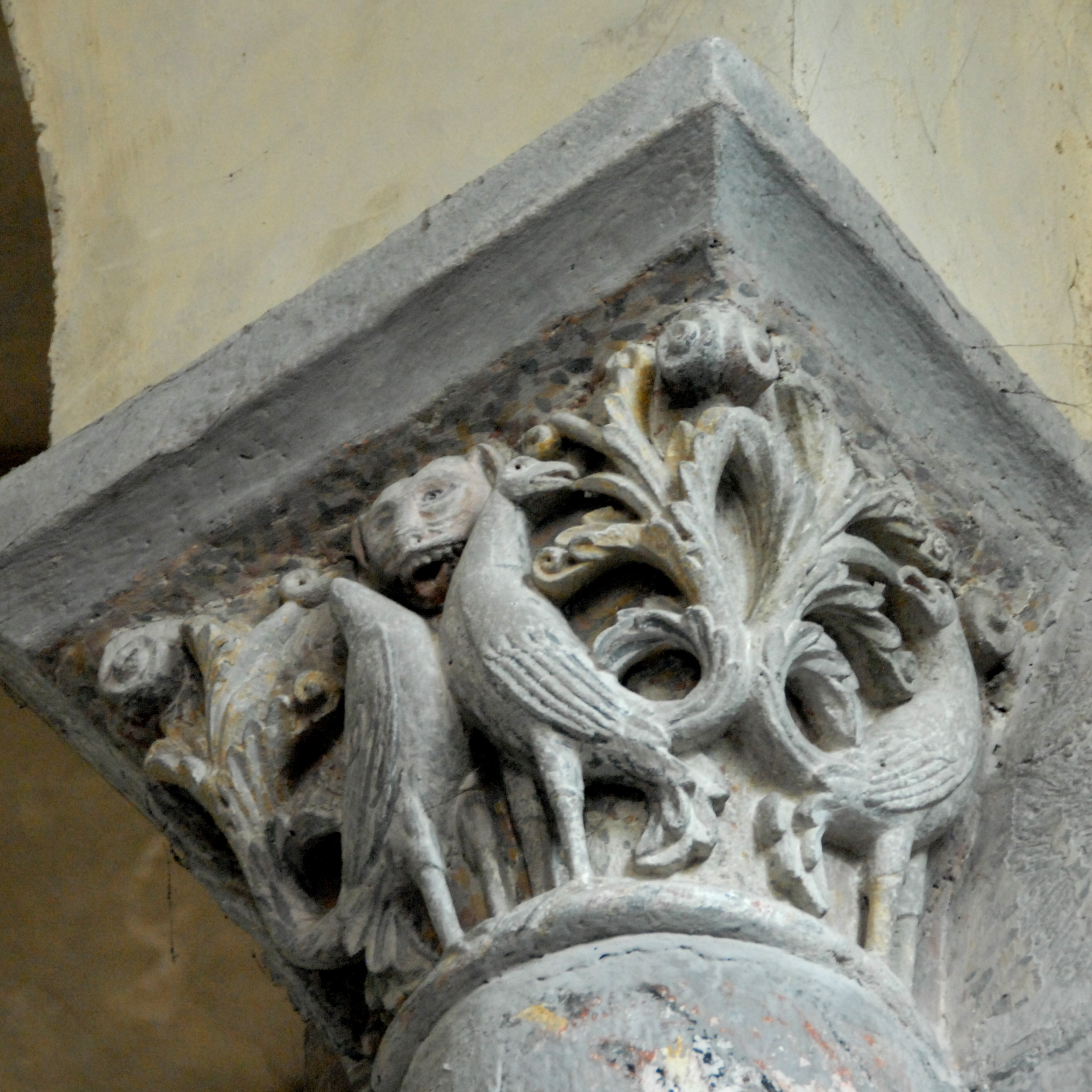
Kapitell 19(auch 26, 27), Vögel mit Schwänzen aus Blattwerk, und Masken
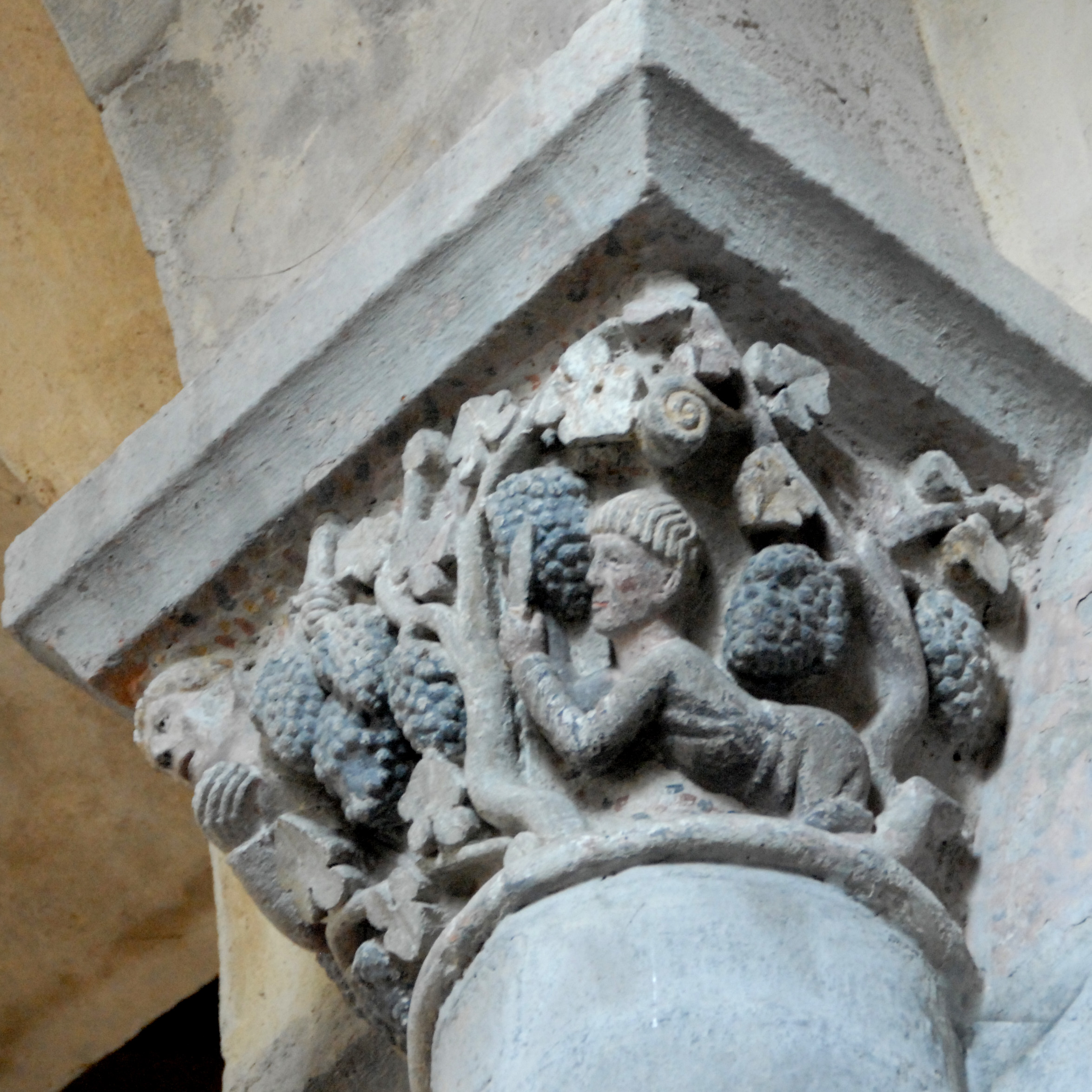
Kapitell 14, Cieb im Weingarten, kriechend
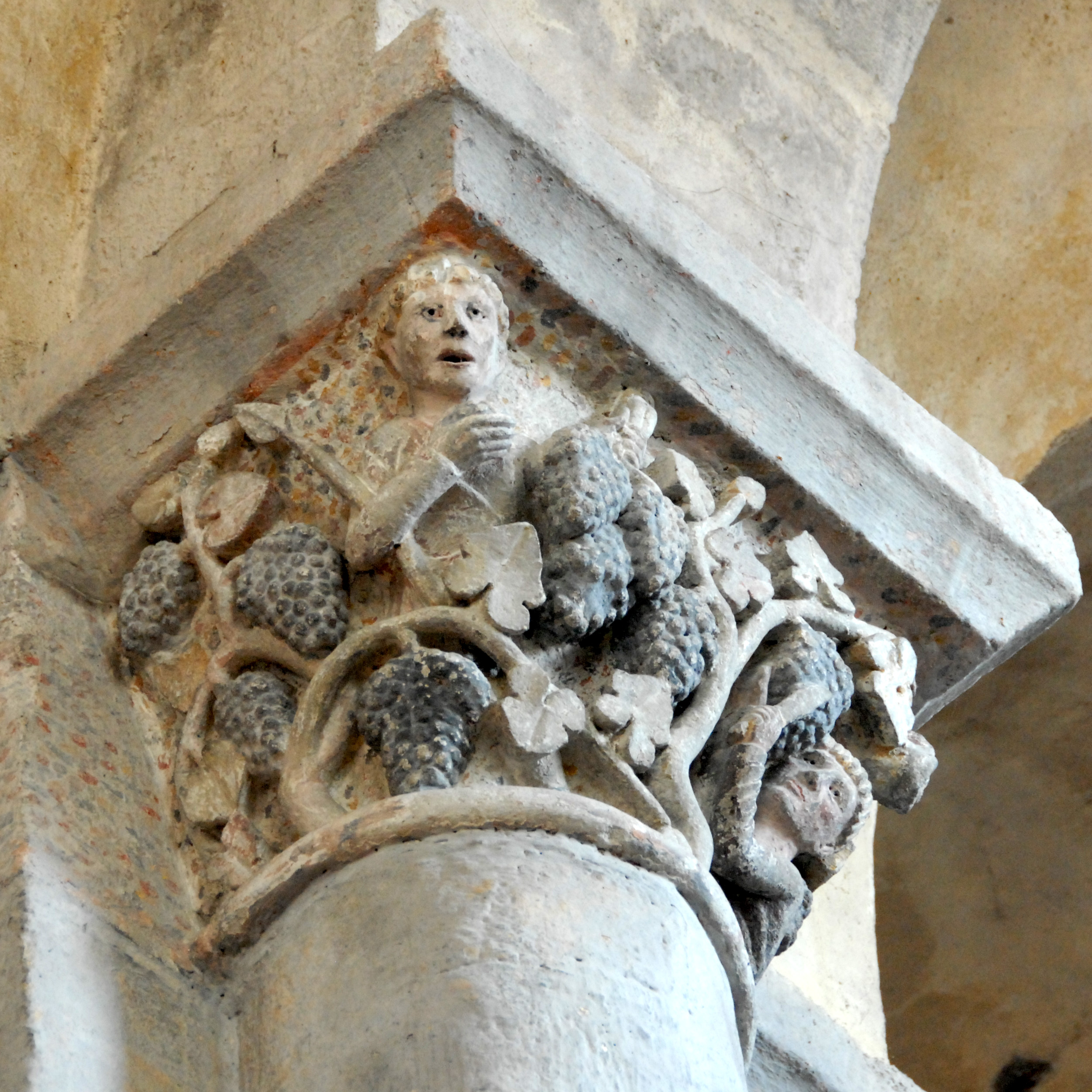
Kapitell 14, Wächter im Weinberg, mit Lanze

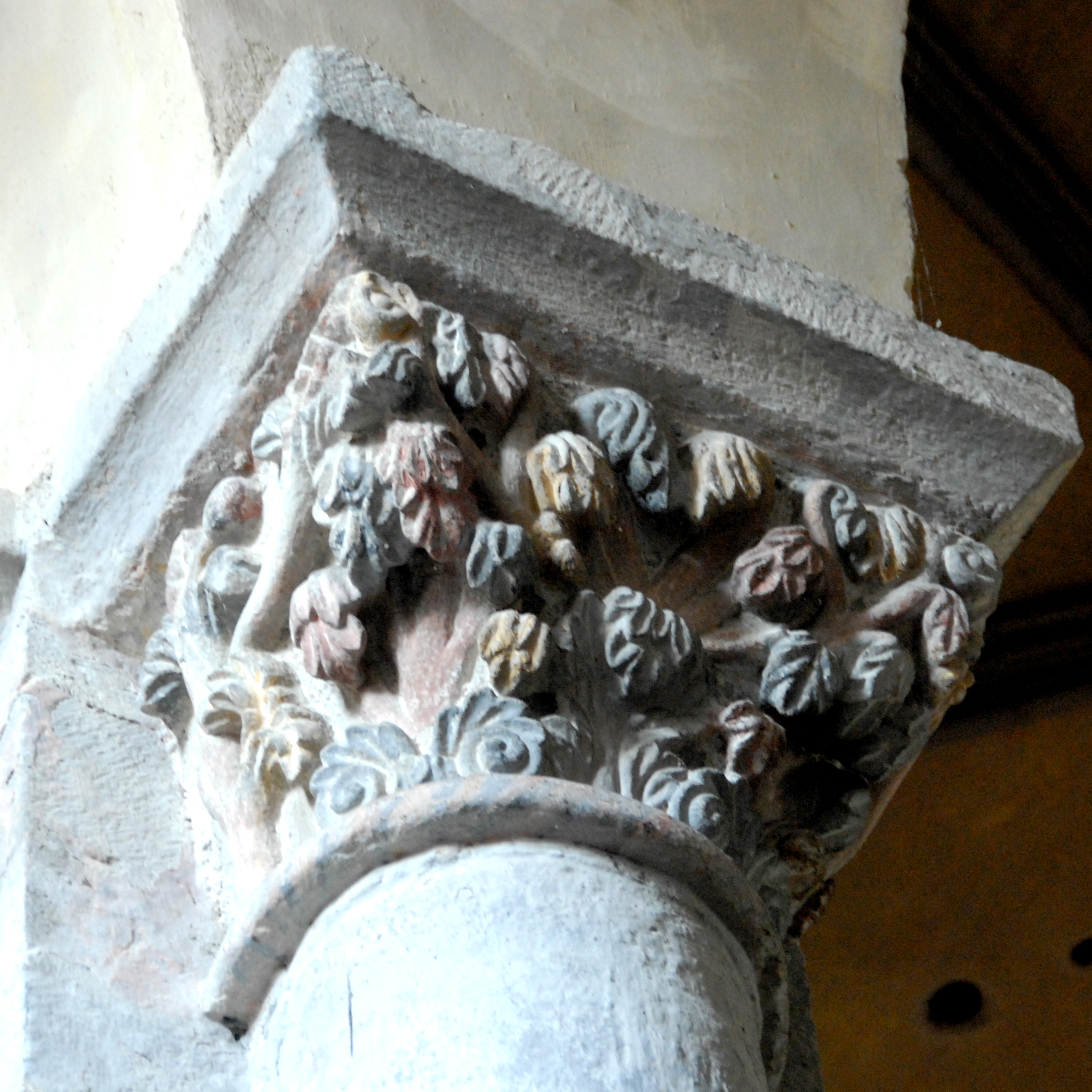
Kapitell, Rankenwerk

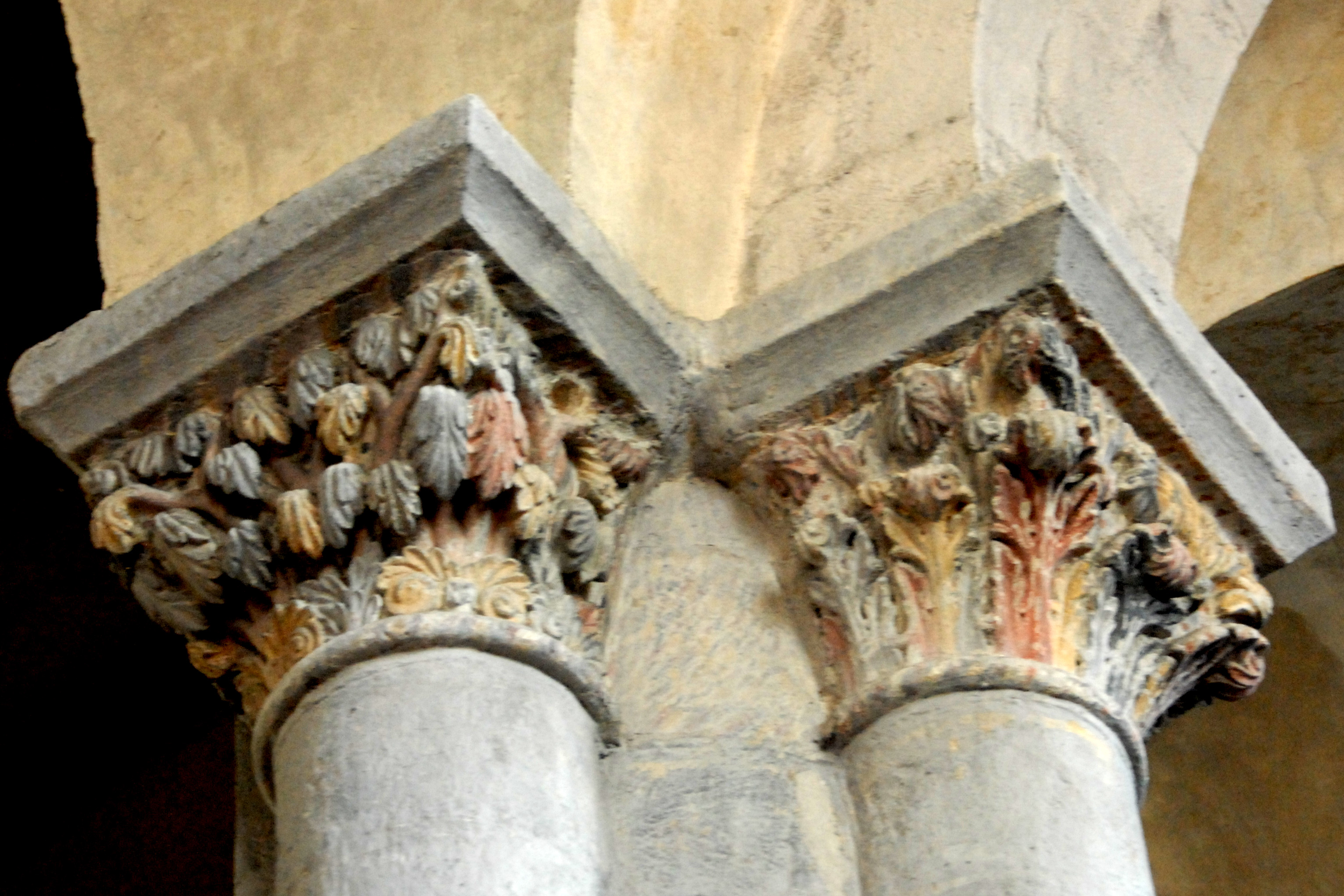
2 Kapitelle, Rankenwerk

Es gibt im Langhaus nur ein einziges Kapitell mit erzählender Darstellung (Nr. 18). Es widmet sich der Geschichte des Jonas. Vorbild für diese Szene war ein frühchristlicher Sarkophag. Auf einem in Seenot geratenen Boot, wird der nackte Jonas von seinem Gefährten in die See geworfen. Ein „Wal“ kommt gerade daher, um ihn aufzufangen. Weiter links erholt sich schlafend der eben ausgespiene Jonas, vor einem Wacholderbusch. Etwas weiter entfernt, sieht man die Mauern der Stadt Ninive. Es handelt sich hier um eine naive, etwas überladene Kapitellskulptur, welche aber die wesentlichen Ereignisse der Bibelerzählung verdichtet wiedergibt, mit einem Abflug von Humor, bei dem sich der Steuermann die Augen zuhält.
In ähnlicher Weise wird auf Kapitell (Nr. 22) die Befreiung der Apostels Petrus erzählt, einem der Patrone der Abtei, vermutlich vom selben Bildhauer geschaffen. Es ist noch das einzige in situ befindliche Kapitell am ehemaligen Triumphboden zum einstigen Chor.
Auf den Maskenkapitellen (Nr. 9 und 11) entsprießen gewundenen Akanthusblätter aus dem Schaftring und bekleiden den unteren Bereich des Korbes. Kräftigere Blätter haben sich an den Kapitellkanten ausgebreitet. Aus dem ganzen Blattwerk ragen Menschenköpfe mit und ohne Bart hervor, mit ausgeprägten Charakteren. Sie sind teilweise stilisiert dargestellt, ein Kopf wurde möglicherweise von einem Jupiter Serapis angeregt (Nr. 11). Die Südseite des Kapitells (Nr. 9) präsentiert dagegen ein wirkliches Porträt, das ein für die Romanik erstaunliches Bemühen um individuellen Ausdruck aufweist.
Ein nahezu gleicher Kranz aus Akanthusblättern umgibt auch das Kapitell der Genien (Nr. 36). In seiner Korbmitte ist ein kleiner Kopf zu sehen, mit ängstlichen Ausdruck heftiger innerer Qual. Beide Kapitelle wurden vermutlich von gleicher Hand und zur selben Zeit skulptiert.

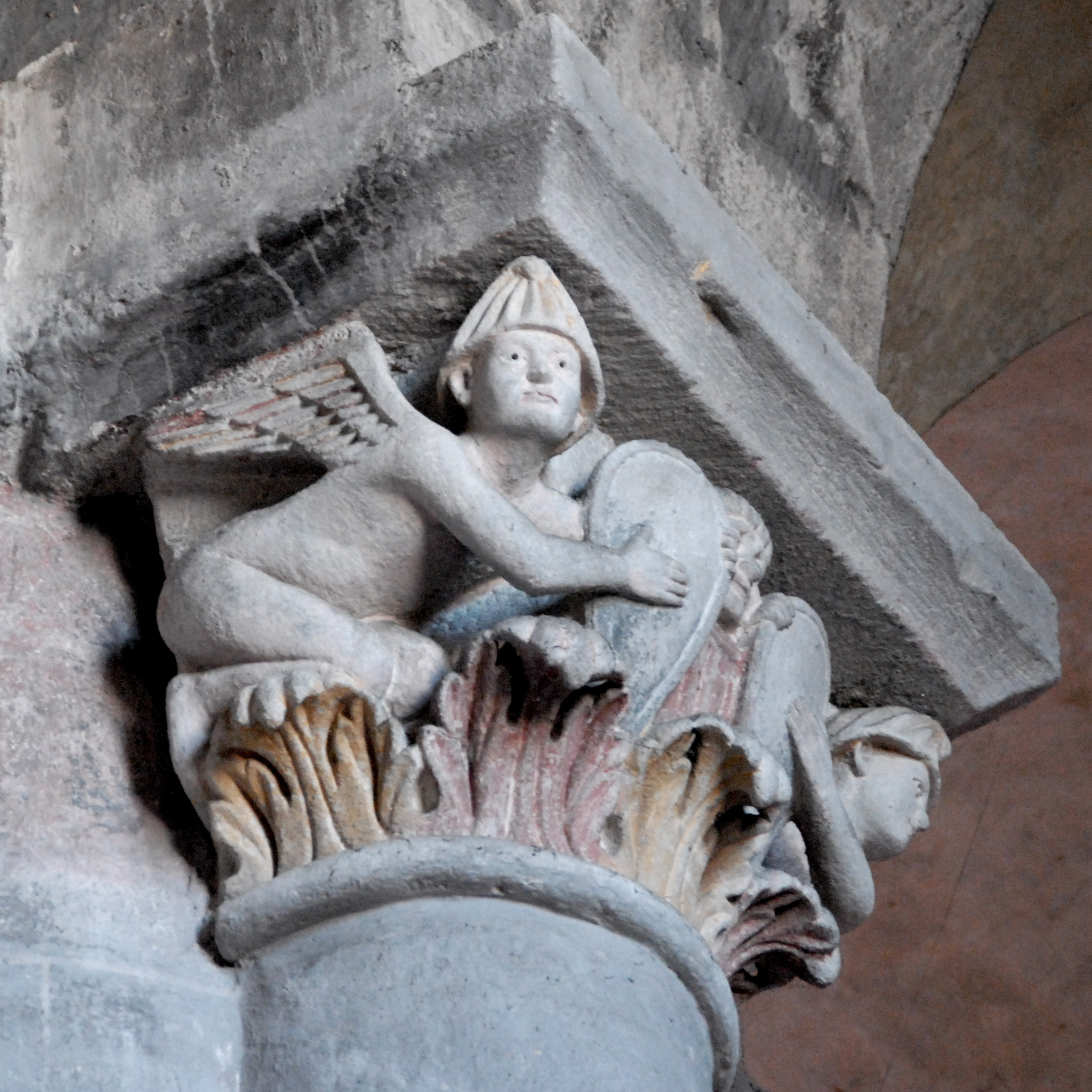
Kapitell 36 (auch 24), Genien mit Schilden
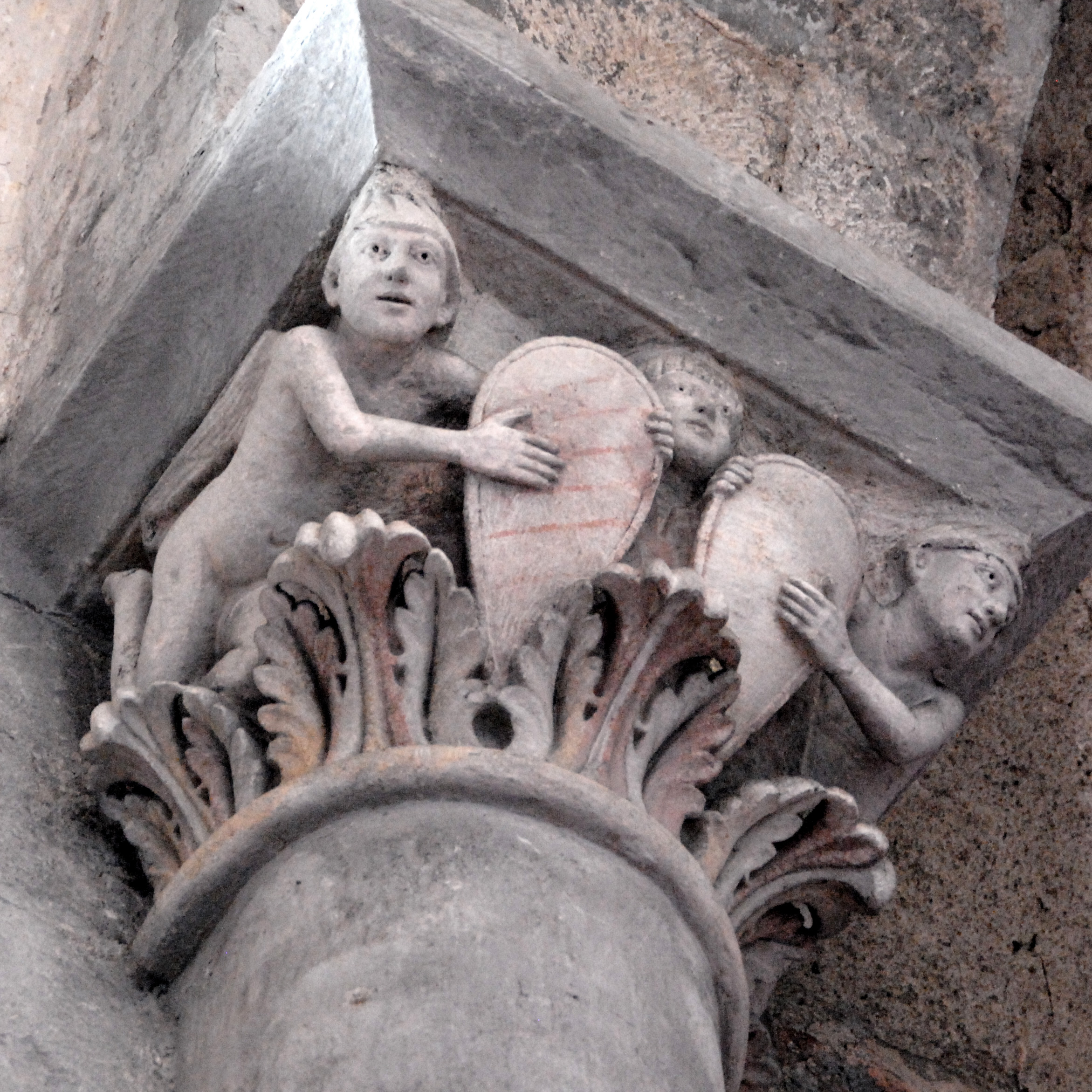
Kapitell 24 (auch 36), Genien mit Schilden
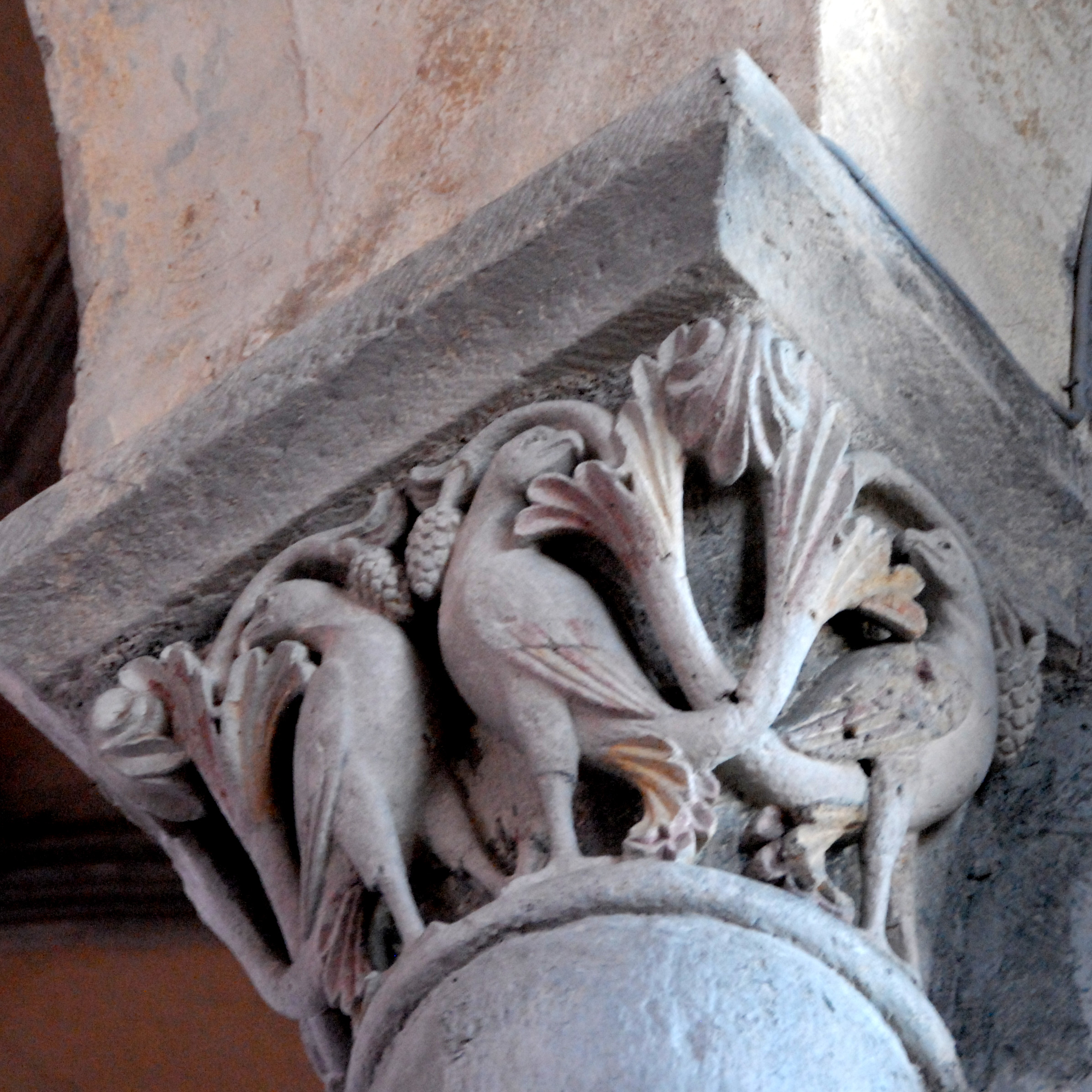
Kapitell 27(auch 19, 26), Vögel mit Schwänzen aus Blattwerk, und Katzenkopf
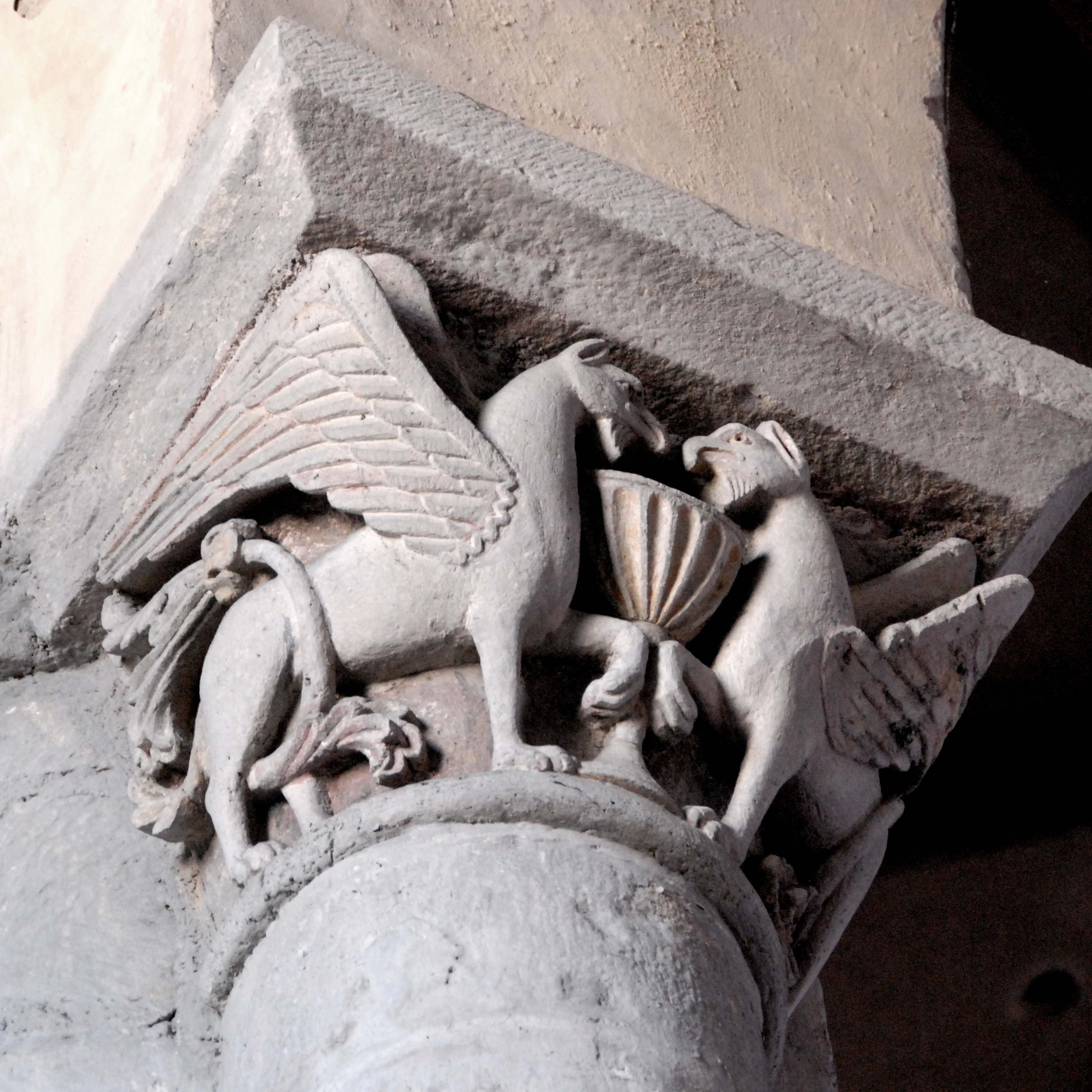
Kapitell 29 (auch 44), Greife mit Kelch
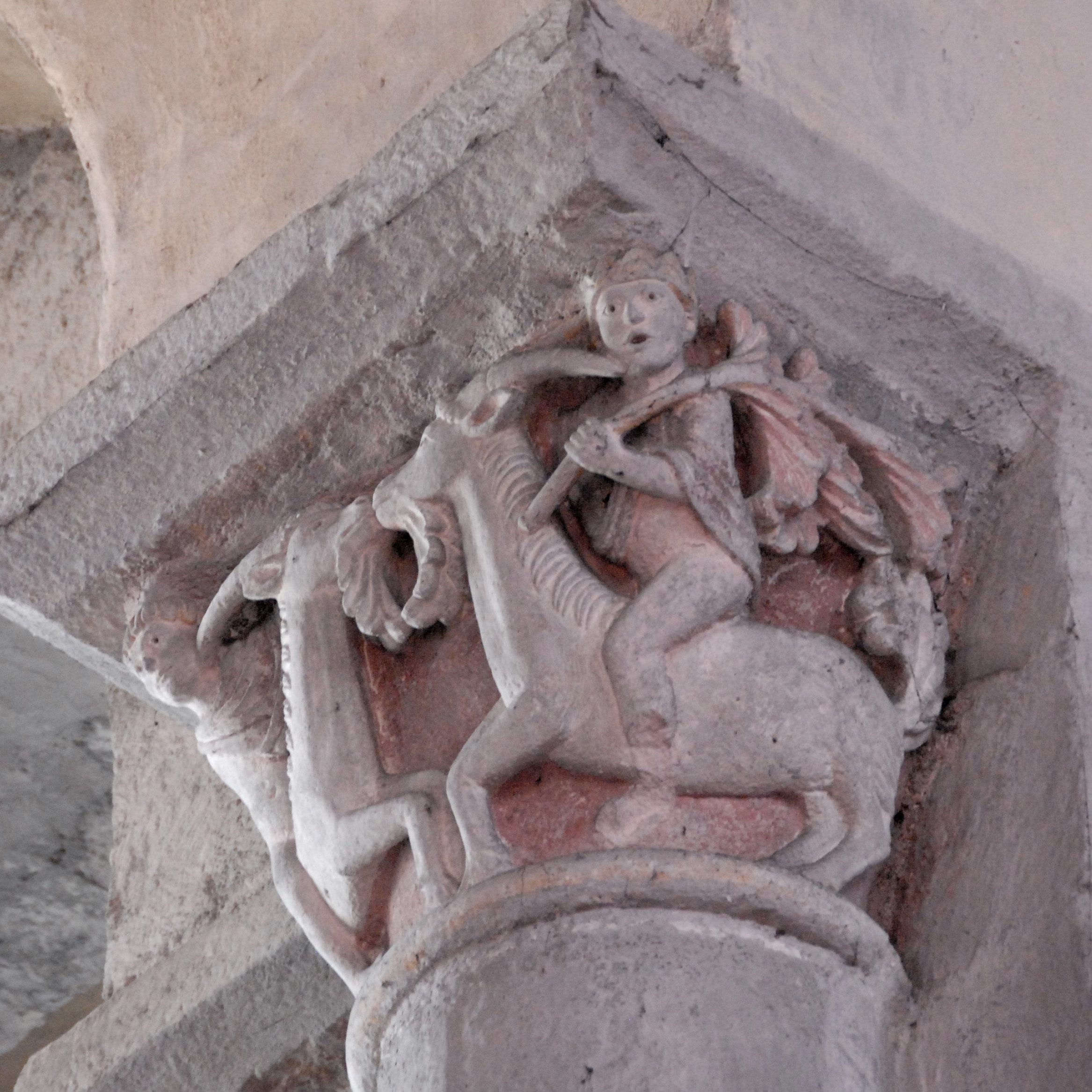
Kapitell 33 (auch 43), Männer reiten auf Böcken
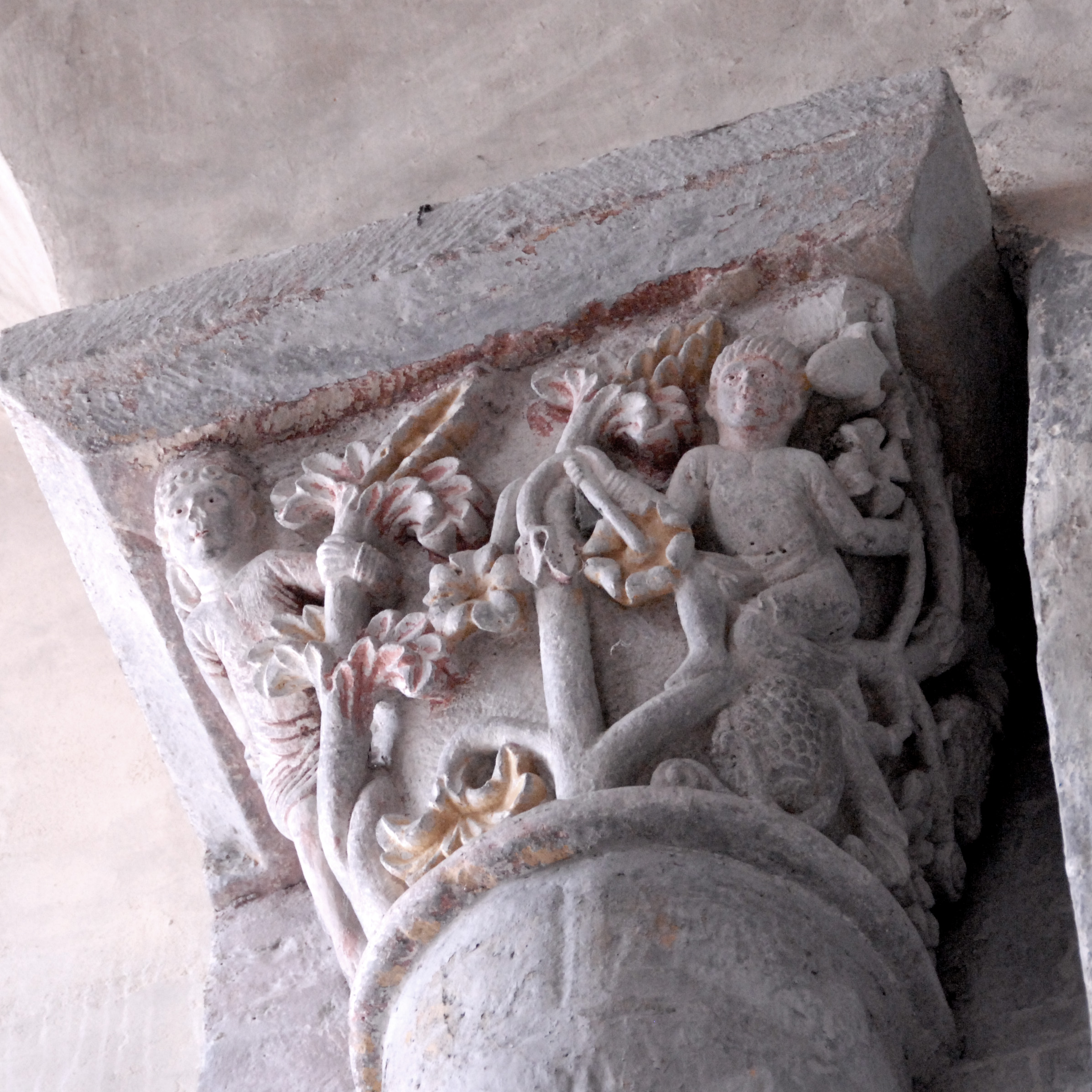
Kapitell 3, Männer klettern im Rankenwerk
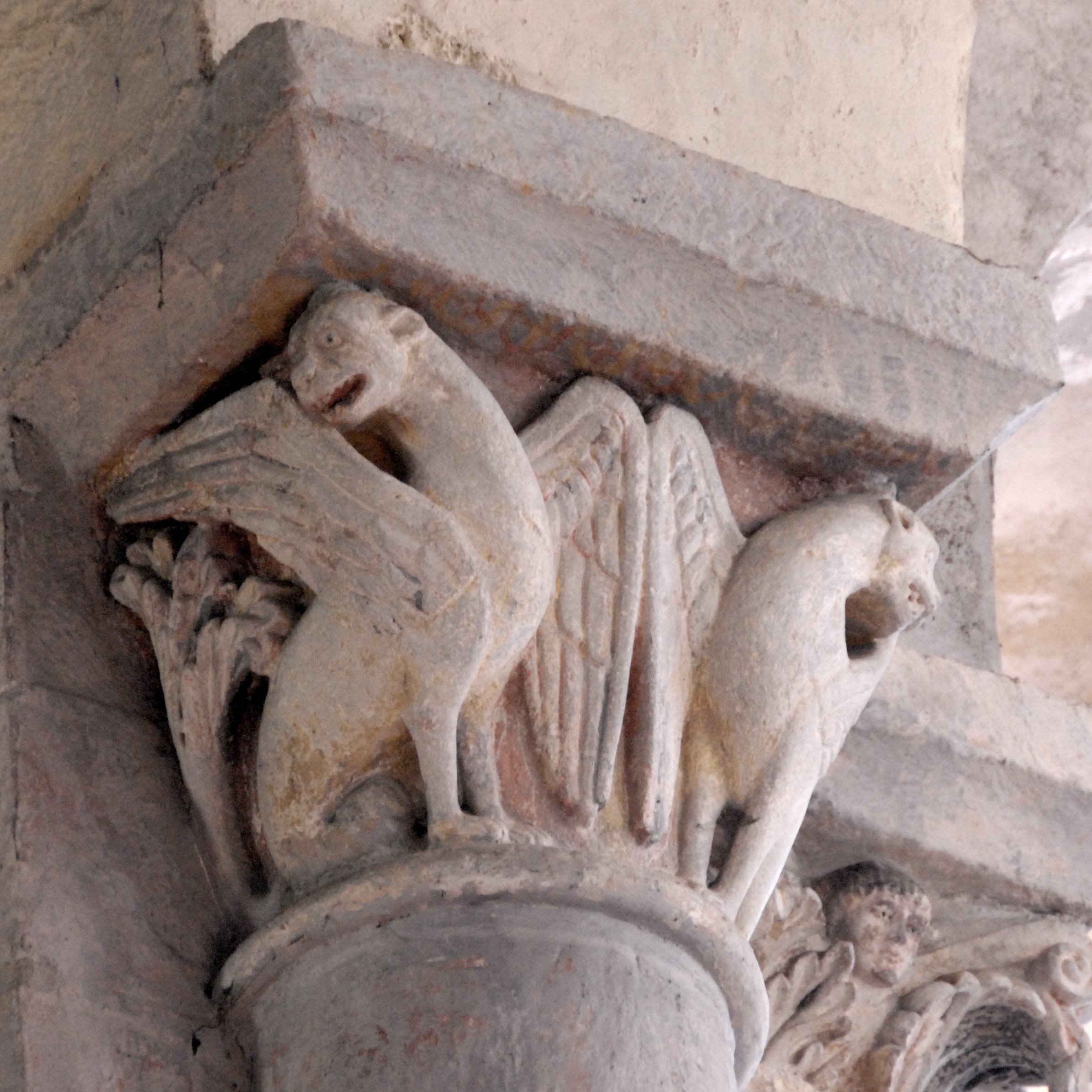
Kapitell 39 (auch 10), geflügelte Drachen
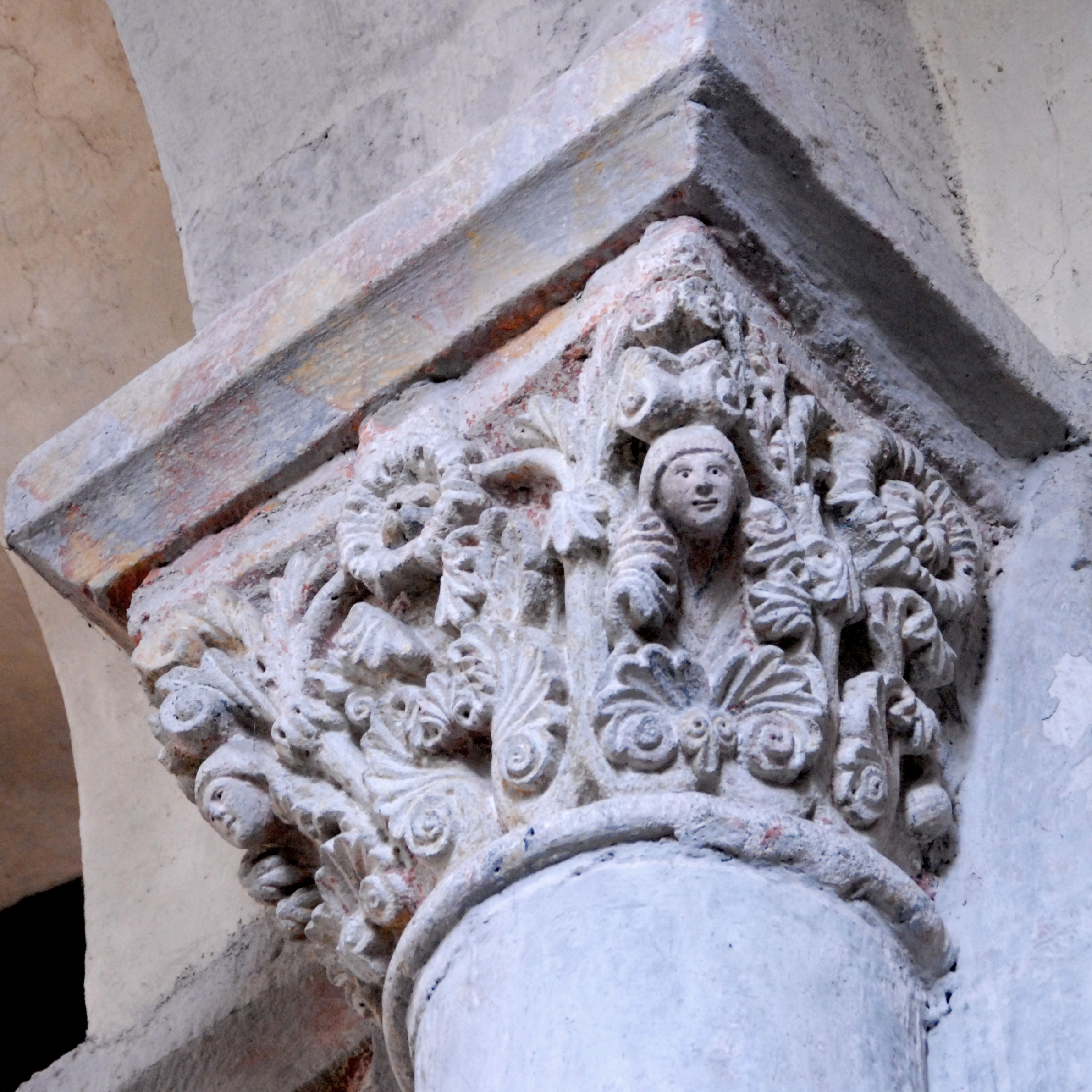
Kapitell 9, Masken in Rankenwerk

#### Eine Werkstatt oder zwei?
Auf den ersten Blick scheint sich die Unterscheidung in zwei Werkstätten aufzudrängen. Diese Annahme beruht auf den ausgeprägten Gegensätzen zwischen den in Form und Struktur ausnehmend kraftvollen Kapitellen auf den Rundsäulen des ehemaligen Umgangschors und den mit Raffinement und Poesie angereicherten Kapitelle auf den Diensten der Pfeiler des Langhauses. Man muss sich vergegenwärtigen, dass ein Bildhauer bei der Skulptur eines allseitigen Kapitells andere Probleme zu meistern hat als bei einem „eingebundenen“ Kapitell. Bei dem ersten verfügt er theoretisch über das doppelte Verarbeitungsvolumen. Tatsächlich aber über deutlich mehr. Die vier Seiten des Kapitells lassen sich unabhängig voneinander bearbeiten. Beim „eingebundenen“ Kapitell über teilrunden Säulen (Diensten) sind hingegen die kurzen Breitseiten nahezu unbrauchbar. Man hat in diesen Fällen ein altes Verfahren praktiziert, und die Darstellung über Eck ausgeweitet.
Man muss auch unterscheiden zwischen der erzählenden und der dekorativen Skulptur eines Kapitells. Der Betrachter darf sich nicht davon täuschen lassen, dass die Figuren der Kapitelle des Langhauses gegenüber den vereinzelt übrig gebliebenen des Umgangschors verhältnismäßig klein erscheinen. Die heute „nur noch“ in Augenhöhe zu betrachtenden Figuren der Chorkapitelle erscheinen wesentlich größer und ihre Perspektive wirkt verfälscht.
Wenn man das einer vermutlich „ersten Werkstatt“ zugeschriebene Kapitell „Atlantenkapitell“ (Nr. 1) mit denen des Langhauses vergleicht, kommt man zu überraschenden Gemeinsamkeiten. In beiden Fällen bemühten sich die Bildhauer um vollplastische Modellierungen. Die gleiche Ablösung von Köpfen und Armen der „Atlanten“ von ihren Untergrund, kann man auch im Langhaus, wenn auch in geringerem Umfang. Das Verhältnis von Kopf und Körper entspricht etwa den natürlichen Proportionen – auch hier treten die Häupter plastisch hervor – Arme und Beine sind teilweise vollrund gestaltet.
Es geht noch weiter mit einem scheinbar belanglosen Detail, dass aber von großer Bedeutung sein dürfte, weil es eine Art Signatur der Werkstatt bedeutet. Auf dem Kapitell der „Atlanten“ kann man zwei Formen männlicher Haartracht feststellen. Die eine besteht aus breiten Haarsträhnen, deren Enden sich gegen den Uhrzeigersinn lockenförmig einrollen, die andere aus parallelen ebenfalls breiten, aber glatten und regelmäßigen Strähnen, die am Kopf zu kleben scheinen, mit oder ohne Mittelscheitel gekämmt. Beide Frisuren lassen eine zügige Ausführung erkennen, die nicht mit der feinen Genauigkeit des Rotbertus von Arvernis (Clermont) vergleichbar sind. Diese eigentümliche Haartracht trifft man nicht nur auf den Masken (Nr. 11), sondern auf fast allen Kapitellen (!).
In Mozac III lagen zwischen dem Atlantenkapitell im Chorumgang (Nr. 1) und dem Kapitell vor der Westwand des Langhauses, mit kletternden Männern (Nr. 3), immerhin fast 50 Meter Entfernung. Hier wie da findet man dieselbe Art der Haartracht, der Locken, wie auch der parallelen Rillen, was sicher kein Zufall ist. Derartigen Eigenheiten kann man durchaus als „Signatur“ bezeichnen.
Nach Zusammenfassung der vorstehenden Beobachtungen, die Entwicklung vom Flach- zum Hochrelief, die plastische Gestaltung der Köpfe und der Haartracht lässt sich daraus durchaus folgern, dass nur eine einzige Werkstatt relativ kurzfristig mit der Skulptur der Kapitelle in Mozac beschäftigt gewesen sein konnte. Mit einer solchen plausiblen Annahme könnte man, in Ermangelung der bedeutendsten Teile der Architektur, die Errichtung dieser Kirche genauer datieren, und ihr eine zügige Erbauung, ohne Unterbrechung, bescheinigen.
Folgt dieser Annahme, in dem man die Eröffnung der Baustelle gegen Ende des 11. Jahrhunderts – nach dem Anschluss an Cluny (1095) – datiert, so ließe sich die Erschaffung der Kapitelle von Mozac in das erste Viertel des 12. Jahrhunderts bestätigen.
Eine einzige Werkstatt bedeutet allerdings nicht nur einen, sondern stets mehrere Bildhauer, ein jeder mit der ihm eigentümlichen Persönlichkeit, in unterschiedlichen Grenzen. So etwas lässt sich gut beobachten, beim Vergleich von Kapitellskulpturen, mit ähnlichen Themen und nach demselben Schema. Schaut man sich die Darstellungen der Vögel mit Schwänzen aus Ranken- und Blattwerk an (Nr. 19, 26 und 27) und vergleicht sie mit den Genien mit Schilden Siegesgöttinen (Nr. 24 und 36), so sind die Qualitätsunterschiede unverkennbar, obwohl sie zeitgleich gefertigt worden sind.

#### Kapitelle imMusée lapidairevon Mozac

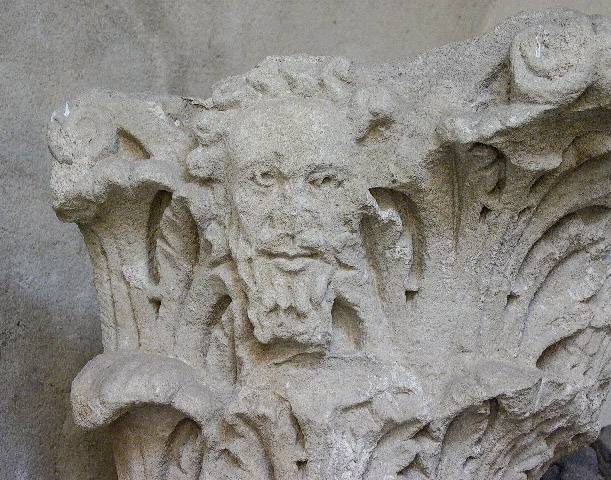
Kapitell, Porträt eines bärtigen Alten, Musée lapidaire
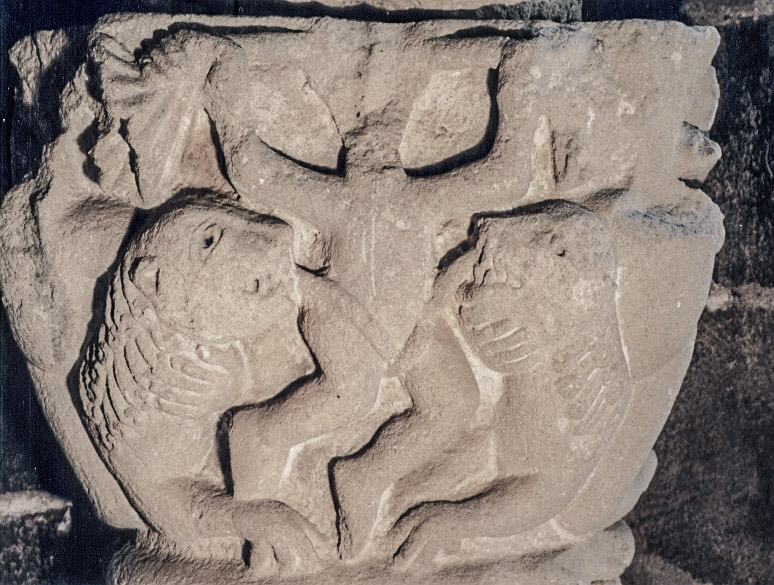
Kapitell „Daniel in der Löwengrube“, Musée lapidaire
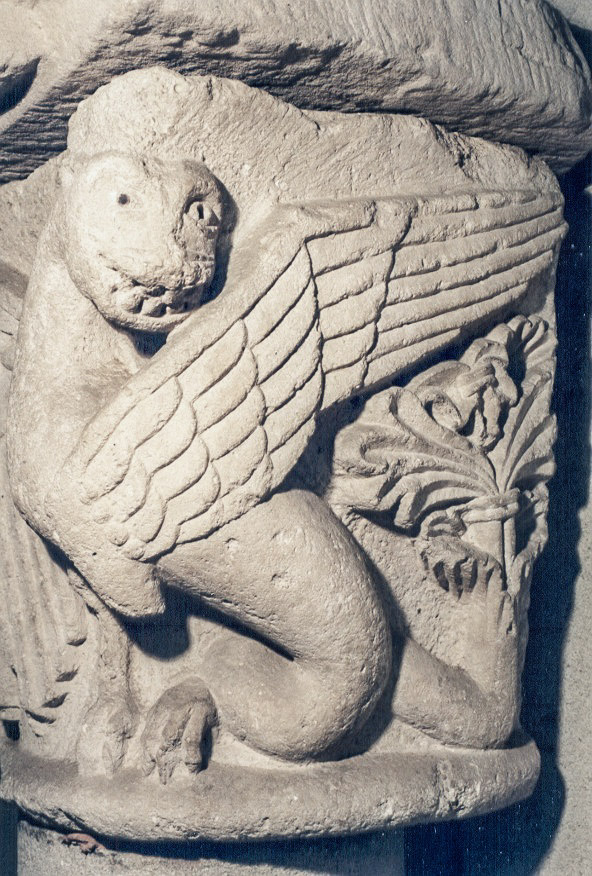
Kapitell mit Drachen, Musée lapidaire

## Kirchenschatz

### Reliquienschrein desHl. Calminund derHl. Namadie

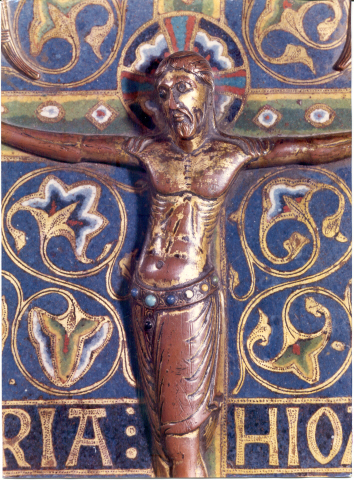
Gekreuzigter auf dem Schrein des St.-Calminius (Detail)

Der kostbare Schrein, der die Reliquien der Gründer von Mozac birgt, ist Jean Ozena (1756–1832), einem frommen und mutigen Einwohner und Stadtrat von Mozac zu verdanken, der ihn während der Französischen Revolution versteckte und dadurch für die Nachwelt retten konnte.
Der Schrein hat die Form eines Kirchenschiffs ohne Querhaus und Chor. Mit seinen Ausmaßen von 81 × 24 × 45 Zentimeter ist er der größte erhaltene Reliquienschrein aus dem Limousin und zugleich der prächtigste. Der Holzkern ist bekleidet mit 14 leicht gewölbten Kupferplatten, die mit farbigem Limoges-Emaille aus Grubenschmelz versehen wurden. Die nicht ausgehobenen feuervergoldeten Kupferflächen sind im Laufe der Zeit verblasst. Die verwendeten, für Limoges typischen Farbtöne vom dunklen, fast schwarzen Blau, über warmes Lapislazuliblau, grünliches Türkisblau bis hin zum leuchtenden Lavendelblau präsentieren sich immer noch in leuchtender Farbigkeit. Lapislazuliblau und Türkisblau wurde für größere Hintergrundflächen eingesetzt. Darüber hinaus fanden Grün in vier Tönen, Gelb, Weiß und ganz selten Rot Verwendung, letztes um Kleider oder bestimmte Motive zu betonen. Mit wenigen Farbtupfern konnte der Emailleur unterschiedlichste Wirkungen erzielen: Tropfen von Emaille lassen Augen reliefartig wirken oder täuschen Edelsteine vor.
Die bildlichen Darstellungen werden häufig mit Inschriften in lateinischen Majuskeln auf Schriftbändern erläutert. Die Informationen kommen denen einer Geschichtsschreibung recht nahe. Da zwischen der Abteigründung (Ende 7. Jahrhundert) und Fertigung der Texte des Schreins (Mitte bis Ende 12. Jahrhundert) ein Zeitraum von etwa 500 Jahren lag und die frühen Geschehnisse fast nur mündlich überliefert wurden, muss man bei solchen Texten mit legendenhaften Veränderungen der realen Geschichte rechnen.
Auf den Längsseiten heben sich die Figurenreliefs aus vergoldetem Kupfer wirkungsvoll vor einem Untergrund ab, der reich mit Blumenranken, Rosetten und kufischen (arabischen) Schriftzeichen ornamentiert ist. Das untere Mittelfeld zeigt eine Kreuzigung Christi Maria und Johannes. Auf dem Mittelfeld des Daches ist eine Majestas Domini dargestellt. Seitlich davon reihen sich die Zwölf Apostel unter einer Blendarkade auf. Die Namen sind auf einem Band geschrieben, welches sich auf dem Hintergrund abzeichnet. Petrus, mit den Schlüsseln, Thomas weist mit einer Gebärde auf Christus am Kreuz. Die meisten tragen das Buch der heiligen Schrift vor ihrer Brust.
Die Rückseite des Schreins ist in sechs Felder gegliedert, die dem heiligen Calminius und seiner Ehefrau(?) Namadia gewidmet sind. Dargestellt wird die Gründung der drei Abteien, deren Stifter und Wohltäter sie gewesen sein sollen:
- 1. Saint-Chaffre (le Monastier) in der Diözese von Le Puy.
- 2. Tulle in der Diözese von Limoges
- 3. Mozac, zu Ehren des heiligen Märtyrers Caprasius und des Apostels Petrus.

Auf der Platte zur Stiftung von Mozac ist in der Mitte eine Architektur dargestellt, die mehr als die Hälfte der gesamten Feldbreite einnimmt und ein Kirchengebäude symbolisiert mit einer großen Arkade im Zentrum, flankiert von zwei sehr schmalen Arkaden, vielleicht ein dreischiffiges Langhaus(?), mit einem geschuppten Dach überdeckt, auf dem drei Türmchen sitzen. Das „Mittelschiff“ teilt sich in eine obere und untere Hälfte. In der unteren finden Bauarbeiten statt. Auf einem gemauerten Altar, der wegen der fehlenden Altartuchabdeckung noch nicht konsekriert ist, steht ein großer Bottich mit Mörtel gefüllt, über den sich zwei Maurer beugen, die vielleicht schon in Le Monastir und Tulle dabei waren. Einer von ihnen trägt in den Händen ein zylindrisches Gefäß, mit dem er vermutlich Mörtel in den Bottich nachfüllt. Der zweite ist dabei eine Maurerkelle in den Mörtel zu tauchen. Mit der Linken setzt er einen weiteren Mauerstein auf den begonnenen, kaum brusthohen Mauerpfeiler, auf dem er soeben Mörtel aufgetragen hat. Eine äußerst realistische Darstellung.

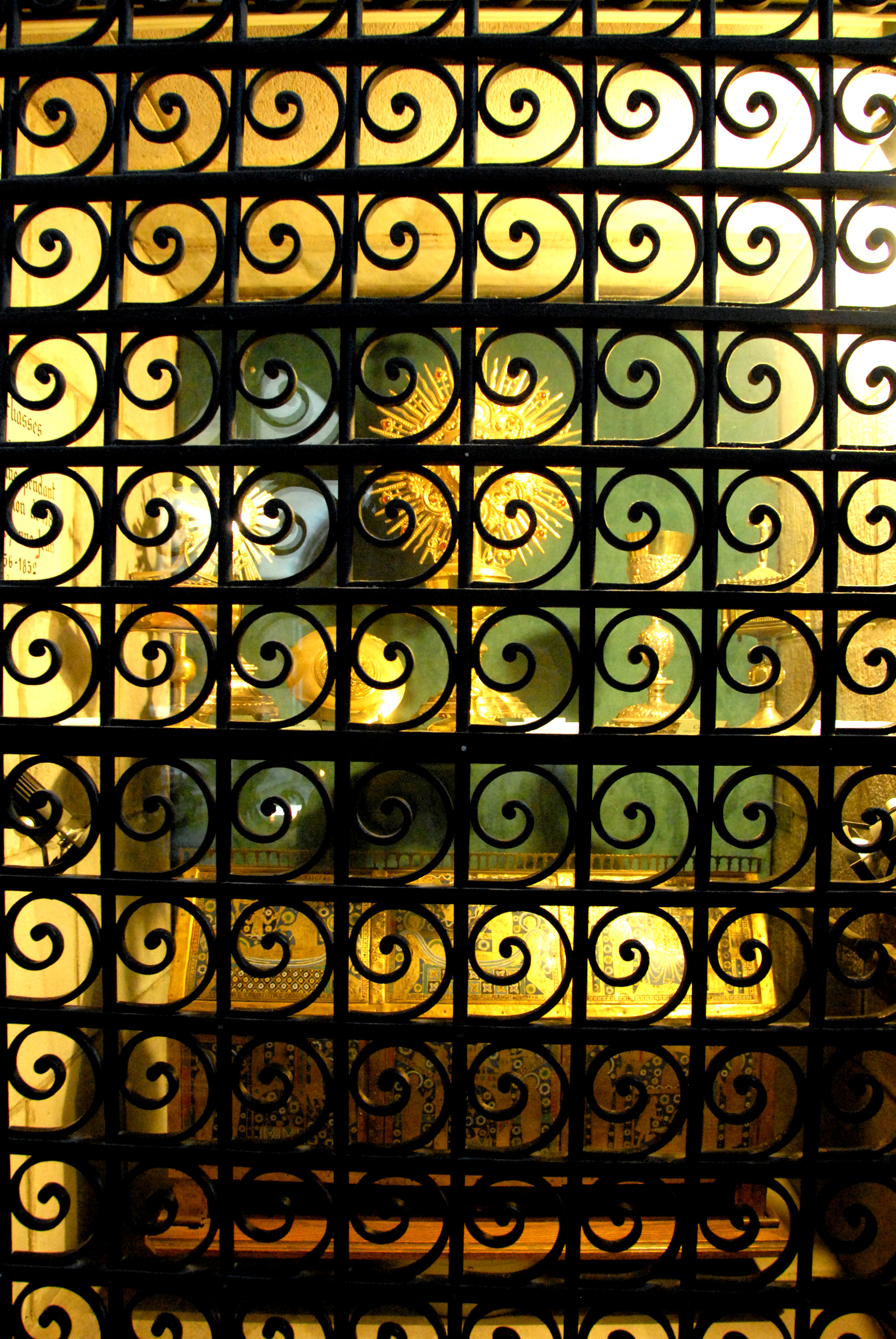
Gitter vor Schrein des hl. Calminius

Im Bogenfeld darüber ist der Oberkörper des Hl. Caprais dargestellt, einer der beiden Kirchenpatrone, den Blick leicht nach links gewandt, mit dem Zeigefinger seiner rechten Hand auf das Buch in seiner Linken weisend. Auf dem Schriftband darunter liest man: S. CAPRASIVS MARTIR DEI X : Heiliger Caprais, Märtyrer Gottes. Links steht die heilige Namadie, mit dem Zeigefinger der Linken zur Mitte weisend. Das dachartig abgeknickte Schriftband darüber informiert: NAMADIA. Auf der Seite gegenüber steht der heilige Calminius, in seiner Linken die heilige Schrift, mit zwei Fingern der Rechten zur Mitte weisend. Das dachartige Schriftband nennt seinen Namen: CALMINIVS. Alle drei Heiligen tragen Nimben hinter ihren Köpfen. Auf dreien der vier Ränder des Platte entziffert man folgenden Text: S. CALMINIVS : CO(N)STRUIT : TERCIA(M) : ABBA(T)IAM : NOMINE MAVTIACUM : IN ARVERNENSI EP(ISCOP)ATV : INONME SI : CAPRASII : MRIS : ET : S(AN)C(T)I : PETR(I) : QV(A)M OFER : EIS DEM : S(AN)C(T)IS : Es könnte etwa heißen: Der heilige Calminius baute eine dritte Abtei, mit dem Namen Mauziacum (das heutige Mozac), im Bistum Arvernensius (der heutigen Auvergne), zu Ehren des heiligen Caprasius (Caprais) und des heiligen Petrus, die ihm angeboten worden sind.
Des Weiteren werden die Bestattungen von Calminius und Namadia in wunderbaren stilisierten Bildnissen dargestellt. Die Seelen der Verstorbenen, bei Calminius in Form eines kleinen nackten Menschen, der von Engeln im Paradies empfangen wird, und gleichzeitig auf Erden sein Leichnam in eine prachtvollen Grab gebettet ist.
Auf dem letzten Feld ist ein Abt von Mozac, mit Namen Petrus, dargestellt, der zwischen einem Diakon und Subdiakon steht und eine Messe liest. Auf dem Schriftband ist zu lesen: PETRUS ABBAS MAUZIACUS FECIT CAPSAM PRECIO [SAM]: Der Abt Petrus von Mozac machte diesen wertvollen Sarkophag.
Das könnte ein wichtiger Hinweis auf eine genauere Datierung darstellen. Im 12. und 13. Jahrhundert trugen aber viele Äbte diesen Namen. Die Historiker hatten sich zunächst auf einen Abt im 12. Jahrhundert und später auf einen aus dem 13. Jahrhundert geeinigt. Es gab seinerzeit eine Tendenz, mittelalterliche Kunstwerke zu verjüngen. Zuletzt entschied man sich auf den Abt Petrus III. von Mozac, der das Amt in der Zeit von 1168 bis 1181 bekleidete.
Eine Giebelseite des Schreins zeigt die Jungfrau Maria, die andere den Hl. Austremonius, dessen Reliquien in Mozac aufbewahrt werden. Die Giebel werden als vielleicht die schönsten Teile des Schreins bezeichnet, auf denen die Emailleure von Limoges die Meisterschaft in ihrem Handwerks in Form und Farbgefühl gezeigt haben.
Der First des Schreins wird von einem vergoldeten Kamm gekrönt, der aus etwa 60 Miniaturen von aneinander gereihten Rundbogen-Arkaden besteht.
Der Schrein wird heute in einem engmaschig vergitterten Schrank auf der Giebelwand des südlichen Querhausarms ausgestellt.
Galerie des Emailleschreins

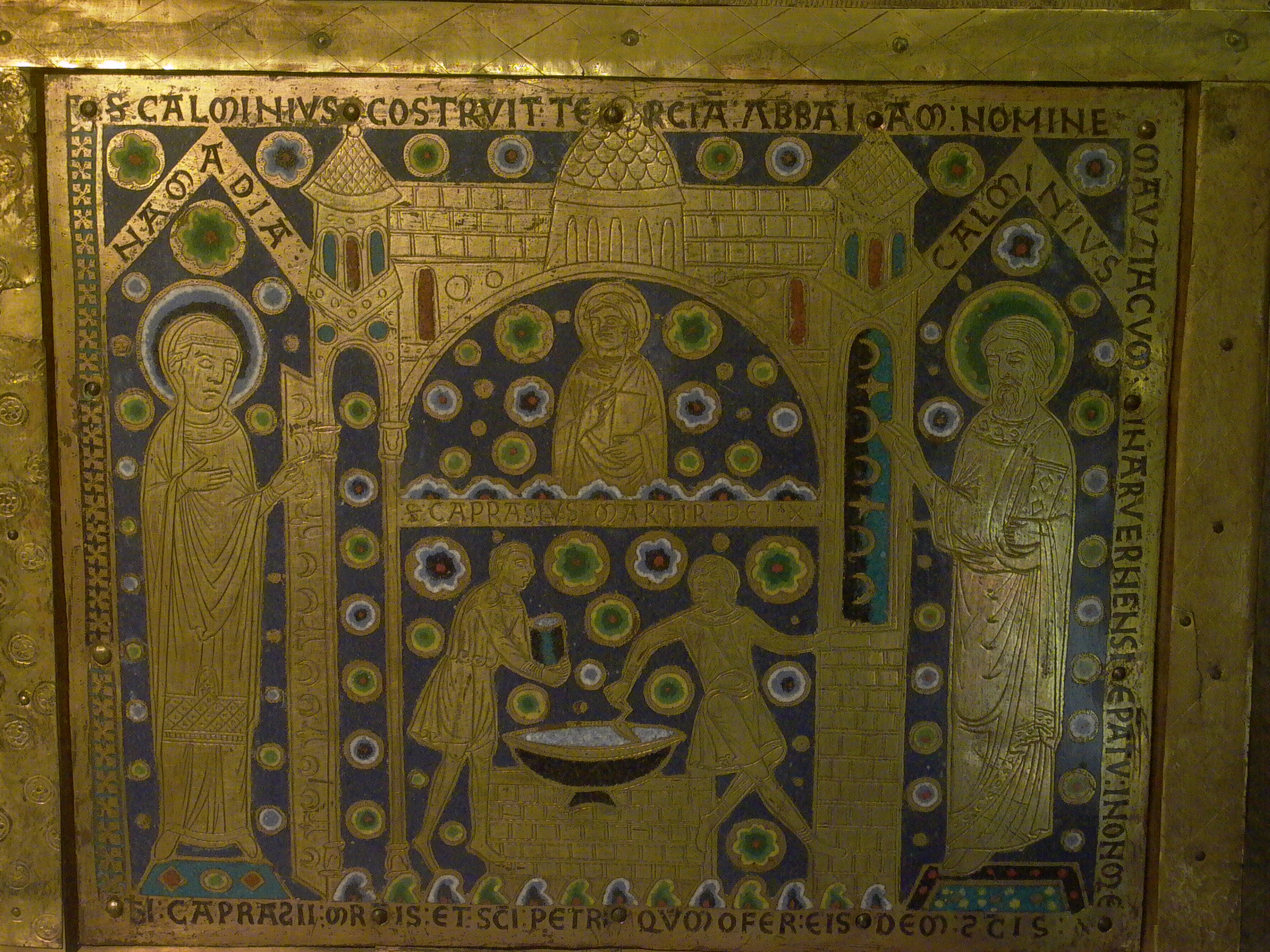
Gründung und Erbauung der Abtei von Mozac
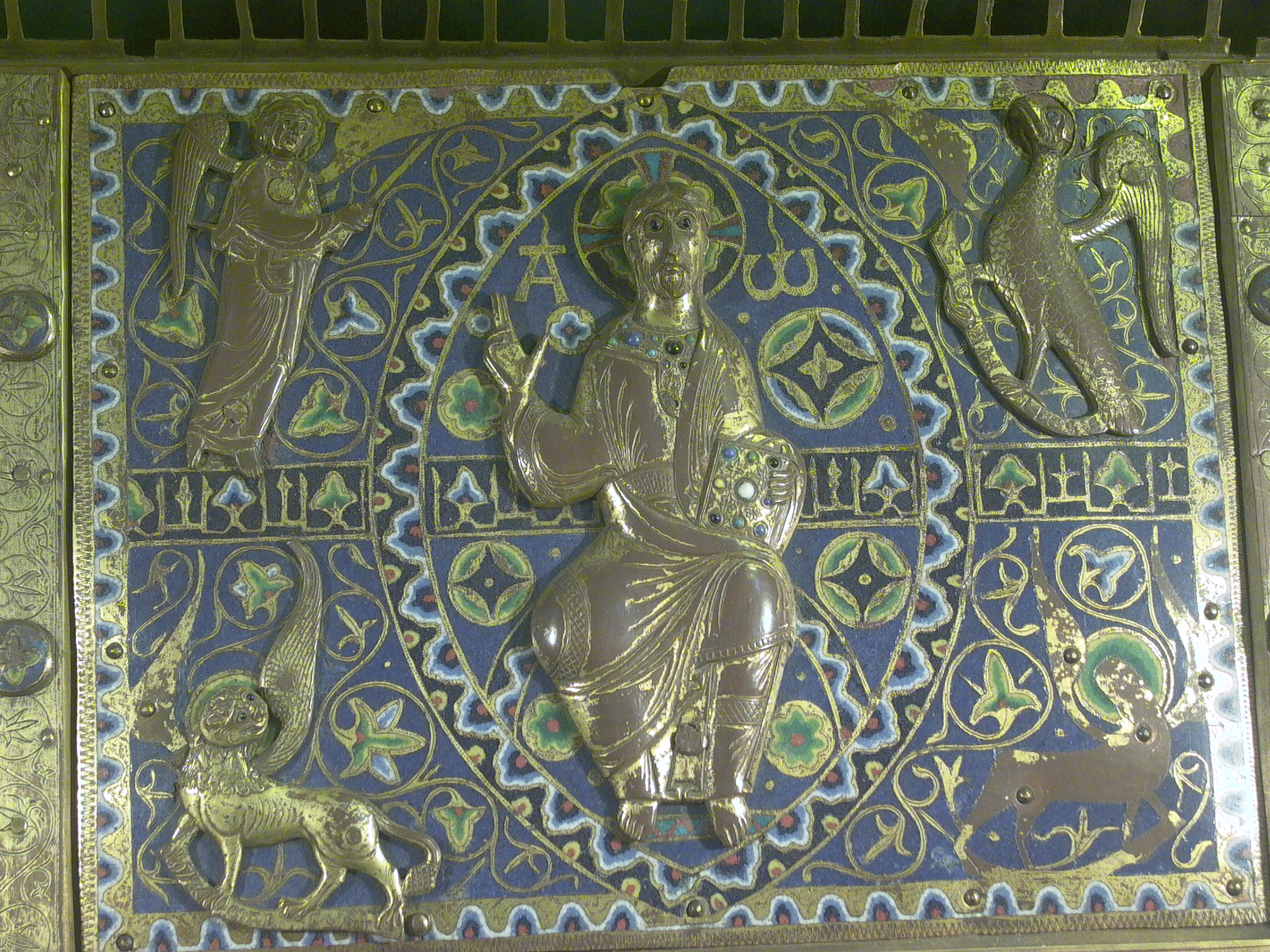
Christus in der Mandorla und die vier Evangelistensymbole
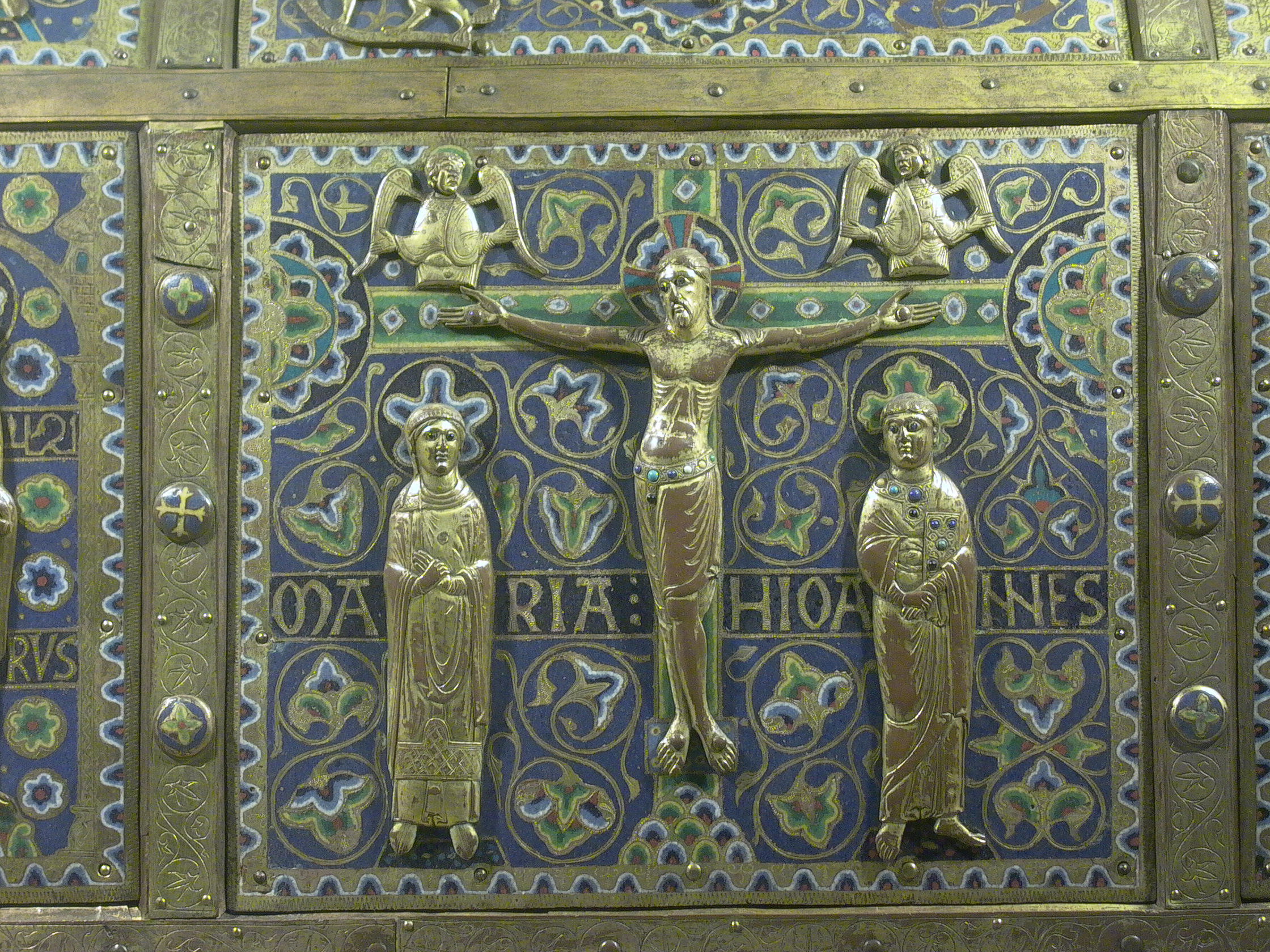
Gekreuzigter Christus mit Maria und Johannes
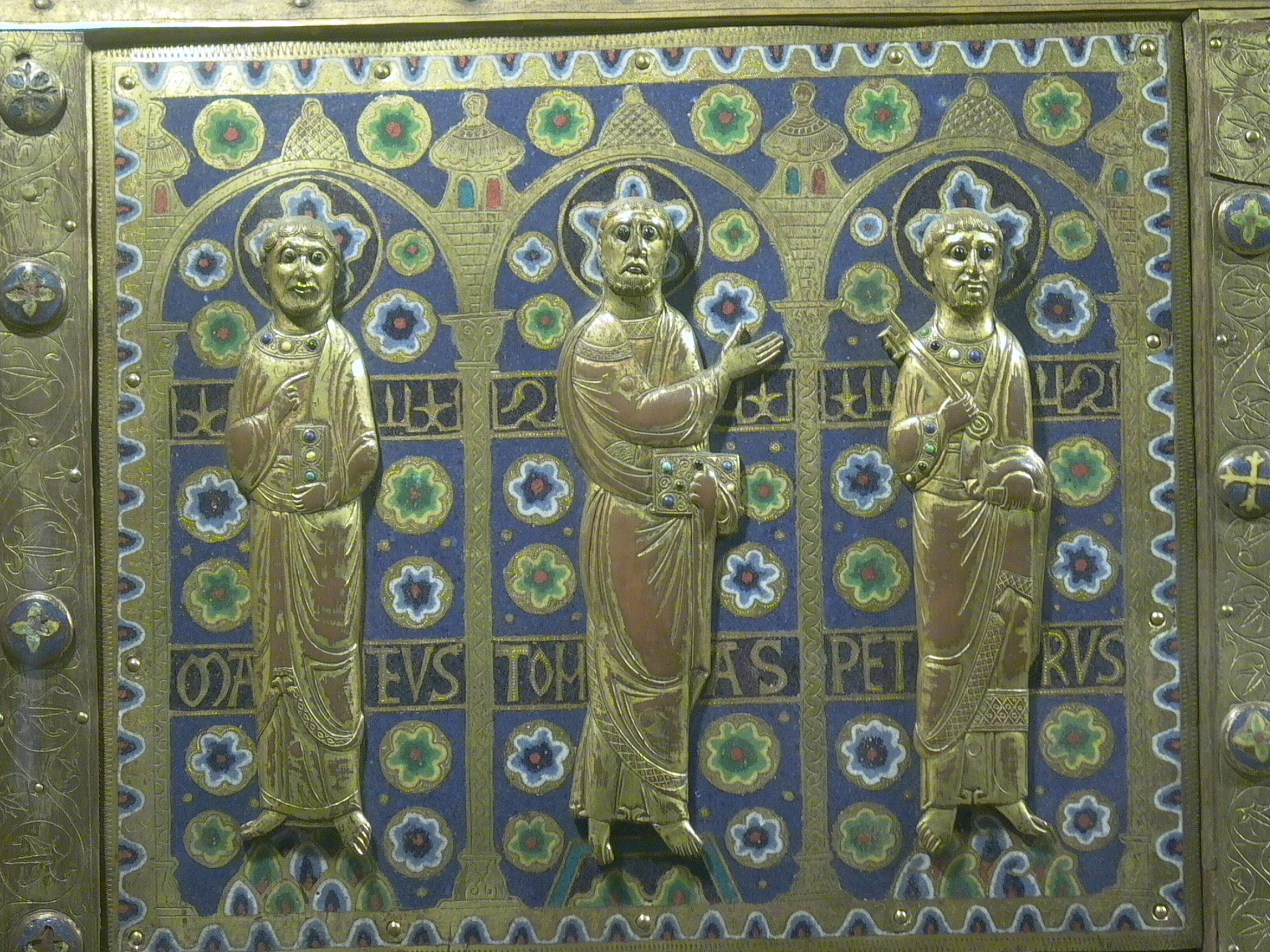
Die Apostel Matthias, Thomas und Petrus
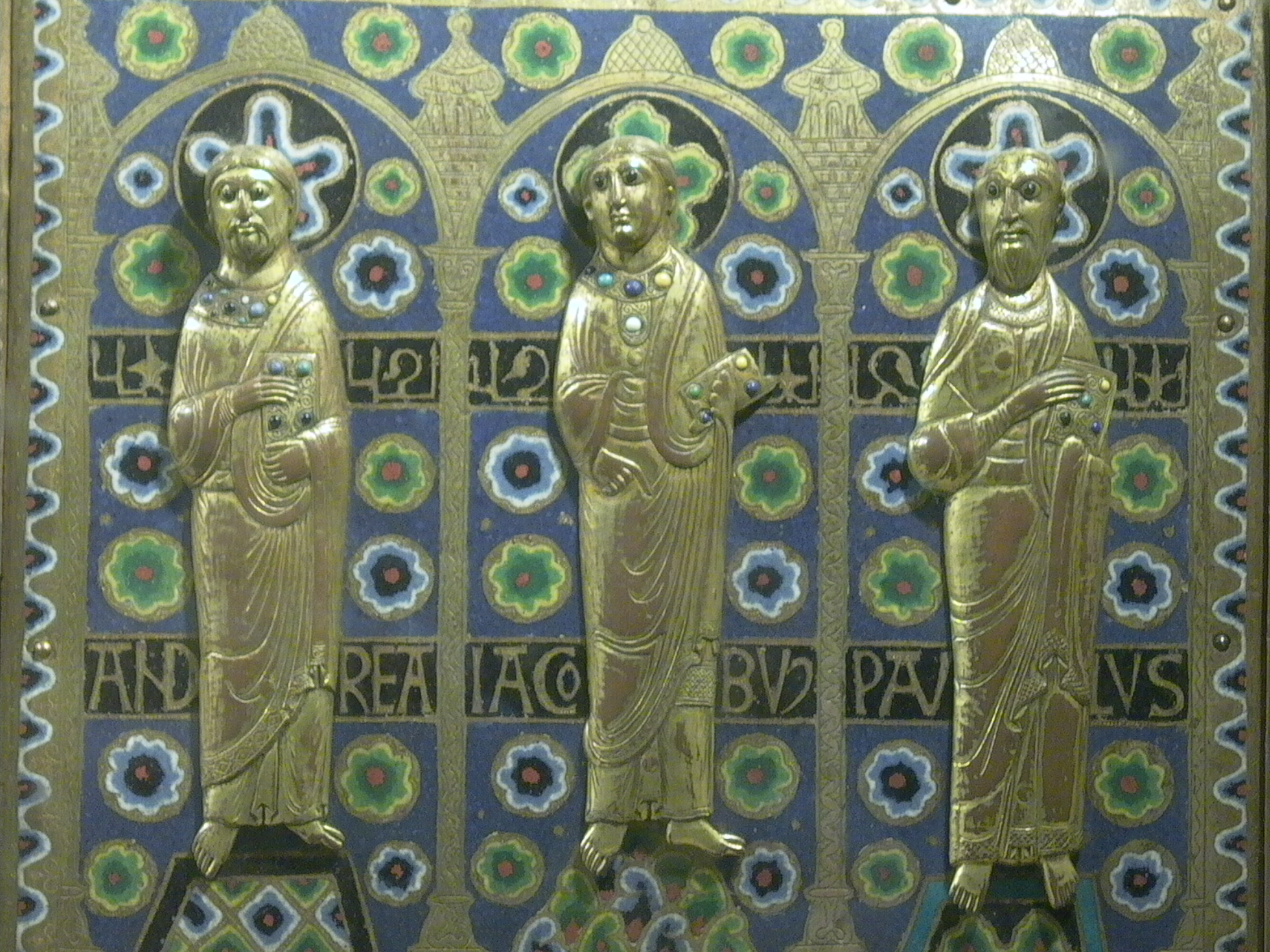
Die Apostel Andreas, Jakobus und Paulus
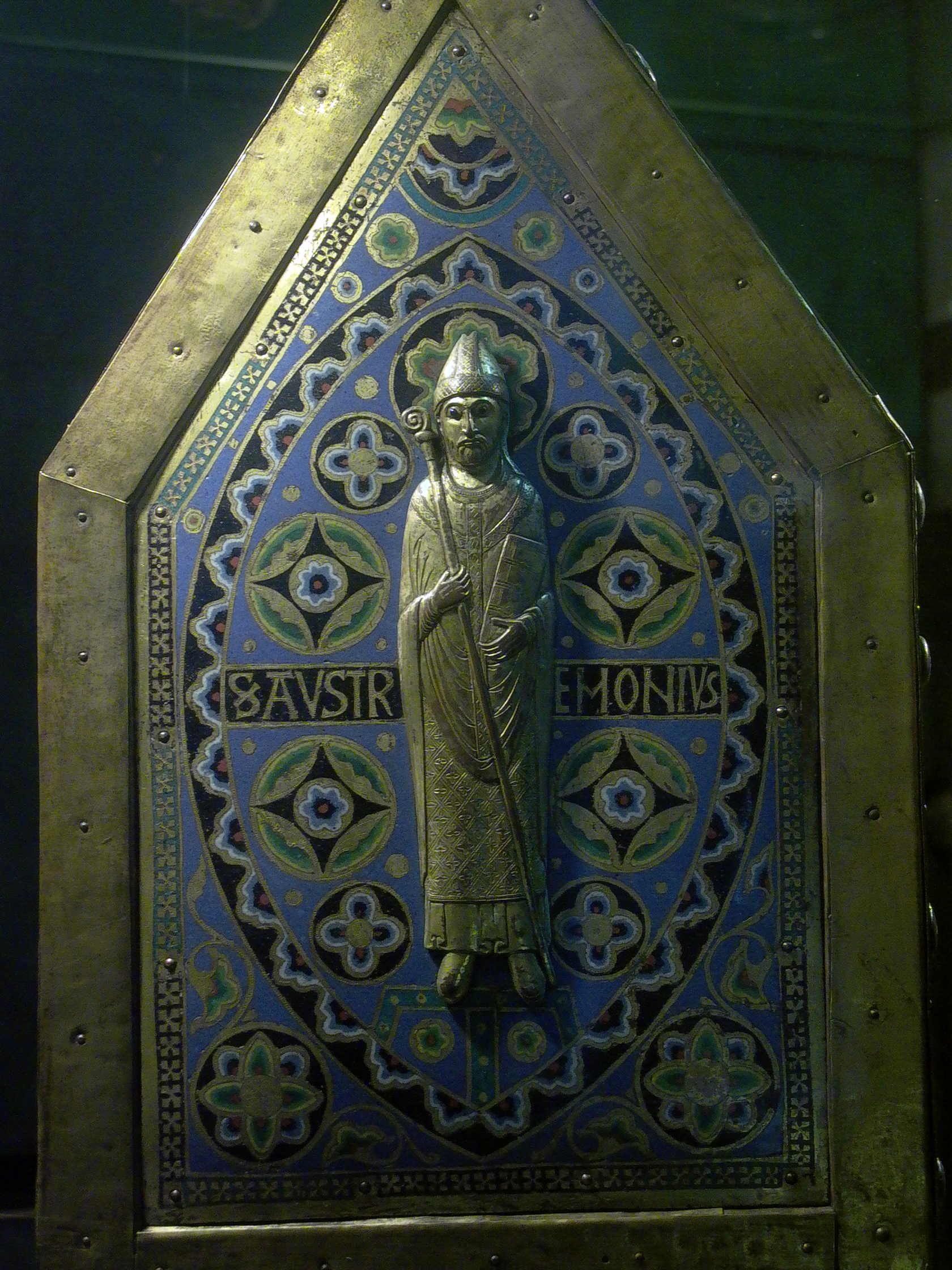
Hl. Austremonius, Evangelist der Auvergne
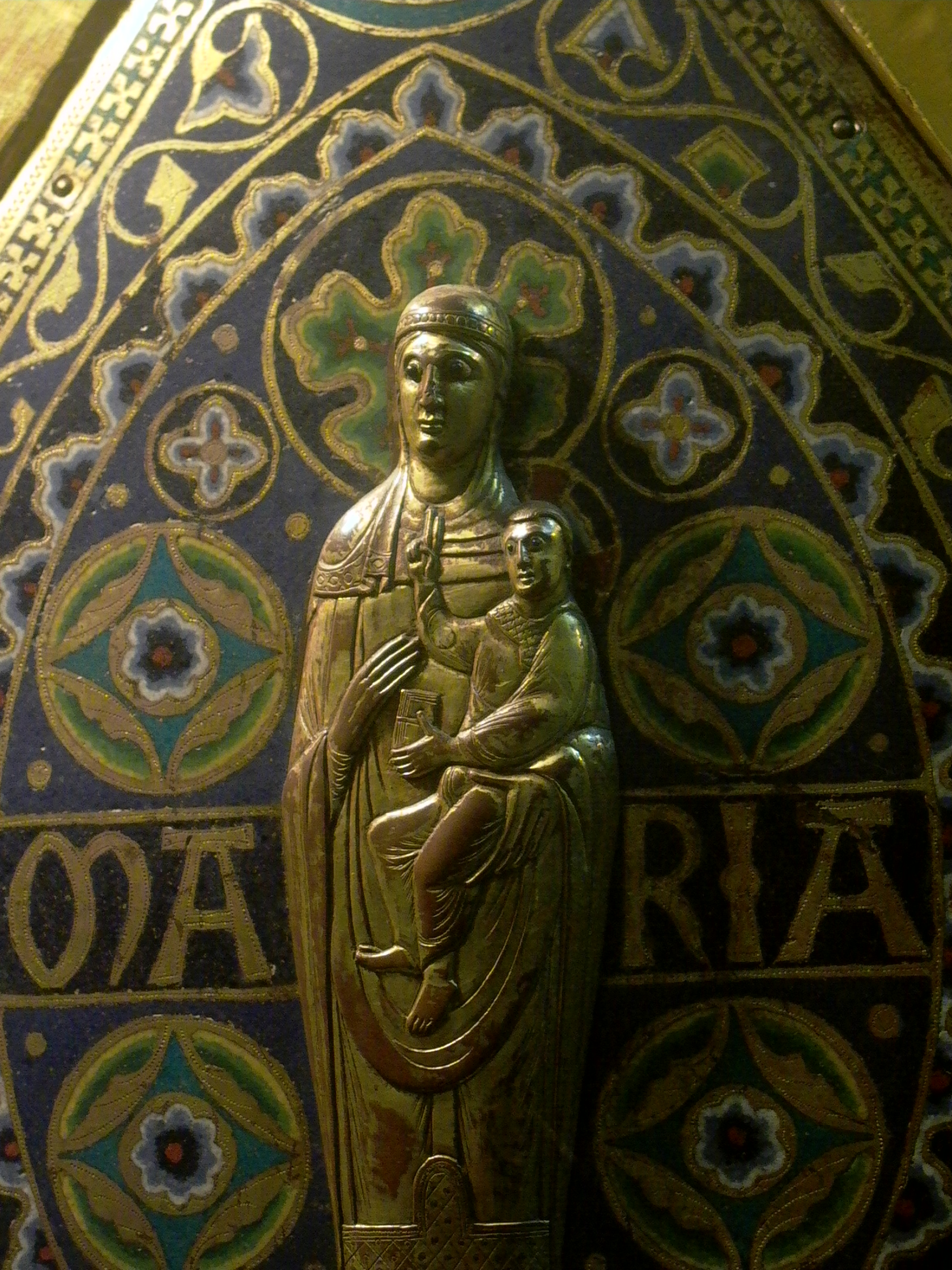
Die Jungfrau mit dem Kind

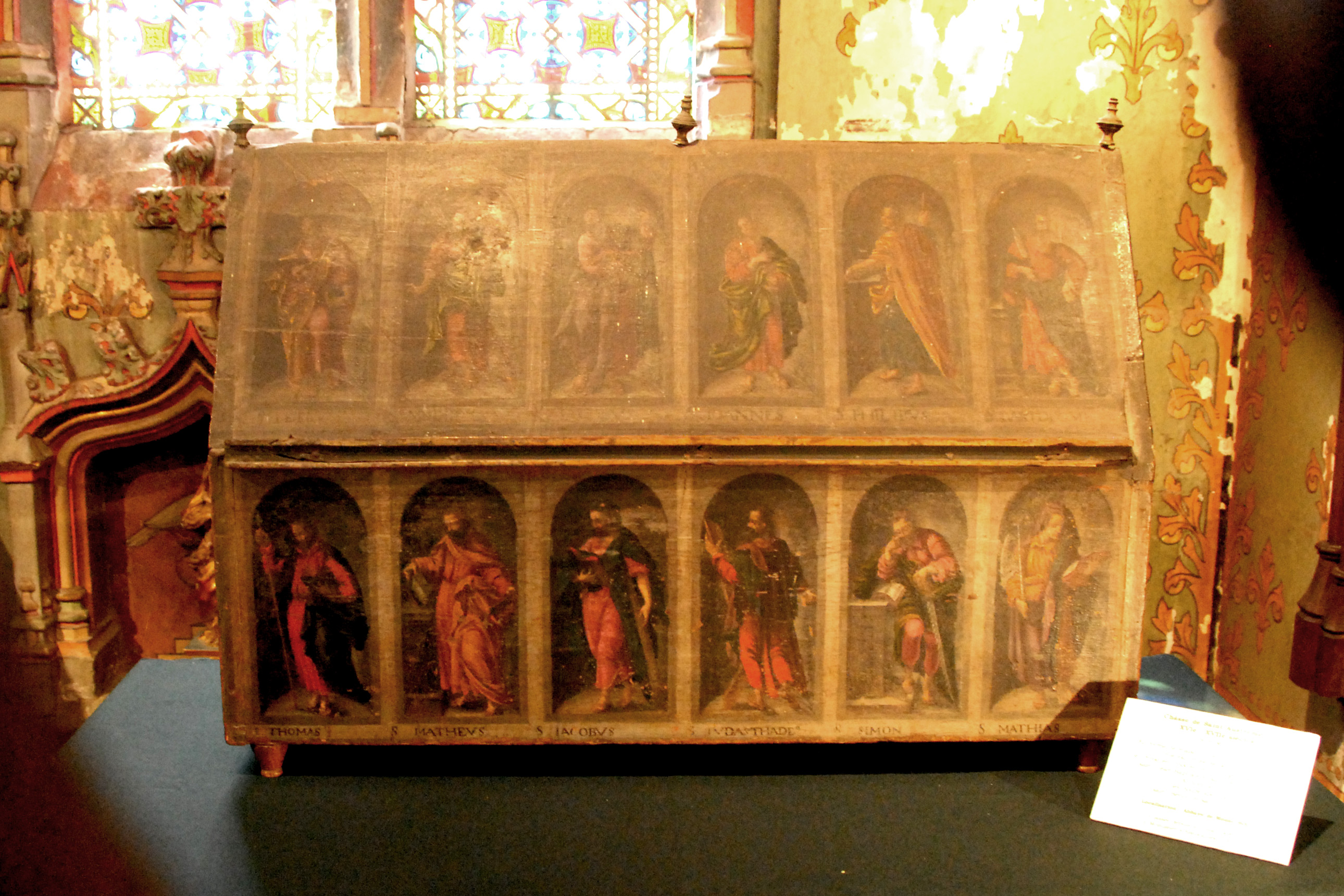
Schrein des hl. Austremonius

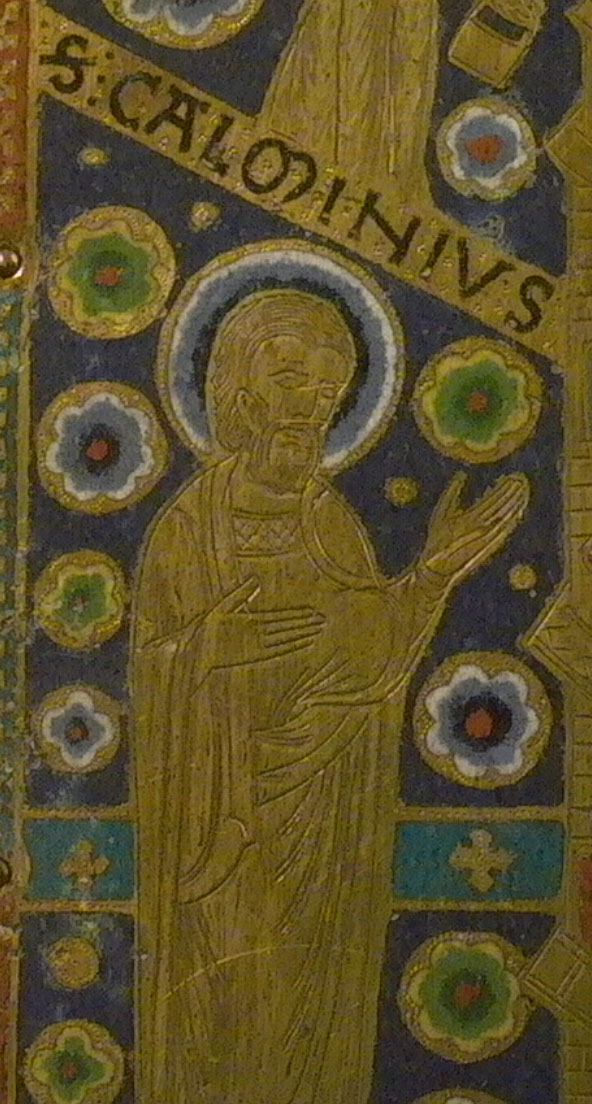
Hl. Calminius

### Reliquienschrein des heiligen Austremonius
Die gleichen Ausmaße besitzt der schlichte, polychrom gefasste hölzerne Schrein, der die Gebeine des Hl. Austremonius enthält. Er wird datiert auf das 16. bis 17. Jahrhundert. Die Malereien stellen die zwölf Apostel dar und sind mit C. Mayre fecit signiert.
Er befindet sich heute in der vergitterten Kapelle auf der Langhaussüdseite im 4. Joch.

### Sonstige Teile des Kirchenschatzes

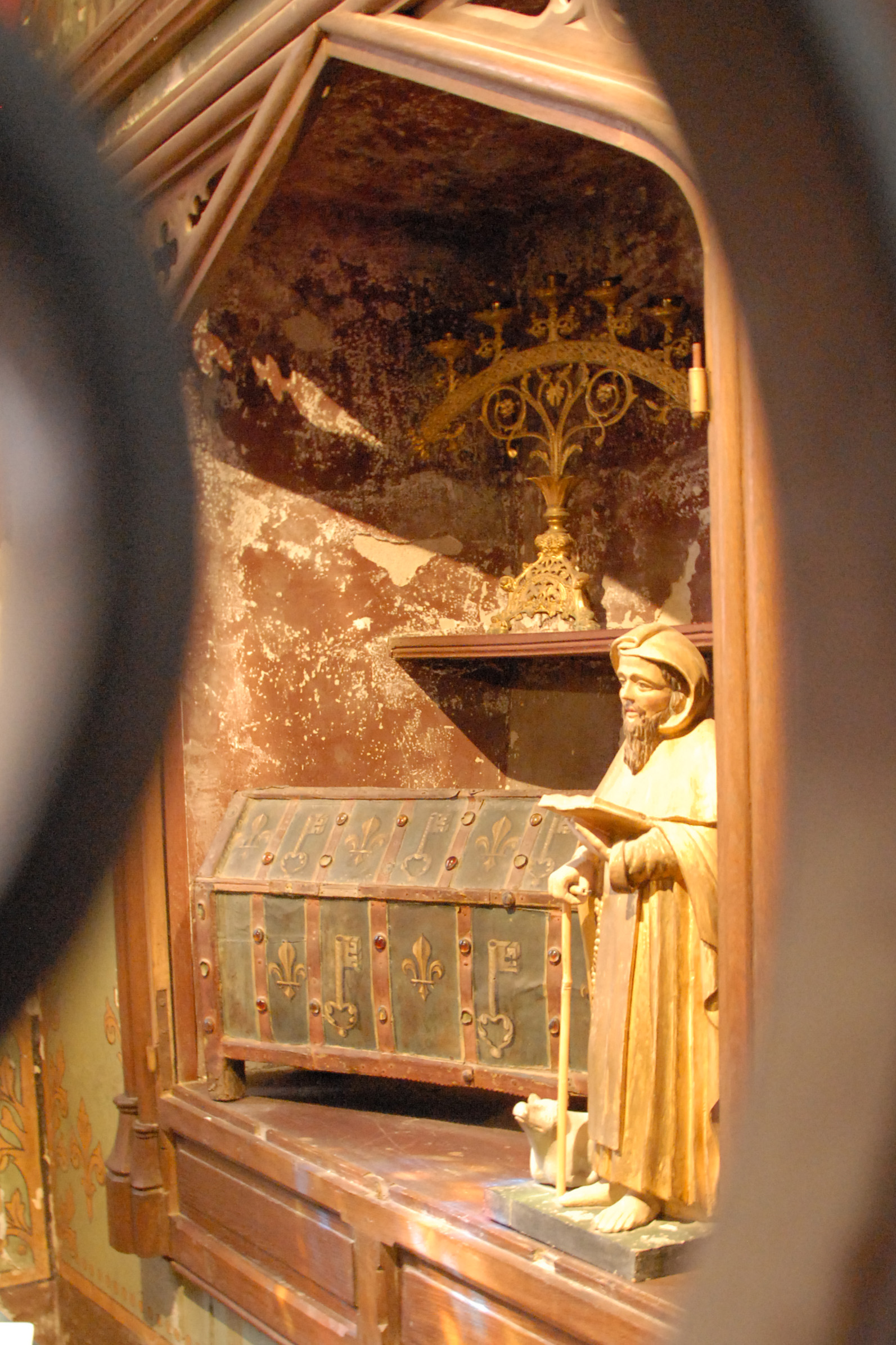
Reliquienschrein

Noch im 19. Jahrhundert gehörte ein wunderbares Prozessionskreuz zum Kirchenschatz, das aber vor mehr als 50 Jahren verkauft worden ist.
Es gab auch noch ein kostbares byzantinisches Seidengewebe, wahrscheinlich waren darin die Reliquien des heiligen Austremonius eingewickelt. Anfang des 20. Jahrhunderts hat man es dem historischen Museum für Textilien in Lyon überlassen.
Zusammen mit dem Schrein des heiligen Austremonius sind eine kostbare Monstranz neben einigen Messkelchen ausgestellt.